# 元寇
元寇（げんこう）は、日本の鎌倉時代中期の1274年・1281年に、モンゴル帝国（元朝）および属国の高麗によって2度にわたり行われた対日本侵攻である。蒙古襲来とも呼ばれる。1度目を文永の役（ぶんえいのえき・1274年）、2度目を弘安の役（こうあんのえき・1281年）という。
なお、弘安の役において日本へ派遣された艦隊は、当時世界最大規模の艦隊であった。

## 呼称

### 日本での呼称
モンゴル帝国（元朝）・高麗連合軍による2度の日本侵攻について、鎌倉・室町時代の日本の文献中では、蒙古襲来、異賊襲来、蒙古合戦、異国合戦などと表記していた。「異賊」という呼称は日本以外の外来から侵入して来る勢力を指すのに使われていたもので、『八幡愚童訓』鎌倉時代前後の文献では、刀伊の入寇や神功皇后による三韓征伐についても用いられている。その他、「凶徒」という呼称も用いられた。また、1274年の第一次侵攻は文永合戦、1281年の第二次侵攻は弘安合戦などと表記されていた。
「元寇」という呼称は江戸時代に徳川光圀が編纂を開始した『大日本史』が最初の用例である。以後、18世紀の長村鑒『蒙古寇紀』、小宮山昌秀『元寇始末』、19世紀の大橋訥庵『元寇紀略』など、「寇」を用いた史書が現れ、江戸時代後期には元寇という呼称が一般的になっていった。

### 元寇という呼称
「元」
モンゴル帝国第5代皇帝・クビライが日本宛に作成させた蒙古国書の冒頭に「大蒙古国皇帝」とあり、モンゴル帝国の漢語自称であった「大蒙古国」（モンゴル語の Yeke Monγol Ulus を訳したもの）が初見される。これらの呼称は1268年（文永5年・至元5年）正月に、クビライの命によって高麗から派遣された使者が、大宰府において口頭と書面によって「蒙古」の存在を伝達したことで、日本側にも知られるようになった。『深心院関白記』『勘仲記』といった当時の公家の日記にも「蒙古」の呼称が用いられている。
1271年12月18日（文永8年・至元8年）、クビライは国号を漢語で「大元」（モンゴル語では「大元大モンゴル国」(Dai-Ön Yeke Monγol Ulus)）と改めるが、鎌倉時代の日本では「蒙古」という呼称が一般化していたため、「元・大元」等の呼称は用いられなかった。
江戸時代に入ると『元史』などの漢籍が輸入され、明朝における元朝の略称である「元」という呼称、また、クビライを指して「胡主」・「胡元」といった遊牧勢力に対する貶称（）も用いられるようになる。
「寇」
「寇」とは、「外敵」という意味で、「寇（）す」つまり「侵略する」を名詞に表した文字である。歴史学者の川添昭二は、この表現が江戸後期に出現した背景としては、アヘン戦争で清がイギリス帝国に敗れたことや日本近海に西洋列強の船舶の来航が頻発したため、当時の日本の知識人の間で、「外夷」に対する「対外意識」高揚があり、過去の蒙古襲来についてもその文脈で見るようになったと指摘している。
幕末に流行した頼山陽の『日本外史』では、弘安の役について「元主（クビライ）、我が再び使者を誅するを聞き、則ち憤恚して、大に舟師を発し、漢・胡・韓の兵凡そ十余万人を合して、范文虎を以てこれに将とし、入寇せしむ」と表現している。

#### 新たな呼称案
近年では「元寇」の他にも「蒙古襲来」「モンゴル襲来」なども使用される。「文永の役」「弘安の役」についても、元・高麗側資料とも共通の名称を図るため、一部で1274年と1281年の干支に因んで「甲戌（）・辛巳（）の役」という呼称が提案されているが、一般的ではない。

### 元・高麗での呼称
元や高麗の文献では、日本侵攻を「征東（または東征）」「日本を征す」「日本之役」などと表記している。

## 第一次日本侵攻までの経緯
※暦はユリウス暦、月日は西暦部分を除き和暦、宣明暦の長暦による。

### モンゴル帝国の高麗侵攻

モンゴル帝国の版図の変遷

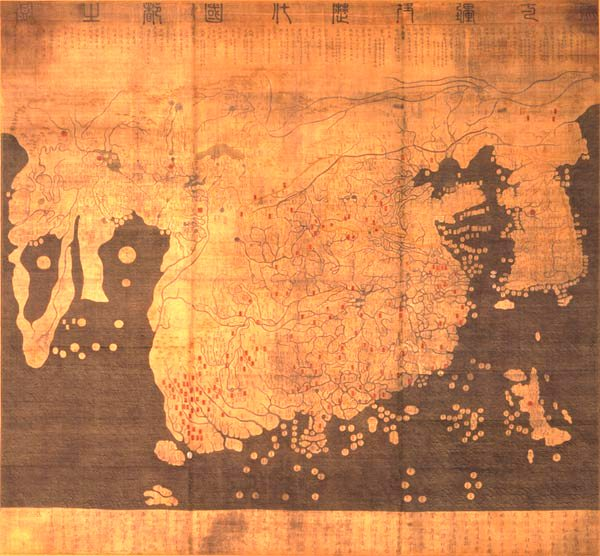
混一疆理歴代国都之図
（こんいつきょうりれきだいこくとのず）
縦130cm×横160cm
モンゴル帝国時代に作成された2種の原図を基に、1402年（明の建文4年）に李氏朝鮮で作られた現存最古の世界地図。西はアフリカ大陸から東は日本（右側下）まで描かれている。
龍谷大学大宮図書館所蔵

当時モンゴル高原および中国大陸を中心領域として東アジアと北アジアを支配していたモンゴル帝国は、1231年（寛喜3年、太宗3年）から高麗侵攻を開始。1259年（正元元年・モンケ9年）、反モンゴル帝国急先鋒の武臣政権が倒れたのをもって、高麗はモンゴル帝国に降伏した。
翌1260年（文応元年・中統元年）、モンゴル帝国の第5代皇帝（大カアン）に即位したクビライ・カアンは、これまでの高麗への武力征圧策を懐柔策へと方針を変更する。高麗への懐柔策の採用は、日本侵攻に高麗を協力させるためだったとされる。

### モンゴル帝国の樺太侵攻
1264年（文永元年・至元元年）、アムール川下流域から樺太にかけて居住し、前年にモンゴル帝国に服属していたニヴフのギレミ（吉里迷）がアイヌのクイ（骨嵬）の侵入をモンゴル帝国に訴えたため、モンゴル帝国がクイ（骨嵬）を攻撃している。この渡海作戦はモンゴル帝国にとって元寇に先んじて、初めて渡海を伴う出兵であった。以降20年を経て、二度の日本出兵を経た後の1284年（弘安7年・至元21年）、クイ（骨嵬）への攻撃を再開、1285年（弘安8年・至元22年）と1286年（弘安9年・至元23年）には約10,000の軍勢をクイ（骨嵬）に派遣している。
これらモンゴル帝国による樺太への渡海侵攻は、征服を目的としたものではなく、アイヌ側からのモンゴル帝国勢力圏への侵入を排除することが目的であったとする見解がある。この数度にわたる元軍による樺太への渡海侵攻の結果、アイヌは元軍により樺太から駆逐され北海道へ移住したものとみられる。元は樺太の最南端に拠点としてクオフオ（果夥）を設置し、北海道からのアイヌによる樺太侵入に備えた。以後、アイヌは樺太に散発的にしか侵入することができなくなった。なお、樺太最南端には、アイヌの施設であるチャシとは異なる方形土城として、土塁の遺構がある白主土城（しらぬしどじょう）があり、これがクオフオ（果夥）であったと思われる。

### 日本招諭の発端
クビライが日本に使節を派遣する契機となったのは、1265年（文永2年・至元2年）、高麗人であるモンゴル帝国の官吏・趙彝（ちょうい）等が日本との通交を進言したことが発端である。

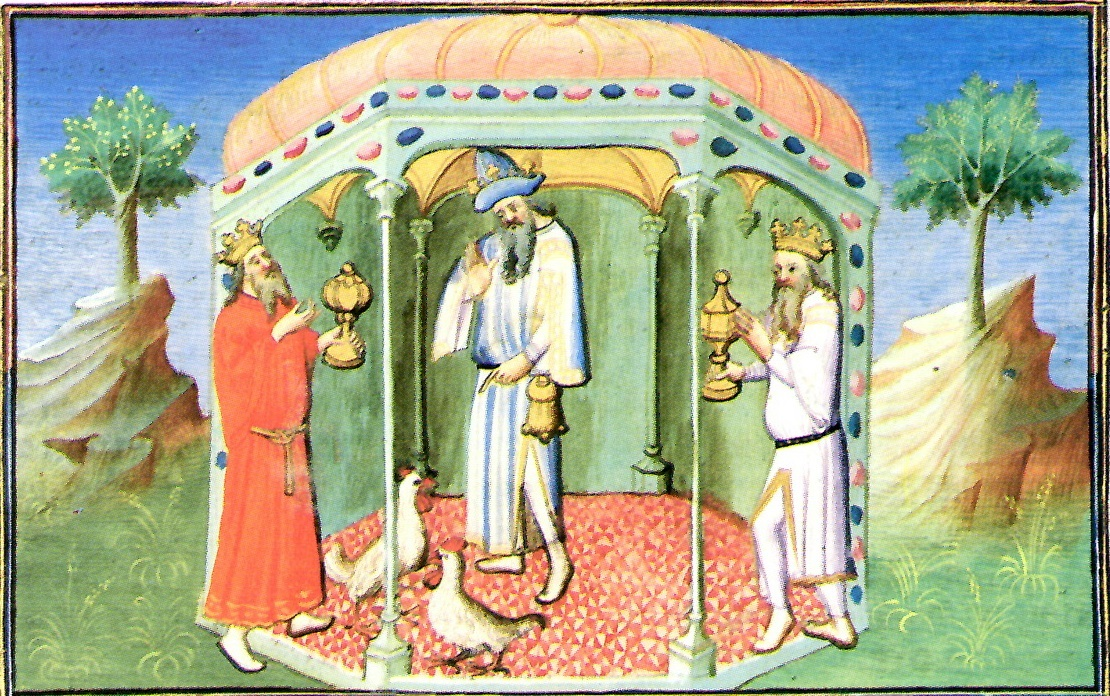
『東方見聞録』に描かれたクビライ・カアン
中央のクビライ・カアンに2人の王が日本の黄金の容器を献上している。クビライの足元には「すこぶる美味」な日本の鶏が描かれている。『東方見聞録』のミニアチュール（挿絵）は写本が作成される過程で14世紀後半から15世紀初頭に描かれたものである。
『東方見聞録』（『驚異の書』） fr.2810写本 ミニアチュール（挿絵）folio71
フランス国立図書館所蔵

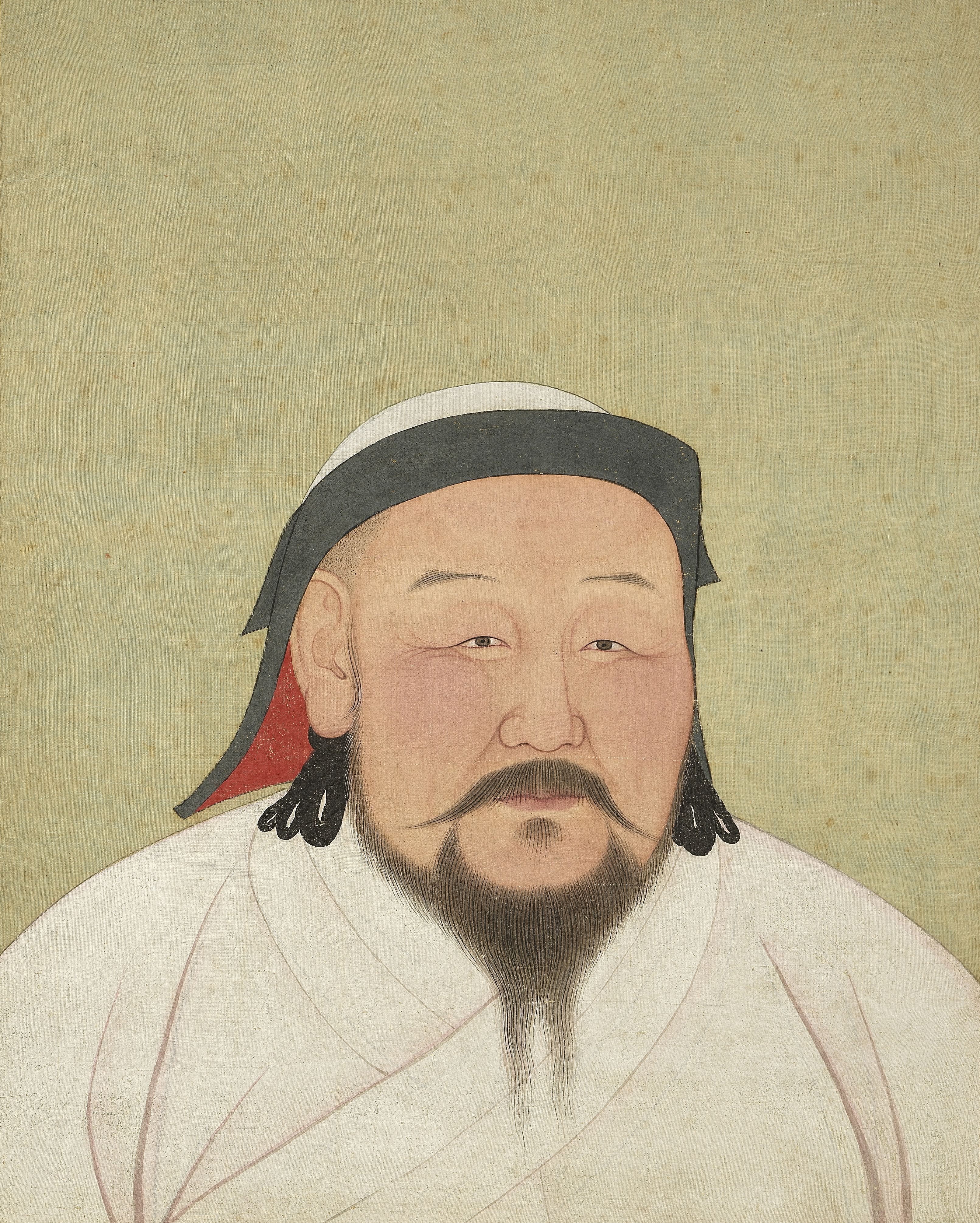
クビライ・カアン
国立故宮博物院所蔵

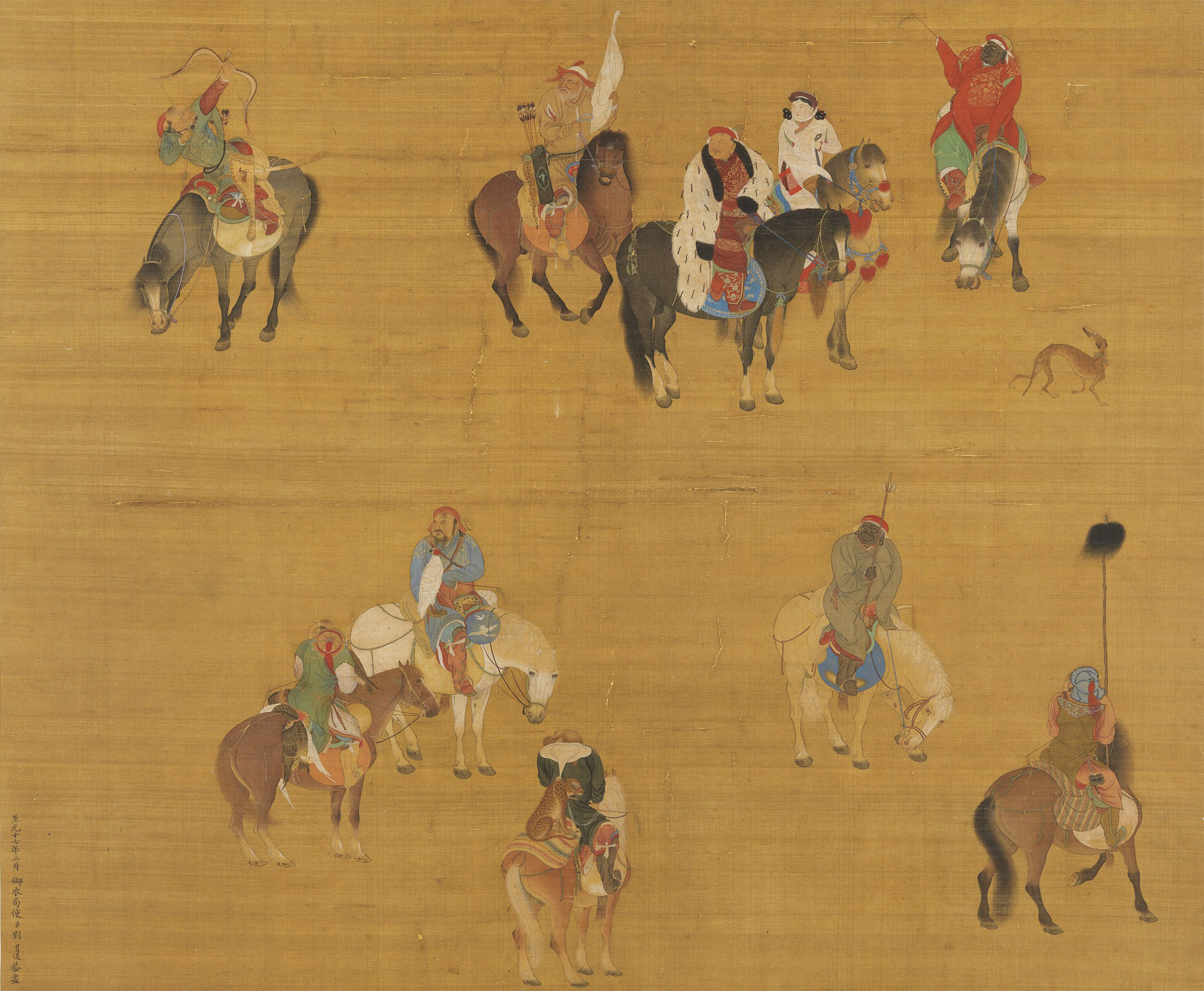
クビライ・カアンの狩猟図
劉貫道『元世祖出猟図軸』
国立故宮博物院所蔵

趙彝は「日本は高麗の隣国であり、典章（制度や法律）・政治に賛美するに足るものがあります。また、漢・唐の時代以来、あるいは使いを派遣して中国と通じてきました」 と述べたという。趙彝は日本に近い朝鮮半島南部の慶尚道咸安（かんあん）出身であったため、日本の情報を持っていたともいわれる。クビライは趙彝の進言を受け入れ、早速日本へ使節を派遣することにした。
なお、マルコ・ポーロの『東方見聞録』では、日本は大洋（オケアノス）上の東の島国として紹介されており、クビライが日本へ関心を抱いたのは、以下のように日本の富のことを聞かされ興味を持ったからだとしている。
「ジパング（日本国）は東方の島で、大洋の中にある。大陸から1500マイル（約2,250km）離れた大きな島で、住民は肌の色が白く礼儀正しい。また、偶像崇拝者である。島では金が見つかるので、彼らは限りなく金を所有している。しかし大陸からあまりに離れているので、この島に向かう商人はほとんどおらず、そのため法外の量の金で溢れている。この島の君主の宮殿について、私は一つ驚くべきことを語っておこう。その宮殿は、ちょうど私たちキリスト教国の教会が鉛で屋根を葺くように、屋根がすべて純金で覆われているので、その価値はほとんど計り知れないほどである。床も2ドワ（約4cm）の厚みのある金の板が敷きつめられ、窓もまた同様であるから、宮殿全体では、誰も想像することができないほどの並外れた富となる。また、この島には赤い鶏がたくさんいて、すこぶる美味である。多量の宝石も産する。さて、クビライ・カアンはこの島の豊かさを聞かされてこれを征服しようと思い、二人の将軍に多数の船と騎兵と歩兵を付けて派遣した。将軍の一人はアバタン（アラカン（阿剌罕））、もう一人はジョンサインチン（ファン・ウェン・フー、范文虎）といい、二人とも賢く勇敢であった。彼らはサルコン（泉州）とキンセー（杭州）の港から大洋に乗り出し、長い航海の末にこの島に至った。上陸するとすぐに平野と村落を占領したが、城や町は奪うことができなかった」
また、南宋遺臣の鄭思肖も「元賊は、その豊かさを聞き、（使節を派遣したものの）倭主が来臣しないのを怒り、土の民力をつくし、舟艦を用意して、これに往きて攻める」 と述べており、クビライが日本の豊かさを聞いたことを日本招諭の発端としている。
一方、クビライの重臣・劉宣は「至元初年に高麗の趙開（趙彝か）が日本と通交し南宋を牽制するように建言する」 と述べており、招諭の発端として南宋包囲網を敷くことも目的の一つであったことがわかる。ただし、クビライは日本へ使節を派遣するのと同時期に「朕、宋（南宋）と日本とを討たんと欲するのみ」 と明言し、高麗の造船により軍船が整えば「或いは南宋、或いは日本、命に逆らえば征討す」 と述べるなど、南宋征服と同様に日本征服の意志を表明している。

### 第一回使節

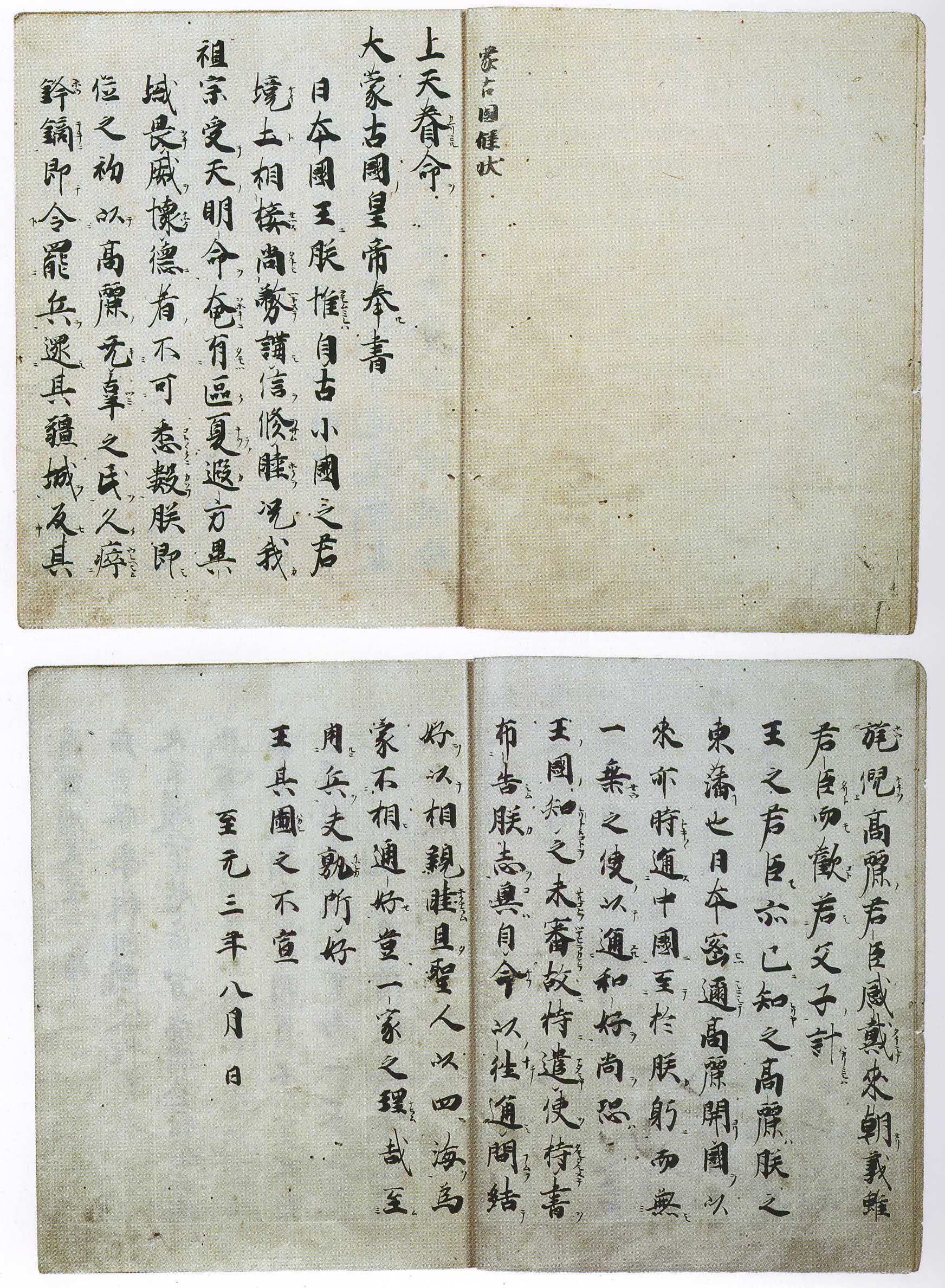
宗性筆『蒙古國牒状』
『調伏異朝怨敵抄』所収
東大寺尊勝院所蔵

クビライは使節の派遣を決定すると、1266年（文永3年・至元3年）付けで日本宛て国書である「大蒙古国皇帝奉書」を作成させ、正使・兵部侍郎のヒズル（黒的）と副使・礼部侍郎の殷弘ら使節団を日本へ派遣した。使節団は高麗を経由して、そこから高麗人に日本へ案内させる予定であった。
11月、ヒズル（黒的）ら使節団は高麗に到着し、高麗国王・元宗に日本との仲介を命じ、高麗人の枢密院副使・宋君斐と侍御史・金賛らが案内役に任ぜられた。しかし、高麗側は、モンゴル帝国による日本侵攻の軍事費の負担を恐れていた。そのため、翌年、宋君斐ら高麗人は、ヒズル（黒的）ら使節団を朝鮮半島東南岸の巨済島まで案内すると、対馬を臨み、海の荒れ方を見せて航海が危険であること、貿易で知っている対馬の日本人はかたくなで荒々しく礼儀を知らないことなどを理由に、日本への進出は利とならず、通使は不要であると訴えた。これを受けて使節は、高麗の官吏と共にクビライの下に帰朝した。
しかし、報告を受けたクビライはあらかじめ「風浪の険阻を理由に引き返すことはないように」と日本側への国書の手交を高麗国王・元宗に厳命していたことや、元宗が「（クビライの）聖恩は天大にして、誓って功を立てて恩にむくいたい」と絶対的忠誠を誓っていながら、クビライの命令に反して使節団を日本へ渡海させなかったことに憤慨した。
怒ったクビライは、今度は高麗が自ら責任をもって日本へ使節を派遣するよう命じ、日本側から要領を得た返答を得てくることを元宗に約束させた。
命令に逆らうことのできない元宗はこの命令に従い、元宗の側近であった起居舎人・潘阜らを日本へ派遣する。

### 第二回使節

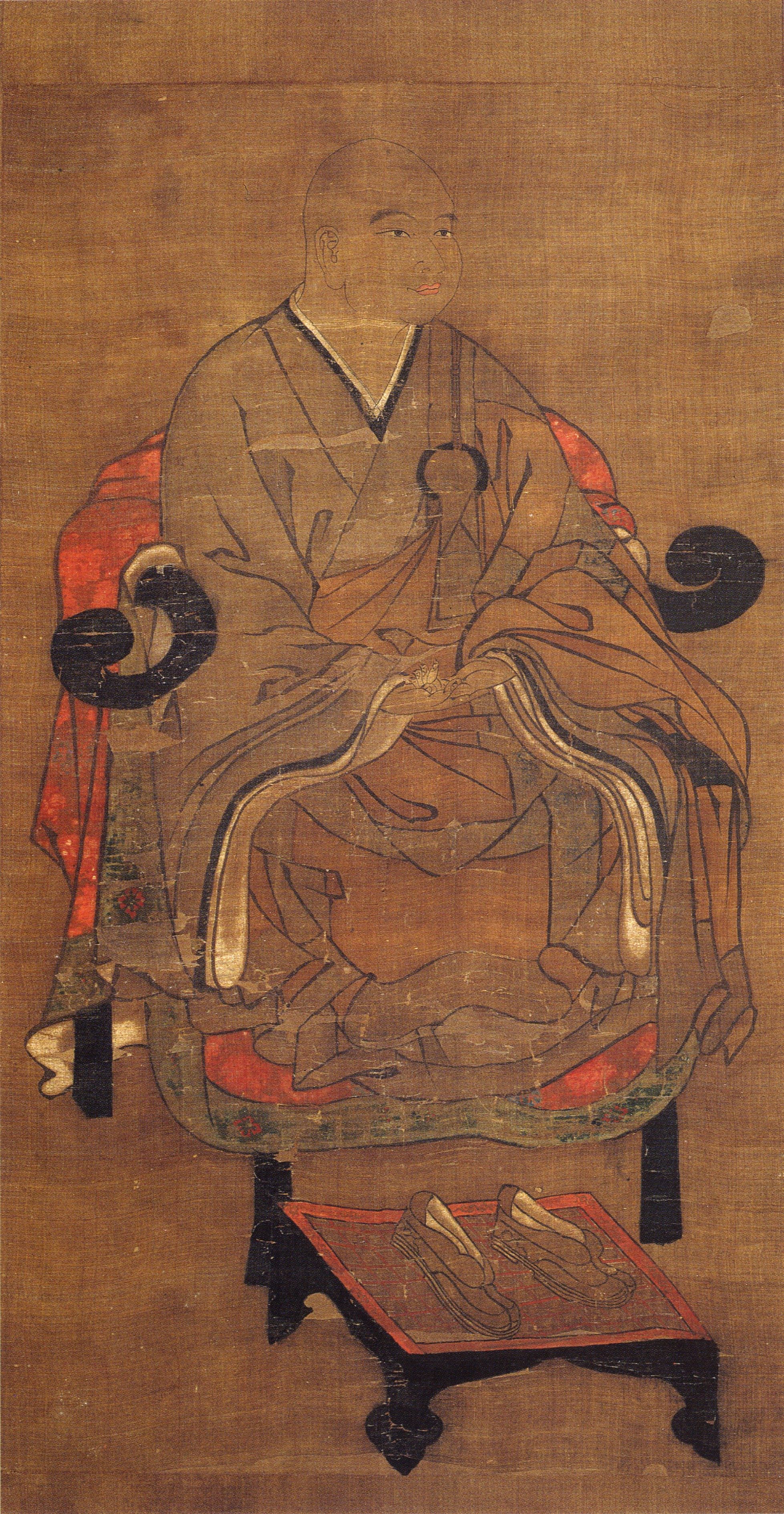
伝・北条時宗（北条定宗像とも）
満願寺所蔵

1268年（文永5年・至元 5年）正月、高麗の使節団が大宰府に到来。
大宰府の鎮西奉行・少弐資能は大蒙古国皇帝奉書（日本側呼称：蒙古国牒状）と高麗国王書状、使節団代表の潘阜の添え状の3通を受け取り、鎌倉へ送達する。鎌倉幕府では、この年の3月に北条時宗が八代執権に就任したばかりであった。
当時の国政は、外交は朝廷の担当であったため、幕府は朝廷に国書を回送した。朝廷と幕府の仲介職である関東申次の西園寺実氏は幕府から国書を受け取ると、院政を布く後嵯峨上皇に「異国のこと」として提出した。蒙古国書への対応を巡る朝廷の評定（）は連日続けられた。
幕府では蒙古人が凶心を挟んで本朝（日本）を窺っており、近日牒使を派遣してきたとして、蒙古軍の襲来に備えて用心するよう御家人らに通達した。鎌倉には南宋より禅僧が渡来しており、これらの南宋僧侶による進言や、大陸におけるモンゴル帝国の暴虐などの報告もあったとされる。
日本側からの反応が無かったため、太宰府到来から7か月後に使節団は高麗へ帰還しており、高麗は遣使の失敗の旨をクビライに報告している。
同1268年（文永5年・至元5年）5月、クビライは使節団の帰還を待たずして「朕、宋（南宋）と日本とを討たんと欲するのみ」と日本征服の意思を表明し、高麗に戦艦1,000艘（）の造船を命じている。また同年10月には、クビライは高麗に厳命した軍兵10,000と戦艦1,000艘の軍備が整えば「或いは南宋、或いは日本、命に逆らえば征討す」と述べ、さらにモンゴル帝国の官吏を高麗に派遣して朝鮮半島の黒山島より日本侵攻ルートを調査させた。
同年、第2代皇帝・オゴデイ（窩闊台）以来の懸案であった南宋の侵攻を開始。1273年（文永10年・至元10年）に南宋の襄陽・樊城が陥落するまで激戦が展開された（襄陽・樊城の戦い）。

#### 大蒙古国皇帝奉書
大蒙古国皇帝奉書の内容は、次の通りであった。

##### 現代語訳
このクビライが最初に送った大蒙古国皇帝奉書は、「上天」・「大蒙古国皇帝（クビライ・カアン）」・「祖宗（チンギス・カン）」といった特定の語を一文字高く記述する台頭形式で、対して「日本国王」はそれら特定の語より一文字下げて記述してあり、間接的に日本国王を臣下とする関係を望んでいることを示唆するもので、それが入れられなければ、武力を用いることを仄めかすなど恫喝を含んだものであった。
この大蒙古国皇帝奉書の内容については諸説あるが、末尾の「不宣」という語は、友人に対して用いられるものであり、モンゴル帝国皇帝が他国の君主に与える文書としては前例のないほど鄭重なものとする見解がある一方、高圧的であるという見解もあり、歴史小説家・陳舜臣は、冒頭の「朕が思うに、いにしえより小国の君主は国境が相接していれば…」の「小国」は日本を指し、最後に「兵を用いることは誰も好まない」と武力で脅すなど、歴代中国王朝国書と比較しても格段に無礼としている。

### 第三回使節
1269年（文永6年・至元6年）2月、クビライは再び正使・ヒズル（黒的）、副使・殷弘ら使節団を日本へ派遣、高麗人の起居舎人・潘阜らの案内で総勢75名の使節団が対馬に上陸した。使節らは日本側から拒まれたため対馬から先には進めず、日本側と喧嘩になった際に対馬島人の塔二郎と弥二郎という2名を捕らえて、これらと共に帰還した。
クビライは、使節団が日本人を連れて帰ってきたことに大いに喜び、塔二郎と弥二郎に「汝の国は、中国に朝貢し来朝しなくなってから久しい。今、朕は汝の国の来朝を欲している。汝に脅し迫るつもりはない。ただ名を後世に残さんと欲しているのだ」と述べた。クビライは塔二郎と弥二郎に、多くの宝物を下賜し、クビライの宮殿を観覧させた。宮殿を目の当たりにした二人は「臣ら、かつて天堂・仏刹ありと聞いていましたが、まさにこれのことをいうのでしょう」と感嘆した。これを聞いたクビライは喜び、二人を首都・燕京（後の大都）の万寿山の玉殿や諸々の城も観覧させたという。

### 第四回使節
1269年（文永6年・至元6年）9月、捕えた対馬島人の塔二郎と弥二郎らを首都・燕京（後の大都）から護送する名目で使者として高麗人の金有成・高柔らの使節が大宰府守護所に到来。今度の使節はクビライ本人の国書でなく、モンゴル帝国の中央機関・中書省からの国書と高麗国書を携えて到来した。
モンゴル帝国による中書省牒
2度目の国書がモンゴル帝国の中央機関・中書省からの中書省牒だったことについて、クビライが「皇帝」の国書では日本側からの返書は得にくいと判断し、皇帝本人からの国書よりも下部機関である「中書省」からの国書にすれば日本側が返書し易いと考えたのではないかとされる。この中書省牒は日本に明確に服属を要求する内容だった。
朝廷による返書『太政官牒案』草案
この中書省牒に対して、朝廷の評定では、モンゴル帝国の服属の要求を拒否することに決し、さらに拒否の返書を出すこととした。早速、文書博士・菅原長成が返書文を起草し、中書省牒に対して返書「太政官牒案」草案を作成した。
草案の内容は以下のように、モンゴル帝国に対して日本の独立性を主張した内容だった。
「事情を案ずるに、蒙古の号は今まで聞いたことがない。（中略）そもそも貴国はかつて我が国と人物の往来は無かった。
本朝（日本）は貴国に対して、何ら好悪の情は無い。ところが由緒を顧みずに、我が国に凶器を用いようとしている。
（中略）聖人や仏教の教えでは救済を常とし、殺生を悪業とする。（貴国は）どうして帝徳仁義の境地と（国書で）称していながら、かえって民衆を殺傷する源を開こうというのか。
およそ天照皇太神（天照大神）の天統を耀かしてより、今日の日本皇帝（亀山天皇）の日嗣を受けるに至るまで（中略）ゆえに皇帝の国土を昔から神国と号すのである。
知をもって競えるものでなく、力をもって争うことも出来ぬ唯一無二の存在である。よく考えよ」
また、高麗国王・元宗にも返書案を作成しており、捕えられていた塔二郎と弥二郎の送還に便宜を図ってくれた高麗側に慰労と感謝を述べた内容であった。しかし、幕府は評定により「返牒遣わさるべからずの旨」を決し、朝廷に返書しないことを上奏した。朝廷が幕府の提案を受け入れたため、モンゴル帝国からの使節は返書を得ることに失敗し帰還した。

### 三別抄の援助要請
1271年（文永8年・至元8年）9月、高麗に反乱を起していた三別抄 から、軍事的援助を乞う使者が到来。
この時、三別抄は自らを高麗王朝と称していた。
受け手側の朝廷はすでに高麗からもたらされた国書に対して、今回もたらされた高麗王朝を名乗る書状がモンゴル帝国を非難し珍島への遷都を告げ、さらにはモンゴル帝国と対抗するため数万の軍勢の援助を日本側に乞う内容であったため、非常に不可解に感じられ、この書状に対しての評定では様々な意見が述べられた。なお、三別抄の使者に対して、日本側がどのように対応したかは史料がなく、その後の詳細は詳らかではない。
一方で三別抄は、同年にモンゴル帝国に対して「駐屯する（蒙古）諸軍を退けて欲しい。そうすれば、然るのち帰順する。しかし、蒙古の将軍・ヒンドゥ（忻都）が要請に従おうとしない。今（クビライに）お願いする。（我らが）全羅道を得てそこで居住できるのであれば、直ちに朝廷に隷属する」 と懇願している。
1273年（文永10年・至元10年）4月、元は高麗軍を主力とする軍船160艘、12,000人（高麗軍6千、屯田軍2千、漢軍2千、武衛軍2千）の軍をもって、結局三別抄を平定した（三別抄の乱）。

### 第五回使節
1271年（文永8年・至元8年）9月、三別抄からの使者が到来した直後に、元使である女真人の趙良弼らがモンゴル帝国への服属を命じる国書を携えて5度目の使節として100人余りを引き連れて到来。クビライは、趙良弼らが帰還するまでとして、日本に近い高麗の金州にクルムチ（忽林赤）、王国昌、洪茶丘の軍勢を集結させるなど、今回の使節派遣は軍事力を伴うものであった。
博多湾の今津に上陸した趙良弼は、日本に滞在していた南宋人と三別抄から妨害を受けながらも大宰府西守護所に到着した。日本側が大宰府以東への訪問を拒否したため、趙良弼はやむなく国書の写しを手渡し、11月末の回答期限を過ぎた場合は武力行使も辞さないとした。これに対して朝廷は評定を行い、前回に文書博士・菅原長成が作成した返書『太政官牒案』草案を少々手直しの上で返書を渡すということで一旦は決定をみたが、その後も使節団に関する評定が続いた。一方、大宰府では、ひとまず先に返書の代わりとして、日本の使節がクビライのもとへと派遣されることになった。趙良弼もまた日本使とともに帰還の途に就いた。
同年11月、クビライは国号を新たに「大元」と定める。

### 日本使の大都訪問
1272年（文永9年・至元9年）、12人の日本使（『元史』日本伝では26人）が1月に高麗を経由し、元の首都・大都を訪問する。元側は日本使の意図を元の軍備の偵察だと判断し、クビライへの謁見は許さなかった。趙良弼から高麗の金州に駐屯する元軍が日本側を警戒させていると報告があったため、元の丞相・アントン（安童）は日本使に対し、その軍は三別抄に備えたものだと説明するようクビライに進言し、クビライはこれを採用している。大都を後にした日本使は、4月に再び高麗を経由して帰国した。

### 第六回使節
1272年（文永9年・至元9年）4月又は12月、元使である女真人の趙良弼らは、日本が元の陣営に加わることを恐れる三別抄の妨害を受けながらも、6度目の使節として再び日本に到来。
『元朝名臣事略』野斎李公撰墓碑によれば、趙良弼ら使節団が到来すると、日本の「国主」はクビライ宛に返書し和を議そうとしたが、日本が元の陣営に加わることを警戒した南宋より派遣された渡宋禅僧・瓊林（けいりん）が帰国して趙良弼らを妨害したため、趙らは返書を得ることができなかったという。また、『賛皇復県記』にも、南宋は自国と近い日本が元の陣営に加わることを恐れて、瓊林を遣わして妨害したとある。さらに趙良弼らは大宰府より日本の国都（京都）に入ることができなかったことから、遂に元に帰還した。6月に帰還した趙良弼は、日本の君臣の爵号、州郡の名称とその数、風俗と産物をクビライに報告した。
クビライは、途中で引き返すなど日本に未到着のものも含む合計6回、日本へ使節を派遣したが、服属させる目的が達成できなかったため、武力侵攻を決断する。これに対して趙良弼は、日本侵攻の無益をクビライに説き「臣は日本に居ること一年有余、日本の民俗を見たところ、荒々しく獰猛にして殺を嗜み、父子の親（孝行）、上下の礼を知りません。その地は山水が多く、田畑を耕すのに利がありません。その人（日本人）を得ても役さず、その地を得ても富を加えません。まして舟師（軍船）が海を渡るには、海風に定期性がなく、禍害を測ることもできません。これでは有用の民力をもって、無窮の巨壑（）（底の知れない深い谷）を埋めるようなものです。臣が思うに（日本を）討つことなきがよいでしょう」と述べ、日本侵攻に反対した。これを受けて、クビライは一旦は趙良弼の諫言（）に従った。

### 第一次日本侵攻計画
しかし、クビライは翌1273年（文永10年・至元10年）には前言を翻し、日本侵攻を計画し侵攻準備を開始した。この時点で、元は南宋との5年に及ぶ襄陽・樊城の戦いで勝利し、南宋は元に対抗する国力を失っていた。また朝鮮半島の三別抄も元に滅ぼされており、軍事作戦を対日本に専念させることが可能となったのである。
1274年（文永11年・至元11年）1月、クビライは昭勇大将軍・洪茶丘を高麗に派遣し、高麗に戦艦300艘の建造を開始させた。

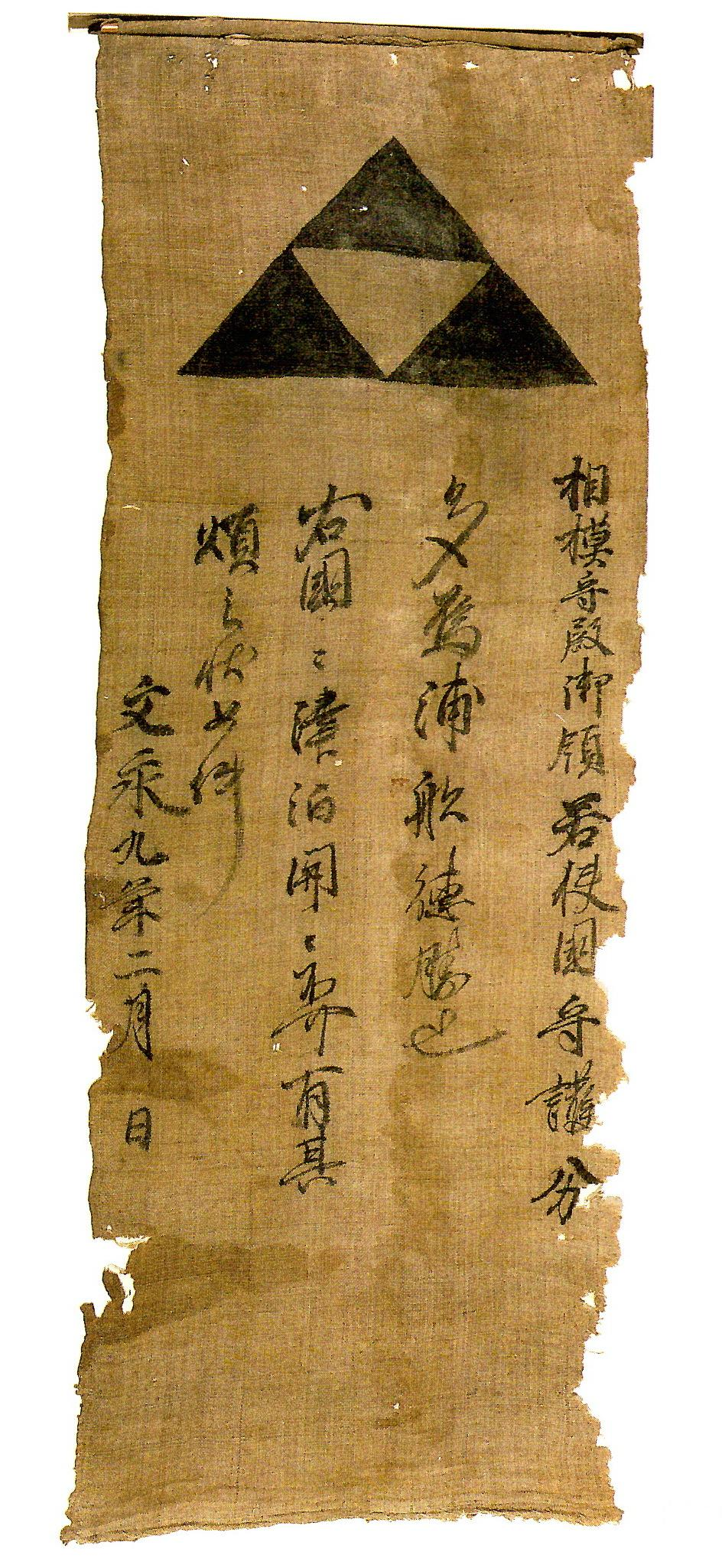
北条氏得宗過所船旗
1272年（文永9年）に執権・北条時宗が航行の自由を保証する時に交付した過所旗。旗には北条氏の家紋『三鱗紋』が配されている。
京都大学総合博物館所蔵

洪茶丘は監督造船軍民総管に任命され、造船の総指揮に当たり、工匠・人夫（）30,500人余りを動員した。洪茶丘の督促により高麗の民は「期限急迫して、疾（はや）きこと雷電の如し。民、甚（はなは）だ之に苦しむ」といった様相であったという。同年5月、元から派遣された日本侵攻の主力軍15,000人が高麗に到着する。
同月、クビライは娘の公主・クトゥルクケルミシュ（忽都魯掲里迷失）を高麗国王・元宗の子の王世子・諶（しん、後の忠烈王）に嫁がせ、日本侵攻を前にして元と高麗の関係をより強固にする。その直後の7月には元宗が死去し、8月に諶が新たに第25代高麗国王・忠烈王として即位した。
6月、高麗は元に使者を派遣し、戦艦300艘の造船を完了させ、軍船大小900艘を揃えて高麗の金州に泊めたことを報告する。8月、日本侵攻軍の総司令官にしてモンゴル人の都元帥・クドゥン（忽敦）が高麗に着任した。

### 異国警固体制
執権・北条時宗は、このようなモンゴル帝国の襲来の動きに対して以下のような防衛体制を敷いた。
- 1271年（文永8年・至元8年）、北条時宗は鎮西に所領を持つ東国御家人に鎮西に赴くように命じ、守護の指揮のもと蒙古襲来に備えさせ、さらに鎮西の悪党の鎮圧を命じた[126][127]。当時の御家人は本拠地の所領を中心に遠隔地にも所領を持っている場合があり、そのため、モンゴル帝国が襲来すれば戦場となる鎮西に所領を持つ東国御家人に異国警固をさせることを目的として鎮西への下向を命じたのであった[128]。これがきっかけとなり、鎮西に赴いた東国御家人は漸次九州に土着していくこととなる[128]。九州に土着した東国御家人には肥前の小城に所領を持つ千葉氏などがおり、下向した千葉頼胤は肥前千葉氏の祖となっている。
- 1272年（文永9年・至元9年）、北条時宗は異国警固番役を設置。鎮西奉行・少弐資能、大友頼泰の二名を中心として、元軍の襲来が予想される筑前・肥前の要害の警護および博多津の沿岸を警固する番役の総指揮に当たらせた[129][130][131][132][133]。
- 同年2月、北条時宗は後嵯峨上皇没直後の二月騒動で庶兄・北条時輔等を粛清し幕府の統制を強化した[134]。

なお、『高麗史』によると、日本側が高麗に船を派遣して、諜報活動を行っていたと思われる記述があり、以下のような事件があった。
- 同年7月、高麗の金州において、慶尚道安撫使・曹子一と諜報活動を行っていたと思われる日本船とが通じていた[135]。曹子一は元に発覚することを恐れて、密かに日本船を退去させたが、高麗軍民総管・洪茶丘はこれを聞き、直ちに曹子一を捕らえると、クビライに「高麗が日本と通じています」と奏上した[135]。高麗国王・元宗は張暐を派遣してクビライに対して曹子一の無実を訴え解放を求めたものの、結局、曹子一は洪茶丘の厳しい取調べの末に処刑された[135]。
- 1273年（文永10年・至元10年）11月、幕命を受けた少弐資能は、戦時に備えて豊前・筑前・肥前・壱岐・対馬の御家人領の把握のため、御家人領に対して名字や身のほど・領主の人名を列記するなどした証文を持参して大宰府に到るように、これらの地域に動員令を発した[136]。

## 文永の役

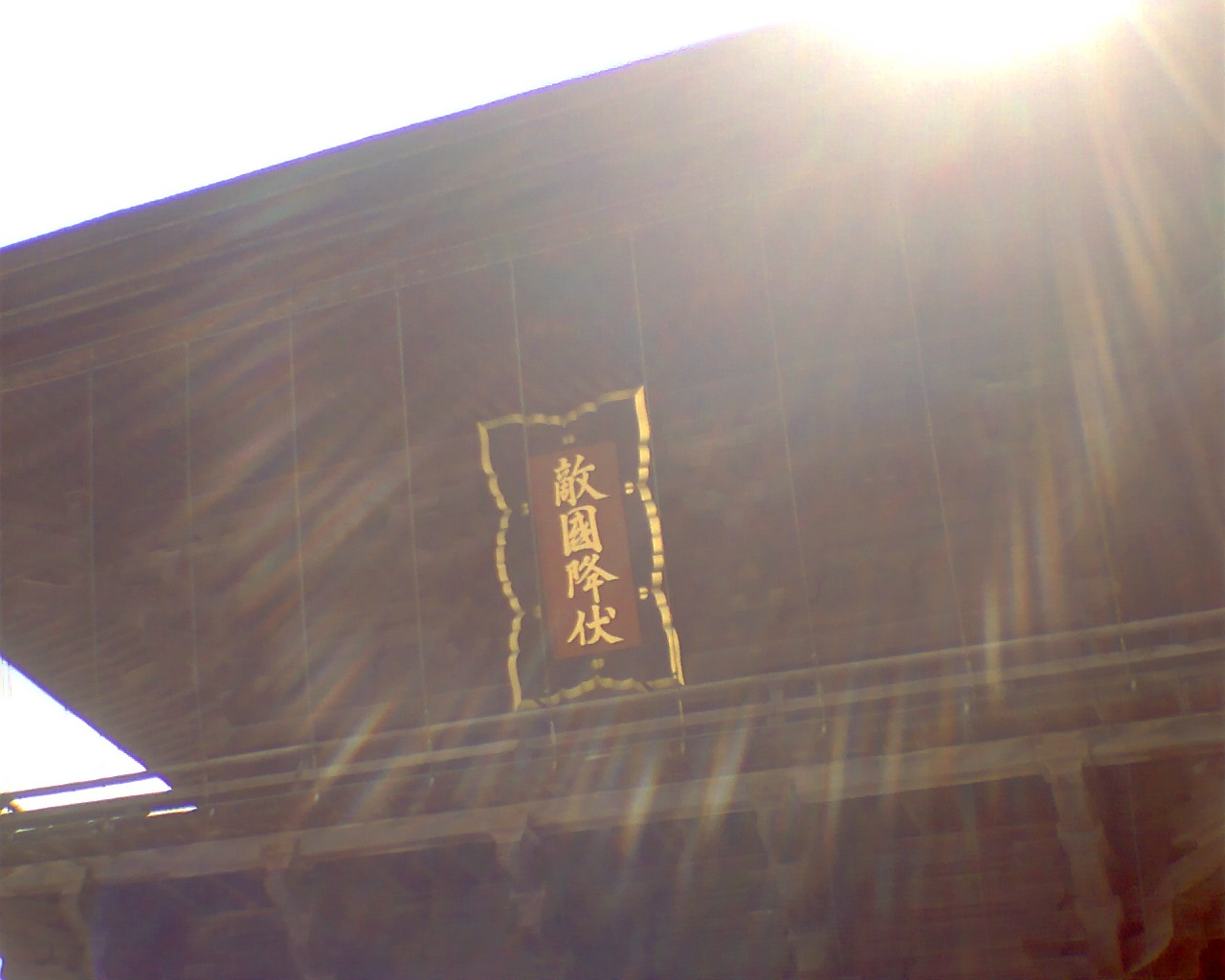
筥崎宮伏敵門の扁額『敵國降伏』
公家の広橋兼仲の日記『勘仲記』（11月14日条）によると、文永の役最中と思われる時期に筥崎宮は火事により焼失したという。この「敵國降伏」の扁額は、文永の役後の社殿再建時に亀山上皇により寄進された宸筆のものと伝えられる。

### 元・高麗連合軍の出航

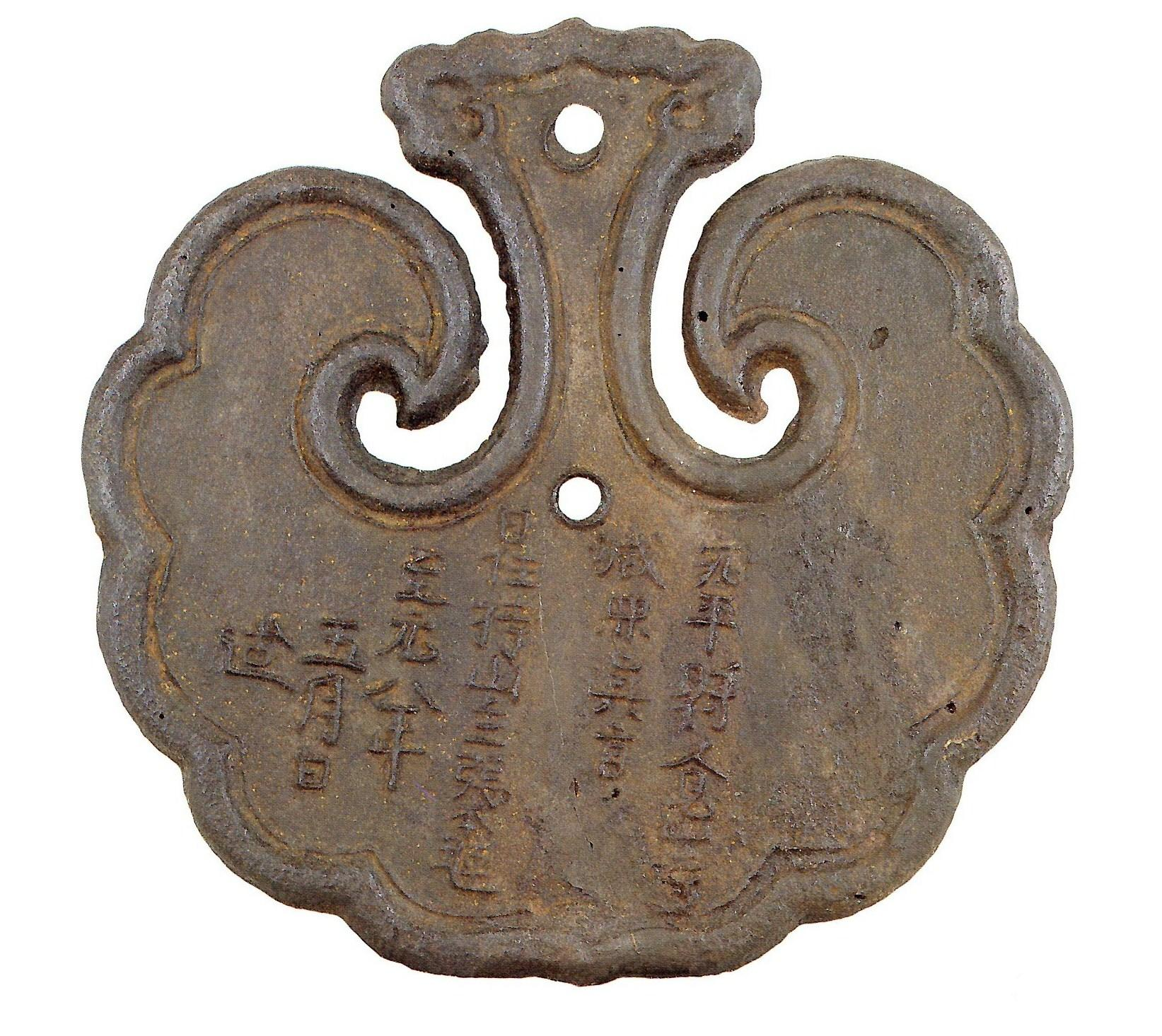
元軍の雲版
雲版とは寺院において時間を知らせるために打ち鳴らす道具。元軍が銅鑼として使用したものと伝わる。雲版の表面には、鋳造年に文永の役の3年前である「至元八年（1271年）五月日 造」と元の年号が刻まれている。
筥崎宮所蔵

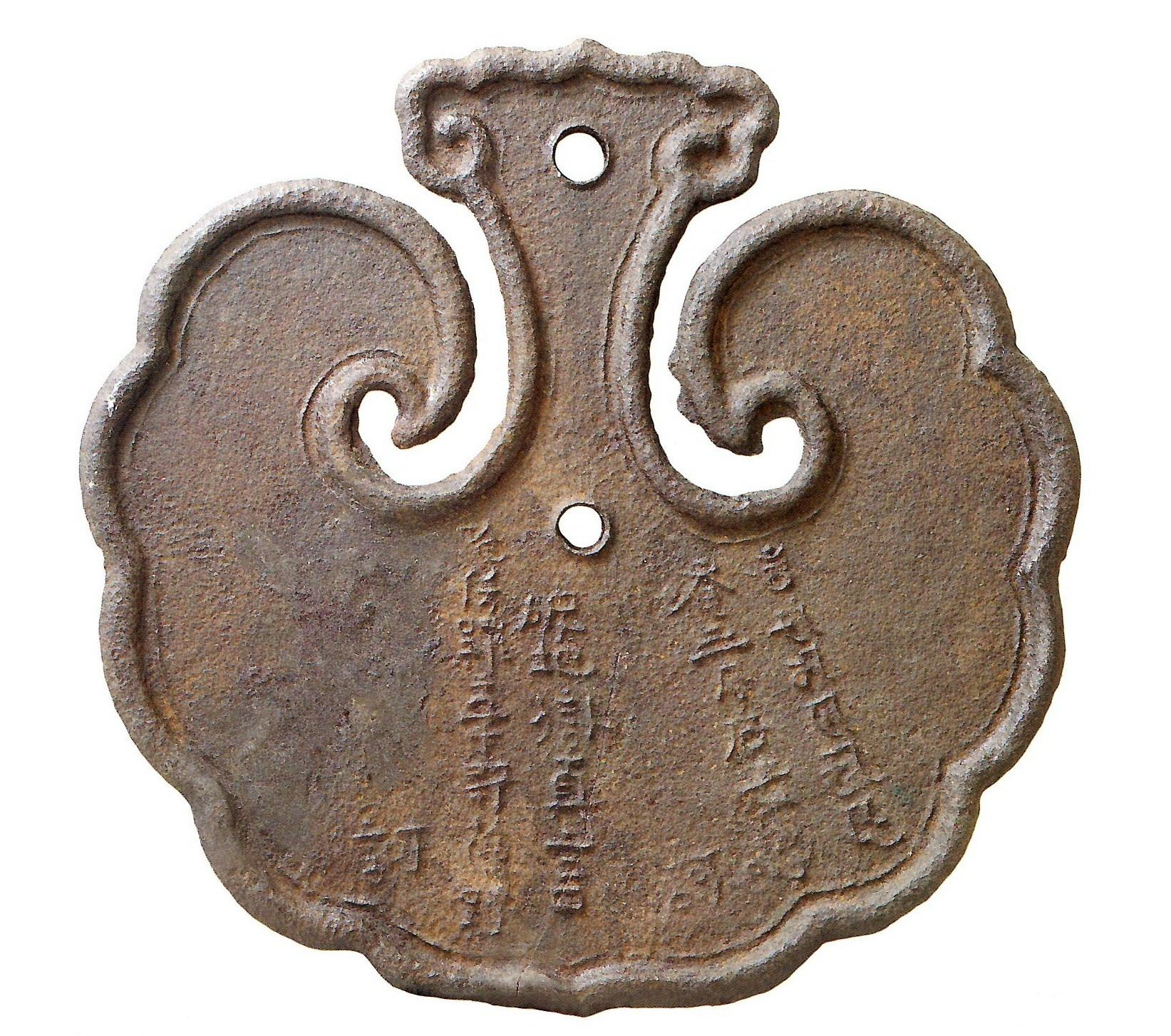
元軍の雲版（裏面）
裏面にも梵字・漢字で「完全に勝破せよ」という意味の一節などが仏教において用いられる呪文の一種である真言陀羅尼から引用されている。
筥崎宮所蔵

1274年（文永11年・至元11年）10月3日、モンゴル人の都元帥・クドゥン（忽敦）を総司令官として、漢人の左副元帥・劉復亨と高麗人の右副元帥・洪茶丘を副将とする蒙古・漢軍 15,000～25,000人の主力軍と都督使・金方慶らが率いる高麗軍5,300～8,000、水夫を含む総計27,000～40,000人を乗せた726～900艘の軍船が、女真人の軍勢の到着を待って朝鮮半島の合浦（がっぽ：現在の大韓民国馬山）を出航した。
なお、726～900艘の軍船の構成は、大型戦艦の千料舟126～300艘、上陸用快速船艇のバートル（抜都魯：モンゴル語で「勇猛なる」の意）軽疾舟300艘、補給用小船の汲水小舟300艘から成っていた。

### 対馬侵攻
- 10月5日、元軍は対馬の小茂田浜（こもだはま）に襲来[139]。

『八幡愚童訓』によると、対馬守護代・宗資国 は通訳を通して元軍に来着の事情を尋ねさせたところ、元軍は船から散々に矢を放ってきた。そのうち7、8艘の大型船より1,000人ほどの元軍が上陸したため、宗資国は80余騎で陣を構え矢で応戦し、対馬勢は多くの元兵と元軍の将軍と思しき人物を射倒し、宗資国自らも4人射倒すなど奮戦したものの、宗資国以下の対馬勢は戦死し、元軍は佐須浦を焼き払ったという。
同日、元軍の襲来を伝達するため、対馬勢の小太郎・兵衛次郎（ひょうえじろう）らは対馬を脱出し、博多へ出航している。
対馬の惨状
『高麗史』金方慶伝によると、元軍は対馬に入ると島人を多く殺害した。また、高麗軍司令官・金方慶の墓碑『金方慶墓誌銘』にも「日本に討ち入りし、俘馘（捕虜）が甚だ多く越す」 とあり、多くの被害を島人に与えた。
この時の対馬の惨状について、日蓮宗の宗祖・日蓮は以下のような当時の伝聞を伝えている。
去文永十一年（太歳甲戌）十月ニ、蒙古国ヨリ筑紫ニ寄セテ有シニ、対馬ノ者、カタメテ有シ総馬尉（そうまじょう）等逃ケレハ、百姓等ハ男ヲハ或ハ殺シ、或ハ生取（いけどり）ニシ、女ヲハ或ハ取集（とりあつめ）テ、手ヲトヲシテ船ニ結付（むすびつけ）或ハ生取ニス、一人モ助カル者ナシ、壱岐ニヨセテモ又如是（またかくのごとし）
 — 『日蓮書状』、高祖遺文録
この文書は、文永の役の翌々年に書かれたもので、これによると元軍は上陸後、宗資国以下の対馬勢を破って、島内の民衆を殺戮、あるいは捕虜とし、女性の「手ヲトヲシテ」つまり手の平に穴を穿ち、これを貫き通して船壁に並べ立て、あるいは捕虜としたとしている。
この時代、捕虜は各種の労働力として期待されていたため、モンゴル軍による戦闘があった地域では現地の住民を捕虜として獲得し、奴婢身分となったこれらの捕虜は、戦利品として侵攻軍に参加した将兵の私有財として獲得したり、戦果としてモンゴル王侯や将兵の間で下賜や贈答、献上したりされていた。
同様に元軍総司令官である都元帥・クドゥン（忽敦）は、文永の役から帰還後、捕虜とした日本人の子供男女200人を高麗国王・忠烈王とその妃であるクビライの娘の公主・クトゥルクケルミシュ（忽都魯掲里迷失）に献上している。

### 壱岐侵攻
10月14日、対馬に続き、元軍は壱岐島の西側に上陸。壱岐守護代・平景隆は100余騎で応戦したものの圧倒的兵力差の前に敗れ、翌15日、景隆は樋詰城で自害する。
『高麗史』金方慶伝には、壱岐島での戦闘の模様が以下のように記されている。
元軍が壱岐島に至ると、日本軍は岸上に陣を布いて待ち受けていた。高麗軍の将である朴之亮および金方慶の娘婿の趙卞はこれを蹴散らすと、敗走する日本兵を追った。壱岐島の日本軍は降伏を願い出たが、後になって元軍に攻撃を仕掛けてきた。これに対して蒙古・漢軍の右副都元帥・洪茶丘とともに朴之亮や趙卞ら高麗軍諸将は応戦し、日本兵を1,000余り討ち取ったという。
日蓮は、この時の壱岐の惨状を「壱岐対馬九国の兵並びに男女、多く或は殺され、或は擒（と）らわれ、或は海に入り、或は崖より堕（お）ちし者、幾千万と云ふ事なし」 と記している。
対馬、壱岐を侵した後、元軍は肥前沿岸へと向かった。

### 肥前沿岸襲来
- 10月16-17日、元軍は肥前沿岸の松浦郡および平戸島・鷹島・能古島の松浦党の領地に襲来[149]。

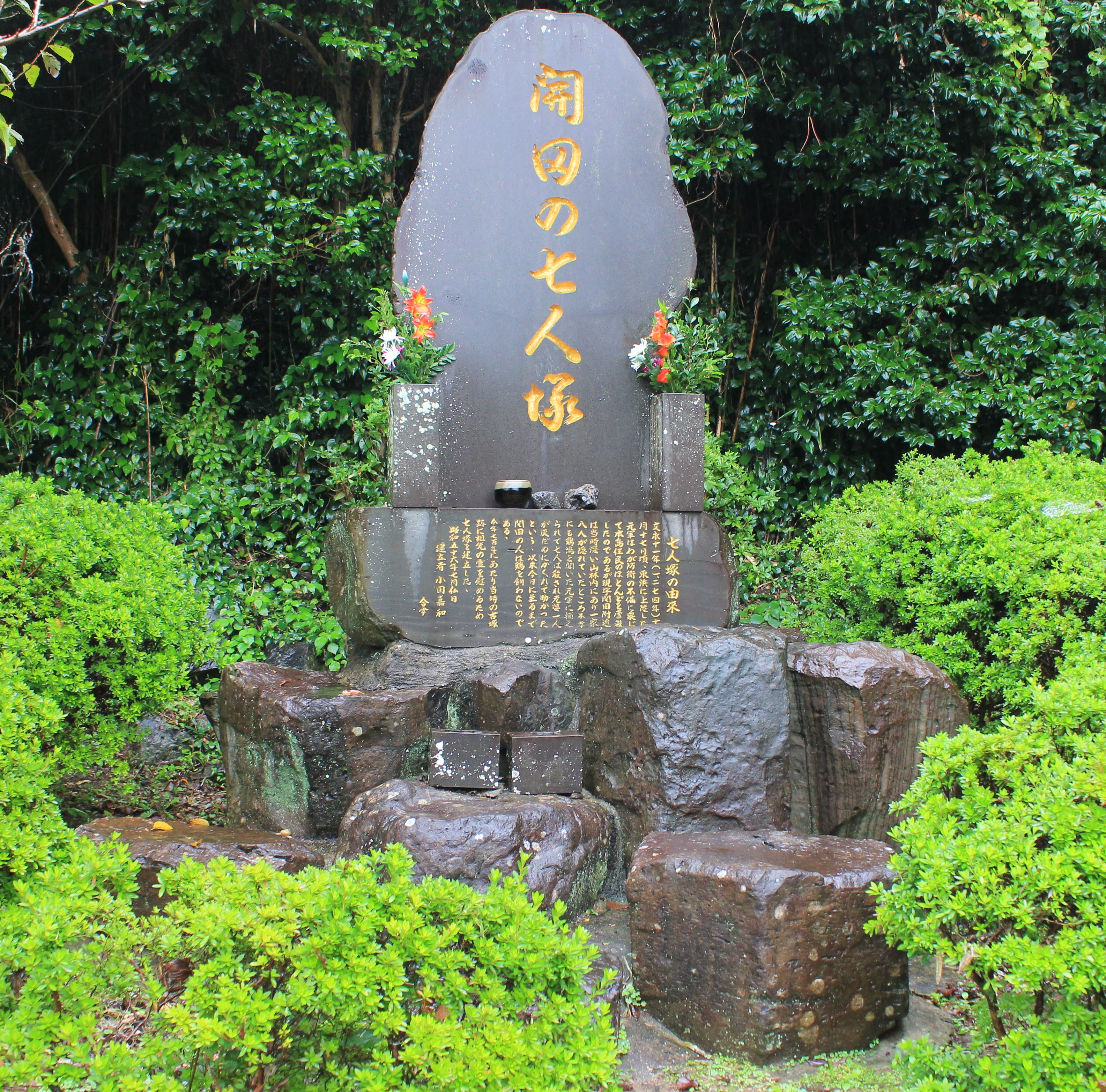
開田（ひらきだ）の七人塚
文永の役において鷹島に襲来した元軍は島民を虐殺。開田に暮らす一家8人は元軍から隠れていたが、ニワトリが鳴いたため見つかり、灰だめに隠れていた老婆1人を除く一家7人が虐殺されたという伝承が伝わっている。以来、開田ではニワトリを飼わないとされる。
長崎県松浦市鷹島町船唐津免

松浦党の肥前の御家人・佐志房（さし ふさし）と佐志直（さし なおし：嫡男）・佐志留（さし とまる：二男）・佐志勇（さし いさむ：三男）父子や同国御家人・石志兼・石志二郎父子 らが応戦したものの松浦党の基地は壊滅した。この戦闘で佐志房および息子の直（なおし）・留（とまる）・勇（いさむ）はみな戦死した。
室町時代の日澄によれば、松浦党は数百人が伐たれ、あるいは捕虜となり、肥前沿岸の惨状は壱岐や対馬のようであったという。

### 日本側の迎撃態勢
対馬・壱岐の状況が大宰府に伝わり、大宰府から京都や鎌倉へ向けて急報を発するとともに九州の御家人が大宰府に集結しつつあった。
ところが、薩摩や日向、大隅など南九州の御家人たちは博多に向かうに際して、九州一の難所と言われる筑後川の神代浮橋（くましろうきばし）を渡らなければならず、元軍の上陸までに博多に到着することは難しかった。これに対して、筑後の神代良忠（くましろ よしただ）は一計を案じて神代浮橋の通行の便を図り、南九州の諸軍を速やかに博多に動員した。後に神代良忠は、元軍を撃退するのに貢献したとして執権・北条時宗から感状を与えられ称された。
こうして集結した九州の御家人ら日本側の様子を『八幡愚童訓』では、鎮西奉行の少弐氏や大友氏を始め、紀伊一類、臼杵氏、戸澤氏、松浦党、菊池氏、原田氏、大矢野氏、兒玉氏、竹崎氏已下、神社仏寺の司まで馳せ集まったとしている。

### 博多湾上陸
- 10月20日、元軍は博多湾のうちの早良郡（さわらぐん）に襲来[156]。なお、元軍の上陸地点については諸説ある[157]。
- 捕虜とした元兵の証言によれば、10月20日に早良郡の百道原へ上陸したのは、この年の3月13日に元本国を出発した元軍の主力部隊である蒙古・漢軍であった[158]。

『金鋼集』によると、両軍の戦闘は、朝8時頃の開戦で、戦闘が終結したのが夕暮れの18時頃であった。

### 赤坂の戦い

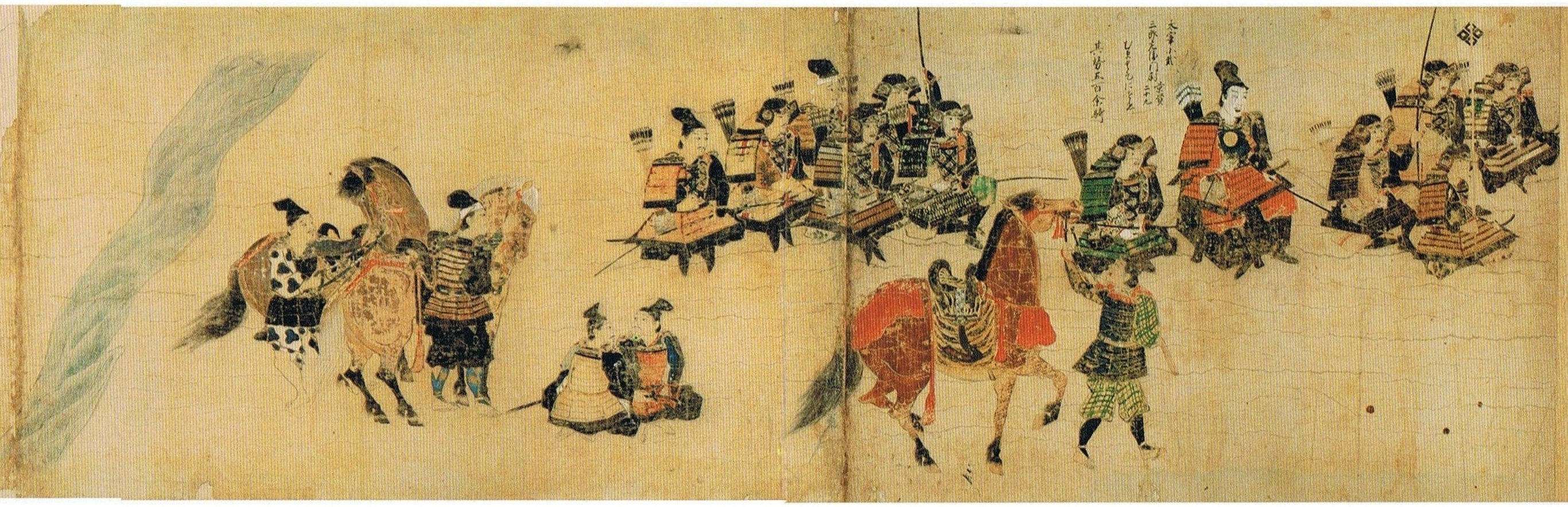
博多の息の浜に陣を布く日本軍の総大将・少弐景資とその手勢。
『蒙古襲来絵詞』前巻・絵2・第9.10紙

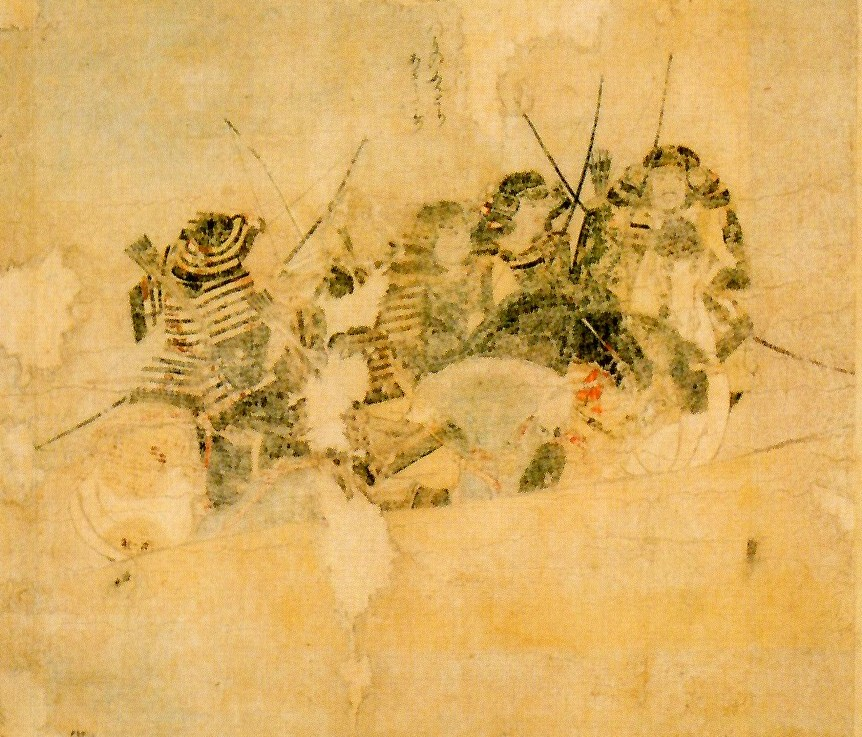
赤坂の戦い
元軍を破り、多くの元兵の首を打ち取って帰陣する菊池武房の手勢。墨書に「（菊池武房）てのものふんとりあまたす」。
『蒙古襲来絵詞』前巻・絵4・第15紙

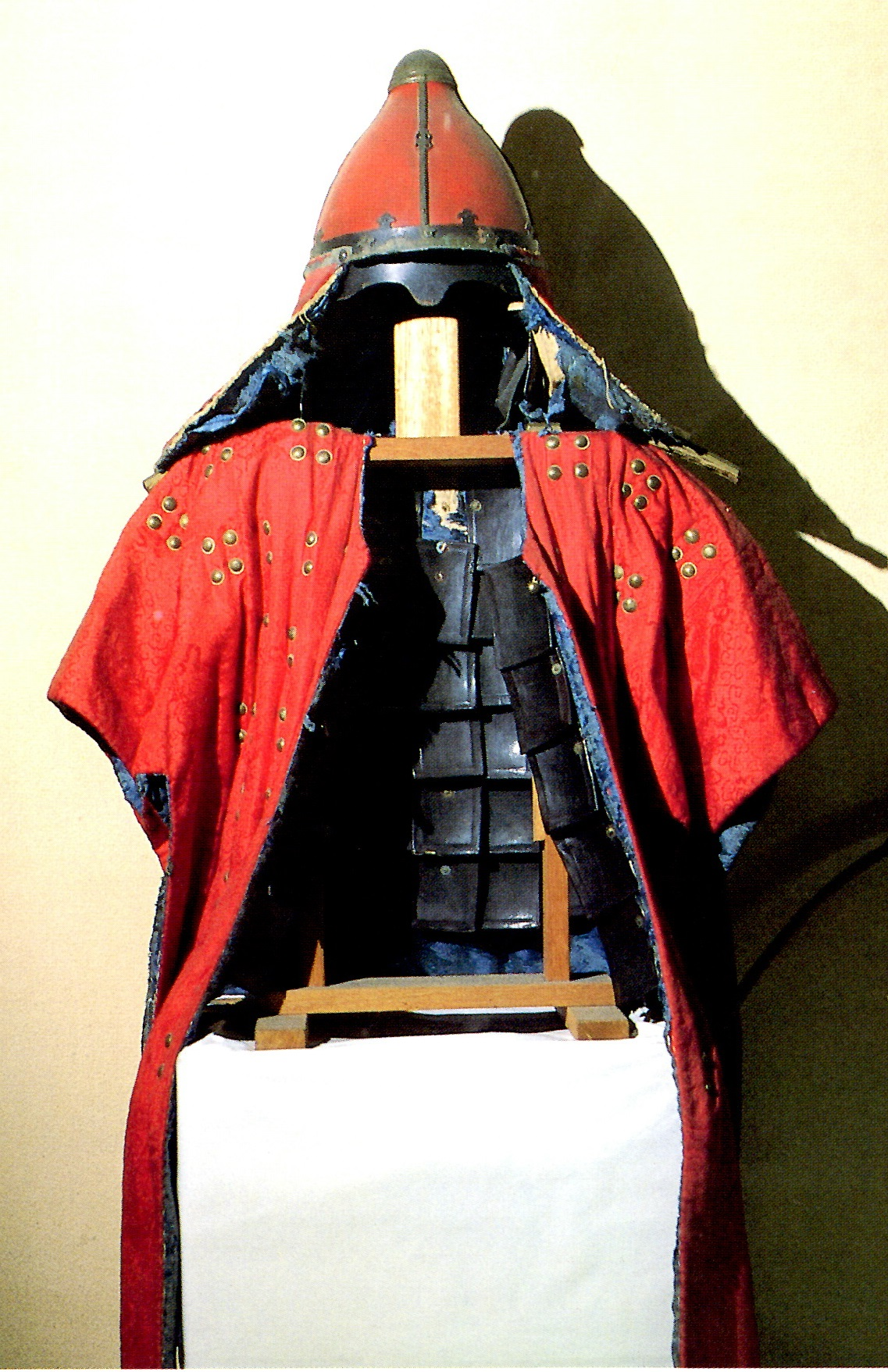
モンゴル型鎧兜
菊池神社所蔵

早良郡から上陸した元軍は、早良郡の百道原より約3km東の赤坂を占領し陣を布いた。
博多の西部に位置する赤坂は丘陵となっており、古代には大津城が築かれ、近世に至っては福岡城が築かれるなど博多攻防の戦略上の重要拠点であった。
一方、日本軍は総大将・少弐景資の下、博多の息の浜に集結して、そこで元軍を迎撃しようと待ち受けていた。日本側が博多で元軍を迎え撃つ作戦を立てた理由は、元軍が陣を布く赤坂は馬の足場が悪く、騎射を基本戦法とする日本の戦法で戦うには不向きであるため、元軍が博多に攻めてくるのを待って、一斉に騎射を加えようという判断からであった。
ところが、肥後の御家人・菊池武房の軍勢が、赤坂の松林のなかに陣を布いた元軍を襲撃し、上陸地点の早良郡のうちにある麁原（そはら）へと元軍を敗走させた。
なお肥後の御家人・竹崎季長一党は元軍との会敵を求めて西へ移動中に、赤坂での戦闘で勝利した菊池武房勢100余騎と遭遇している。

### 鳥飼潟の戦い

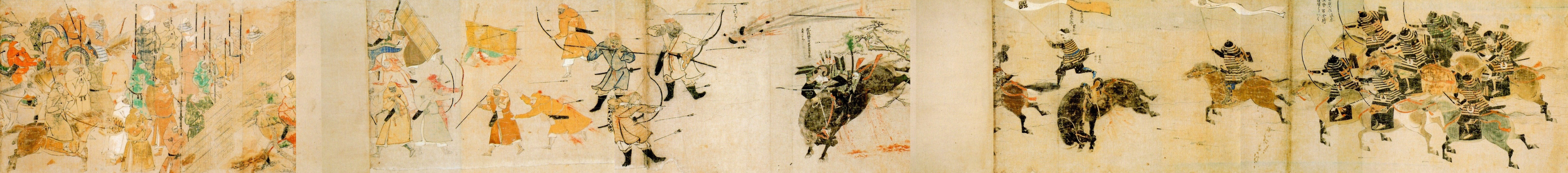
鳥飼潟の戦い
左側：麁原に陣を布く元軍。詞四に「けうとハすそはらにちんをとりて、いろゝゝのはたをたてならへて、らんしやうひまなくして、ひしめきあふ。」とある。
中央：元軍に突撃する竹崎季長。応戦、敗走する元兵と炸裂する「てつはう」。
右側：竹崎季長の後方より駆け、元軍に弓を射る肥前国御家人・白石通泰の手勢。墨書に「白石六郎通泰/其勢百余騎/後陣よりかく」。
『蒙古襲来絵詞』前巻・絵5、7、8・第17、23、27紙
クビライに仕えた官吏・王惲は、伝え聞いた元寇における武士の様子を「兵杖には弓刀甲あり、しかして戈矛無し。騎兵は結束す。殊に精甲は往往黄金を以って之を為り、珠琲をめぐらした者甚々多し、刀は長くて極めて犀なるものを製り、洞物に銃し、過。但だ、弓は木を以って之を為り、矢は長しと雖えども、遠くあたわず。人は則ち勇敢にして、死をみることを畏れず」 と記している。

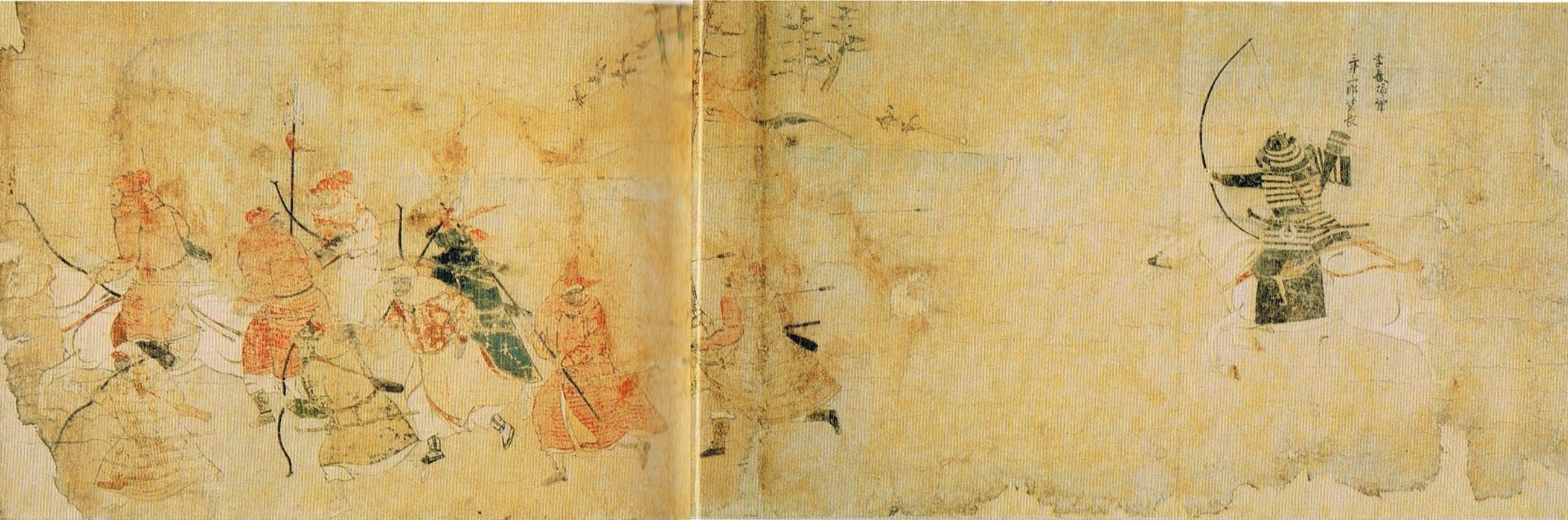
赤坂の戦い追撃戦
別府の塚原から麁原の元軍に合流しようとする元軍小勢とそれを追撃する三井資長。
『蒙古襲来絵詞』前巻・絵6・第20紙

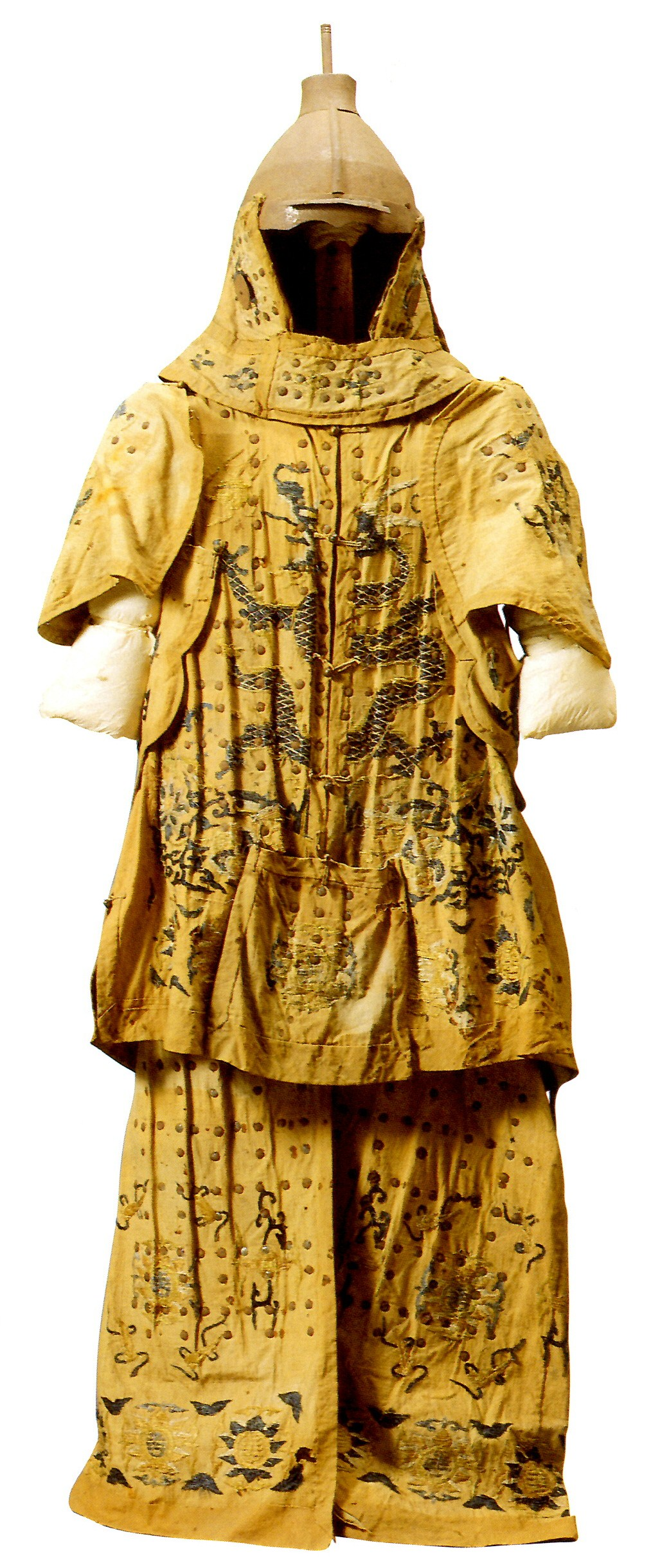
モンゴル型鎧兜
全長約168cm、重さ12.5kg（台座含む）
鎧の表面は布製で龍や唐草の刺繍が施してある。布面の裏は約7cm四方の鉄板で隙間なく覆われている。
元寇史料館所蔵

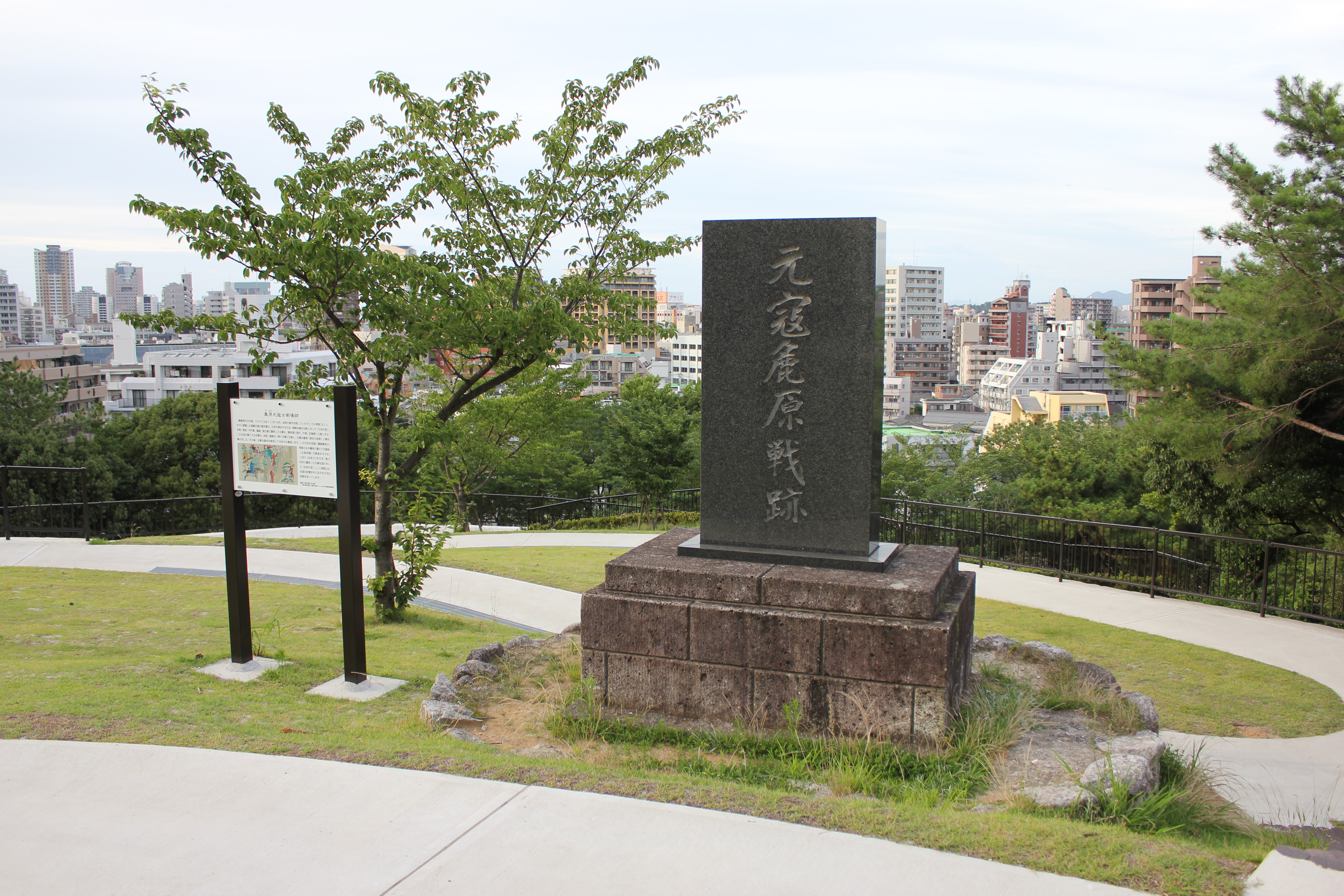
麁原山の元軍陣跡
福岡県福岡市早良区祖原公園

赤坂の戦い追撃戦
赤坂の戦いで敗走した元軍の大勢は、小高い丘である麁原山（そはらやま）がある麁原へと向かい、小勢は別府（べふ）の塚原に逃れた。塚原に逃れた一部の元軍は、麁原の元軍本隊に合流しようと早良郡にある鳥飼潟（とりかいがた） を通って逃れようとしたが、肥後の御家人・竹崎季長ら日本軍がそれを追撃した。しかし、竹崎季長は馬が干潟に足を取られて転倒したため、元軍小勢を取り逃がしてしまったという。
鳥飼潟の戦い
麁原一帯に陣を布いていた元軍は、銅鑼や太鼓を早鐘のように打ち鳴らしてひしめき合っていた。これを見て先駆けを行おうとする竹崎季長に対して、郎党・藤源太資光は「味方は続いて参りましょう。お待ちになって、戦功の証人を立ててから御合戦をなされよ」と諫言したものの、竹崎季長はそれを振り切り「弓箭の道は先駆けを以って賞とす。ただ駆けよ」と叫んで、元軍に先駆けを行った。元軍も麁原から鳥飼潟に向けて前進し、鳥飼潟の塩屋の松の下で竹崎季長主従と衝突した。
竹崎季長主従は、元軍の矢を受けて竹崎季長、三井資長、若党以下三騎が負傷するなど危機的状況に陥ったが、後続の肥前の御家人・白石通泰率いる100余騎が到着し、元軍に突撃を敢行したため、元軍は麁原山の陣地へと引き退いた。
同じく鳥飼潟に駆け付けた肥前の御家人・福田兼重の文書によると、早良郡から元軍が上陸したことを受けて、早良郡に馳せ向かうよう武士らに下知が下り、早良郡へと馳せ向かった福田兼重ら日本軍は、鳥飼潟で元軍と遭遇して衝突した。豊後の御家人・都甲惟親（とごう これちか）は鳥飼潟の戦いにおいて奮戦。後にその功績により豊後守護・大友頼泰から書下を与えられた。これら武士団の奮戦により、元軍は鳥飼潟において日本軍に敗れ、同じく早良郡のうちにある百道原 へと敗走した。
百道原・姪浜の戦い
鳥飼潟の戦いで敗れた元軍を追って、日本軍は百道原まで追撃をかけた。追撃に参加した福田兼重は百道原において大勢の元軍の中に馳せ入り、元軍と矢戦となり、鎧の胸板・草摺などに三本の矢を受けて負傷したという。
『財津氏系譜』によると、この百道原の戦いにおいて、豊後の御家人・日田永基らが奮戦し百道原の戦いで元軍を破り、さらに百道原の西の姪浜 の戦いの両所で1日に2度、元軍を大いに破ったという。なお、『日田記』によると百道原と姪浜における戦闘は「筑前国早良郡二軍ヲ出シ、姪ノ浜、百路原両処二於テ、一日二度ノ合戦二討勝テ、異賊ヲ斬ル事夥シ」 といった戦況であった。
また、『武藤系図』少弐景資伝では、百道原における矢戦の際に元軍の左副都元帥・劉復亨と思われる蒙古軍大将が矢で射止められたとしており、中華民国期に編纂された『新元史』劉復亨伝にも百道原で少弐景資により劉復亨が射倒されたため、元軍は撤退したと編者・柯劭忞（かしょうびん）は述べている。これらの史料から、元側の史料『高麗史』の「劉復亨、流矢に中（あた）り先に舟に登る」 とは、百道原の戦いにおいての負傷であったとも考えられる。
鳥飼潟の戦いについて
この鳥飼潟の戦いには、日本軍の総大将少弐景資や大友頼泰が参加していたものとみられ、この戦闘に参加した武士も豊後、肥前、肥後、筑後等九州各地からの武士の参戦が確認されることから、鳥飼潟の戦いは日本軍が総力を挙げた文永の役における一大決戦であったという見解がある。なお、文永の役の戦闘で、現存している当時の古文書で記録があるのは、この鳥飼潟の戦いのみであり、合戦に参加した竹崎季長が描かせた『蒙古襲来絵詞』詞四に記載されている赤坂の戦いとこの鳥飼潟の戦いが、文永の役の主戦闘だったとみられる。

### 『八幡愚童訓』による戦況

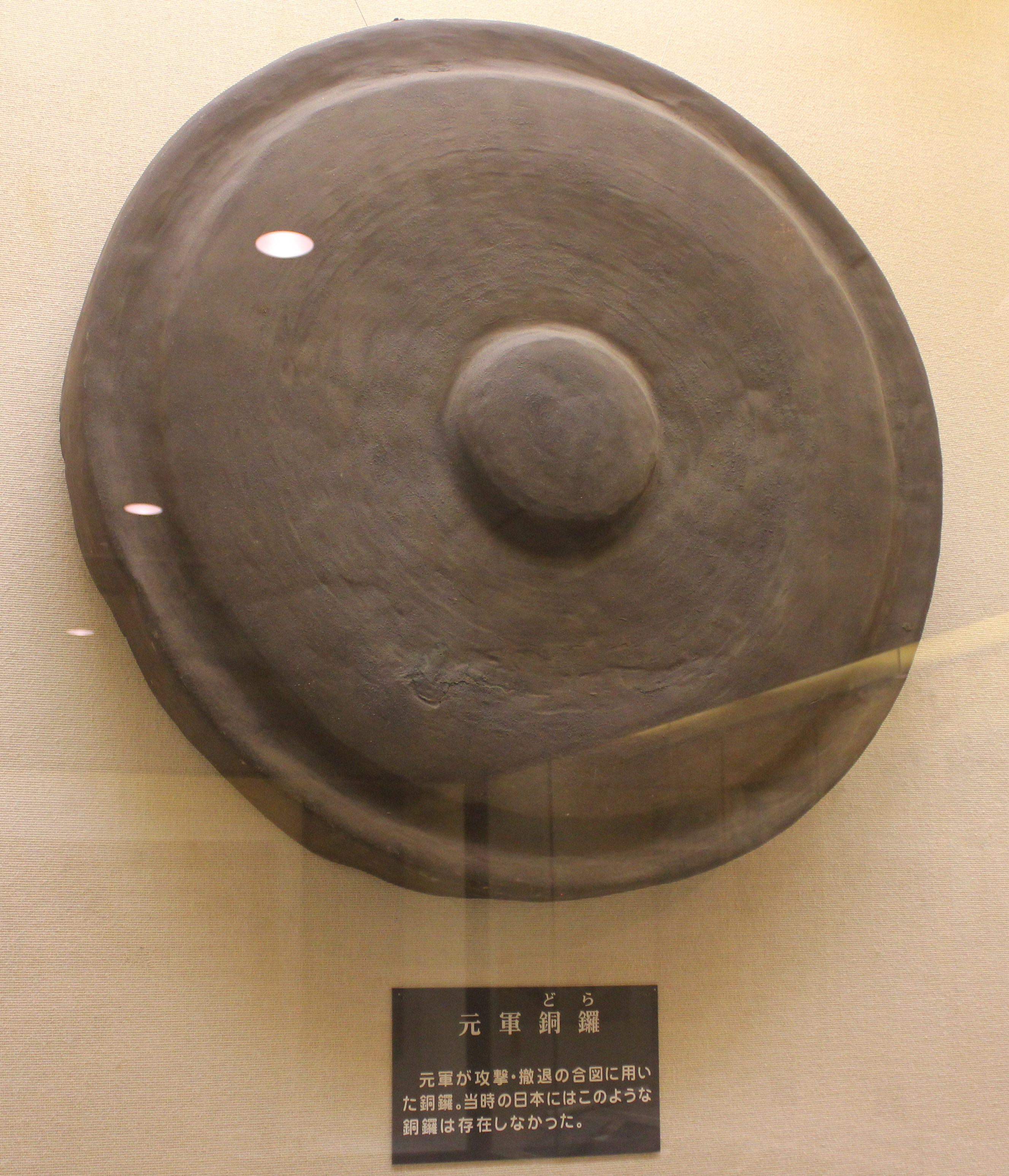
元軍の銅鑼
元寇史料館所蔵

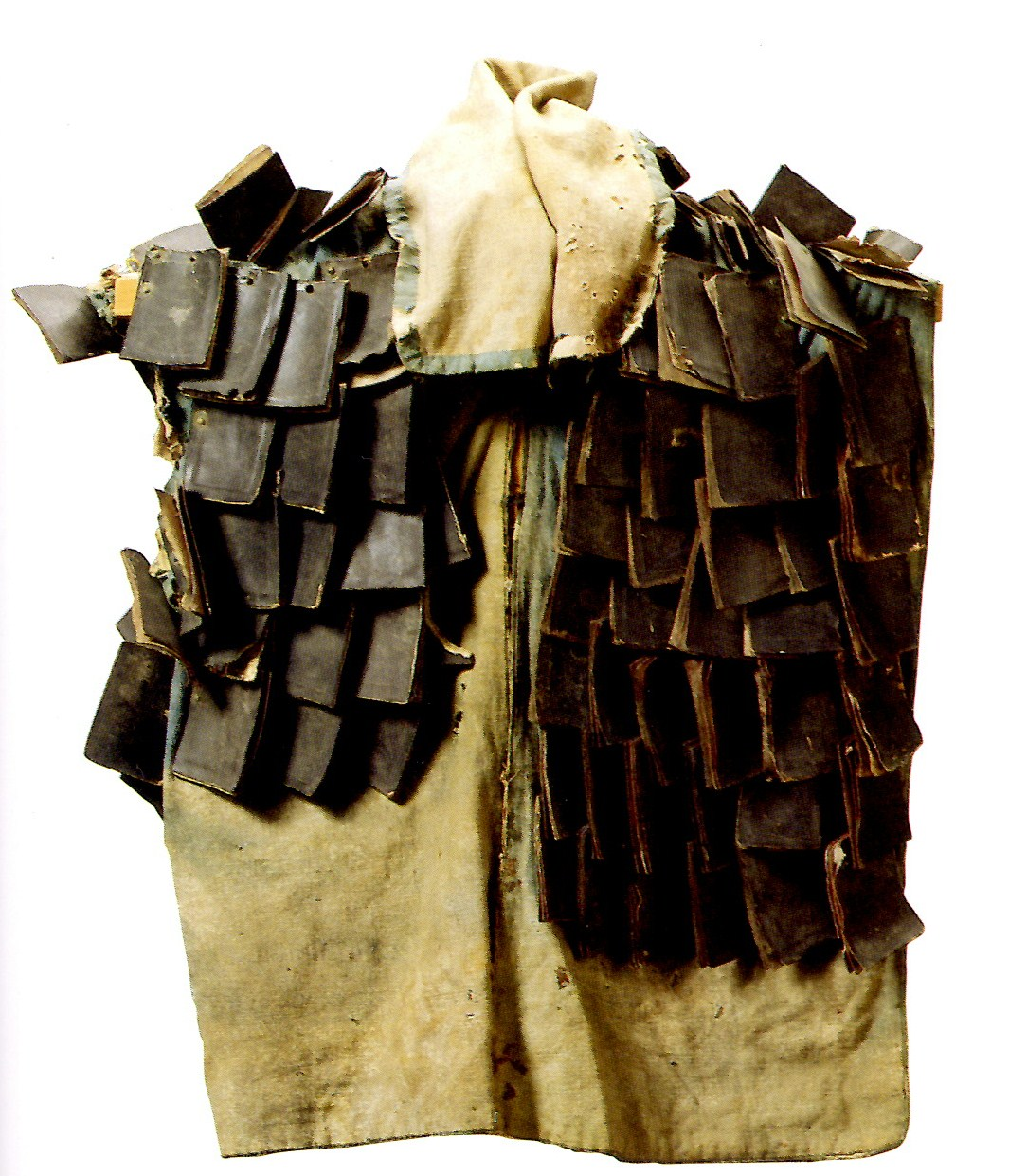
モンゴル型皮鎧
全長約75cm、重さ7kg（台座含む）
モンゴル帝国の史料『元朝秘史』にモンゴル軍の軍装について、三枚重ねの皮の小札（鱗状の保護具ち）がついた鎧を着ていたとする記述があり、この鎧にも同様の特徴が見られる。
元寇史料館所蔵

八幡神の霊験・神徳を説いた寺社縁起であり、文永の役を詳述した数少ない日本側の文書である『八幡愚童訓』によると、武士が幕府に提出した文書などにより再構成された上述の戦況とは異なる、「日本の武士は蒙古軍に対し手ひどく敗北し、内陸深くまで押し込められたものの、夜間に現れた神の軍勢が一夜にして蒙古の船団を追い払った」という物語が語られている。「日本兵は一騎打ちで負け神風で奇跡的に勝った」という通俗史観の根拠となっているが、信憑性はきわめて低いと考えられている。
上陸し馬に乗り旗を揚げて攻めかかって来た元軍に対して、鎮西奉行・少弐資能の孫・少弐資時がしきたりに則って音の出る鏑矢を放ったが、元軍はこれを馬鹿にして笑い、太鼓を叩き銅鑼を打って鬨の声を発したため、日本の馬は驚き跳ね狂ったとしている。また、元軍の弓は短いが、鏃に毒を塗って雨の如く矢を射たため、元軍に立ち向かう術（すべ）がなかったとしている。元軍に突撃を試みた者は、元軍の中に包み込まれ左右より取り囲まれて皆殺された。元兵はよく奮戦した武士の遺体の腹を裂き、肝をとって食べ、また、射殺した軍馬も食べたという。
『八幡愚童訓』は、この時の元軍の様子を「鎧が軽く、馬によく乗り、力強く、豪盛勇猛」で、「大将は高い所に上がって、退く時は逃鼓を打ち、攻める時は攻鼓を打ち、それに従って振舞った」としている。また、退く時は「てつはう」を用いて、爆発した火焔によって追撃を妨害した。「てつはう」は爆発時、轟音を発したため、肝を潰し討たれる者が多かったとしている。また、武士が名乗りを上げての一騎討ちや少人数での先駆けを試みたため、集団で戦う元軍相手に駆け入った武士で一人として討ち取られない者はなかったとしている。その中でも勇んで戦いに臨んだ松浦党の手勢は多くが討ち取られ、原田一類も沢田に追い込まれて全滅し、青屋勢二三百騎もほとんど討ち死にしたという。肥後の御家人・竹崎季長や天草城主・大矢野種保兄弟は元軍船に攻めかかり、よく奮戦したものの、この所に至って形勢は不利となっていた。また、肥前の御家人・白石通泰の手勢も同様に形勢は不利となっていった。元軍は勝ちに乗じて今津、佐原、百道、赤坂まで乱入して、赤坂の松原の中に陣を布いた。これほど形勢が不利になると思っていなかった武士たちは妻子眷属を隠しておかなかったために、妻子眷属らが数千人も元軍に捕らえられたという。
元軍に戦を挑もうという武士が一人もいなくなった頃、肥後の御家人・菊池武房は手勢100騎を二手に分けて、元軍が陣を布く赤坂の松原の陣に襲撃をかけ散々に駆け散らしたが、菊池武房の手勢は多くが討ち取られて、菊池武房のみが討ちとられた死体の中から這い出して、討ち取った元兵の首を多数つけて帰陣した。
大将の少弐景資を始め、大矢野種保兄弟、竹崎季長、白石通泰らが散々に防戦に努めたが、元軍は日本軍を破りに破り、佐原、筥崎、宇佐まで乱入したため、妻子や老人らが幾万人も元軍の捕虜となったという。日本軍は太宰府手前の水城に篭って防戦しようと逃げ支度を始め、逃亡するものが続出する中、敗走する日本軍を追う左副都元帥・劉復亨と思われる人物を見止めた少弐景資が弓の名手である馬廻に命を下して劉復亨を射倒すなどして奮戦したものの、結局、日本軍は博多・筥崎を放棄して内陸奥深くの水城へと敗走したとしている。ところが10月21日の朝になると、元軍は博多湾から撤退し姿を消していたという。
元軍の撤退理由については、日本軍が逃げ去った夕日過ぎ頃、八幡神の化身と思われる白装束30人ほどが出火した筥崎宮より飛び出して、矢先を揃えて元軍に矢を射掛けた。恐れ慄いた元軍は松原の陣を放棄し、海に逃げ出したところ、海から不可思議な火が燃え巡り、その中から八幡神を顕現したと思われる兵船2艘が突如現れて元軍に襲い掛かり元軍を皆討ち取り、たまたま沖に逃れた軍船は大風に吹きつけられて敗走した、としている。
そして「もし、この時に日本の軍兵が一騎なりとも控えていたならば、八幡大菩薩の御戦とは言われずに、武士達が我が高名にて追い返したと申したはずだろう」としながら「元軍がひどく恐れ、あるいは潰れ、あるいは逃亡したのは、偏に神軍の威徳が厳重であったからで、思いがけないことがいよいよ顕然と顕われ給ったものだと、伏し拝み貴はない人はなかった」と結んでいる。

### 『元史』による戦況

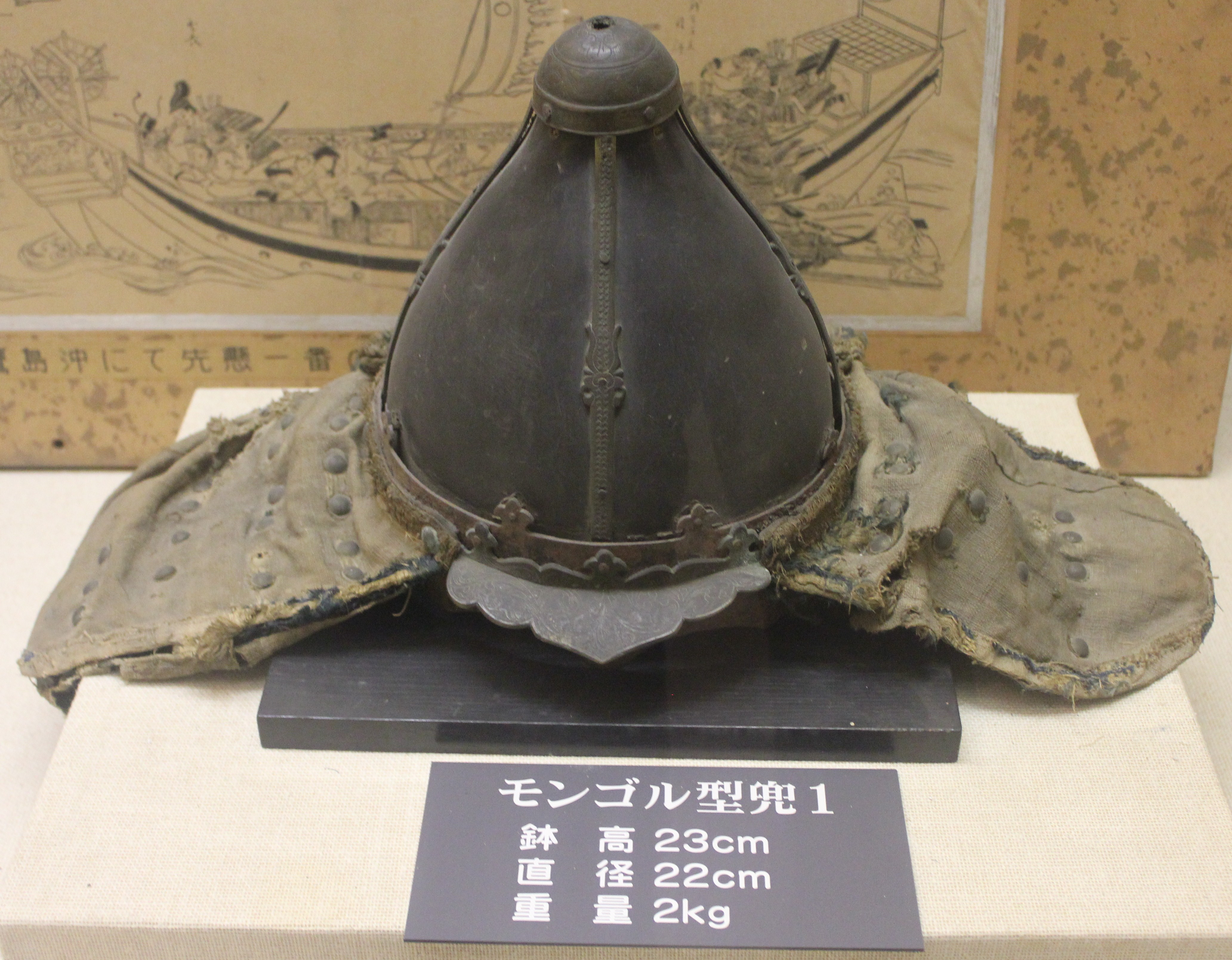
モンゴル型兜
高さ23cm、直径22cm、重さ2kg
元寇史料館所蔵

『元史』では、文永の役に関する記述は僅かにしか記載がない。
『元史』日本伝によると「冬十月、元軍は日本に入り、これを破った。しかし元軍は整わず、また矢が尽きたため、ただ四境を虜掠して帰還した」 としている。
また、『元史』左副都元帥・劉復亨伝では「（劉復亨は）征東左副都元帥に遷り、軍4万、戦船900艘を統率し日本を征す。倭兵10万と遇い、これを戦い敗った」 とのみ記載し、劉復亨が戦闘で負傷し戦線を離脱していたことには触れていない。
『元史』右副都元帥・洪茶丘伝では「都元帥・クドゥン（忽敦）等と舟師2万を領し、日本を征す。対馬・壱岐・宜蛮（平戸島か）などの島を抜く」 とあり、文永の役における元軍の戦果を対馬、壱岐などの諸島を制圧し抜いたことのみを記しており、博多湾上陸以後の状況については触れられていない。
その他、『元史』世祖本紀では文永の役の元軍の軍容について「鳳州経略使・ヒンドゥ（忻都）、高麗軍民総管・洪茶丘等の将が屯田軍及び女直軍（女真族の軍）、并びに水軍、合せて15,000人、戦船大小合せて900艘をもって日本を征す」 と記している。

### 『高麗史』による戦況

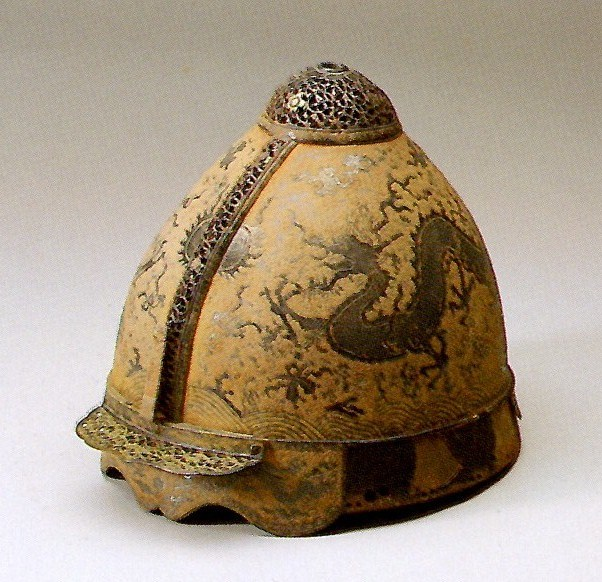
モンゴル型兜
高さ23cm、直径23cm、重さ2kg
元寇史料館所蔵

『高麗史』金方慶伝によると、元軍は三郎浦に船を捨てて、道を分かれて多くの日本人を殺害しながら進軍した。高麗軍三翼軍のうち都督使・金方慶直属の中軍が日本兵に衝かれるに至り、剣を左右に交えた白兵戦となったが、金方慶は少しも退かず、一本の矢を引き抜き厲声大喝すると、日本兵は辟易して逃げ出した。高麗軍中軍諸将の朴之亮・金忻・趙卞・李唐公・金天禄・辛奕等が力戦し日本兵を大いに敗った。戦場には死体が麻の如く散っていた。元軍の総司令官である都元帥・クドゥン（忽敦）は「蒙古人は戦いに慣れているといえども、高麗軍中軍の働きに比べて何をもって加えることができるだろう」と高麗軍中軍の奮戦に感心した。
その後、高麗軍は元軍諸軍と共に協力して日本軍と終日、激戦を展開した。ところが、元軍は激戦により損害が激しく軍が疲弊し、左副都元帥・劉復亨が流れ矢を受け負傷して船へと退避するなど苦戦を強いられた。やがて、日が暮れたのを機に、戦闘を解した。

### 元・高麗連合軍軍議と撤退

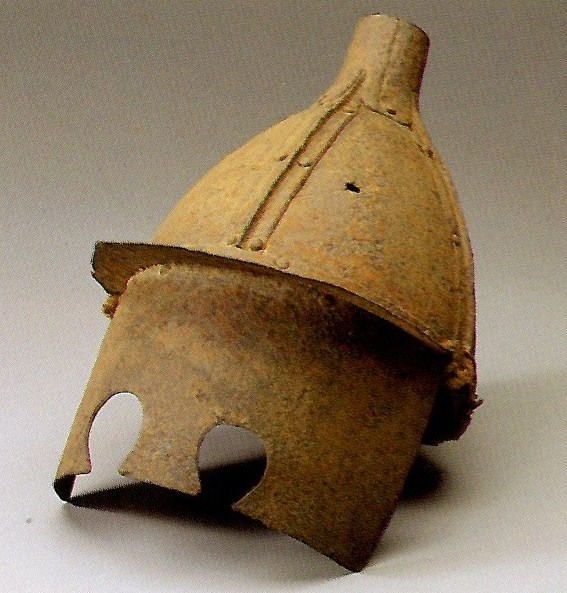
モンゴル型兜
高さ35cm、直径20cm、重さ1.5kg
元寇史料館所蔵

元・高麗連合軍軍議
『高麗史』金方慶伝によると、この夜に自陣に帰還した後の軍議と思われる部分が載っており、高麗軍司令官である都督使・金方慶と元軍総司令官である都元帥・クドゥン（忽敦）や右副都元帥・洪茶丘との間で、以下のようなやり取りがあった。
金方慶「兵法に『千里の県軍、その鋒当たるべからず』 とあり、本国よりも遠く離れ敵地に入った軍は、却って志気が上がり戦闘能力が高まるものである。我が軍は少なしといえども既に敵地に入っており、我が軍は自ずから戦うことになる。これは秦の孟明視の『焚船』や漢の韓信の『背水の陣』の故事に沿うものである。再度戦わせて頂きたい」
クドゥン「孫子の兵法に『小敵の堅は、大敵の擒なり』 とあって、少数の兵が力量を顧みずに頑強に戦っても、多数の兵力の前には結局捕虜にしかならないものである。疲弊した兵士を用い、日増しに増える敵軍と相対させるのは、完璧な策とは言えない。撤退すべきである」
元・高麗連合軍撤退
このような議論があり、また左副都元帥・劉復亨が戦闘で負傷したこともあって、軍は撤退することになったという。当時の艦船では、博多-高麗間の北上は南風の晴れた昼でなければ危険であり、この季節では天気待ちで1か月掛かることもあった（朝鮮通信使の頃でも夜間の玄界灘渡海は避けていた）。このような条件の下、元軍は夜間の撤退を強行し海上で暴風雨に遭遇したため、多くの軍船が崖に接触して沈没し、高麗軍左軍使・金侁が溺死するなど多くの被害を出した。
『金剛集』によると、10月21日の午前6時頃に元軍は悉く博多湾から撤退した。同書では元軍の撤退理由として、夜間に日本側に300余騎の軍勢が現れたことを撤退理由としている。
元軍が慌てて撤退していった様子を、日本側の史料『金剛仏子叡尊感身学正記』は「十月五日、蒙古人が対馬に着く。二十日、博多に着き、即退散に畢わる」 と記している。
『安国論私抄』に記載されている両軍の戦闘による損害は、元軍の捕虜27人、首級39個、その他の元軍の損害を数知れずとする一方、すべての日本人の損害については戦死者195人、下郎は数を知れずとある。また、『金剛集』によれば、両軍ともに戦闘による戦死者が多数あったという。その他、元軍側では都元帥に次ぐ高級将校の管軍万戸・某が日本軍に投降している。
元・高麗連合軍帰還と元側の評価
- 11月27日、元軍は朝鮮半島の合浦（がっぽ）まで帰還した。

『呉文正集』によれば、後年、文永の役についてクビライとその重臣・劉宣の会話の中で「（文永の役にて）兵を率いて征伐しても、功を収められなかった。有用の兵を駆り立てて無用な土地を取ろうというのは、貴重な珠を用いて雀を射落とそうとするようなもので、すでに策を失っている」 と評しており、文永の役に対する元側の作戦失敗の認識が窺える。
『元史』には日本侵攻の困難性について「たとえ風に遇わず、彼の国の岸に至っても、倭国は地広く、徒衆が多い。彼の兵は四集し、我が軍に後援はない。万が一戦闘が不利となり、救兵を発しようと思っても、ただちに海を飛んで渡ることはできない」 とあり、軍議における戦況認識にあるように、日本側が大軍を擁しており、集団で四方より元軍に攻撃を仕掛けてくること、戦況が不利になった場合、渡海が困難なため元軍の下に援軍が直ちに到着できないことを日本侵攻の困難理由に挙げている。
『高麗史』表では「十月、金方慶、元の元帥のクドゥン（忽敦）・洪茶丘等と与（とも）に日本を攻める。壹岐に至って戦い敗れ、軍の還らざる者は一萬三千五百餘人」 と文永の役を総評している。
また、南宋遺臣の鄭思肖は文永の役・弘安の役を評し「まずクビライはシリバイ（失里伯） を遣わし、高麗を経て倭を攻める。人船ともに海に墜ちる（文永の役）。辛巳（1281年）六月、韃兵（モンゴル兵）は明州を経て海を渉（わた）る。倭口に至るが、大風雨に遭い、人と船が海に墜ちる。再び大敗し、すなわち帰る（弘安の役）」 としている。

### 元・高麗連合軍撤退後の状況
『金剛集』によれば、元軍が撤退した後の志賀島に元軍船1艘が座礁し、乗船していた約130人の元兵が斬首又は捕虜となった。『八幡愚童訓』の記述では、志賀島に座礁した兵船の大将は入水自殺し、他の元兵たちは武器を捨てて船から投降し生け捕られ、水木岸にて220人程が斬殺されたという。また、『金剛集』によると、元軍船100艘余りが至るところに打ち寄せられており、元軍の杜肺子・白徳義・羡六郎・劉保兒の4名が捕虜となったという。元軍船100余艘の漂倒は、『皇年代略記』によると10月30日に大宰府より京都へ報告された。さらに『安国論私抄』によると、11月24日に聞いた情報として「蒙古の船破れて浦々に打ち挙がる」とし、座礁した船数は、確認できたものだけで、対馬1艘、壱岐130艘、小呂島2艘、志賀島2艘、宗像2艘、カラチシマ3艘、アクノ郡7艘であった。

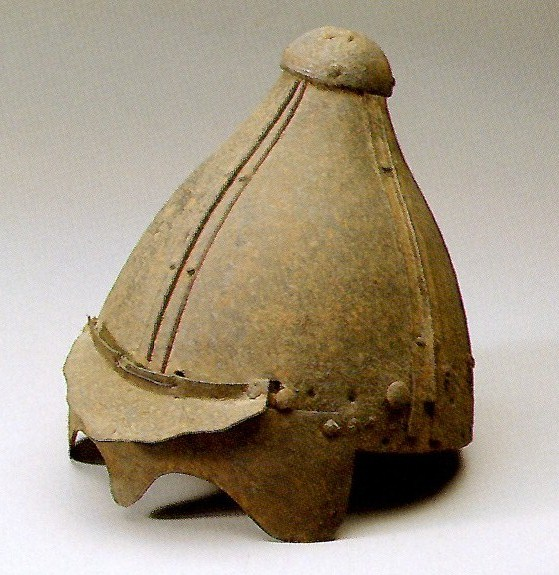
モンゴル型兜
高さ23cm、直径22cm、重さ2kg
元寇史料館所蔵

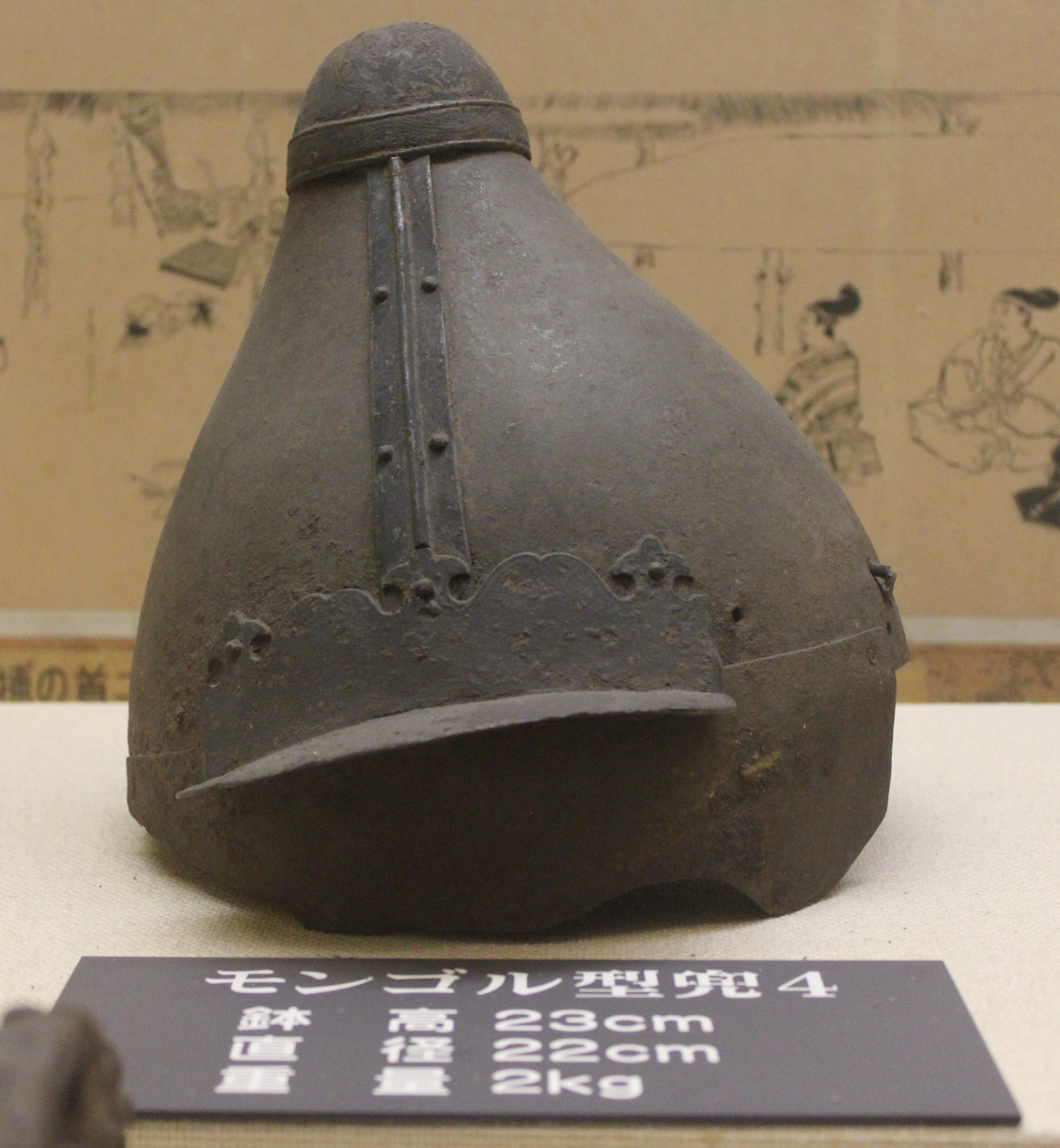
モンゴル型兜
高さ23cm、直径22cm、重さ2kg
元寇史料館所蔵

公家の広橋兼仲の日記『勘仲記』によれば、乗船していた元軍が大風に遭う様子を伝聞として「賊船数万艘が海上に浮かんでいたが、俄かに逆風（南風）が吹き来たり、本国に吹き帰った」 と記している。元軍の遭遇した大風については『薩摩旧記』にも、「神風が荒れ吹き、異賊は命を失い、乗船が或いは海底に沈み、或いは浦に寄せられる」という記述がある。また『歴代皇紀』では、10月20日に日本側の兵船300余艘が追撃したところ、沖合で漂流する元軍船200余艘を発見したことが記されており、『安国論私抄』では、11月9日にユキノセという津に暴風雨により死んだと思しき元兵150人が漂着したという。
元軍の捕虜については、『勘仲記』（11月6日条）に陸上に乗り上げた軍船に乗船していた元兵50余人が鎮西東方奉行・大友頼泰の手勢に捕えられ、京都に連行されてくるという伝聞を載せている。
関東の鎌倉政権の下に元軍が対馬に襲来した知らせが届いたのは、日本側が防衛に成功し元軍が撤退した後であった。元軍撤退後に元軍の対馬襲来の知らせが関東に届いた理由は、大宰府と鎌倉間が飛脚でも早くて12日半ほどは掛かったためである。『勘仲記』（10月29日条）によると、幕府では対馬での元軍が「興盛」である知らせを受けて、鎌倉から北条時定や北条時輔などを総司令官として元軍討伐に派遣するか議論があり、議論が未だ決していないという幕府の対応の伝聞を載せている。
また、11月に入ってもなお未だ執権・北条時宗の下に元軍の博多湾上陸および撤退の報が伝わっていなかったため、時宗は元軍の本州上陸に備えて中国・九州の守護に対して国中の地頭・御家人ならびに本所・領家一円（公家や寺社の支配する荘園等）の住人で幕府と直接の御恩奉公関係にない武士階層（非御家人）を率いて、防御体制の構築を命じる動員令を発している。このように幕府が元軍の襲来によって動員令を発したことで、それまでの本所・領家一円地への介入を極力回避してきた幕府の方針は転換され、本所・領家一円地への幕府の影響力は増大した。
- 11月6日、京都に勝報がもたらされる[212][213]。

『帝王編年記』には鎮西からの戦勝の報が載っており、それによれば「去月（十月）二十日、蒙古と武士が合戦し、賊船一艘を取り、この賊船を留める。志賀島において、この賊船を押し留めて、その他の蒙古軍を追い返した」 と報じたという。また、『五檀法日記』にも同日の飛脚からの知らせが載っており「去月（十月）十九日と二十日に合戦があり、二十日に蒙古軍兵船は退散した」 と飛脚は報じたという。
幕府は戦勝の報に接すると論功行賞を行い、文永の役で功績のあった御家人120人余りに褒賞を与えた。

### 元・高麗の損害・状況

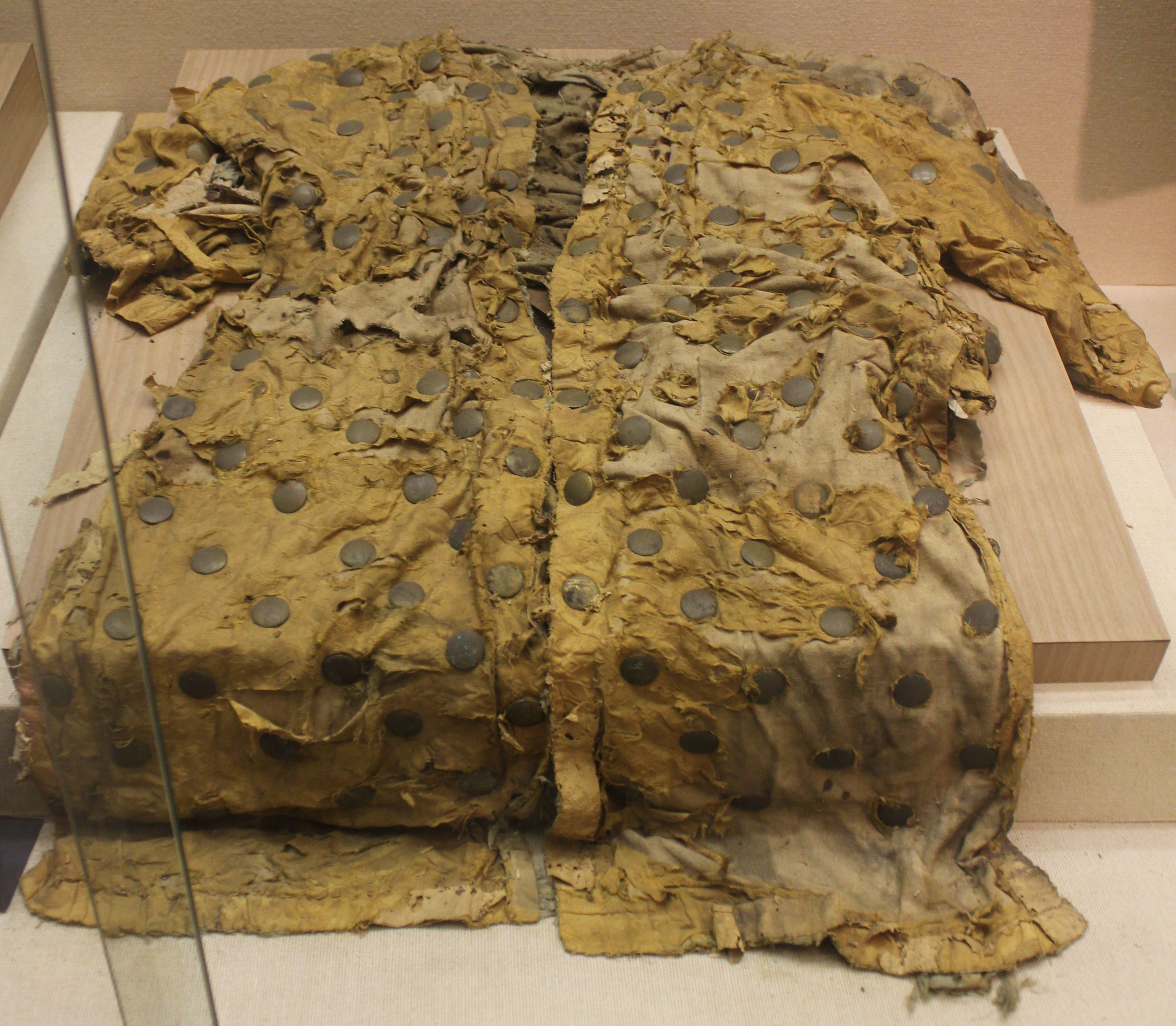
元軍戎衣（表面）
元寇史料館所蔵

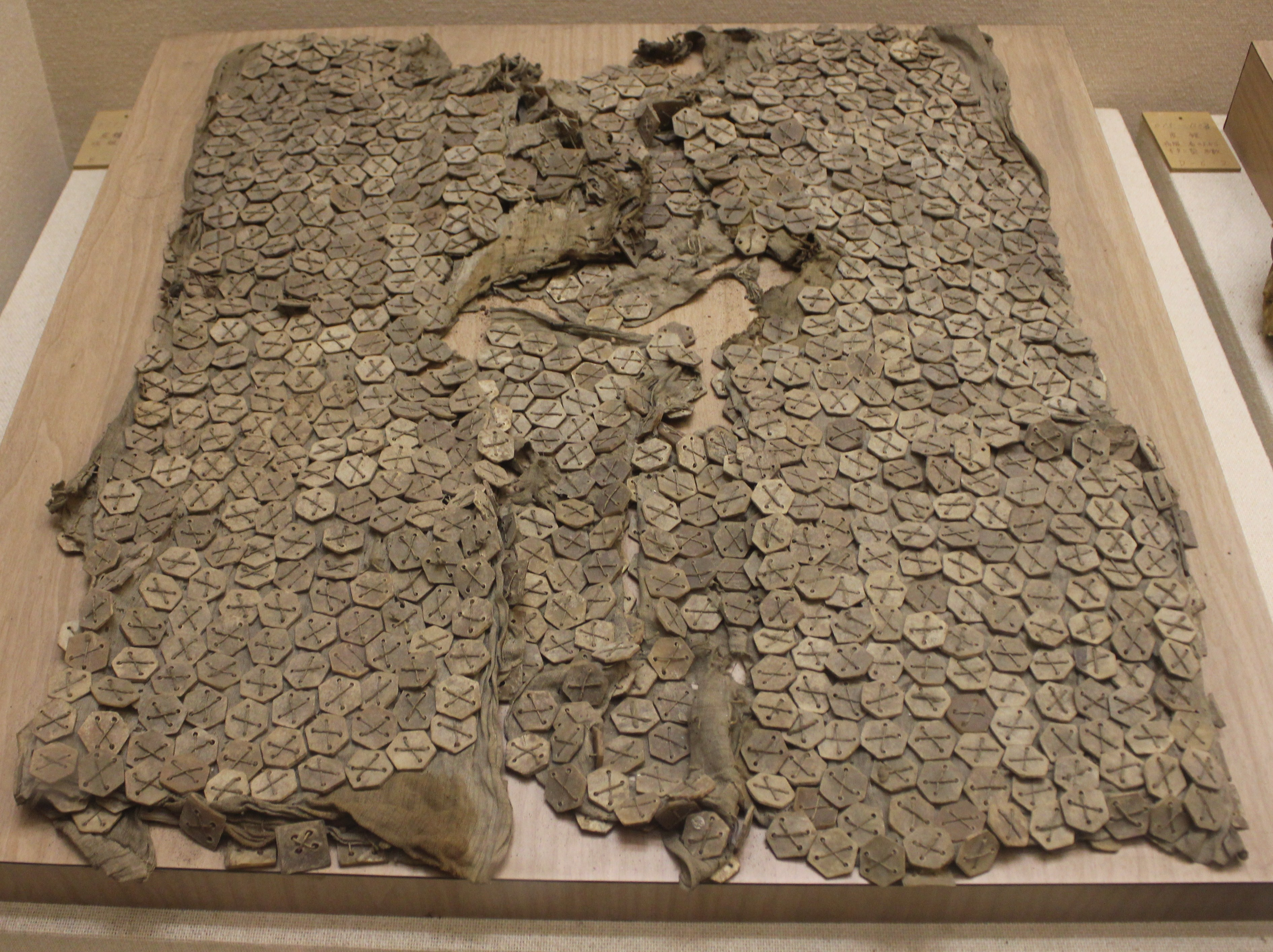
元軍戎衣（裏面）
元寇史料館所蔵

文永の役で元軍が被った人的損害は13,500余人にも上った。さらに人的被害だけでなく多くの衣甲・弓箭などの武具も棄てて失った。僅かに収拾できた衣甲・弓箭は府庫に保管されたが、使用に堪られるものではなかった。
また、文永の役において船舶・兵士・兵糧などを拠出した高麗は、国力を極度に悪化させ疲弊した。
高麗からクビライの下へ派遣された金方慶、印公秀は、その上表の中で、三別抄の乱を鎮圧するための大軍に多くの兵糧を費やしたこと、加えて民は日本征討（文永の役）によって損傷した船舶を修造するために、働きざかりの男たちはことごとく工役に赴き、日本征討に加わった兵士たちは、戦闘による負傷と帰還中の暴風雨により多くの負傷者・溺死者を出すなどしたために、今では耕作する者は僅かに老人と子供のみであること、さらに日照りと長雨が続いて稲は実らず民は木の実や草葉を採って飢えを凌ぐ者があるなど、「民の疲弊はこの時より甚だしい時はなかった」といった高麗の疲弊した様子を伝えている。そして、再び日本征討の軍を挙げるならば、小邦（高麗）は船舶・兵糧などの拠出には耐えられないとクビライに訴えている。

### 文永の役における神風

#### 神風と元軍撤退理由

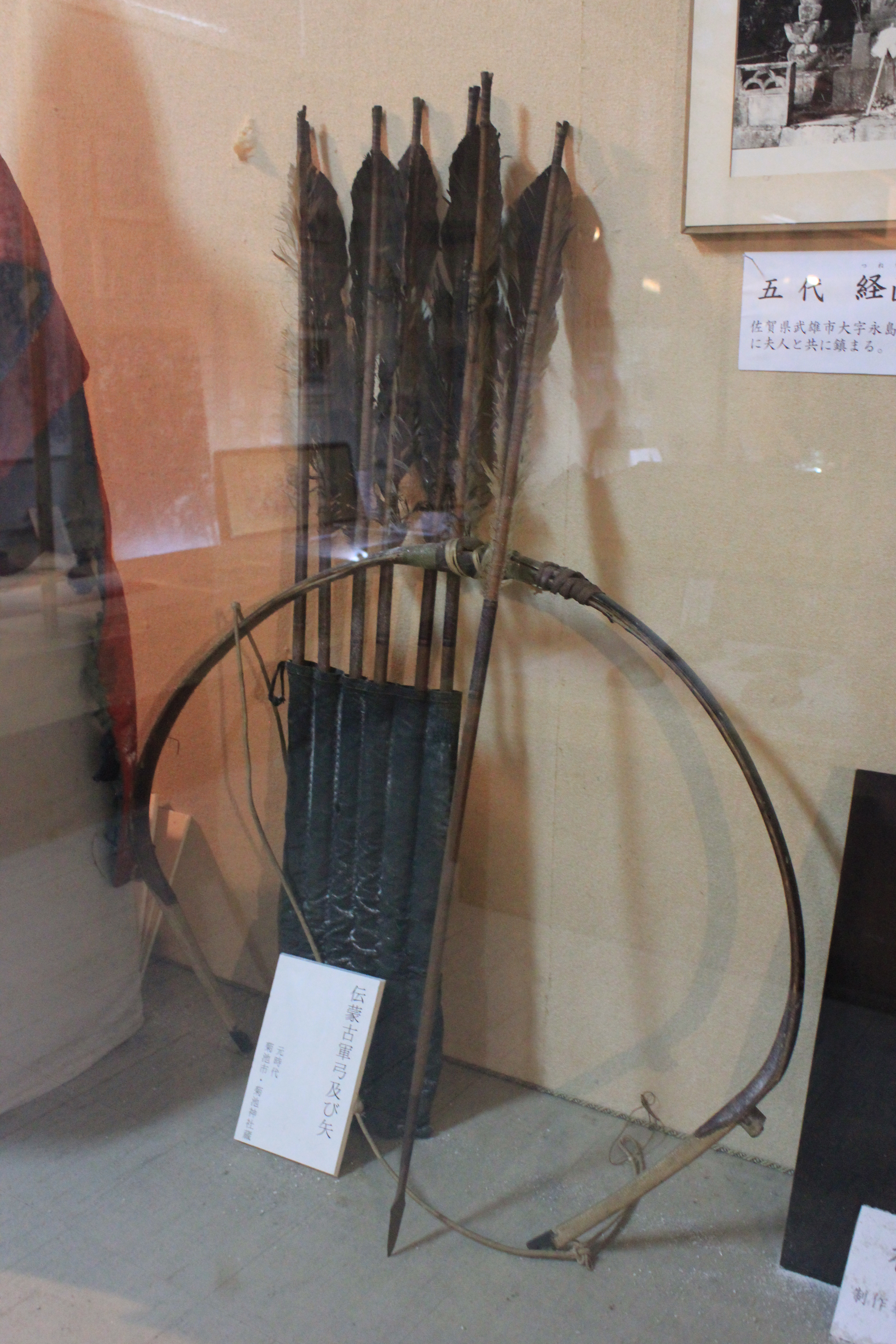
伝・蒙古弓と蒙古矢
菊池神社所蔵

元軍は戦況を優位に進めた後、陸を捨てて船に引き揚げて一夜を明かそうとしたその夜に暴風雨を受けて日本側が勝利したという言説が教科書等に記載されているが、通常、上陸作戦を決行した場合、まず橋頭堡を確保しなければならず、戦況を優位に進めながら陸地を放棄して、再び上陸作戦を決行するなどは戦術的に有り得ないとされる。また、元側の史料『高麗史』の記載によると、元軍は日本軍との戦闘で苦戦を強いられたため軍議により撤退を決定し、日本からの撤退途上で暴風雨に遭遇したとなっている。ただ、この撤退途上に元軍が遭遇した暴風雨については、気象学的には11月下旬には台風の渡来はなく、あったとしても単なる強風であった可能性が高いとされる。
元軍が苦戦し撤退した様子は『高麗史』の記載の他、日本側の史料でも同様の記載が確認できる。文永の役当時の鎮西からもたらされた飛脚の報告が載っている日本側の史料『帝王編年記』によれば「去月（十月）二十日、蒙古と武士が合戦し、賊船一艘を取り、この賊船を留める。志賀島において、この賊船を押し留めて、その他の蒙古軍を追い返した」 と報じたとあり、同じく飛脚の報が載っている『五檀法日記』においても「去月（十月）十九日と二十日に合戦があり、二十日に蒙古軍兵船は退散した」 とあり、交戦した武士らが中央政権に対して軍事的に元軍を撃退したことを報告している。また、他の史料と日にちに差異はあるが『関東評定衆伝』でも「（文永十一年）十月五日、蒙古異賊が対馬に攻め寄せ来着。少弐資能代官・藤馬允（宗資国）を討つ。同24日、大宰府に攻め寄せ来たり官軍（日本軍）と合戦し、異賊（元軍）は敗北した」 と明確に日本軍の勝利と元軍の敗北が確認できる。

#### 鎌倉期の神風観
文永の役において元軍は神風で壊滅し日本側が勝利したという言説が流布した背景として、当時の日本国内では元寇を日本の神と異賊の争いと見る観念が共有されており、神社や寺による折伏・祈祷や歌詠みは日本の神の力を強める（天人相関思想）と信心されていた。そのため、元軍を撃退できた要因は折伏・祈祷による神力・神風であると神社等は宣伝し、幕府に対して恩賞を求めた。
例えば、公家の広橋兼仲は、その日記『勘仲記』の中で「逆風の事は、神明のご加護」 と神に感謝している。また、1276年（建治2年・至元13年）の官宣旨の文言の中にも「蒙古の凶賊等が鎮西に来着し合戦をしたのだが、神風が荒れ吹き、異賊は命を失い、船を棄て或いは海底に沈み、或いは入江や浦に寄せられた。これは即ち霊神の征伐、観音の加護に違いない」 とあり、当時から元軍を襲った暴風雨を神風とする認識が存在していたことが窺える。
また、敵国調伏や加持祈祷によって日本の神や仏も戦闘に動員され元軍を撃退できたとする観念は、各社による「神々による軍忠状」という形で現れ、戦後も幕府に対して各社による恩賞の要求も激しかった。元寇における神々の活躍例を挙げると以下のようなものが見受けられる。
寺社縁起『八幡愚童訓』によると、日本軍が水城へ敗走した後、松原に陣を布く元軍に八幡神の化身30人ほどが矢を射掛け、恐れ慄いた元軍は海に逃げ、さらに海から炎が燃え巡り、その中から現れた八幡神を顕現したと思われる兵船2艘が突如現れて元軍を皆討ちとり、辛うじて沖に逃れた者には大風が吹き付けられて元軍は敗走したという。同様の話は『一代要記』にもあり、大宰府軍（日本軍）が敗北した後、神威を顕現したと思われる兵船2艘が現れて元軍と戦い、これを退散させたとしている。
また、肥前国武雄社では、戦後の論功行賞から漏れたため、幕府に以下のように文永・弘安の役における勲功を訴えている。『武雄神社文書』によれば、文永の役の際の10月20日の夜、武雄社の神殿から鏑矢が元軍船目掛けて飛び、結果、元軍は逃げていったとしており、また、弘安の役に際しても、上宮から紫の幡（のぼり）が元軍船の方に飛び去って、大風を起こしたという。
幕府は、こういった各社による軍忠状に対して神領興行令と呼ばれる徳政令を各社に対して3度も発布し、恩賞に当てた。

#### 戦前・戦後の神風観
1910年（明治43年）の『尋常小学日本歴史』に初めて文永の役の記述が登場して以来、戦前の教科書における文永の役の記述は、武士の奮戦により元軍を撃退したことが記載されており、大風の記述はなかった。しかしその後、第二次世界大戦が勃発し日本の戦局が悪化する中での1943年（昭和18年）の国定教科書において、国民の国防意識を高めるために大風の記述が初めて登場した。それ以来、戦後初の教科書である『くにのあゆみ』以降も大風の記述は継承され、代わって武士の奮戦の記述が削除されることとなる。
戦後の教科書において、文永の役における武士の奮戦の記述が削除された背景としては、執筆者の間で武士道を軍国主義と結び付ける風潮があり、何らかの政治的指示があったためか執筆者が過剰に自粛したのではないかとの見解がある。また、戦時中や現代の教科書においても文永の役において元軍は神風で壊滅したという言説が依然として改められなかった背景としては、戦時中は「神国思想の原点」ゆえに批判が憚られたことによるという見解がある。この観念は戦時中の神風特別攻撃隊などにまで到ったとされる。戦後は敗戦により日本の軍事的勝利をためらう風潮が生まれたことにより、文永の役における日本の勝因を自然現象ゆえによるものであるという傾向で収まってしまったのではないかとの見解がある。
また、文永の役は大風で勝利したという戦後の常識は、寺社縁起『八幡愚童訓』における記述がベースになっているといわれている。

## 第二次日本侵攻までの経緯

### 第一次高麗征伐計画

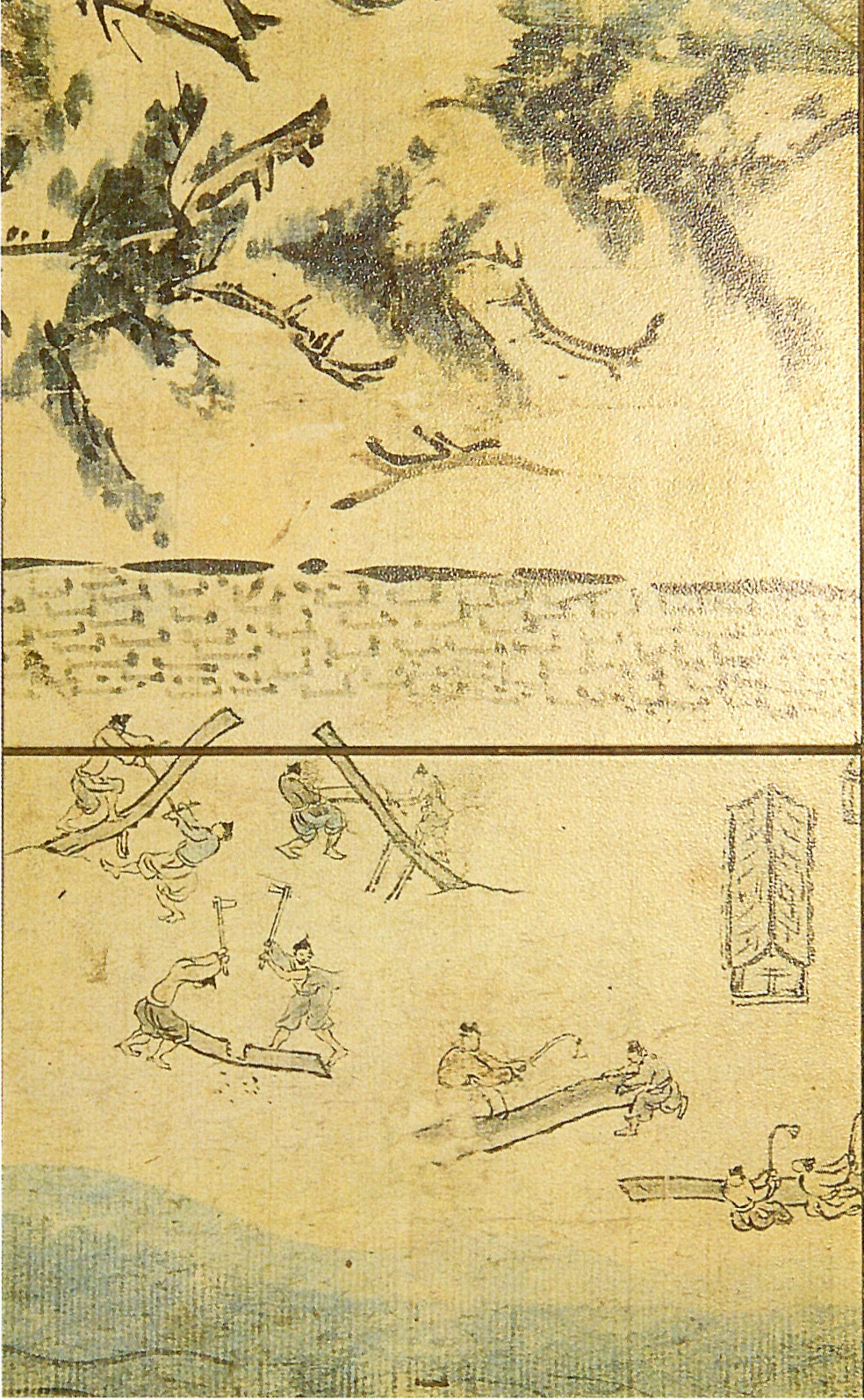
『聖福寺古図』に描かれた石築地（元寇防塁）
制作年不詳
聖福寺所蔵

元・高麗連合軍の侵攻を撃退した鎌倉幕府は、高麗へ侵攻して逆襲することを計画した。高麗出兵計画は再度の元の襲来に備えるための石築地（元寇防塁）の築造と同時に進められ、高麗出兵に動員される者を除いた鎮西の者が石築地の築造に当たることになっていた。
幕府は1276年（建治2年・至元13年）3月に高麗出兵を行うことを明言し、少弐経資が中心となって鎮西諸国などに動員令を掛けて博多に軍勢や船舶を集結させた。
船の漕ぎ手である梶取（かんどり）や水手（かこ）は鎮西諸国を中心に召集され、不足の場合は山陰・山陽・南海各道からも召集するよう御家人に命じた。幕府は動員催促した武士に水手、梶取りなどの年齢や動員数、兵具、船数などを注進させ、逃亡者には厳罰を科すなどして着々と出兵準備を進めたが、突然出兵計画は中止となった。詳細は不明ながら、同時に進められていた石築地の築造に多大な費用と人員を要したことと、兵船の不備不足などの理由により計画は実行されなかったとされる。
幕府は異国警固番役を強化し、引き続き九州の御家人に元軍の再襲来に備えて九州沿岸の警固に当たらせた。異国警固番役は3か月交代で春夏秋冬で分け、春は筑前・肥後国、夏は肥前・豊前国、秋は豊後・筑後国、冬は日向・大隅・薩摩国といった九州の御家人が異国警固番役を担当した。

### 第七回使節

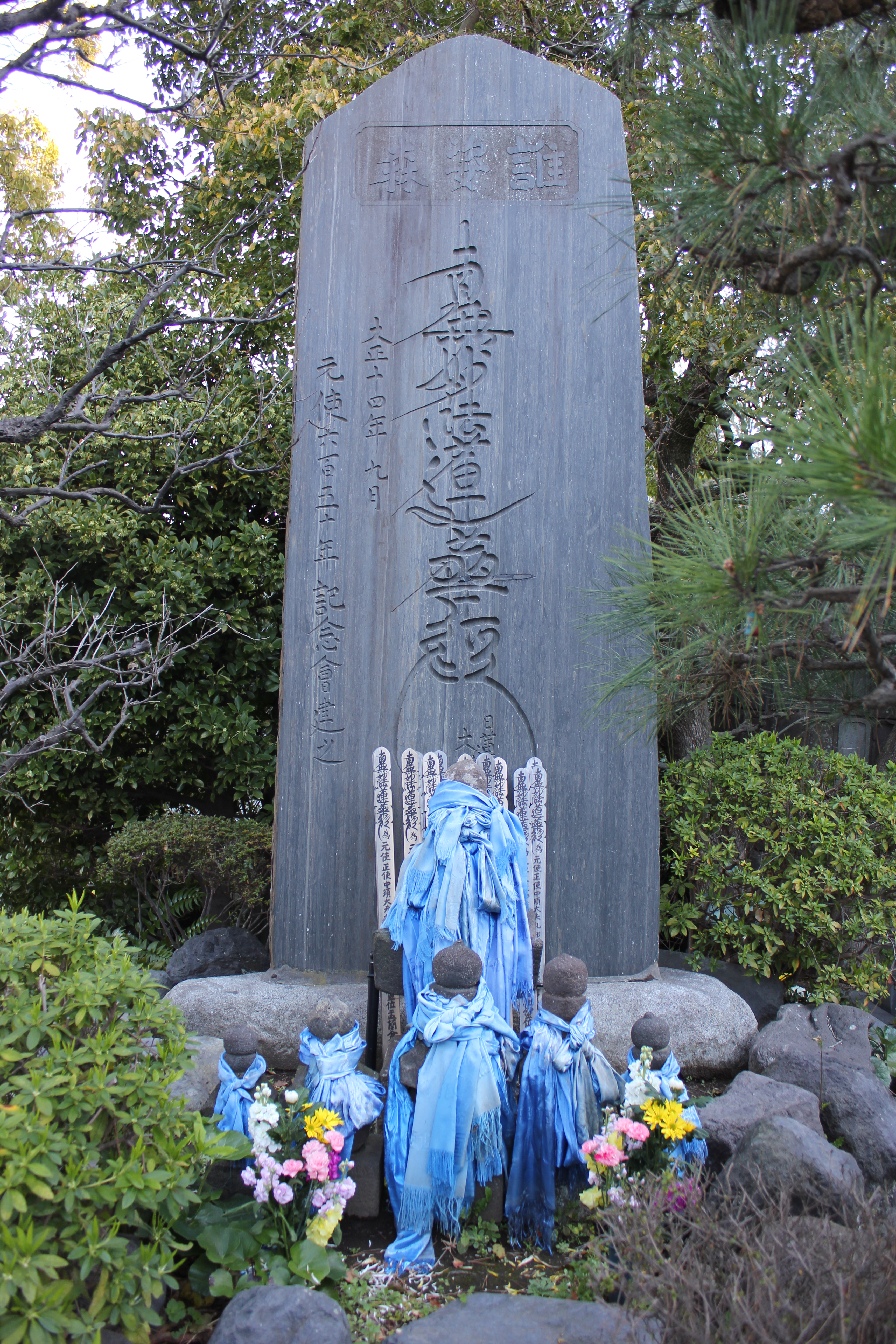
伝・元使塚
日本人によって建立されたモンゴル人使節・杜世忠らの供養搭。五輪塔には、モンゴルで「英雄」を意味する青い布が巻かれている。五輪塔の後ろに建つのが、1925年（大正14年）の元使650年記念に建てられた記念碑。於：常立寺 (藤沢市)

- 1275年（建治元年・至元12年）2月、クビライは日本再侵攻の準備を進めるとともに日本を服属させるため、モンゴル人の礼部侍郎・杜世忠を正使、唐人の兵部侍郎・何文著を副使とする使節団を派遣した[241][242]。通訳には高麗人の徐賛、その他にウイグル人の刑議官・チェドゥ・ウッディーン（徹都魯丁）、果の3名が同行した[241][242]。

使節団は長門国室津に来着するが、執権・北条時宗は使節団を鎌倉に連行すると、龍ノ口刑場（江ノ島付近）において、杜世忠以下5名を斬首に処した。
これは使者が日本の国情を詳細に記録・偵察した、間諜（スパイ）としての性質を強く帯びていたためと言われる。斬首に処される際、杜世忠は以下のような辞世の句を残している。
「出門妻子贈寒衣 問我西行幾日歸 來時儻佩黃金印 莫見蘇秦不下機」
「門を出ずるに妻子は寒衣を贈りたり、我に問う西に行き幾日にして帰ると、来たる時もし黄金の印を佩びたれば、蘇秦（中国戦国時代の弁論家）を見て機を下らざるなかりしを」
（家の門を出る際に私の妻子は、寒さを凌ぐ衣服を贈ってくれた。そして私に西に出かけて何日ほどで帰ってくるのかと問う。私が帰宅した時に、使節の目的を達して、もし（恩賞として）黄金の印綬を帯びていたならば、蘇秦の妻でさえ機織りの手を休めて出迎えたであろう）

### 第二次日本侵攻計画（1275年〜）
一方でクビライは使節派遣と並行して、再び日本侵攻の準備に取り掛かった。
- 1275年（建治元年・至元12年）9月、クビライは、高麗から直ちに日本へ渡ることができる航路があることを知ると、元使を高麗へ派遣して調査させた[244]。
- 同年10月、再度の日本侵攻計画のために、高麗において戦艦の修造を開始[245]。
- 同年11月、文永の役で多くの矢を喪失していたため、高麗の慶尚道・全羅道の民に矢の羽や鏃の増産に取り掛からせた[246]。

クビライは南宋攻略を断行している真っ只中、再度の日本侵攻を計画し、その是非を重臣・王磐に尋ねた。王磐は以下のように返答したという。
王磐「今まさに南宋を討ち、我らは全力を用い、一挙にこれ（南宋）をとるべきです。もし、また東夷（日本）に兵力を分ければ、無駄に月日を費やす恐れがあり、結局、功は成り難くなります。南宋が滅ぶのを待って、やがてこれ（日本侵攻）を考えるも未だ遅くはないでしょう」
- 1276年（建治2年・至元13年）1月、元と南宋の戦争が最終段階に入ると、クビライは南宋と日本との二正面作戦を行うことを避けて、高麗に日本侵攻用の戦艦の造船と矢の増産を停止させた[248]。

同月、南宋の第7代皇帝・恭帝は元に降伏し、南宋の首都・臨安を無血開城する。これにより事実上、南宋は滅亡した。なお、張世傑・陸秀夫ら一部の者は第8代皇帝・端宗や第9代皇帝・祥興帝を擁して、1279年（弘安2年・至元16年）まで元に抵抗を続けた。
同年、南宋を滅ぼしたクビライは早速、日本侵攻の是非を南宋の旧臣らに尋ねた。これに対して、南宋の旧臣・范文虎、夏貴、呂文煥、陳奕らは皆「伐つべし」と答えたという。しかし、クビライの重臣・耶律希亮は以下のように反対した。
耶律希亮「宋と遼、金と攻戦し、まさに300年経っています。干戈（戦争）はようやく収まり、人は肩を休めるようになりました。数年を待って日本遠征の兵を起こすも未だ遅くはないでしょう」
クビライは南宋の旧臣らの進言を退けて、耶律希亮の意見を採用した。こうして、日本侵攻計画は当分の間、延期された。

### 第八回使節
耶律希亮の進言により、日本侵攻計画が延期されてから3年が経過した1279年（弘安2年・至元16年）、再びクビライは日本侵攻を計画する。
南宋の旧臣・范文虎は、ひとまず日本へ再び使節を派遣して、もう一度、日本が従うか否かを見極めてから出兵することを提案したため、クビライはその提案を受け入れた。こうして、杜世忠ら使節団が斬首に処されたことを知らないまま、周福、欒忠を元使として、渡宋していた日本僧・暁房霊杲、通訳・陳光ら使節団を再度日本へ派遣した。
今回の使節団は南宋の旧臣という范文虎の立場を利用して、日本と友好関係にあった南宋の旧臣から日本に元への服属を勧めるという形をとった。
大宋國牒状として日本側に手渡された牒状の内容は「宋朝（南宋）はすでに蒙古に討ち取られ、（次は）日本も危うい。よって宋朝（南宋）自ら日本に（元に服属するよう）告知」する内容であった。
- 同年6月、日本側は周福らが手渡した牒状が前回と同様、日本への服属要求であることを確認すると、博多において周福ら使節団一行を斬首に処した[251]。

### 第二次日本侵攻計画（1279年〜）
クビライは杜世忠ら使節団の帰還を待つ一方、出兵準備を開始する。
- 1279年（弘安2年・至元16年）2月、クビライは揚州、湖南、贛州、泉州四省において日本侵攻用の戦艦600艘の造船を命じる[254]。そのうち、200艘の建造をアラブ系イスラム教徒である色目人・蒲寿庚に命じた[255]。
- 同年5月、さらにクビライは済州島から軍船建造の木材3,000隻分を供出させるとともに[256]、6月には900艘の造船を高麗に命じた[40]。

しかし、建造は思うようには進まず、200艘の建造を命じられた蒲寿庚はクビライに「海船を200艘造るよう詔がありましたが、いま完成している船は50艘です。民は実に艱苦しています」と造船により民が疲弊していることを上奏した。これを受けて、クビライは蒲寿庚に命じた200艘の建造を中止させている。
このように造船により江南地方の民が疲弊する中、クビライの日本侵攻を諫言する者が相次いだ。賈居貞は民の疲弊が乱を招くことを危惧して、クビライに日本侵攻を止めるよう諫言したが、聞き入れられなかった。徐世隆もクビライに対して、丁寧に日本侵攻を諫めたが同様であった。
重臣のアンギル（昂吉児）もまた以下のようにクビライに諫言した。
昂吉児「臣（昂吉児）、軍兵は士気を主と為すと聞きます。上下が同じものを欲すれば勝つのです。しかしこの者ら（日本侵攻軍）は連年の外夷への外征に使役し、しばしば出血を強いており、ここで士気のことを考えなければ、天下は騒然とし、一たび徴発を行えば、上下は怨むでしょう。それは同じ欲する所を考えてはいないからです。兵を止め、民を休ませてください」
しかし、アンギル（昂吉児）の諫言もまたクビライに聞き入れられることはなかった。老臣の王磐も賈居貞、アンギル（昂吉児）とは違った立場で以下のように諫言した。
王磐「日本小夷、海道は険しくして遠い。これに勝っても、即ち武功とはなりません。勝たなければ、即ち威厳を損じます。臣が思うに征伐を為してはなりません」
この諫言に対してクビライは激怒したが、国を憂う王磐の気持ちを汲み取り、翌日には王磐の下に遣いをやり慰撫したという。
- 同年8月、逃げ出した水夫より杜世忠らの処刑が高麗に報じられ、高麗はただちにクビライへ報告の使者を派遣した[261]。元に使節団の処刑が伝わると、東征都元帥であるヒンドゥ（忻都）・洪茶丘はただちに自ら兵を率いて日本へ出兵する事を願い出たが、朝廷における評定の結果、下手に動かずにしばらく様子を見ることとなった[262]。
- 1280年（弘安3年・至元17年）頃、クビライは日本侵攻軍の司令部・日本行省（征東行省）を設置する[263]。
- 1281年（弘安4年・至元18年）2月、クビライは侵攻に先立って首都・大都に日本侵攻軍の司令官であるアラカン（阿剌罕）、范文虎、ヒンドゥ（忻都）、洪茶丘ら諸将を召集し以下のように演説した。

クビライ「そもそもの始めは、彼の国（日本）の使者が来たことにより、こちらの朝廷からもまた使者を遣わし往かしたのだ。しかし、彼の方では我が使者を留めて還さなかった。ゆえに卿らをして、此のたびの遠征を行わせることとした。朕が漢人から言を聞いたところ『人の家国を取るのは、百姓と土地を得たいがためである』と。もし、日本の百姓を尽く殺せば、いたずらに土地を得ても、日本の土地は何に用い得ようか。また、もう一つ朕が実に憂えていることがある。それは、卿らが仲良く協力しないことのみを恐れているのだ。仮にもし彼の国人が卿らのもとに至って、卿らと協議することがあるならば、まさに心を合わせ考えをそろえて、回答が一つの口から出るように答えるようにせよ」

### 無学祖元による進言
1281年（弘安4年・至元18年）、弘安の役の一月前に元軍の再来を予知した南宋からの渡来僧・無学祖元は、北条時宗に「莫煩悩」（煩い悩む莫（な）かれ）と書を与え、さらに「驀直去」（まくじきにされ）と伝え、「驀直」（ばくちょく）に前へ向かい、回顧するなかれと伝えた。これはのち「驀直前進」（ばくちょくぜんしん）という故事成語になった。無学祖元によれば、時宗は禅の大悟によって精神を支えたといわれる。なお無学祖元はまだ南宋温州の能仁寺にいた頃の1275年に元軍が同地に侵入し包囲されるが、「臨刃偈」（りんじんげ）を詠み、元軍も黙って去ったと伝わる。

## 弘安の役

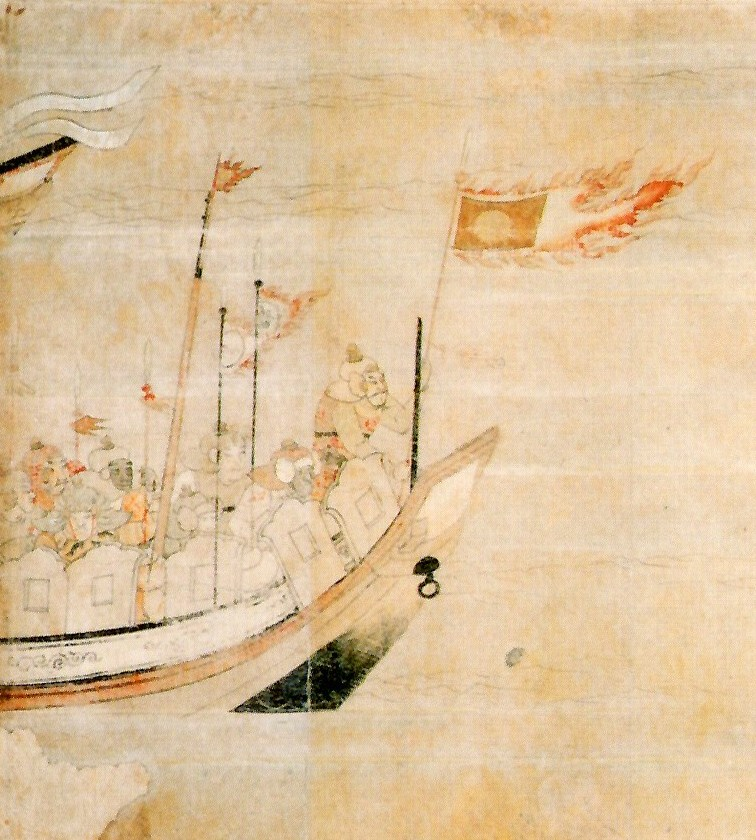
モンゴル語で「勇猛なる」という意味の上陸用快速船艇であるバートル（抜都魯）軽疾舟と思しき軍船に乗船する元軍。
『蒙古襲来絵詞』後巻・絵18・第31紙

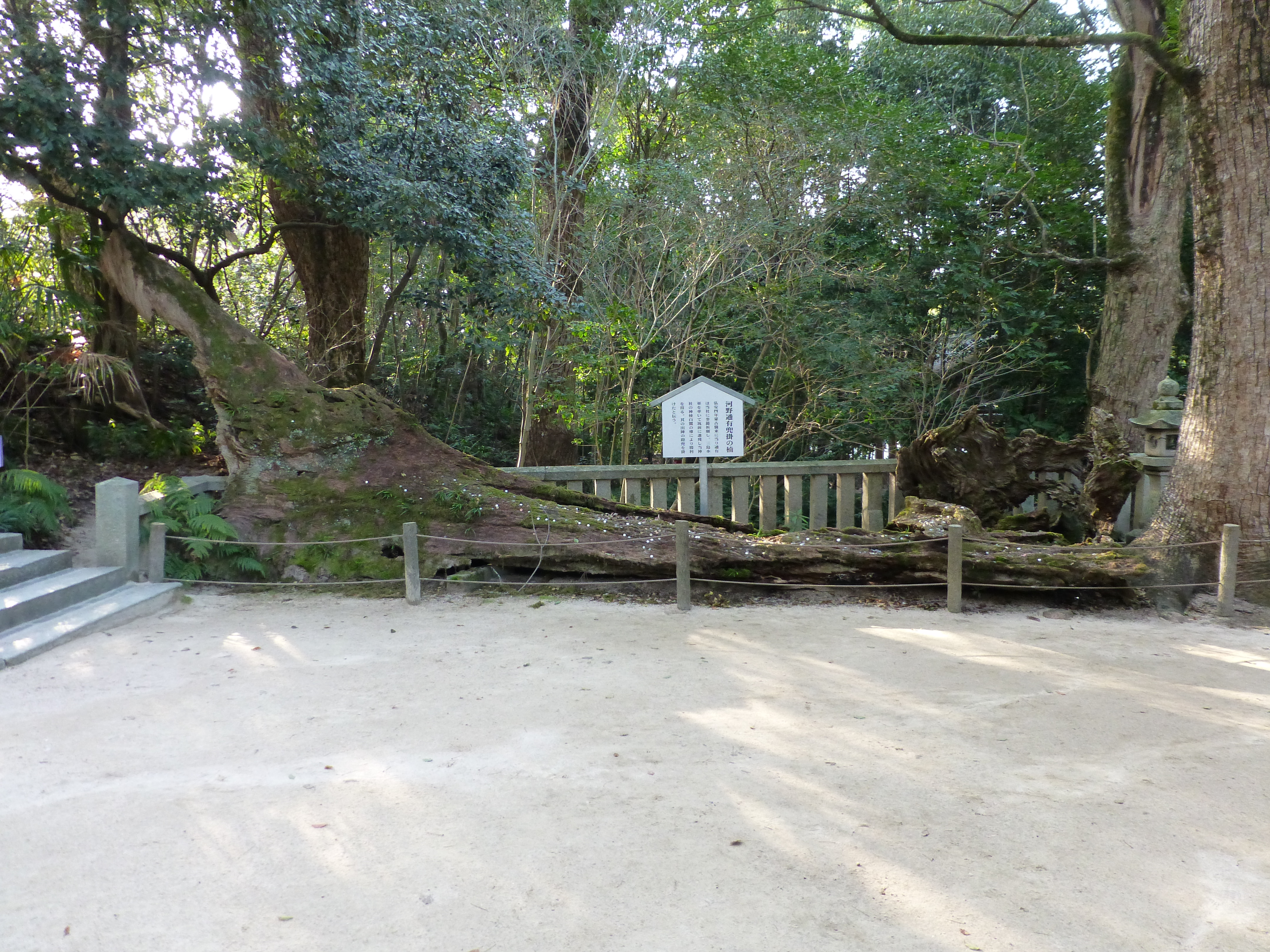
河野通有兜掛の楠（枯死）
河野通有が弘安の役の戦勝祈願に参詣した際に兜を掛けたとされる楠木。
大山祇神社

1281年（弘安4年・至元18年）、元・高麗軍を主力とした東路軍約40,000～56,989人・軍船900艘と旧南宋軍を主力とした江南軍約100,000人および江南軍水夫（人数不詳）・軍船3,500艘、3軍の合計、約140,000～156,989人および江南軍水夫（人数不詳）・軍船4,400艘の軍が日本に向けて出航した。日本へ派遣された艦隊は史上例をみない世界史上最大規模の艦隊であった。
なお、『元史』阿剌罕伝によると、モンゴル人を主力とした蒙古軍約400,000人が動員されたとしている。
元の官吏・王惲は、この日本侵攻軍の威勢を「隋・唐以来、出師の盛なること、未だこれを見ざるなり」 とその記事『汎海小録』の中で評している。
また、高麗人の定慧寺の禅僧・冲止は、東路軍の威容を前にして以下のような漢詩を詠み、クビライと東路軍を讃えた。
「皇帝（クビライ）が天下を統御するに、功績は堯（中国神話の君主）を超えた。徳は寛大で断折を包容し、広い恩沢は隅々にまで及んだ。車は千途の轍と共にし、書は天下の文章と共にした。ただ醜い島夷（日本）だけが残り、鼎魚のように群れをなして生きていた。ただ大海を隔てていることを頼りにして、（元と）領域を分けることを図った。日本は苞茅（朝貢）にかつて入ったことがなく、班瑞（朝貢）もまた聞いたことがない。そこで帝がこれに怒って、時に我が君（忠烈王）に命じた。千隻の龍鵲（軍艦か）の船と10万の勇敢な軍兵で扶桑（日本）の野において罪を問い、合浦の水辺で軍を興した。鼓声が大海に鳴り響き、旗は長い雲を揺さぶった」
さらに、冲止は元軍の戦勝と戦勝後の天下太平の世を想像し、以下のように詠んでいる。
「元軍は一瞬のうちに日本軍の軍営を打ち破り、勝報は朝夕のうちに伝わるだろう。玉帛で修貢を争い、戦争で紛争を解決する。元帥は宝玉と酒器を賜わり、兵卒は田畑へ帰れるだろう。三尺の快剣は剣箱に、百斤の良弓は弓嚢に。四方に歌声が響き、世相の音楽に満ち溢れる。辺境の警備で、戦争を告げる狼煙が収まり、辺方に風塵（騒乱）の気が絶たれるのだ。聖なる天子（クビライ）を拝見し、万歳まで南薫太平歌を奏でよう」
また、江南軍について、弘安の役の後にクビライの重臣・劉宣は「南方の新附の旧軍（江南軍）は、十余年の間に老い病んで逃亡し出征で傷つき、それまでの精鋭軍は海東の日本で敗北し、（弘安の役の後に）新たに招集された軍兵はみな武芸や戦争に慣れていないものばかり、これでは敵（日本）を制圧しようとしてもきっと失敗に帰すだろう」 と述べており、弘安の役の江南軍については精鋭軍という元側の認識があり、これを失ったために新たな軍勢で日本征服するのは難しいと述べている。
東路軍と江南軍は6月15日までに壱岐島で合流し両軍で大宰府を攻める計画を立てていた。
まず先に東路軍が出発した。

### 東路軍の出航

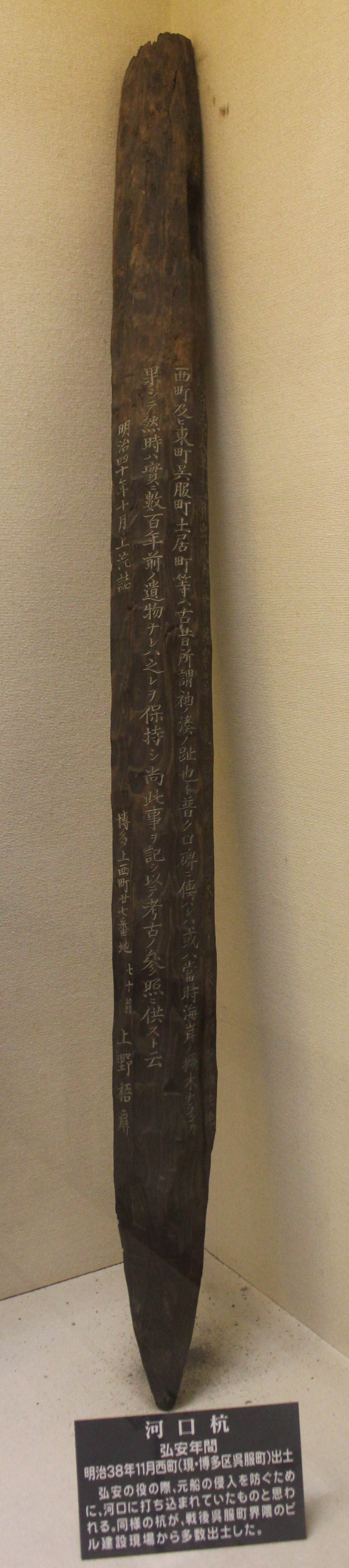
河口杭
元軍の侵入を妨害するために河口に打ち込まれた杭。1905年（明治38年）に出土。戦後、博多区呉服町界隈のビル建設現場からも多数出土した。
元寇史料館所蔵

- 5月3日、東征都元帥・ヒンドゥ（忻都）・洪茶丘率いるモンゴル人、漢人などから成る蒙古・漢軍30,000人と征日本都元帥・金方慶率いる高麗軍約10,000人（実数9,960人）の東路軍900艘が、高麗国王・忠烈王の閲兵を受けた後、朝鮮半島の合浦（がっぽ）を出航[271][272]。

### 対馬侵攻
- 5月21日、東路軍は対馬沖に到着し、対馬の世界村大明浦に上陸[273]。上陸した東路軍は日本側の激しい抵抗を受け、郎将の康彦、康師子等が戦死した[274]。

### 壱岐侵攻
- 5月26日、東路軍は壱岐に襲来。なお、東路軍は壱岐の忽魯勿塔に向かう途中、暴風雨に遭遇し兵士113人、水夫36人の行方不明者を出すという事態に遭遇している[275]。

### 長門襲来
- 東路軍の一部は山陽道の長門にも襲来する。

広橋兼仲の日記『勘仲記』（6月14日条）によると、東路軍の軍船と思われる軍船300が山陽道の長門の浦に来着したことが大宰府からの飛脚によって京都に伝えられたことを記載している。また、壬生顕衡の日記『弘安四年日記抄』（6月15日条）にも「異國賊船襲来長門」 とあり、長門に元軍が現れたことが確認できるが、長門襲来の実態に関しては史料が少なく不明な点が多い。

### 博多湾進入

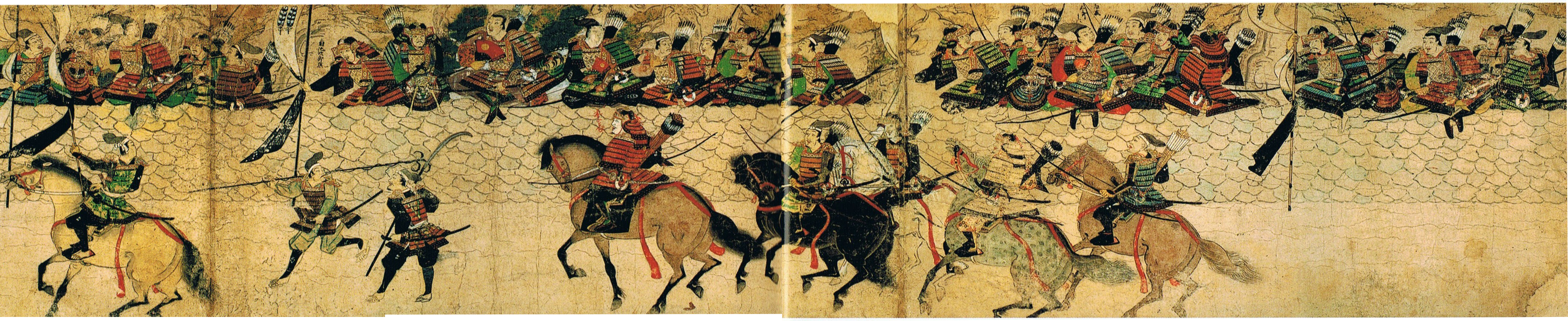
「元寇防塁」と思しき石築地とその上に陣取る御家人たち
中央の赤い扇を仰ぐ人物は肥後の御家人・菊池武房。石築地の前を肥後の御家人・竹崎季長一行が移動する。
『蒙古襲来絵詞』後巻・絵12・第7紙

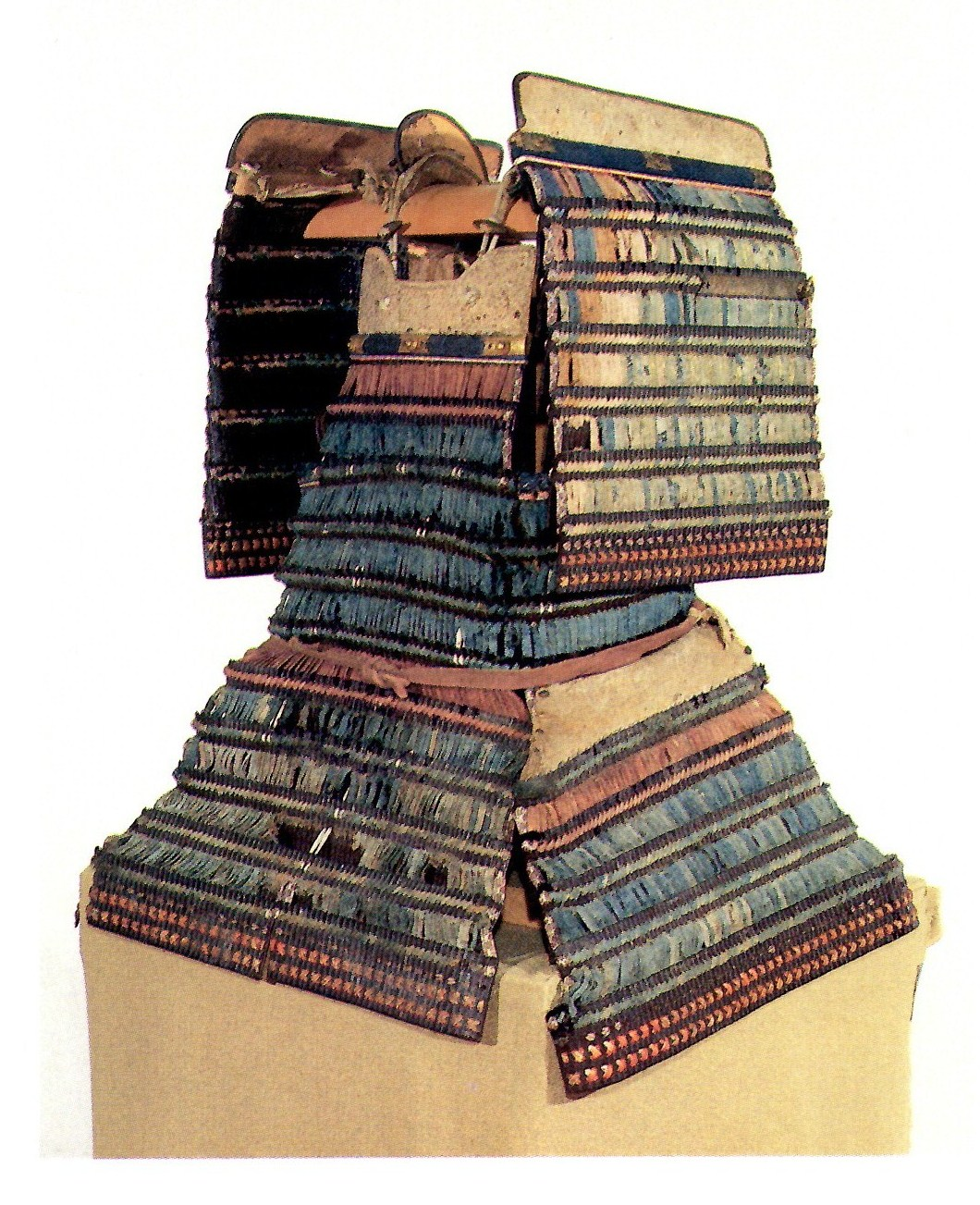
河野通有奉納の大鎧
『萌黄綾威腰取鎧・大袖付』
重要文化財・大山祇神社所蔵

東路軍は捕えた対馬の島人から、大宰府の西六十里の地点にいた日本軍が東路軍の襲来に備えて移動したという情報を得た。東路軍は移動した日本軍の間隙を衝いて上陸し、一気に大宰府を占領する計画を立てると共に、直接クビライに伺いを立てて、軍事のことは東路軍諸将自らが判断して実行するよう軍事作戦の了承を得た。こうして当初の計画とは異なり、江南軍を待たずに東路軍単独で手薄とされる大宰府西方面からの上陸を開始することに決定した。
対馬・壱岐を占領した東路軍は博多湾に現れ、博多湾岸から北九州へ上陸を行おうとした。しかし日本側はすでに防衛体制を整えて博多湾岸に約20kmにも及ぶ石築地（元寇防塁）を築いており、東路軍は博多湾岸からの上陸を断念した。日本軍の中には伊予の御家人・河野通有など、武勇を示すために石築地を背に陣を張って東路軍を迎え撃った者さえもいた。後に河野通有は「河野の後築地（うしろついじ）」と呼ばれ称賛された。
この石築地は、最も頑強な部分で高さ3m、幅2m以上ともされており、日本側が守備する内陸方面からは騎乗しながら駆け上がれるように土を盛っており、元軍側の浜辺方面には乱杭（らんぐい）や逆茂木（さかもぎ）などの上陸妨害物を設置していた。『予章記』によれば、海上から見た博多湾は「危峰の江に臨むが如し」 外観であったという。

史跡元寇防塁に指定された7地区
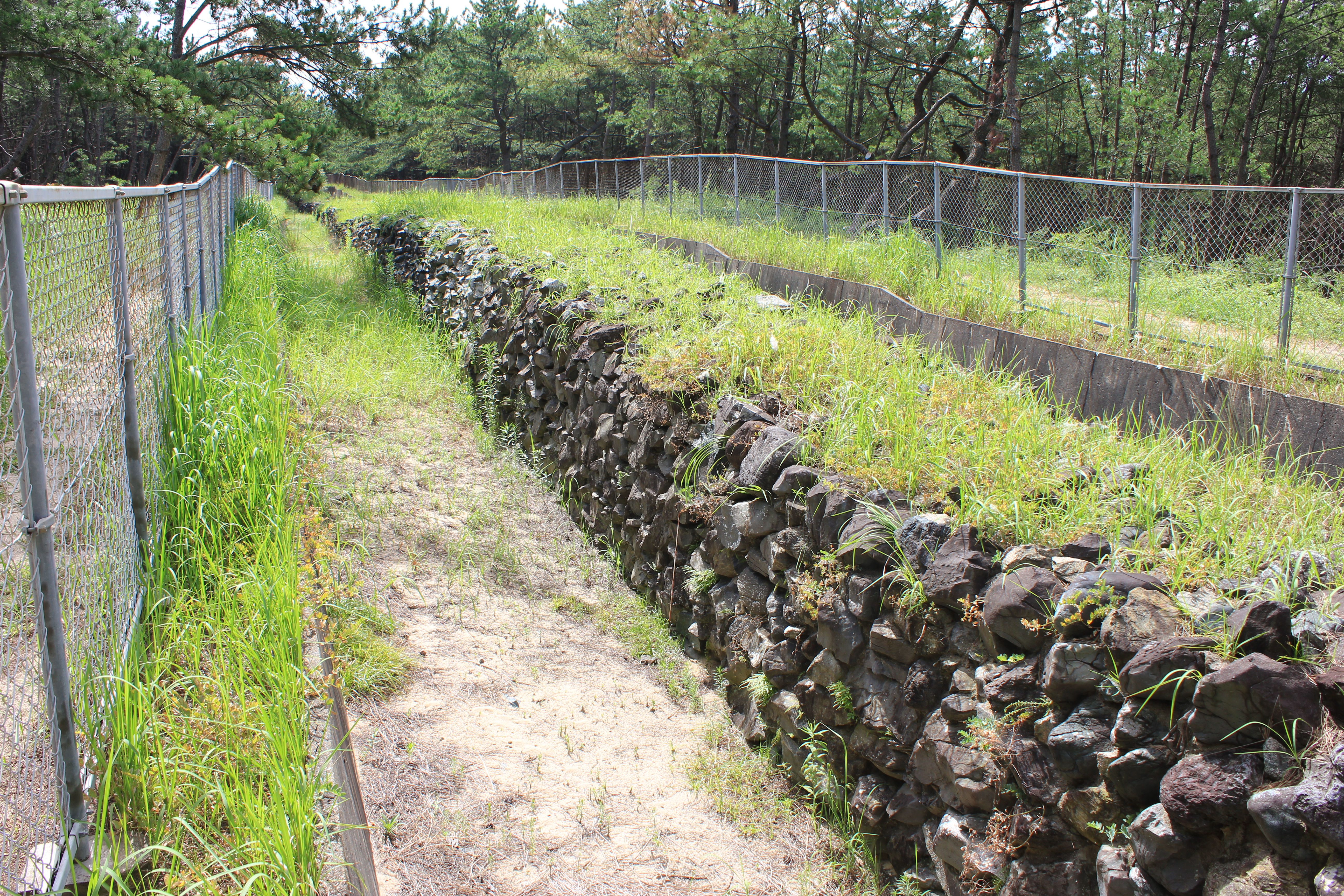
今津の元寇防塁 福岡市西区今津
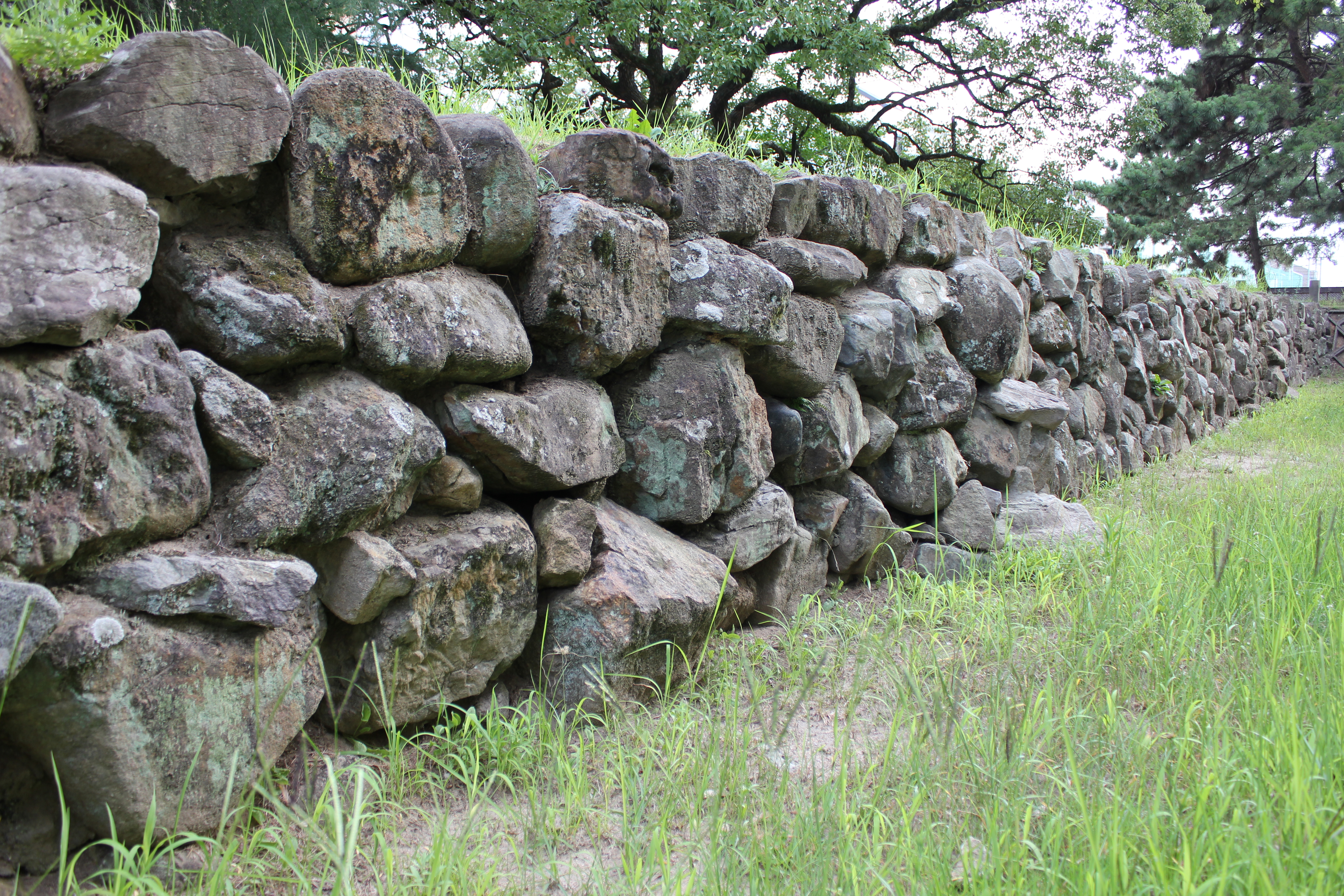
西新の元寇防塁 福岡市早良区西新
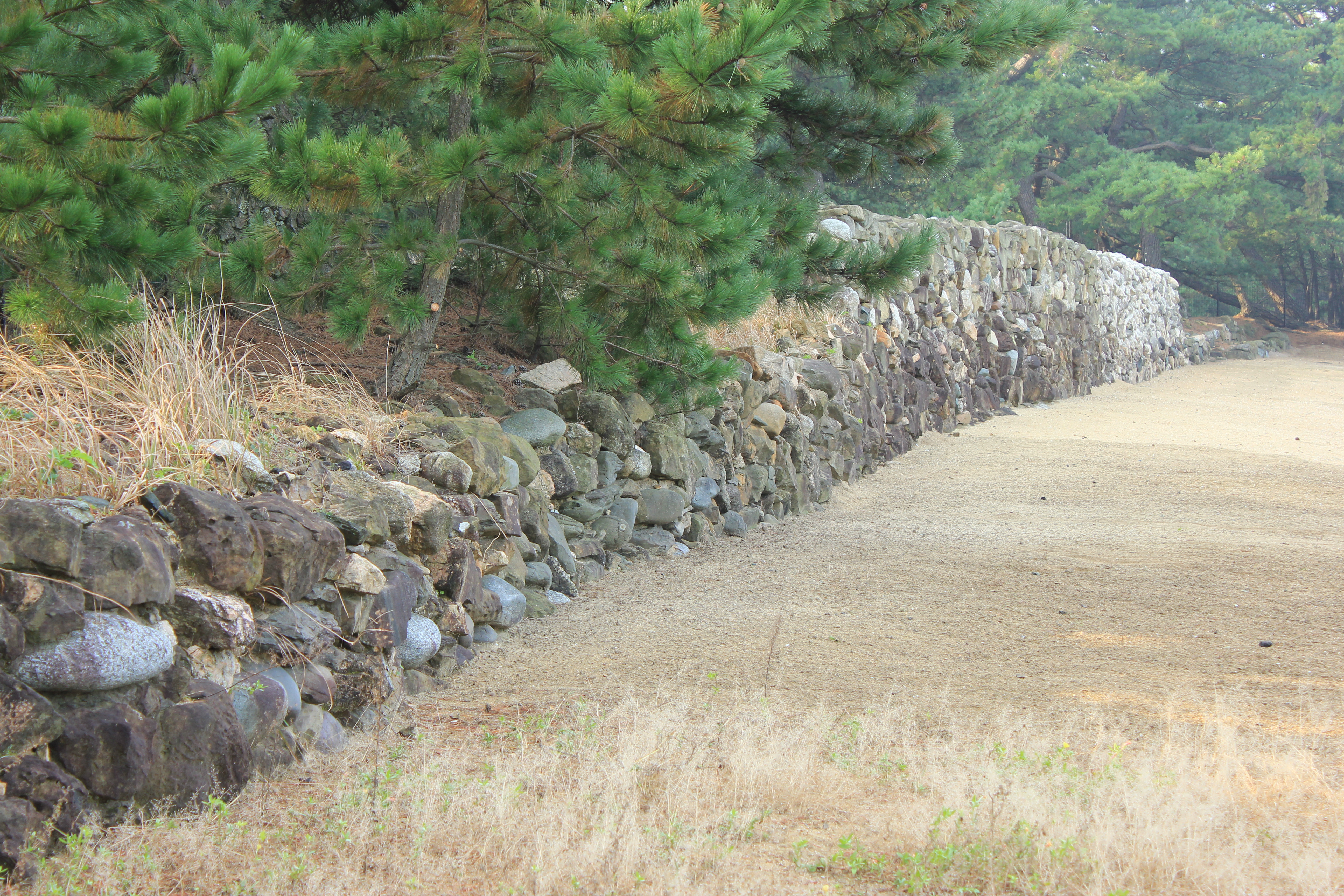
生の松原の元寇防塁 福岡市西区小戸
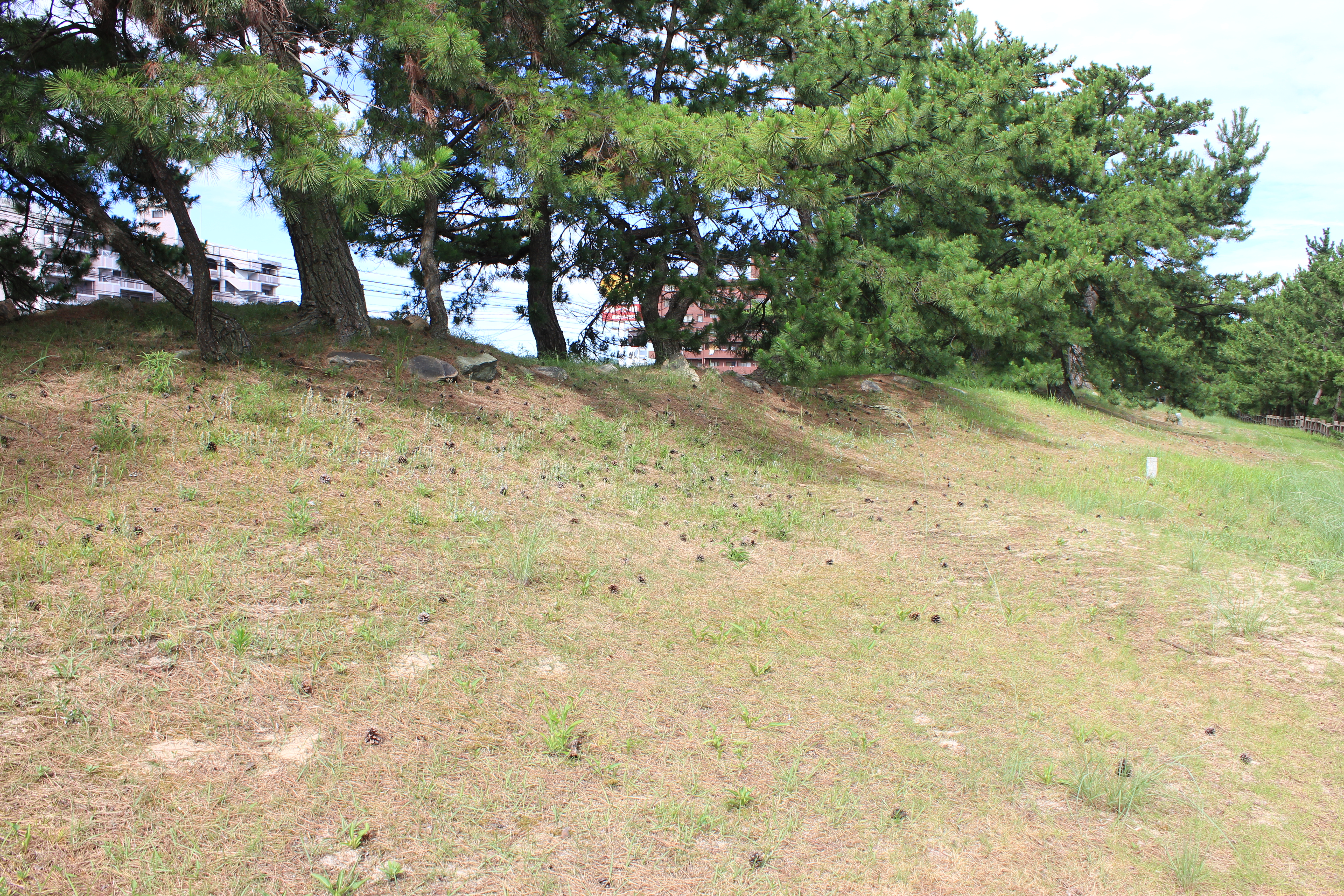
今宿の元寇防塁 福岡市西区今宿
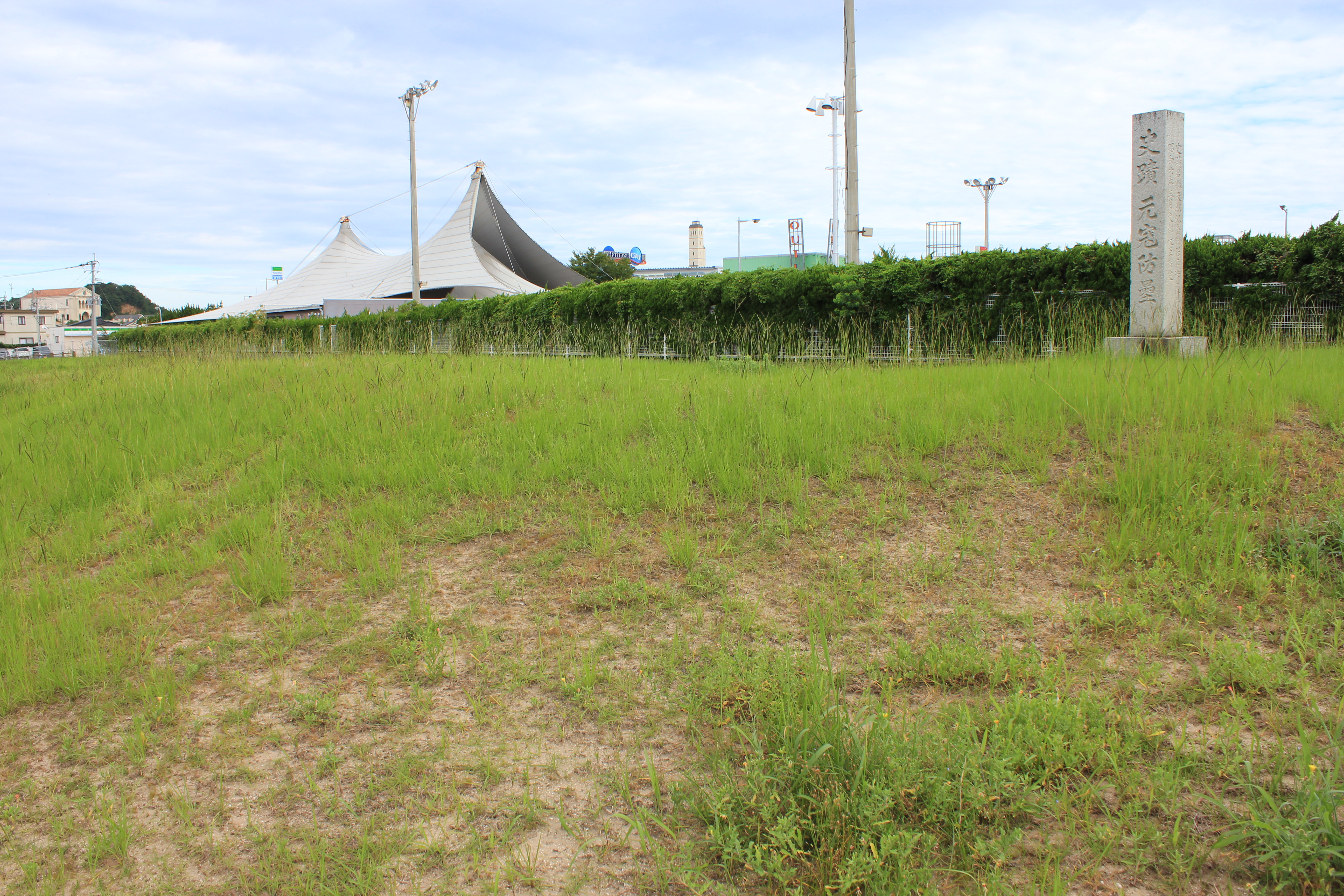
姪浜の元寇防塁 福岡市西区小戸
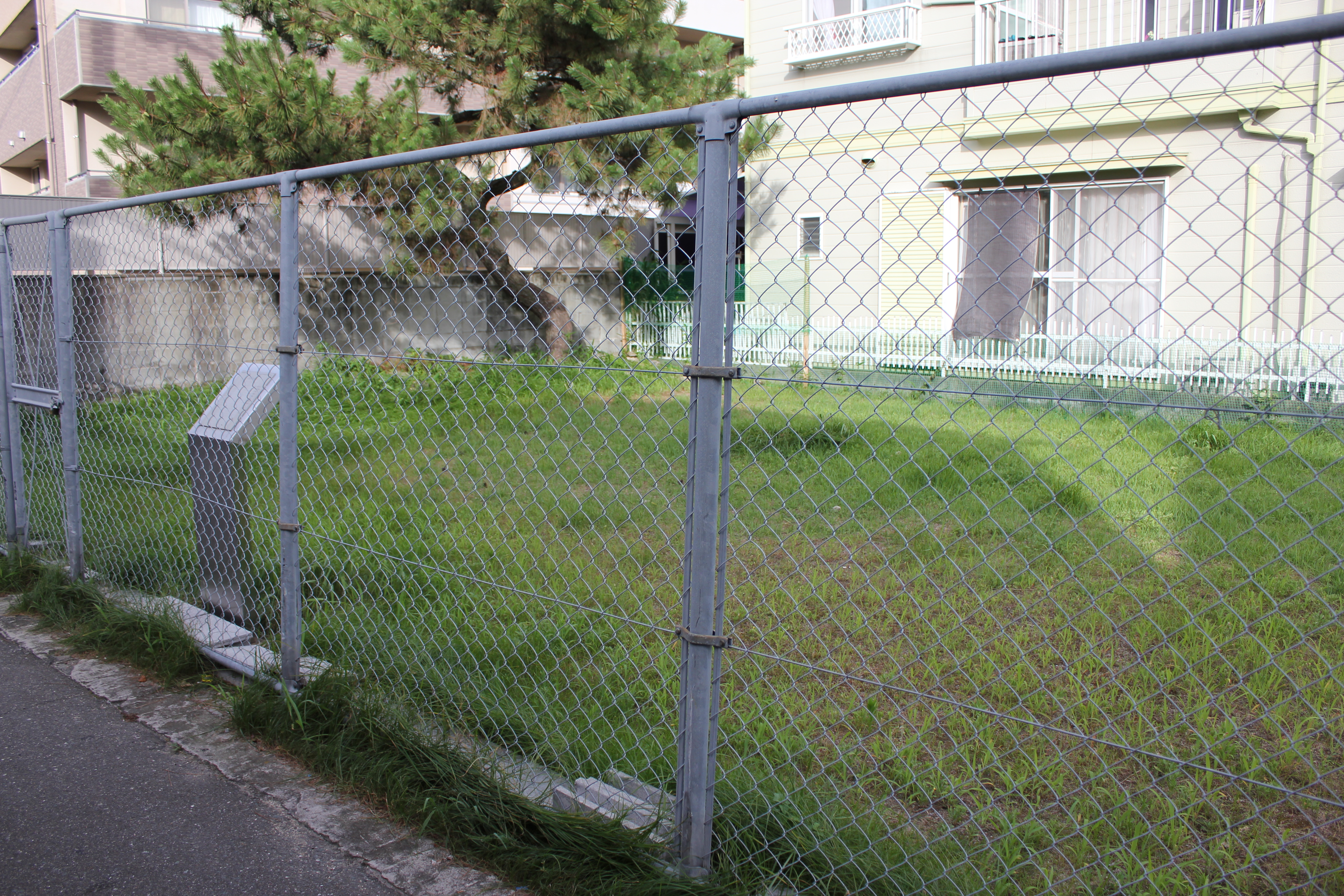
地行の元寇防塁 福岡市中央区地行

### 志賀島の戦い

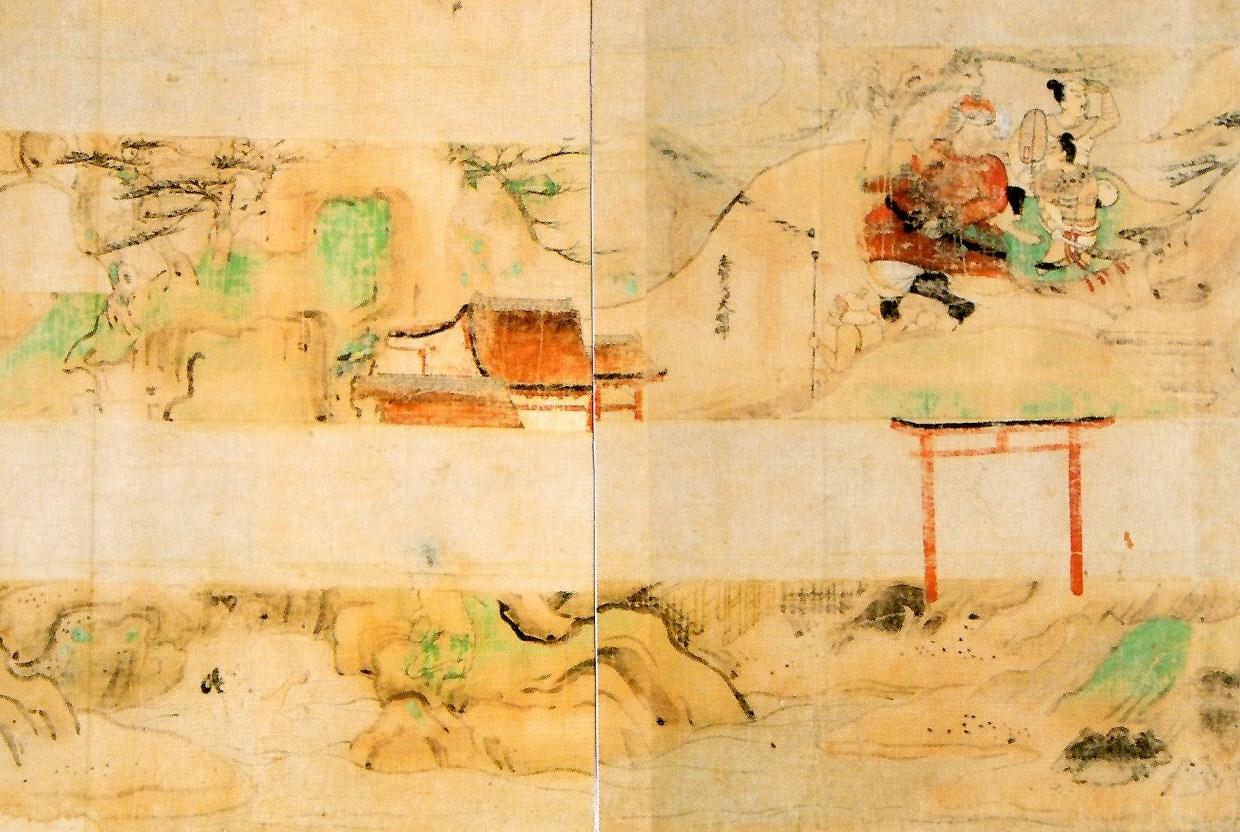
志賀島を占領し、海上（恐らく日本軍）の様子を窺う元軍将兵。詞書は失われ詳細不明。
『蒙古襲来絵詞』後巻・絵20・第35紙

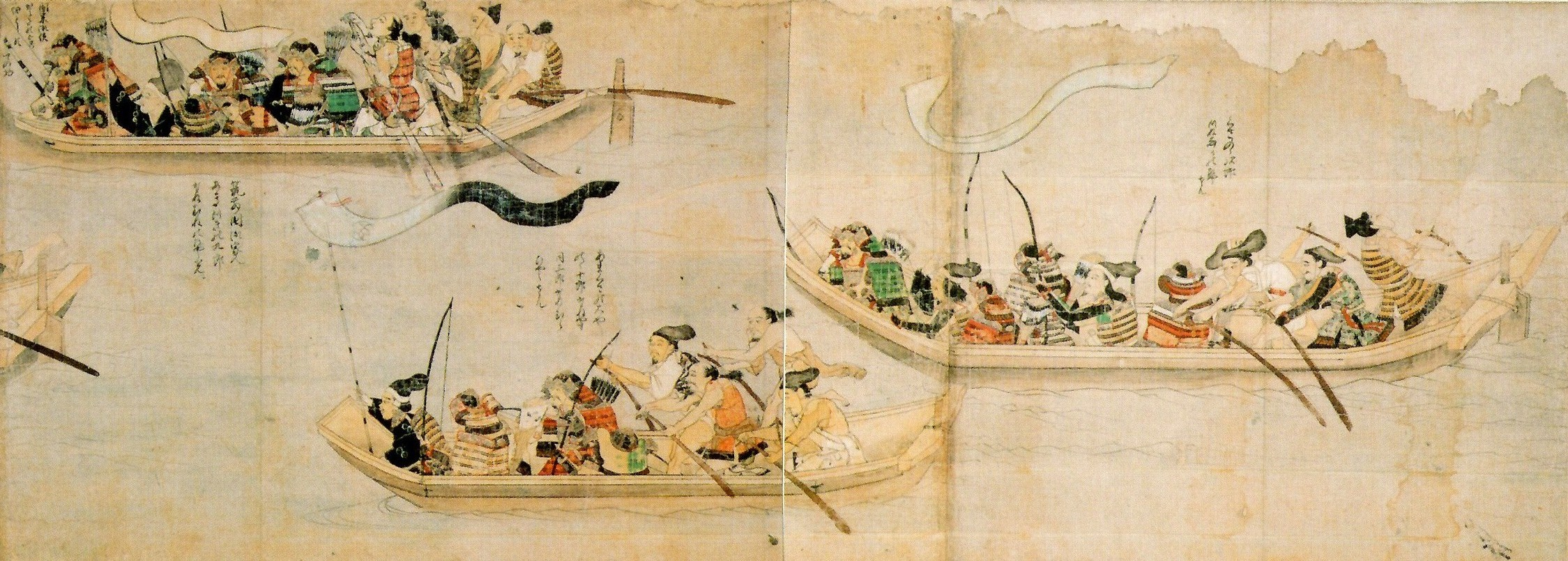
志賀島の戦い
東路軍目指して進軍する関東御使・合田遠俊や筑後国御家人・草野経永、筑前国御家人・秋月種宗、肥後国御家人・大矢野種保・種村兄弟らの軍船。
『蒙古襲来絵詞』後巻・絵14・第17紙

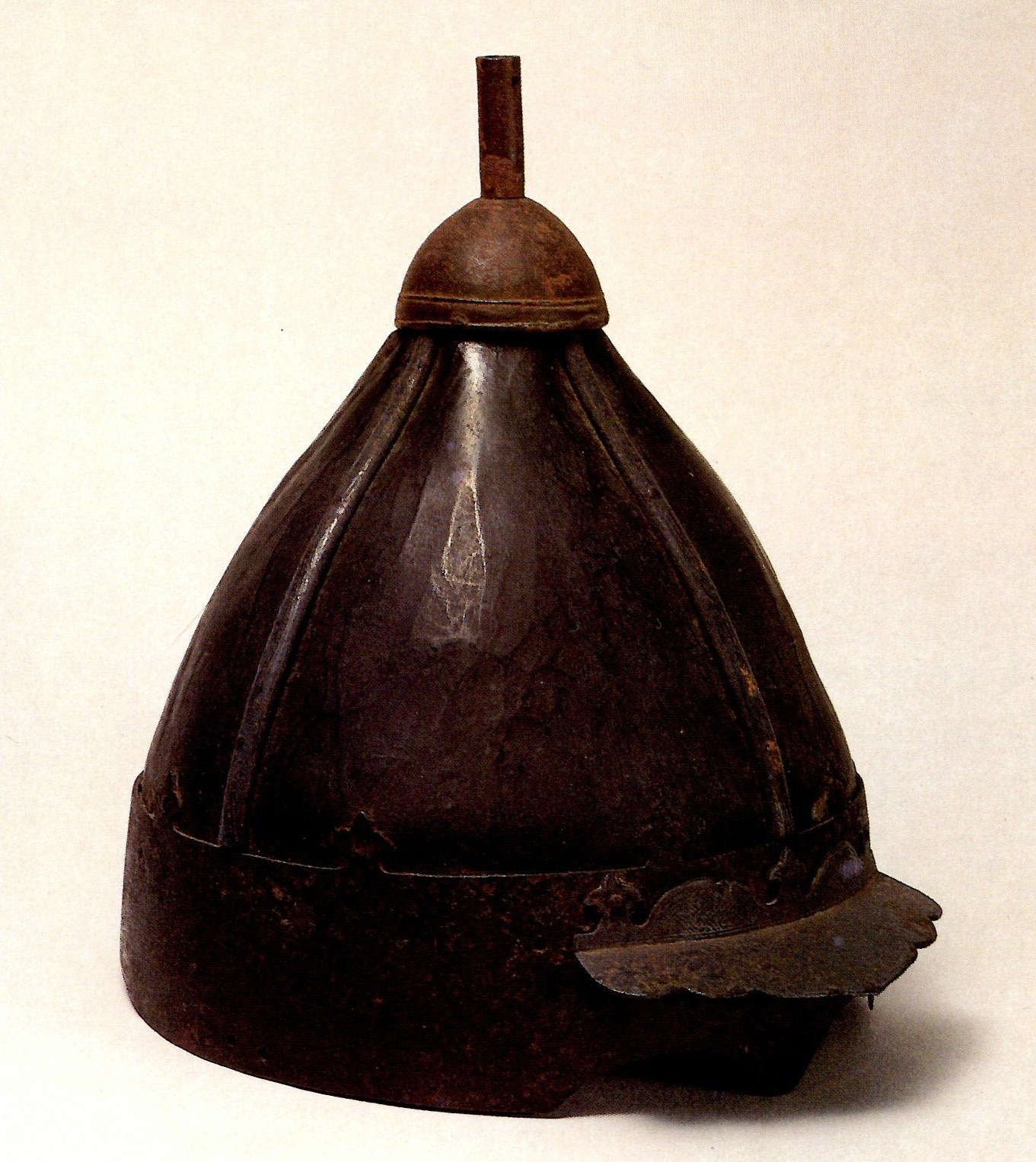
モンゴル型兜
河野通有奉納『黒漆塗革張冑鉢』
重要文化財・大山祇神社所蔵

- 6月6日、博多湾沿岸からの上陸を断念した東路軍は陸繋島である志賀島に上陸し、これを占領。志賀島周辺を軍船の停泊地とした[281]。

東路軍の管軍上百戸・張成の墓碑によると、この日の夜半、日本軍の一部の武士たちが東路軍の軍船に夜襲を行い、張成らは軍船から応戦した。やがて夜が明けると日本軍は引き揚げていった。
- 6月8日午前10時頃、日本軍は軍勢を二手に分け、海路と海の中道伝いの陸路の両面から志賀島の東路軍に対して総攻撃を敢行した[282][283][284][285][286]。

海の中道を通って陸路から東路軍に攻めいった日本軍に対して、張成らは弩兵を率いて軍船から降りて応戦。志賀島の東路軍は日本軍に300人ほどの損害を与えたが、日本軍の攻勢に抗しきれず潰走する。東路軍の司令官で東征都元帥の洪茶丘は馬を捨てて敗走していたが、日本軍の追撃を受け危うく討ち死にする寸前まで追い込まれた。しかし、管軍万戸の王某の軍勢が洪茶丘を追撃していた日本軍の側面に攻撃を仕掛け、日本兵を50人ほど討ち取ったため追撃していた日本軍は退き、洪茶丘は僅かに逃れることができたという。
海路から東路軍を攻撃した伊予の御家人・河野通有は元兵の石弓によって負傷しながらも太刀を持って元軍船に斬り込み、元軍将校を生け捕るという手柄を立てた。また、海上からの攻撃には肥後の御家人・竹崎季長 や肥前御家人の福田兼重・福田兼光父子らも参加し活躍した。
- 6月9日、東路軍の張成らは防御に徹して陣を固め、攻め寄せる日本軍に対抗するなどして奮戦した[281]。しかし、この日の戦闘も日本軍が勝利し、東路軍は敗戦を重ねた[282]。

この志賀島の戦いで大敗した東路軍は志賀島を放棄して壱岐島へと後退し、江南軍の到着を待つことにした。

### 東路軍軍議

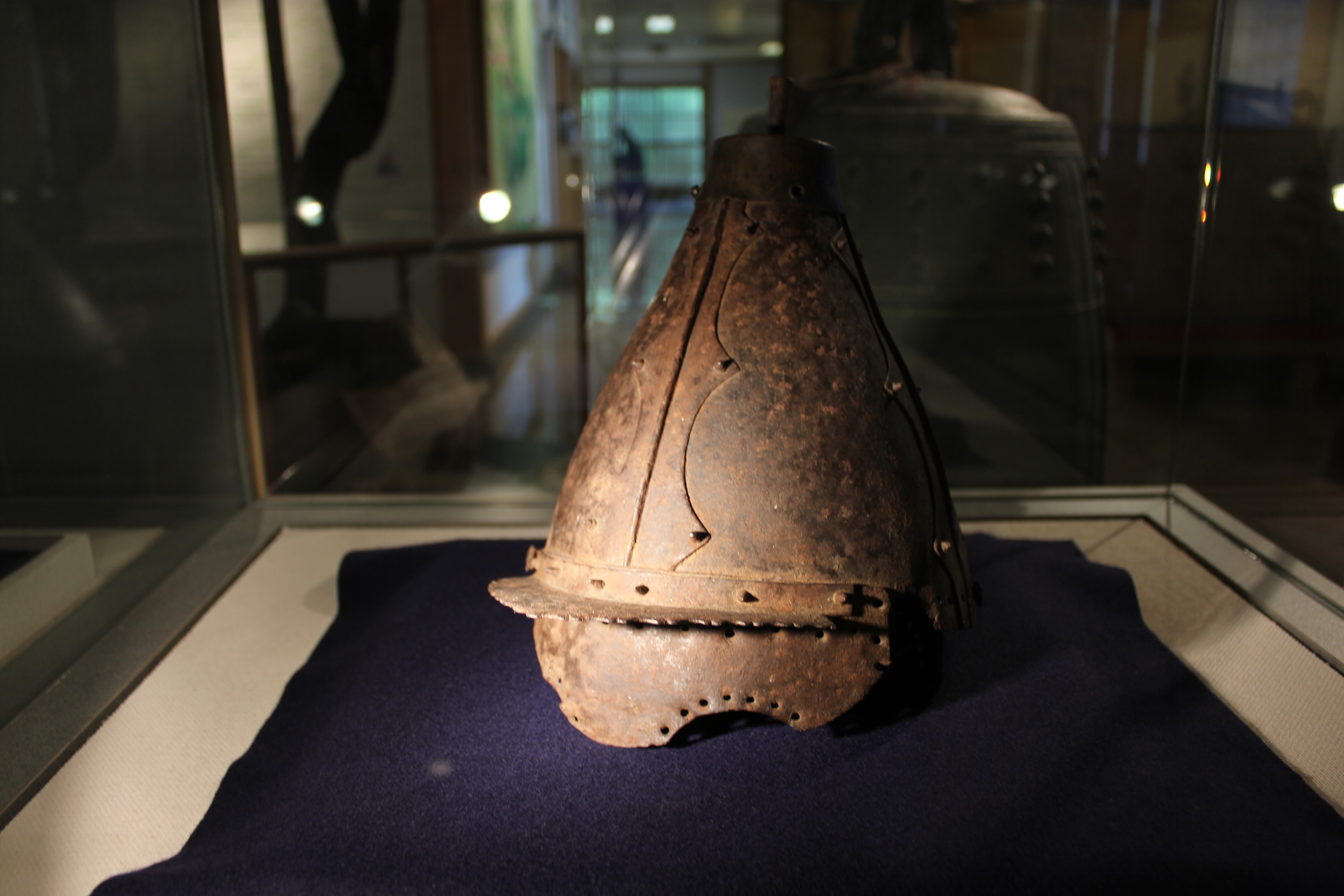
鹵獲されたモンゴル型鉄製兜
『蒙古形眉庇付冑』
賀名生の里歴史民俗資料館所蔵

ところが壱岐島の東路軍は連戦の戦況不利に加えて、江南軍が壱岐島で合流する期限である6月15日を過ぎても現れず、さらに東路軍内で疫病が蔓延して3,000余人もの死者を出すなどして進退極まった。
高麗国王・忠烈王に仕えた密直・郭預は、この時の東路軍の様子を「暑さと不潔な空気が人々を燻（いぶ）し、海上を満たした（元兵の）屍は怨恨の塊と化す」 と漢詩に詠んでいる。
この時の高麗軍司令官の征日本軍万戸・金周鼎の墓碑『金周鼎墓誌銘』によると、東路軍内では、互いに助け合うこともできないほど疲弊していたが、その中で金周鼎は病人を率先して保護したという。また、『金方慶墓誌銘』によれば、疫病が蔓延し、東路軍はこれ以上の日本軍との連戦を続行するのは難しい状況であったという。東路軍の中では、撤退すべきとの声も上がった。
このような状況に至り、戦況の不利を悟った東路軍司令官である東征都元帥・ヒンドゥ（忻都）、洪茶丘らは撤退の是非について征日本都元帥・金方慶と以下のように何度か議論した。
ヒンドゥ、洪茶丘「皇帝（クビライ）の命令では『江南軍をして、東路軍と必ず6月15日までに壱岐島に合流させよ』とおっしゃった。未だに江南軍は壱岐島に到着していない。我が軍（東路軍）は、先に日本に到着して数戦し、船は腐れ兵糧は尽きた。このような事態に到って、いったいどうしたものだ」
この時、金方慶は黙ったまま反論しなかった。10日余り後、同じような議論が繰り返された時、今度は以下のように反論した。
金方慶「皇帝の命令を奉じて、3か月の兵糧を用意した。今、後1か月の兵糧が尚ある。江南軍が来るのを待って、両軍合わせて攻めれば、必ず日本軍を滅ぼすことができるだろう」
ヒンドゥ（忻都）、洪茶丘は敢えて反論せず、江南軍を待ってから反撃に出るという金方慶の主張が通った。

### 江南軍の出航
江南軍の作戦計画

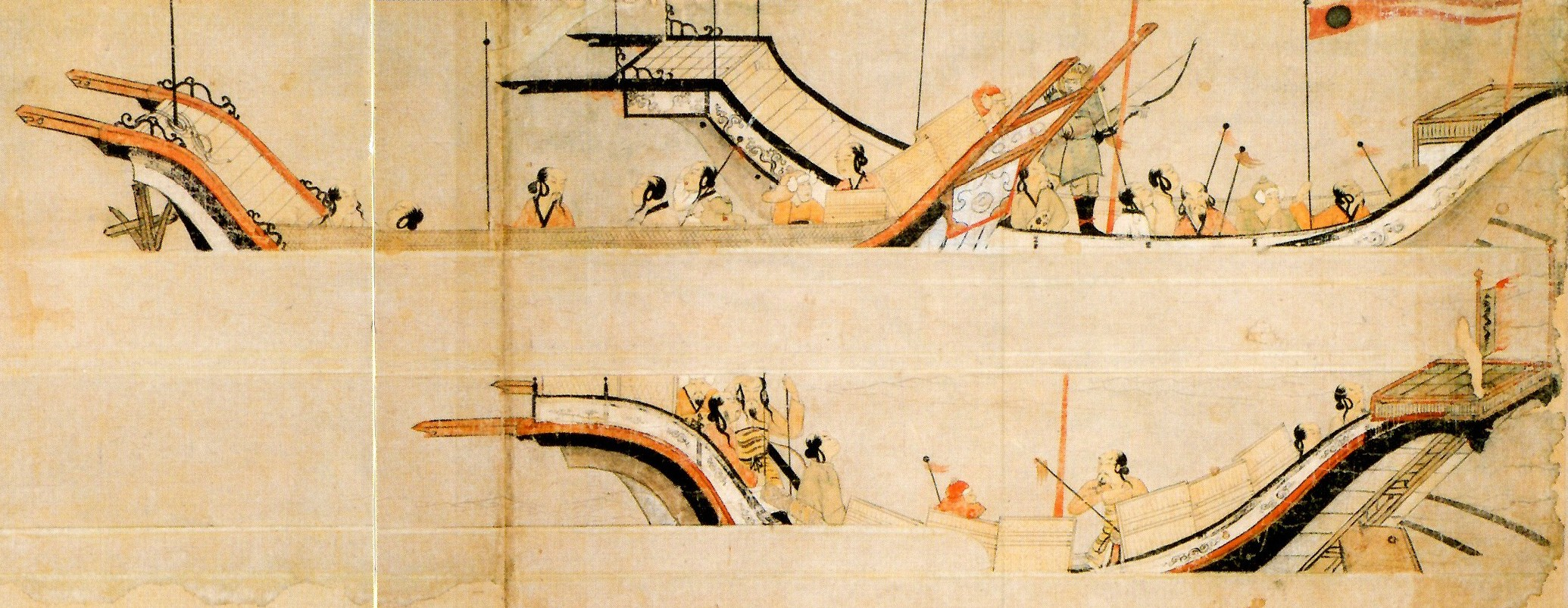
元軍船の様子。
『蒙古襲来絵詞』後巻・絵19・第33・34紙

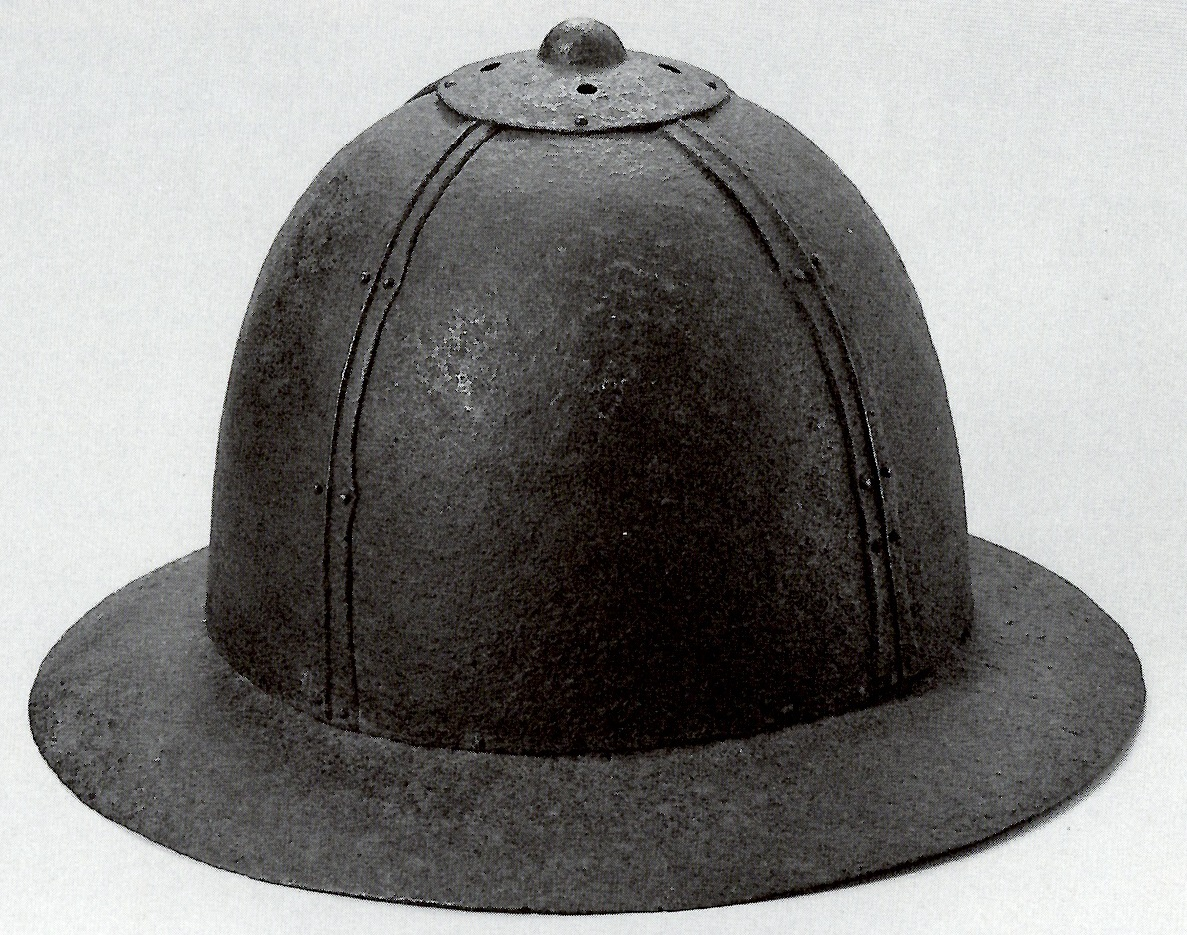
元軍兜
筥崎宮所蔵

一方、江南軍は、当初の作戦計画と異なって東路軍が待つ壱岐島を目指さず、平戸島を目指した。江南軍が平戸島を目指した理由は、嵐で元朝領内に遭難した日本の船の船頭に地図を描かせたところ、平戸島が大宰府に近く周囲が海で囲まれ、軍船を停泊させるのに便利であり、かつ日本軍が防備を固めておらず、ここから東路軍と合流して大宰府目指して攻め込むと有利という情報を得ていたためである。
江南軍の出航
6月中旬頃、元軍総司令官の日本行省左丞相・アラカン（阿剌罕）と同右丞・范文虎、同左丞・李庭率いる江南軍は、総司令官のアラカン（阿剌罕）が病気のため総司令官をアタカイ（阿塔海）に交代したこともあり、東路軍より遅れて慶元（明州）・定海等から出航した。
総司令官のアタカイ（阿塔海）は乗船し渡航した気配がないため、実質の江南軍総司令官は右丞・范文虎であったとみられる。江南軍の先鋒部隊は寿春副万戸・呉安民が務めた。
江南軍の航路については、直接、江南地方から平戸島に向かった部隊とは別に、江南地方から出航後、邢タルグタイ（邢答剌忽台）の部隊のように朝鮮半島西南の済州島を経て平戸島に向かった部隊もあった。
江南軍の出航時期について
江南軍の正確な出航時期は不明。唯一確認できるのは管軍万戸・ギラダイ（吉剌歹）率いる軍船が6月18日に出航したことが分かるのみである。ギラダイ（吉剌歹）率いる軍船が6月18日に江南軍全軍と共に出航したかは明らかではない。
江南軍の先遣部隊
先立って江南軍は、東路軍に向けて平戸島沖での合流を促す先遣隊を派遣し、壱岐島で先遣隊が東路軍と合流した。
江南軍の先遣隊かは不明であるが、広橋兼仲の日記『勘仲記』（6月24日条）によると対馬に宋朝船（南宋型の船）300余艘が現れたことが伝聞として記載されている。また、壬生顕衡の日記『弘安四年日記抄』（6月27日条）にも「異國又襲来」とあり、詳細は不明ながら元軍と日本軍との間で合戦があったという早馬による報告があったことが記されている。
江南軍の平戸島・鷹島到着
6月下旬、慶元（明州）・定海等から出航した江南軍主力は7昼夜かけて平戸島と鷹島に到着した。
平戸島に上陸した都元帥・張禧率いる4,000人の軍勢は塁を築き陣地を構築して日本軍の襲来に備えると共に、艦船を風浪に備えて五十歩の間隔で平戸島周辺に停泊させた。

### 壱岐島の戦い

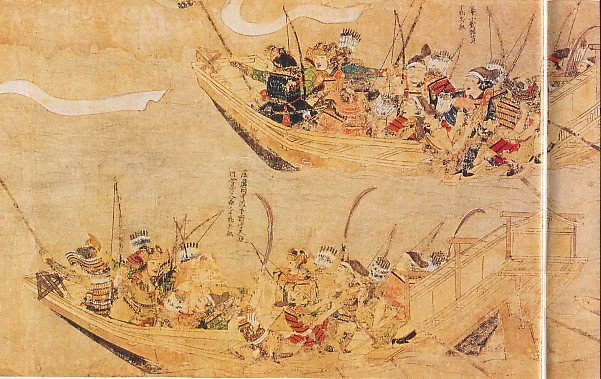
鎮西奉行・少弐経資、薩摩守護・島津久経らの兵船。
『蒙古襲来絵詞』後巻・絵15・第19紙

- 6月29日、一方、日本軍は壱岐島の東路軍に対して松浦党、彼杵、高木、龍造寺氏などの数万の軍勢で総攻撃を開始した[302]。

この戦闘で薩摩の御家人・島津長久や比志島時範、松浦党の肥前の御家人・山代栄や舩原三郎らが奮戦し活躍した。山代栄はこの時の活躍により、肥前守護・北条時定から書下を与えられている。
- 7月2日、肥前の御家人・龍造寺家清ら日本軍は壱岐島の瀬戸浦から上陸を開始。瀬戸浦において東路軍と激戦が展開された。

龍造寺家清率いる龍造寺氏は、一門の龍造寺季時が戦死するなど損害を被りながらも、瀬戸浦の戦いにおいて奮戦。龍造寺家清は、その功績により肥前守護・北条時定から書下を与えられた。一方、東路軍の管軍上百戸・張成を称える墓碑文にも6月29日と7月2日に壱岐島に日本軍が攻め寄せ、張成ら東路軍が奮戦した様子が記されている。
壱岐島の戦いの結果、東路軍は日本軍の攻勢による苦戦と江南軍が平戸島に到着した知らせに接したことにより壱岐島を放棄して、江南軍と合流するため平戸島に向けて移動した。一方、日本軍はこの壱岐島の戦いで東路軍を壱岐島から駆逐したものの、前の鎮西奉行・少弐資能が負傷し（資能はこの時の傷がもとで後に死去）、少弐経資の息子・少弐資時が壱岐島前の海上において戦死するなどの損害を出している。
京都の官務・壬生顕衡の日記『弘安四年日記抄』（7月12日条）によると、壱岐島の戦いにより（元軍が壱岐島を放棄したため）元軍が退散し撤退したという風聞が日本側にあったことが確認できる。

### 東路軍・江南軍合流
- 7月中旬[311]-7月27日[312]、平戸島周辺に停泊していた江南軍は、平戸島を都元帥・張禧の軍勢4,000人に守らせ[301]、続いて鷹島へと主力を移動させた[47]。新たな計画である「平戸島で合流し、大宰府目指して進撃する」計画[292] を実行に移すための行動と思われる。
- 東路軍が鷹島に到着し、江南軍と合流が完了する[44]。

壱岐島の戦いにより元軍が撤退したという風聞に接していた京都の官務・壬生顕衡は、その日記『弘安四年日記抄』で、元軍が平戸島方面から再度襲来したという飛脚の情報に接して「怖畏無きに非ざるか、返す返すも驚き」 と恐怖と驚きの念をもって日記を記している。

### 鷹島沖海戦

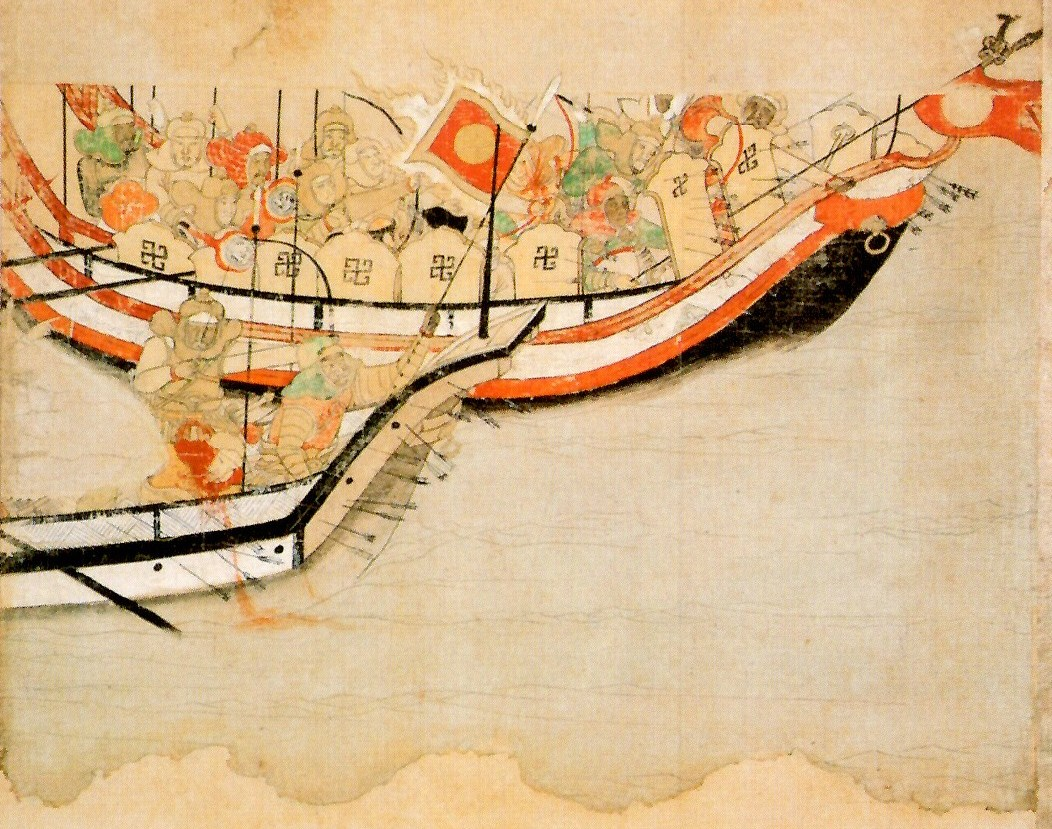
日本軍と激しい戦闘を繰り広げる元軍。
『蒙古襲来絵詞』後巻・絵17・第28紙

- 7月27日、鷹島沖に停泊した元軍艦船隊に対して、集結した日本軍の軍船が攻撃を仕掛けて海戦となった。戦闘は日中から夜明けに掛けて長時間続き、夜明けとともに日本軍は引き揚げていった[312]。

この鷹島沖海戦については日本側に史料は残っておらず、戦闘の詳細については詳らかではない。元軍はこれまでの戦闘により招討使・クトカス（忽都哈思）が戦死するなどの損害を出していた。そのためか、元軍は合流して計画通り大宰府目指して進撃しようとしていたものの、九州本土への上陸を開始することを躊躇して鷹島で進軍を停止した。また『張氏墓誌銘』によると、鷹島は潮の満ち引きが激しく軍船が進むことができない状況だったという。鷹島に留まった元軍は、鷹島に駐兵して土城を築くなどして塁を築いて日本軍の鷹島上陸に備えた。また、元軍艦船隊は船を縛って砦と成し、これを池州総把・マハマド（馬馬）に守備させた。
一方、日本側は六波羅探題から派遣された後の引付衆・宇都宮貞綱率いる60,000余騎ともいわれる大軍が北九州の戦場に向けて進撃中であった。なお、この軍勢の先陣が中国地方の長府に到着した頃には、元軍は壊滅していたため戦闘には間に合わなかった。
さらに幕府は、同年6月28日には九州および中国地方の因幡、伯耆、出雲、石見の4か国における、幕府の権限の直接及ばない荘園領主が治める荘園の年貢を兵粮米として徴収することを朝廷に申し入れ、さらなる戦時動員体制を敷いた。

### 台風

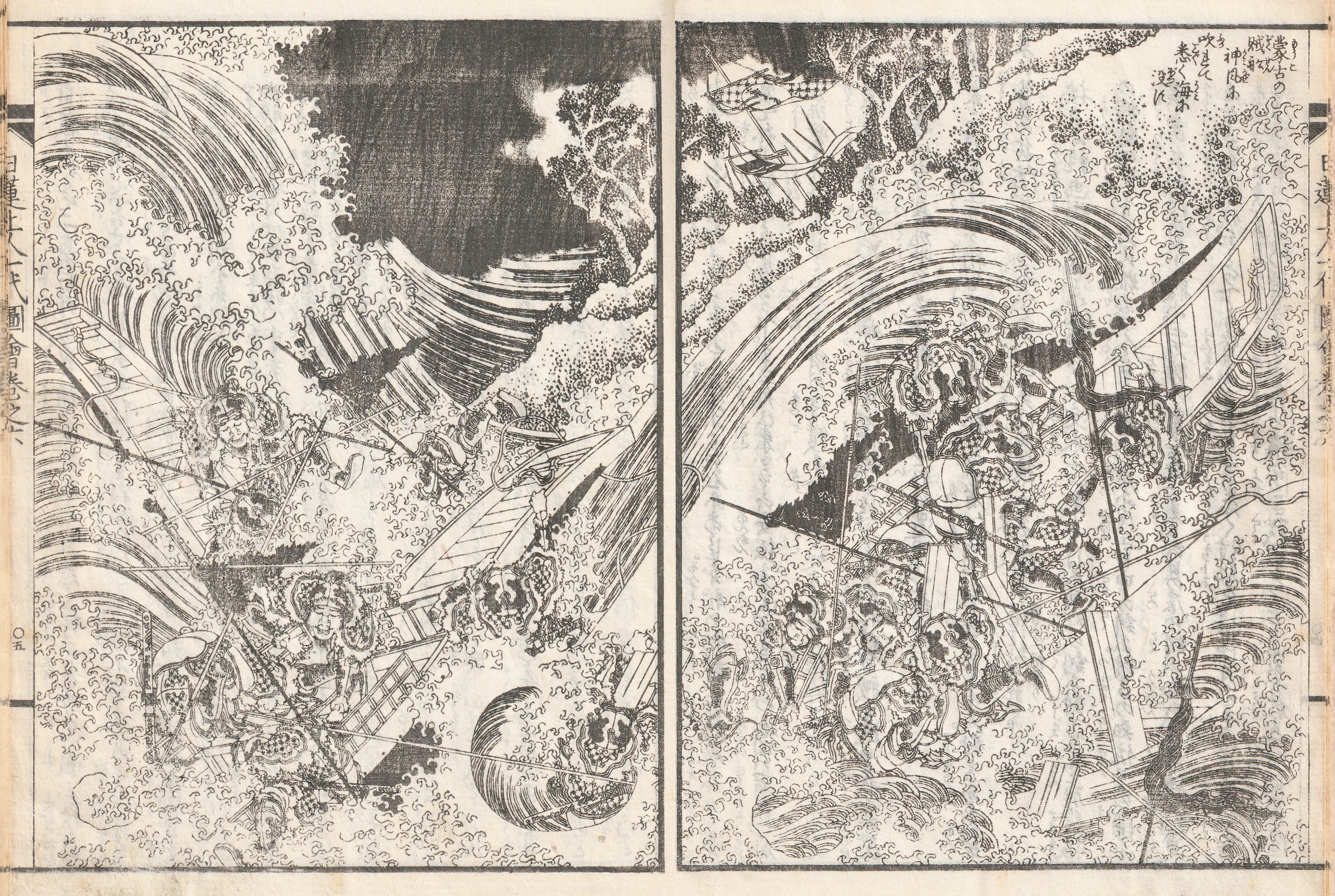
海没する元軍。葛飾為斎・画

- 7月30日夜半[39][311]、台風が襲来し[316]、元軍の軍船の多くが沈没、損壊するなどして大損害を被った。

東路軍が日本を目指して出航してから約3か月、博多湾に侵入して戦闘が始まってから約2か月後のことであった。なお、北九州に上陸する台風は平年3.2回ほどであり、約3か月もの間、海上に停滞していた元軍にとっては、偶発的な台風ではなかった。
元軍の損害状況
『張氏墓誌銘』によれば、台風により荒れた波の様子は「山の如し」であったといい、軍船同士が激突して沈み、元兵は叫びながら溺死する者が無数であったという。また、元朝の文人・周密の『癸辛雑識』によると、元軍の軍船は、台風により艦船同士が衝突し砕け、約4,000隻の軍船のうち残存艦船は200隻であったという。
ただし、後述のように、江淮戦艦数百艘や諸将によっては台風の被害を免れており、また、東路軍の高麗船900艘の台風による損害も軽微であったことから『癸辛雑識』の残存艦船200隻というのは誇張である可能性もある。
元軍諸将等の状況
『元史』等の史料には台風を受けた元軍の将校たちの様子が以下のように記されている。
江南軍の日本行省左丞・李庭は台風により自身の乗船する軍船が沈没し、壊れた船体の破片に掴まりながらも、岸に辿り着いた。江南軍の1千余人の兵を率いた管軍総管・楚鼎も船が壊れ、三昼夜漂流した末に江南軍総司令官の右丞・范文虎と合流している。
池州総把・マハマド（馬馬）の妻・張氏は、モンゴル軍の通例として夫に従軍していたが、台風の際、マハマド（馬馬）が軍務に服している中、一人船中にあって夫の総把印を守り、決して逃げ出さず、船が壊れることになって、折れたマストにしがみついて岸に達することができたという。
将校の中には実際に溺死した者もいた。大元に人質に出されていた高麗国王・高宗の息子の王綧の子で東路軍の左副都元帥・アラテムル（阿剌帖木児）は台風を受けて溺死している。
また、『金周鼎墓誌銘』によると、東路軍の征日本軍万戸・金周鼎は、漂流する兵ら400人余りを救助するなどしたため、兵らは益々、金周鼎の下に附して帰還したという。
江南軍における被害を免れた部隊
范文虎や李庭率いる軍船が大損害を被ったのとは対照的に、一方で台風の被害を受けなかった部隊もあった。
平戸島に在陣していた江南軍の都元帥・張禧の軍勢は、艦船同士距離を空けて停泊させるなど風浪対策を施していたため、被害を受けなかった。また、『元史』嚢加歹伝によると江南軍の都元帥・ナンギャダイ（嚢加歹）率いる戦艦群は、「未だ至らずして帰った」とだけあり台風の被害は確認されない。東路軍の管軍万戸・イェスデル（也速䚟児）率いる江淮戦艦数百艘も台風の被害を受けず、後に全軍撤退した。イェスデル（也速䚟児）は、その功績により帰還後、クビライから恩賞を与えられている。
このように諸将によって台風の被害が異なることから、約4,400艘の大船団は平戸島・鷹島周辺だけでなく、海域広く散開していたものと思われる。
東路軍の損害状況
東路軍も台風により損害を受けたが、江南軍に比べると損害は軽微であった。
その理由を弘安の役から11年後の第三次日本侵攻の是非に関する評議の際、中書省右丞の丁なる者が、クビライに対して「江南の戦船は大きな船はとても大きいものの、（台風により）接触すればすぐに壊れた。これは（第二次日本侵攻の）利を失する所以である。高麗をして船を造らせて、再び日本に遠征し、日本を取ることがよろしい」 と発言しており、高麗で造船された軍船に比べて、江南船は脆弱であったとしている。また、元朝の官吏・王惲もまた「唯だ句麗（高麗）の船は堅く全きを得、遂に師（軍）を西還す」 と述べており、高麗船が頑丈だったことが分かる。それを裏付けるように、捕虜、戦死、病死、溺死を除く高麗兵と東路軍水夫の生還者は7割を超えていた。
なお、考古学においても、多くの元軍船が沈んだ鷹島沖海底で見つかっている陶磁器などの元軍の遺物は、ほとんどが江南地方で作られていたことが判明しており、高麗産の遺物は発見されておらず、高麗船が頑丈だったとする諸史料を裏付けている。
- 元軍は、台風の翌日、首都・大都に状況を伝えるため、マハマド（馬馬）を急遽派遣した[27]。

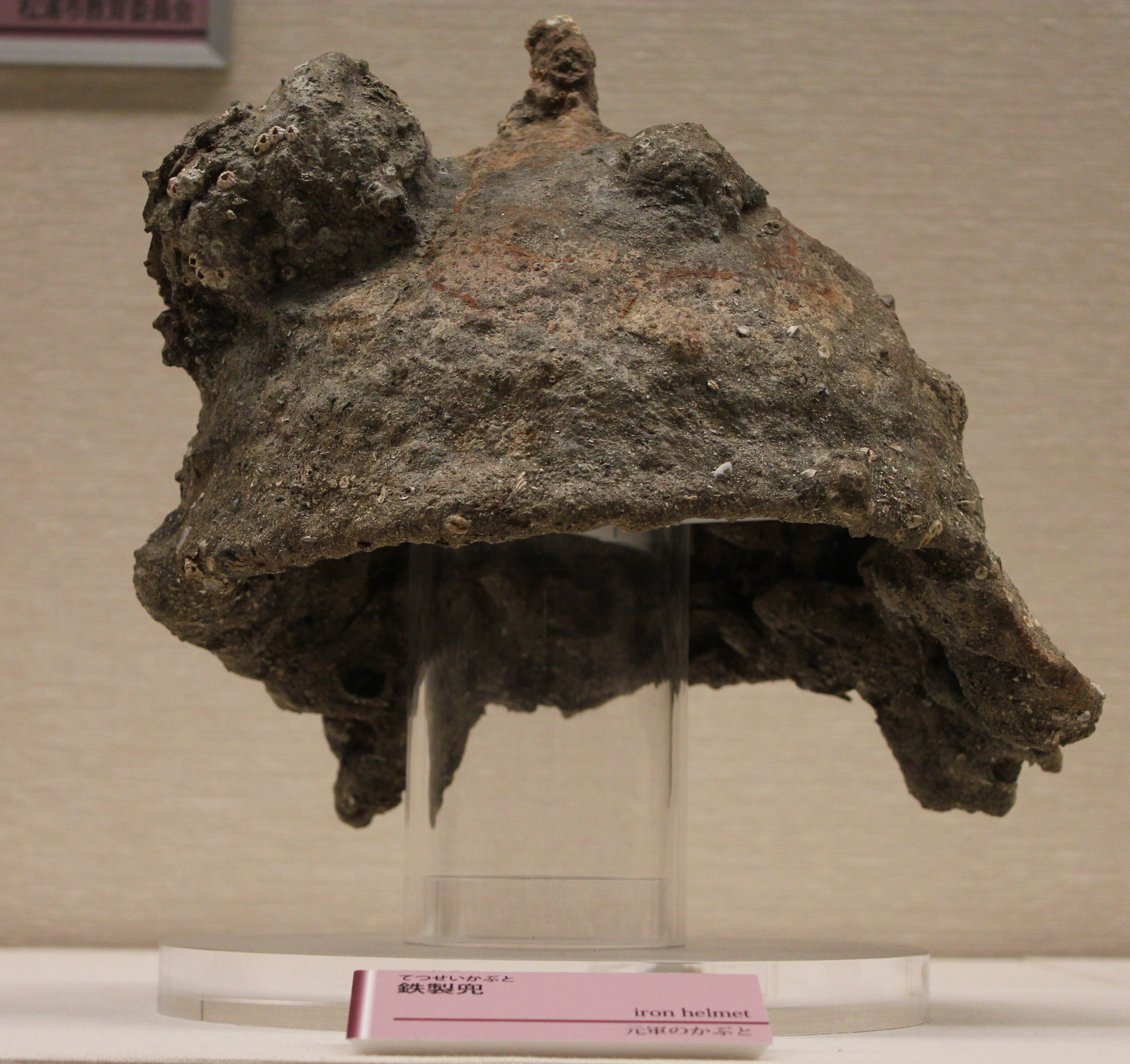
元軍鉄製兜 高さ24.1cm、重さ3.56kg 松浦市立鷹島歴史民俗資料館所蔵
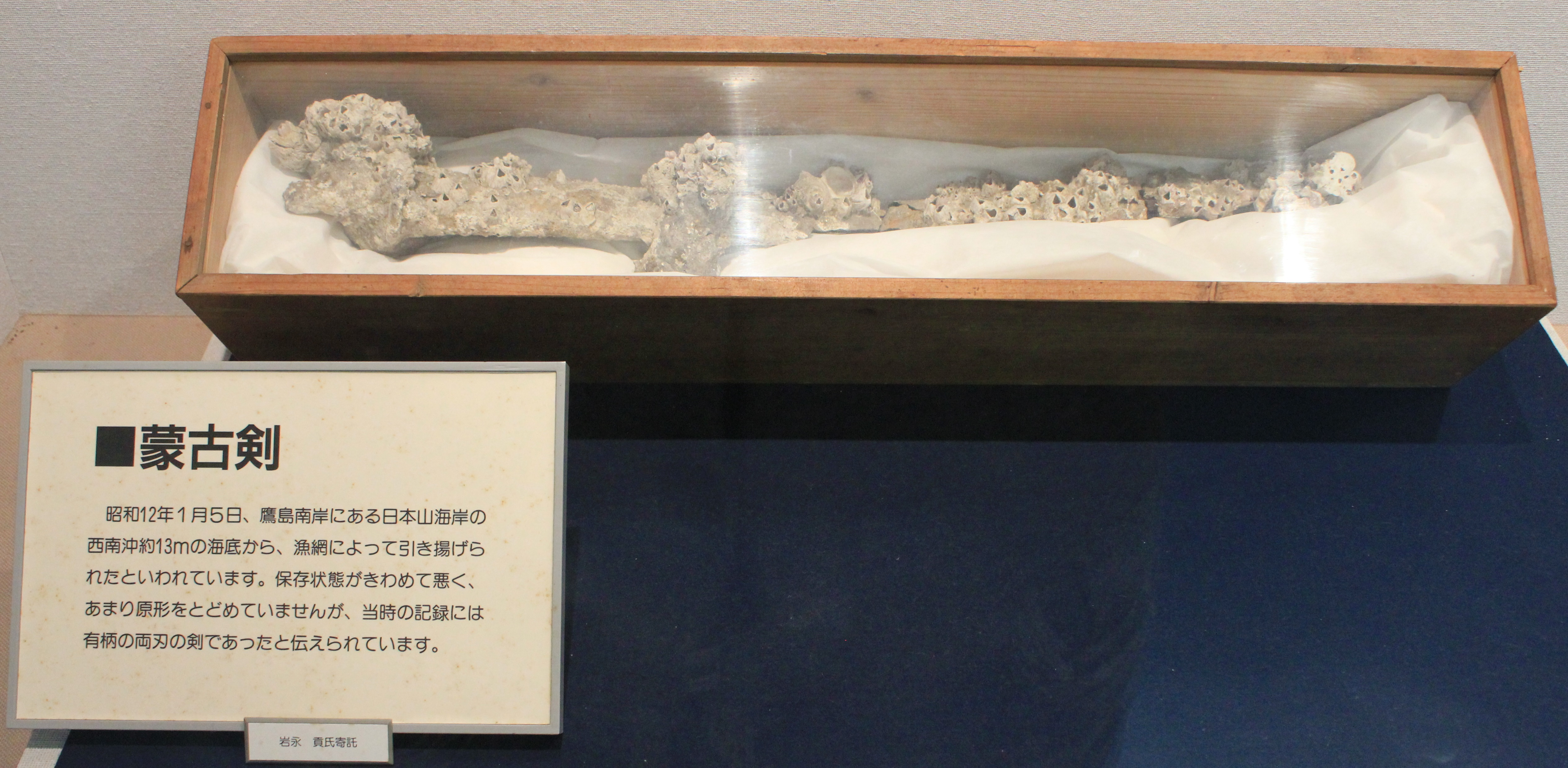
蒙古剣 1937年（昭和12年）1月5日に海底から引き揚げられた。保存状態が極めて悪いが、両刃の剣であったものとみられる。 松浦市立鷹島歴史民俗資料館所蔵
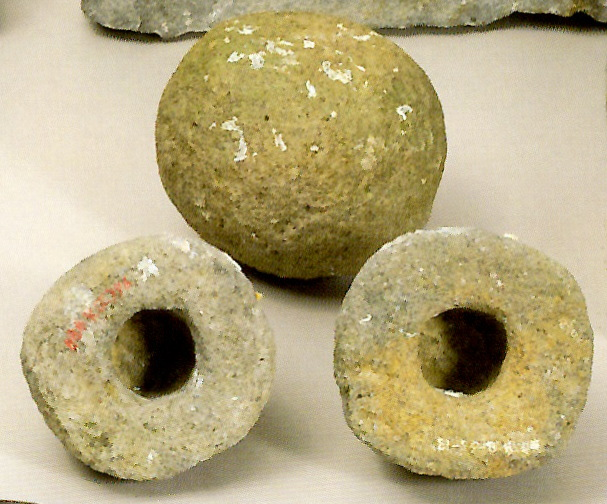
元軍の石弾 重さ800～3,000g 玄武岩製。石弾は攻城用の投石器で使用する武器。モンゴル帝国には回回人すなわちイスラム人によりもたらされたため回回砲と呼ばれた。この石弾は鷹島海底から引き揚げられた。 松浦市立鷹島歴史民俗資料館所蔵
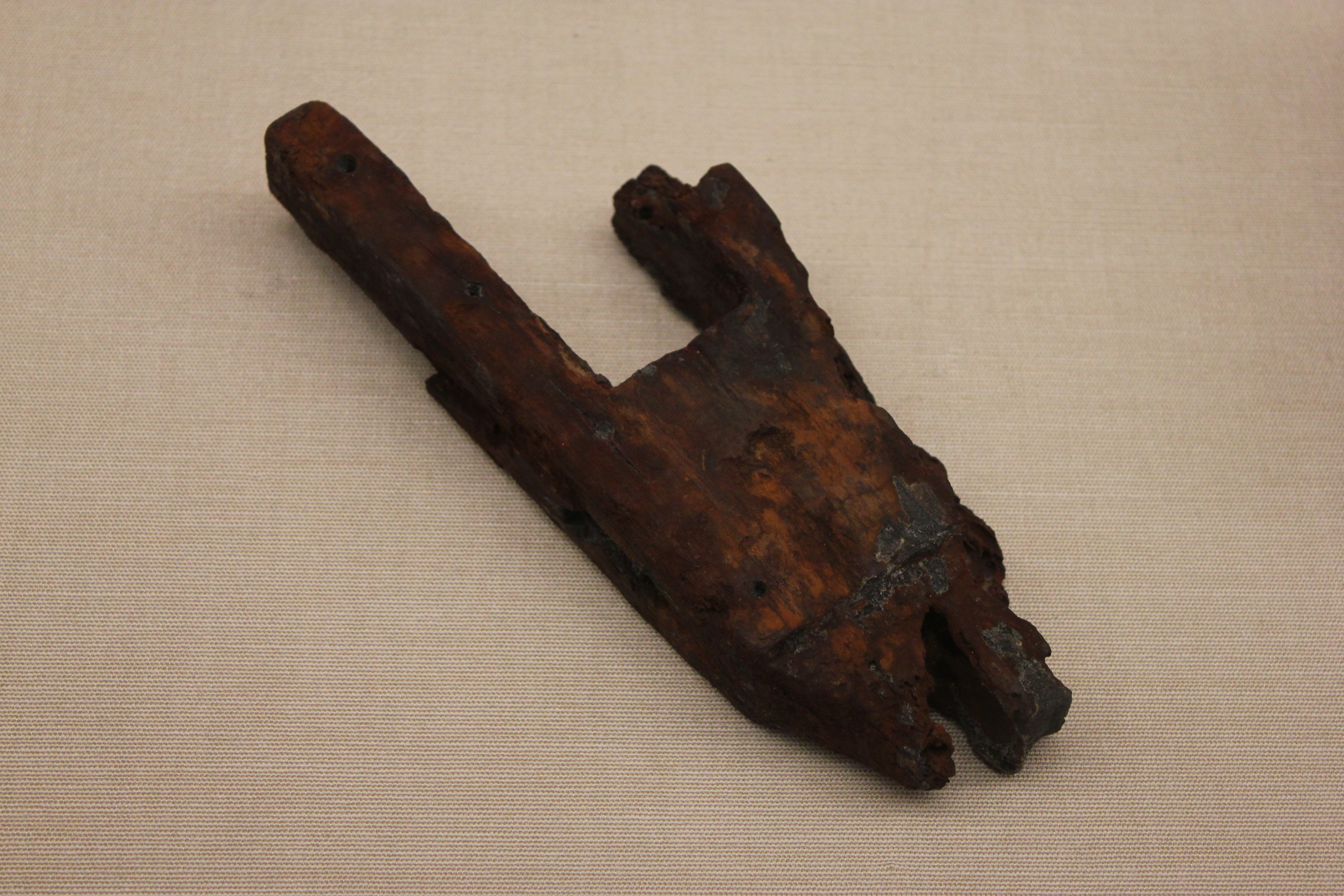
元軍の弩 松浦市立鷹島歴史民俗資料館所蔵
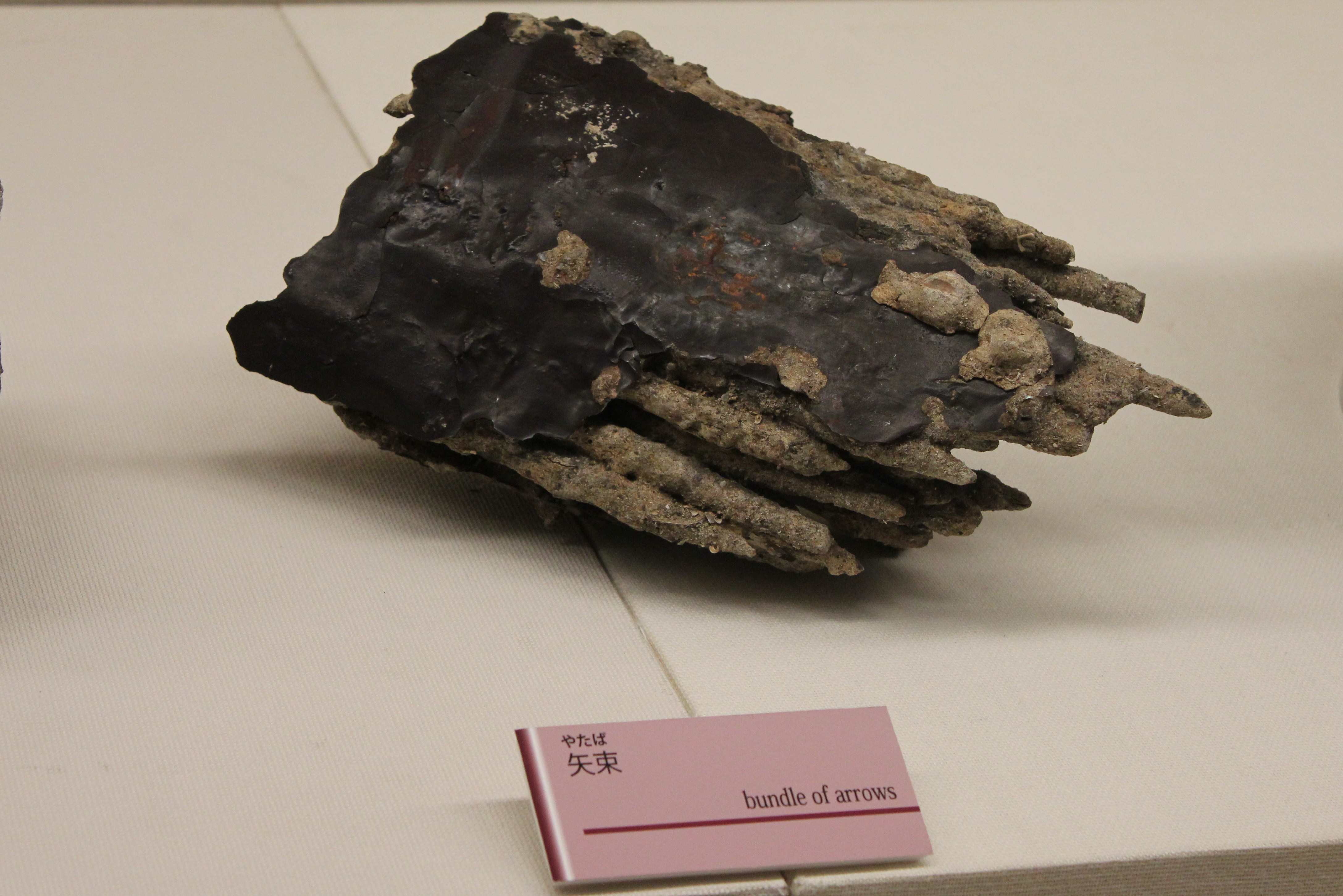
元軍の矢束 松浦市立鷹島歴史民俗資料館所蔵

### 元軍軍議と撤退
- 閏7月5日、江南軍総司令官の右丞・范文虎と都元帥・張禧ら諸将との間で、戦闘を続行するか帰還するか以下のような議論があった[301]。

張禧「士卒の溺死する者は半ばに及んでいます。死を免れた者は、皆壮士ばかりです。もはや、士卒たちは帰還できるという心境にはないでしょう。それに乗じて、食糧は敵から奪いながら、もって進んで戦いましょう」
范文虎「帰朝した際に罪に問われた時は、私がこれに当たる。公（張禧）は私と共に罪に問われることはあるまい」
このような議論の末、結局は范文虎の主張が通り、元軍は撤退することになったという。張禧は軍船を失っていた范文虎に頑丈な船を与えて撤退させることにした。その他の諸将も頑丈な船から兵卒を無理矢理降ろして乗りこむと、鷹島の西の浦より兵卒10余万を見捨てて逃亡した。平戸島に在陣する張禧は軍船から軍馬70頭を降ろして、これを平戸島に棄てるとその軍勢4,000人を軍船に収容して帰還した。帰朝後、范文虎等は敗戦により罰せられたが、張禧は部下の将兵を見捨てなかったことから罰せられることはなかった。
この時の元軍諸将の逃亡の様子を『蒙古襲来絵詞』の閏7月5日の記事の肥前国御家人・某の言葉の中に「鷹島の西の浦より、（台風で）破れ残った船に賊徒が数多混み乗っているのを払い除けて、然るべき者（諸将）どもと思われる者を乗せて、早や逃げ帰った」 とある。
なお、元軍のうち、宋王朝の皇室の子孫 で夫の楊将軍の日本侵攻に従軍していた趙時妙の墓碑によると、趙時妙は台風により夫と離れ離れとなった。そのため、趙時妙は東西不明となり船で彷徨っていたが、目前に青い鳥が現れ、前を導いたため、これについていくと、7日を経て東呉（江南地方）に至り帰還できたという。

### 御厨海上合戦

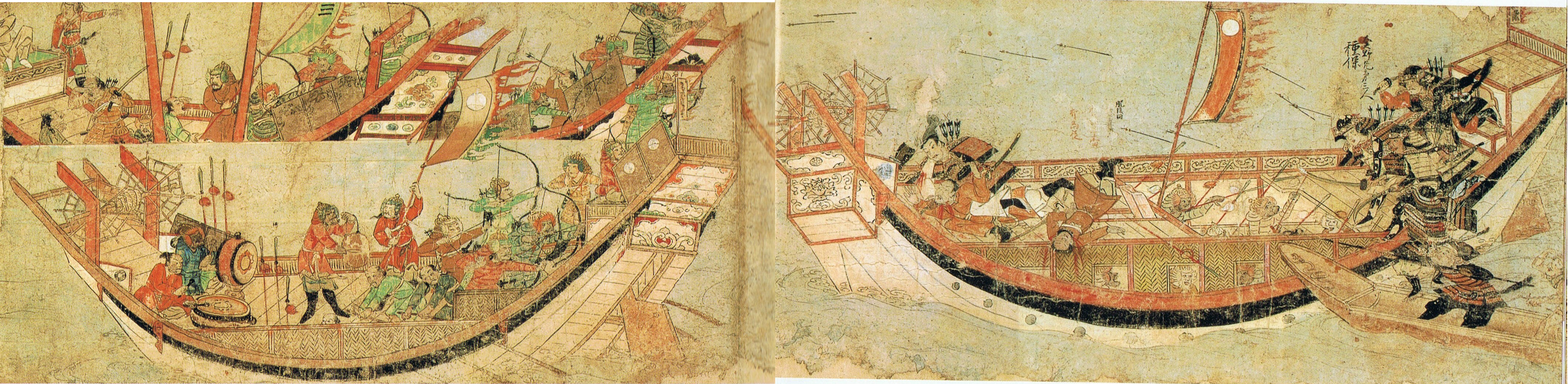
御厨海上合戦
閏7月5日、撤退する元軍船の追撃。竹崎季長、元軍船に乗り込み元兵の首を取る。
『蒙古襲来絵詞』後巻・絵16・第26、27紙

- 閏7月5日、日本軍は伊万里湾海上の元軍に対して総攻撃を開始。

午後6時頃、御厨（みくりや）海上において肥後の御家人・竹崎季長らが元軍の軍船に攻撃を仕掛け、筑後の地頭・香西度景らは元軍の軍船3艘の内の大船1艘を追い掛け乗り移って元兵の首を挙げ、香西度景の舎弟・香西広度は元兵との格闘の末に元兵と共に海中に没した。また、肥前の御家人で黒尾社大宮司・藤原資門も御厨の千崎において元軍の軍船に乗り移って、負傷しながらも元兵一人を生け捕り、元兵一人の首を取るなどして奮戦した。
日本軍は、この御厨海上合戦で元軍の軍船を伊万里湾からほぼ一掃した。

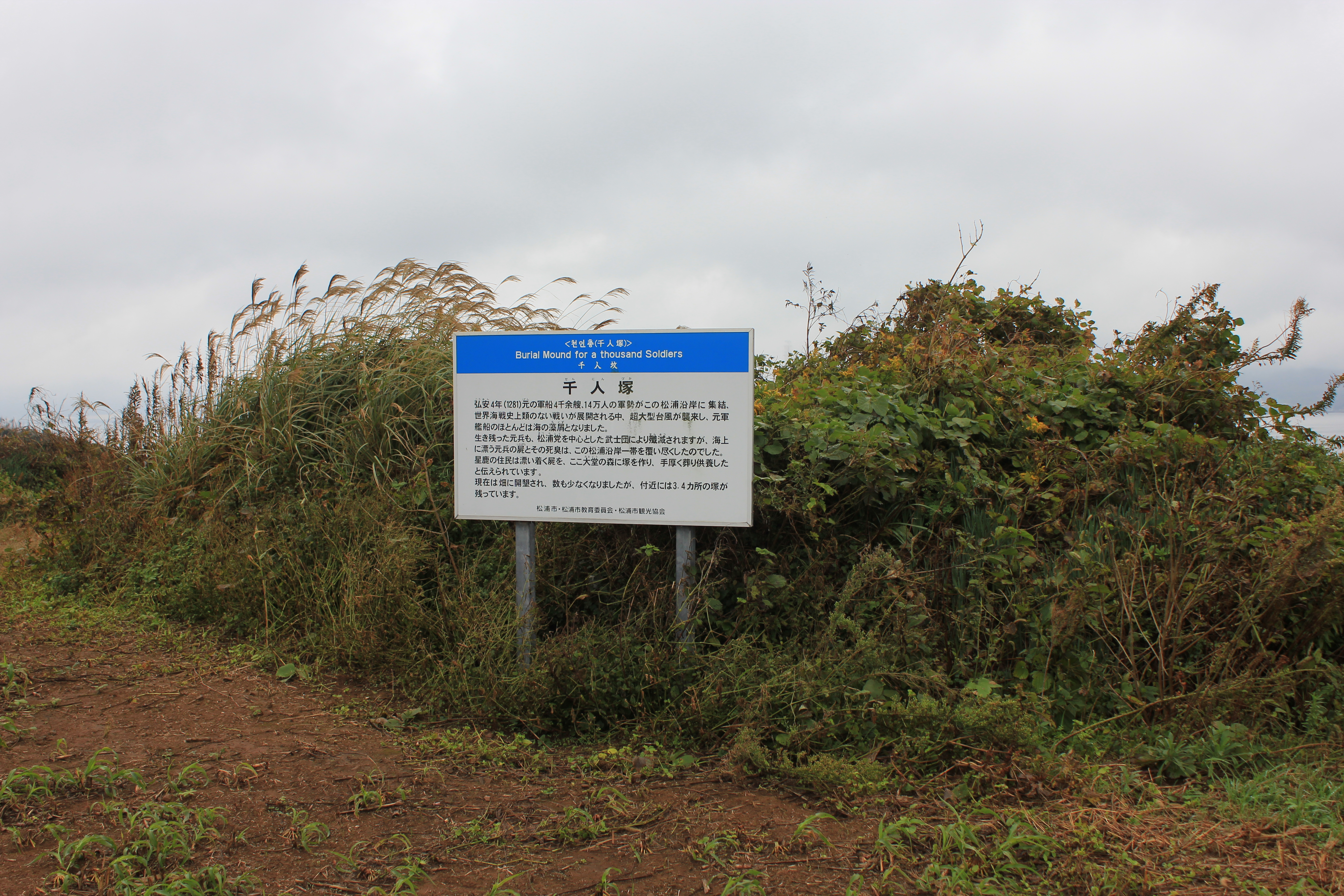
千人塚 御厨海上合戦の舞台となった御厨と隣接する星鹿半島にある塚。元軍の死者を弔うために造られたという伝承が伝わっている。 長崎県松浦市星鹿町
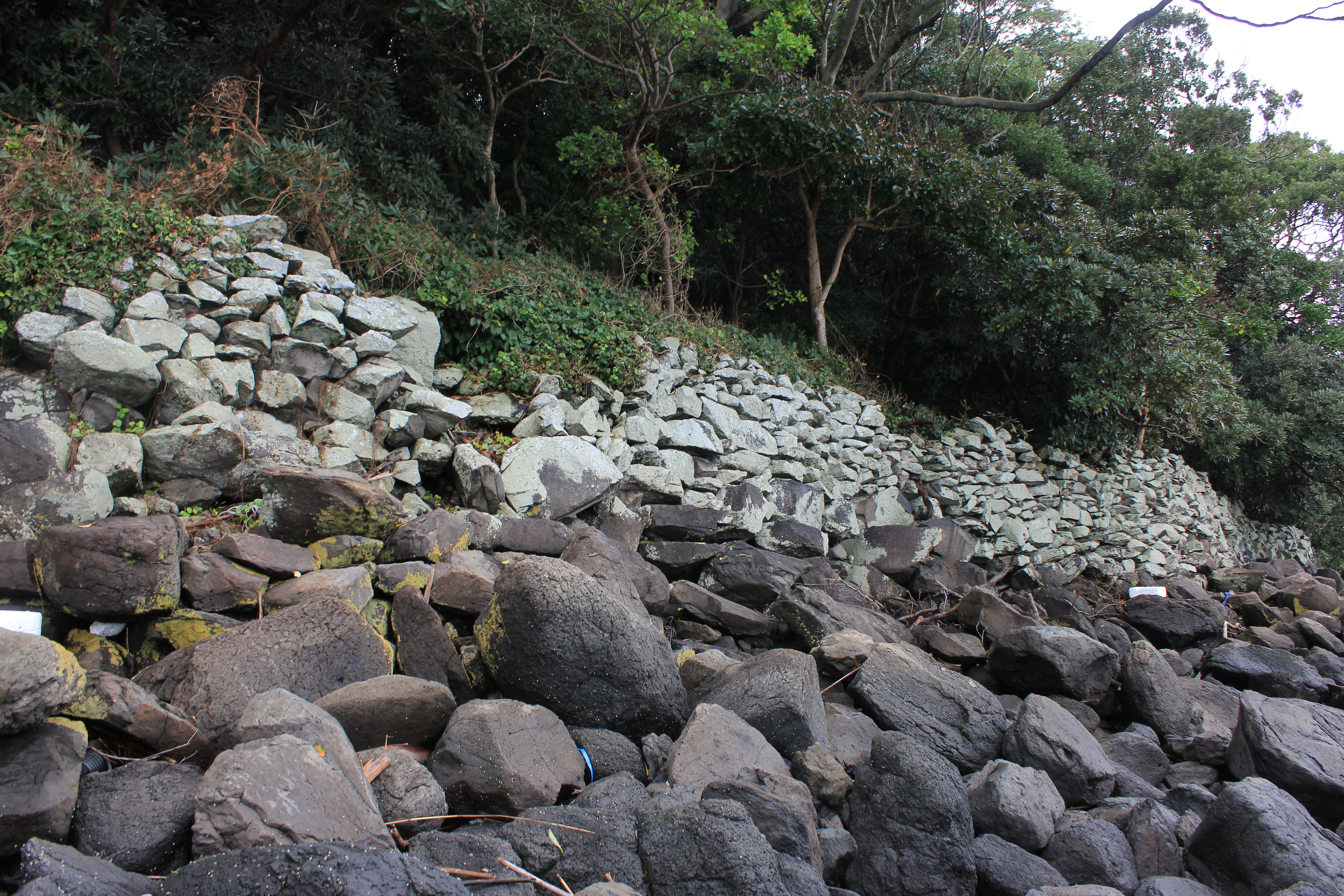
逃げの浦石塁 築造年不詳。元寇防塁と伝承される石塁。この地に上陸した元軍がここから逃げて行ったため「逃げの浦」との地名が付いたと伝わる。 長崎県松浦市星鹿町

弘安4年閏7月5日の「御厨海上合戦」については、長く伊万里湾合戦＝肥前国鷹島合戦とされてきて、疑われることがなかった。しかし竹崎季長ら博多湾岸にいた武士は、閏7月5日払暁＝夜明けに関東御使合田遠俊・安東重綱らと軍議し、その昼に博多湾・生の松原を行進し、船に乗った。合戦は閏7月5日酉の刻（夕方6時）で、肥後・筑前・薩摩国御家人らが戦った。そして翌6日払暁＝夜明けに季長らは御使合田の仮館にて合戦の成果を報告した。生の松原から伊万里湾までの140キロ以上をわずか1日で船で往復して、合戦することはあり得ない。博多湾上に浮かぶ能古島も志賀島も御厨（権門に海産物を貢上する庄園）であったから、合戦場である「御厨海上」とは博多湾を指し、攻撃目標は5月下旬以来、志賀島を拠点としていた東路軍（高麗・旧北宋軍・蒙古軍）となる。伊万里湾・鷹島で合戦が行われたのは２日後の閏7月7日で、肥前国・豊後国・薩摩国（一部）らの御家人が鷹島を拠点としていた江南軍（旧南宋軍）と戦い、勝利した。一部の連絡隊を除けば、東路軍が志賀島を放棄して、鷹島に向かったことはなく、志賀島を対大宰府の重要拠点として死守しながら、江南軍の到着を待ち続けていた。  

### 鷹島掃討戦

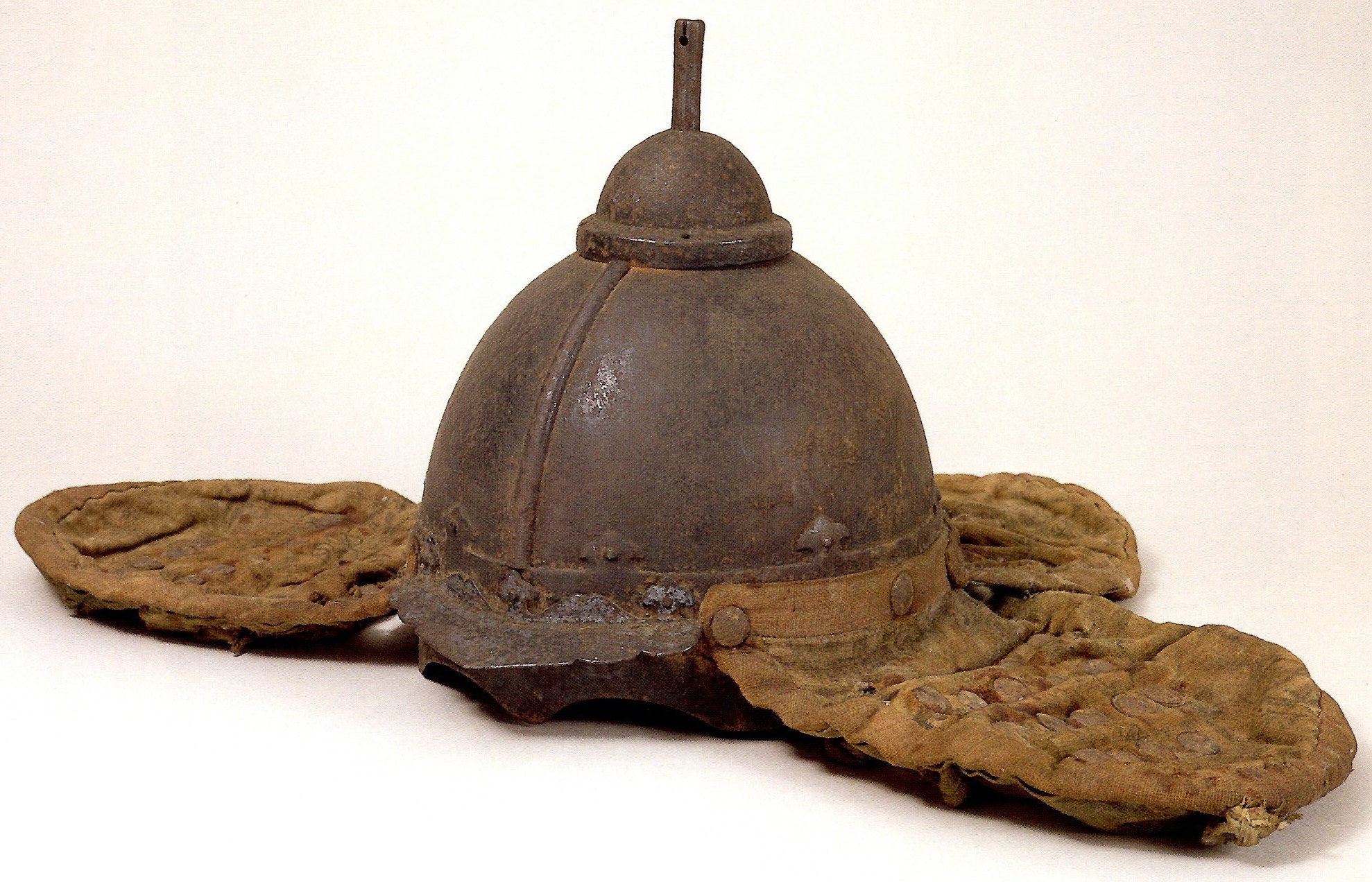
モンゴル型兜
モンゴル型兜には鉄製、鉄製革張、または天辺と眉庇を鉄筋で繋いだ革兜など数種ある。この兜には錏（しころ：鉢部分から垂らして首から襟を防御する武具）が付いており、この兜の錏には鉄札を繋いだ物を布で包んで垂らしている。錏がついたままで現存しているモンゴル型兜は非常に少ない。
個人蔵

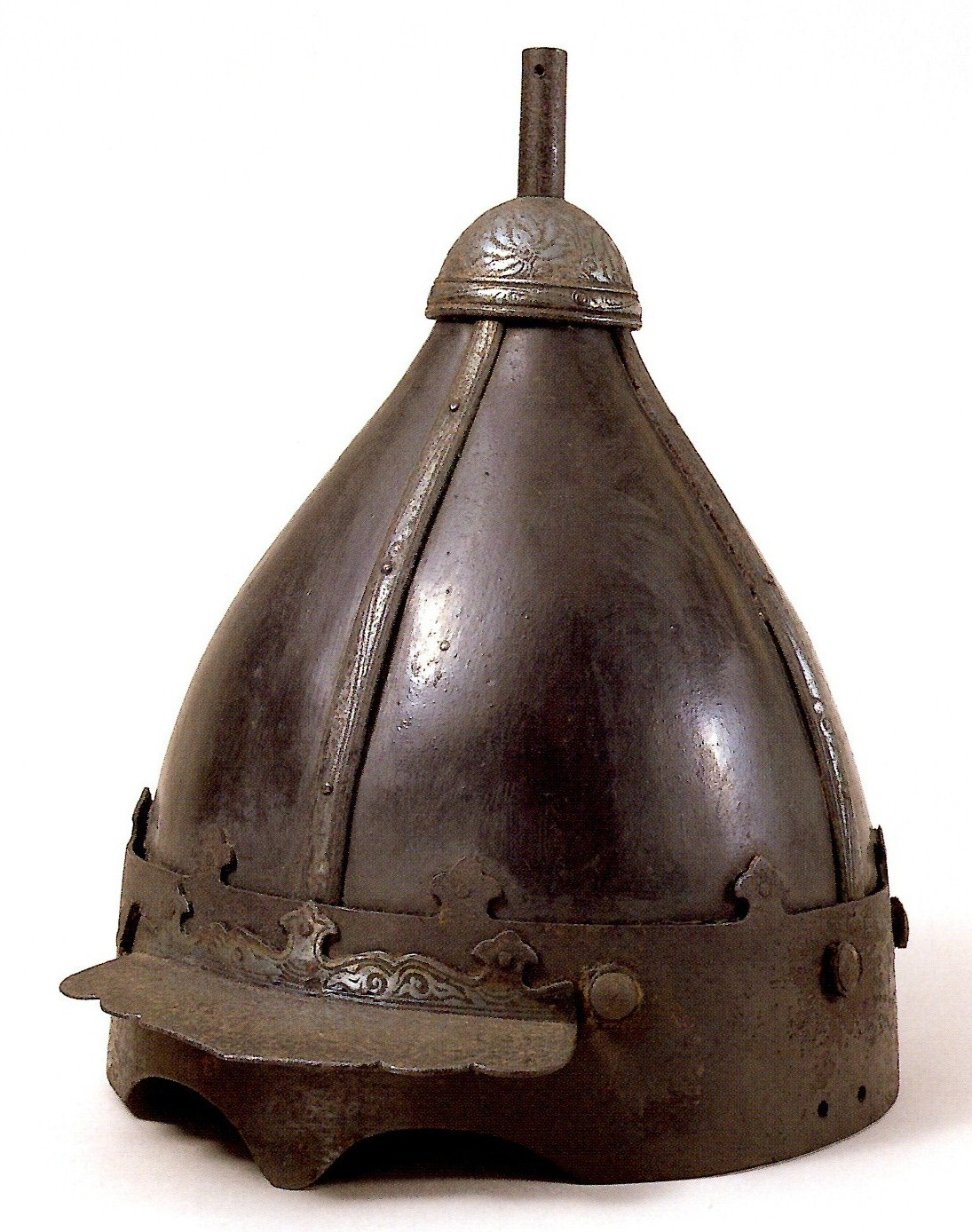
モンゴル型兜
『黒漆革張兜鉢』
個人蔵

御厨海上合戦で元軍の軍船をほぼ殲滅した日本軍は、次に鷹島に籠る元軍10余万と鷹島に残る元軍の軍船の殲滅を目指した。一方、台風の後、鷹島には日本軍の襲来に備えて塁を築いて防備を固めた元軍の兵士10余万が籠っていたが、 台風の襲来で既に大損害を被っていたため諸将らは、軍議を開き最終的に撤退に決する。諸将は損傷していない船から兵卒を無理矢理下ろすと、乗船して兵卒を見捨て本国へと逃走した。その後鷹島では管軍百戸の張なる者を指揮官として、張総官と称してその命に従い、木を伐って船を建造して撤退することにした。
- 閏7月7日、日本軍は鷹島への総攻撃を開始。

文永の役でも活躍した豊後の御家人・都甲惟親（とごう これちか）・都甲惟遠父子らの手勢は鷹島の東浜から上陸し、東浜で元軍と戦闘状態に入り奮戦した。上陸した日本軍と元軍とで鷹島の舩原(ふなばる)中川原でも戦闘があり、肥前の御家人で黒尾社大宮司・藤原資門は戦傷を受けながらも、元兵を2人生け捕るなどした。また、鷹島陸上の戦闘では、西牟田永家や薩摩の御家人・島津長久、比志島時範らも奮戦し活躍した。
一方、海上でも残存する元軍の軍船と日本軍とで戦闘があり、肥前の御家人・福田兼重らが元軍の軍船を焼き払った。
これら福田兼重・都甲惟親父子ら日本軍による鷹島総攻撃により10余万の元軍は壊滅し、日本軍は20,000〜30,000人の元の兵士を捕虜とした。現在においても鷹島掃討戦の激しさを物語るものとして、鷹島には首除（くびのき）、首崎、血崎、血浦、刀の元、胴代、死浦、地獄谷、遠矢の原、前生死岩、後生死岩、供養の元、伊野利（祈り）の浜などの地名が代々伝わっている。
高麗国王・忠烈王に仕えた密直・郭預は、鷹島掃討戦後の情景を「悲しいかな、10万の江南人。孤島（鷹島）に拠って赤身で立ちつくす。今や（鷹島掃討戦で死んだ）怨恨の骸骨は山ほどに高く、夜を徹して天に向かって死んだ魂が泣く」 と漢詩に詠んでいる。一方で郭預は、兵卒を見捨てた将校については「当時の将軍がもし生きて帰るなら、これを思えば、憂鬱が増すことを無くすことはできないだろう」 とし、いにしえの楚の項羽が漢の劉邦に敗戦した際、帰還することを恥じて烏江で自害したことを例に「悲壮かな、万古の英雄（項羽）は鳥江にて、また東方に帰還することを恥じて功業を捨つ」 と詠み、項羽と比較して逃げ帰った将校らを非難している。
『元史』によると、「10万の衆（鷹島に置き去りにされた兵士）、還ることの得る者、三人のみ」とあり、後に元に帰還できた者は、捕虜となっていた旧南宋人の兵卒・于閶と莫青、呉万五の3人のみであったという。他方、『高麗史』では、鷹島に取り残された江南軍の管軍把総・沈聡ら十一人が高麗に逃げ帰っていることが確認できる。
南宋遺臣の鄭思肖は、日本に向けて出航した元軍が鷹島の戦いで壊滅するまでの様子を以下のように詠んでいる。
「辛巳6月の半ば、元賊は四明より海に出る。大舩7千隻、7月半ば頃、倭国の白骨山（鷹島）に至る。土城を築き、駐兵して対塁する。晦日（30日）に大風雨がおこり、雹の大きさは拳の如し。舩は大浪のために掀播し、沈壊してしまう。韃（蒙古）軍は半ば海に没し、舩はわずか400餘隻のみ廻る。20万人は白骨山の上に置き去りにされ、海を渡って帰る舩がなく、倭人のためにことごとく殺される。山の上に素より居る人なく、ただ巨蛇が多いのみ。伝えるところによれば、唐の東征軍士はみなこの山に隕命したという。ゆえに白骨山という。または枯髏山ともいう」
戦闘はこの鷹島掃討戦をもって終了し、弘安の役は日本軍の勝利で幕を閉じた。

鷹島掃討戦の史跡・文化財
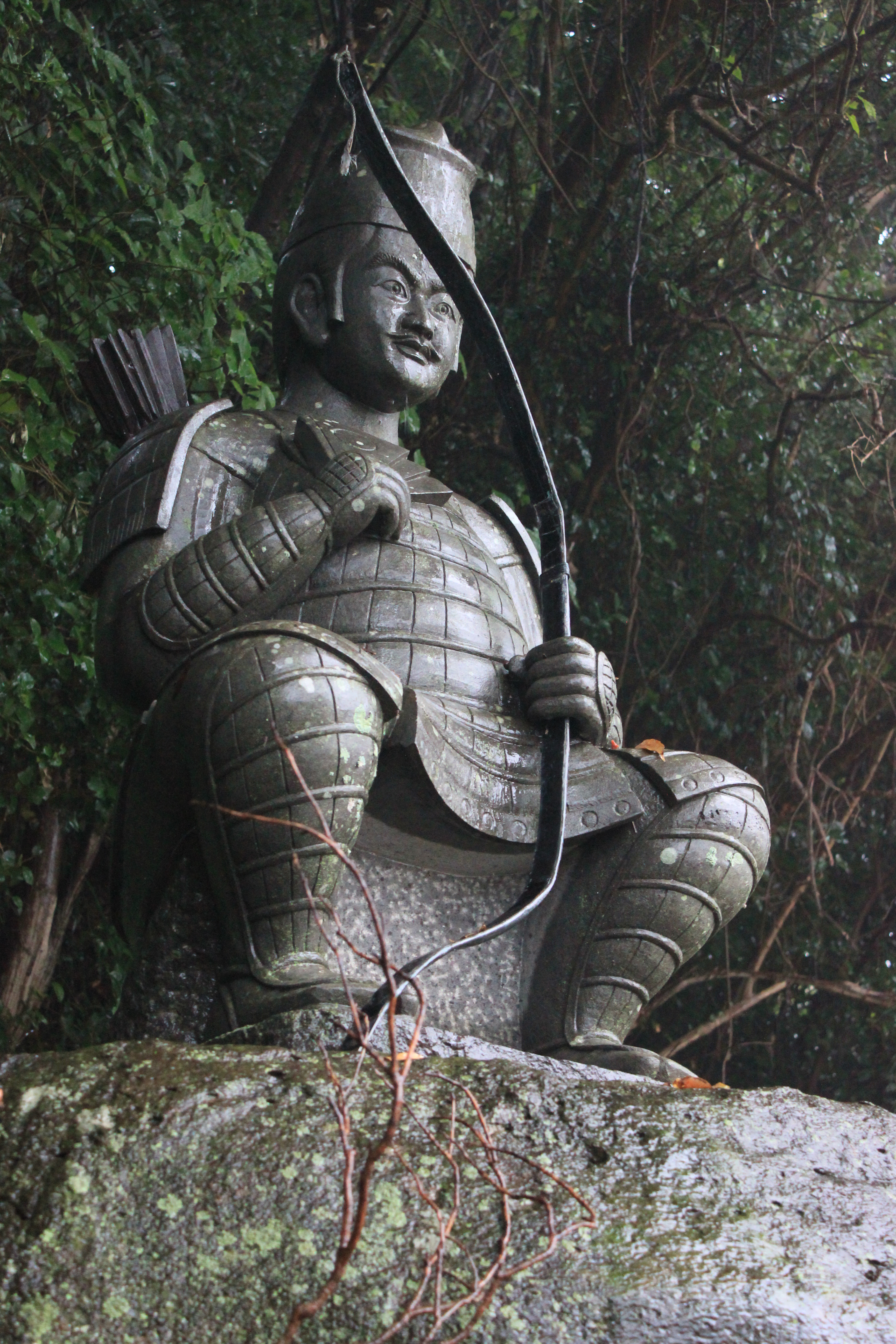
少弐景資像 長崎県松浦市鷹島町阿翁免
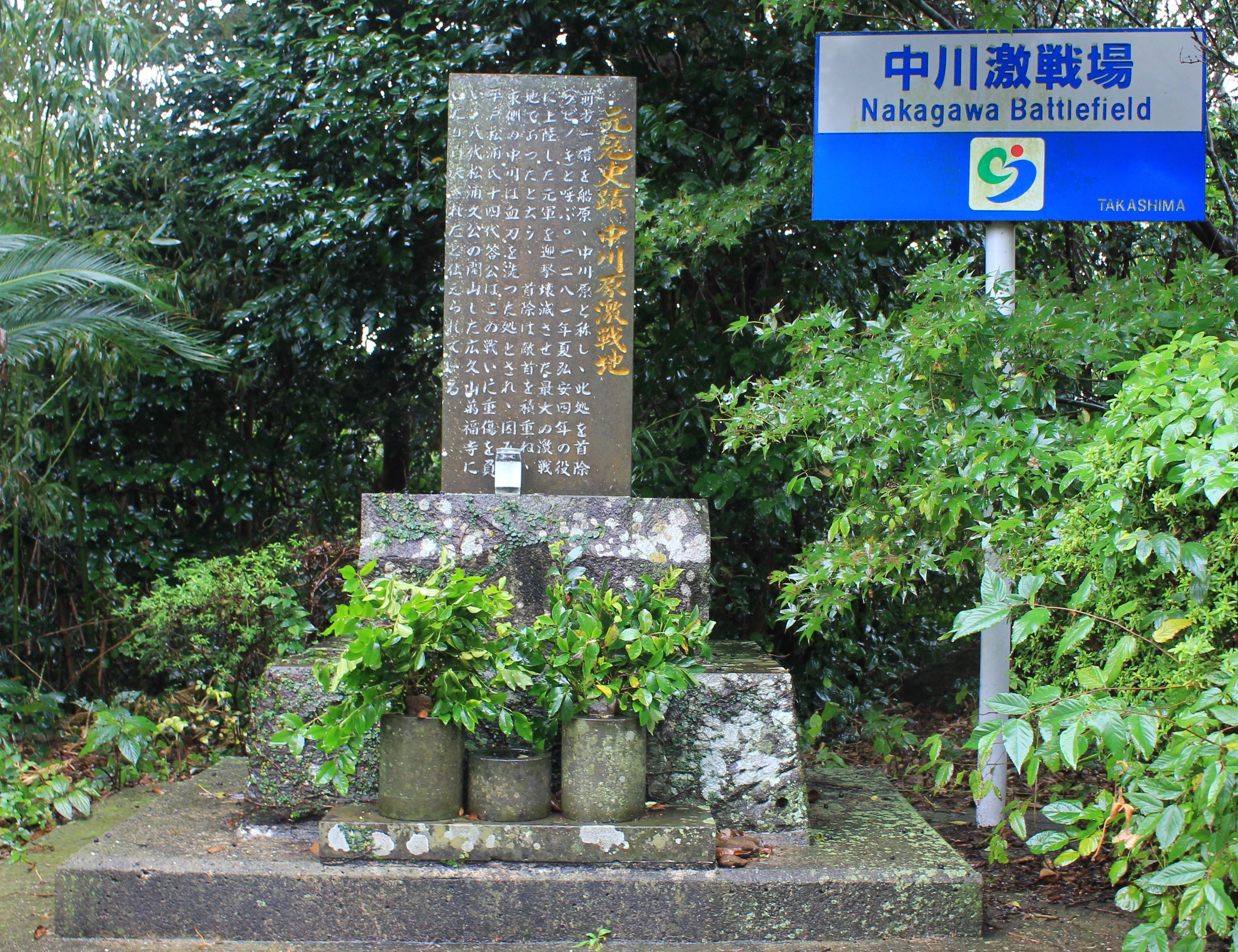
鷹島の中川激戦場 この一帯は舩原（ふなばる）、中川原と呼ばれ、激戦地となったと伝承される。この石碑の付近で鷹島掃討戦により捕虜となった多くの元兵が殺害された場所であることから「首除（くびのき）」という地名が伝わっている。 長崎県松浦市鷹島町三里免
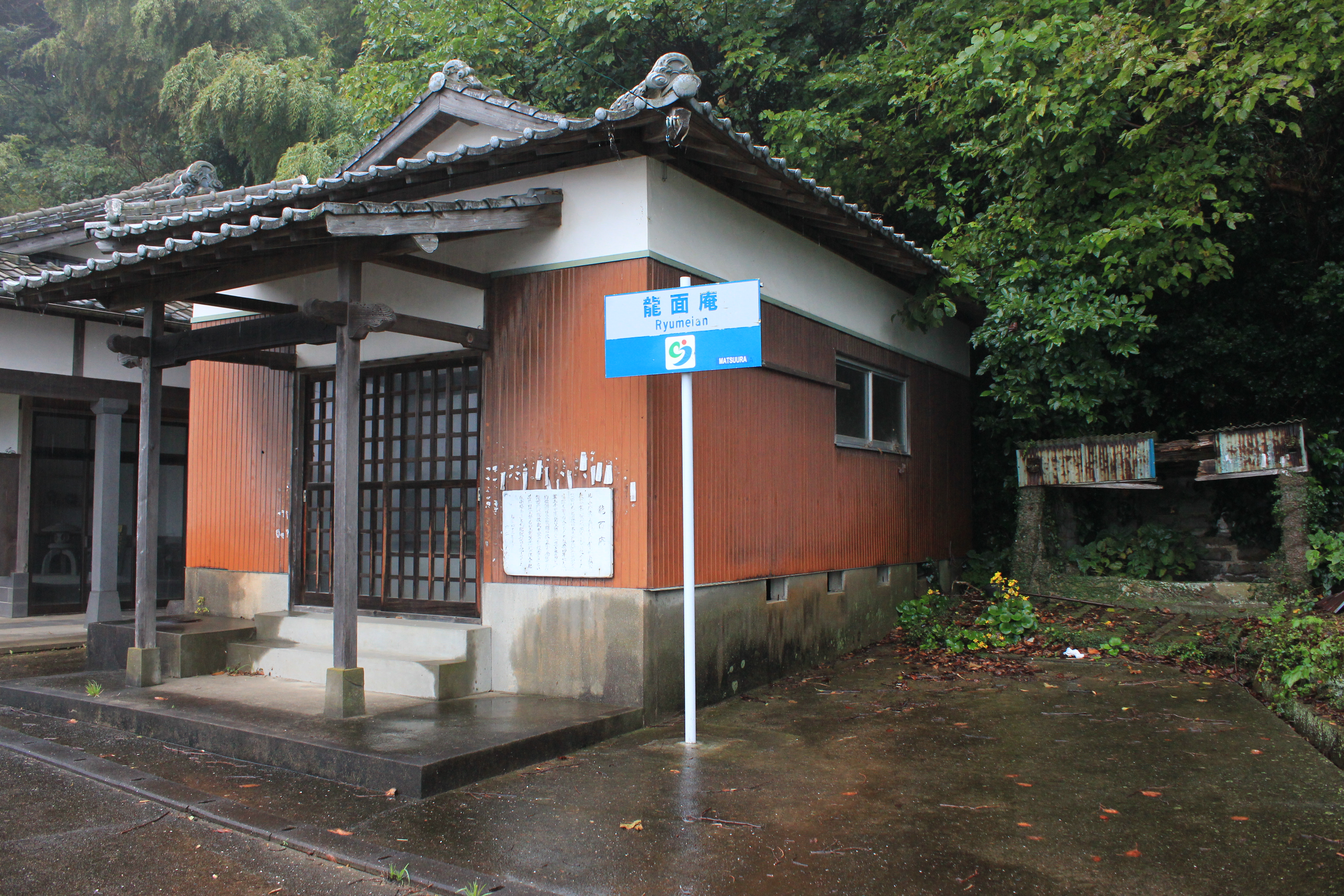
龍面庵（伝・少弐景資本陣跡） 鷹島掃討戦の際に日本軍の司令官・少弐景資が本陣を構えたと伝承される地。 長崎県松浦市鷹島町阿翁免
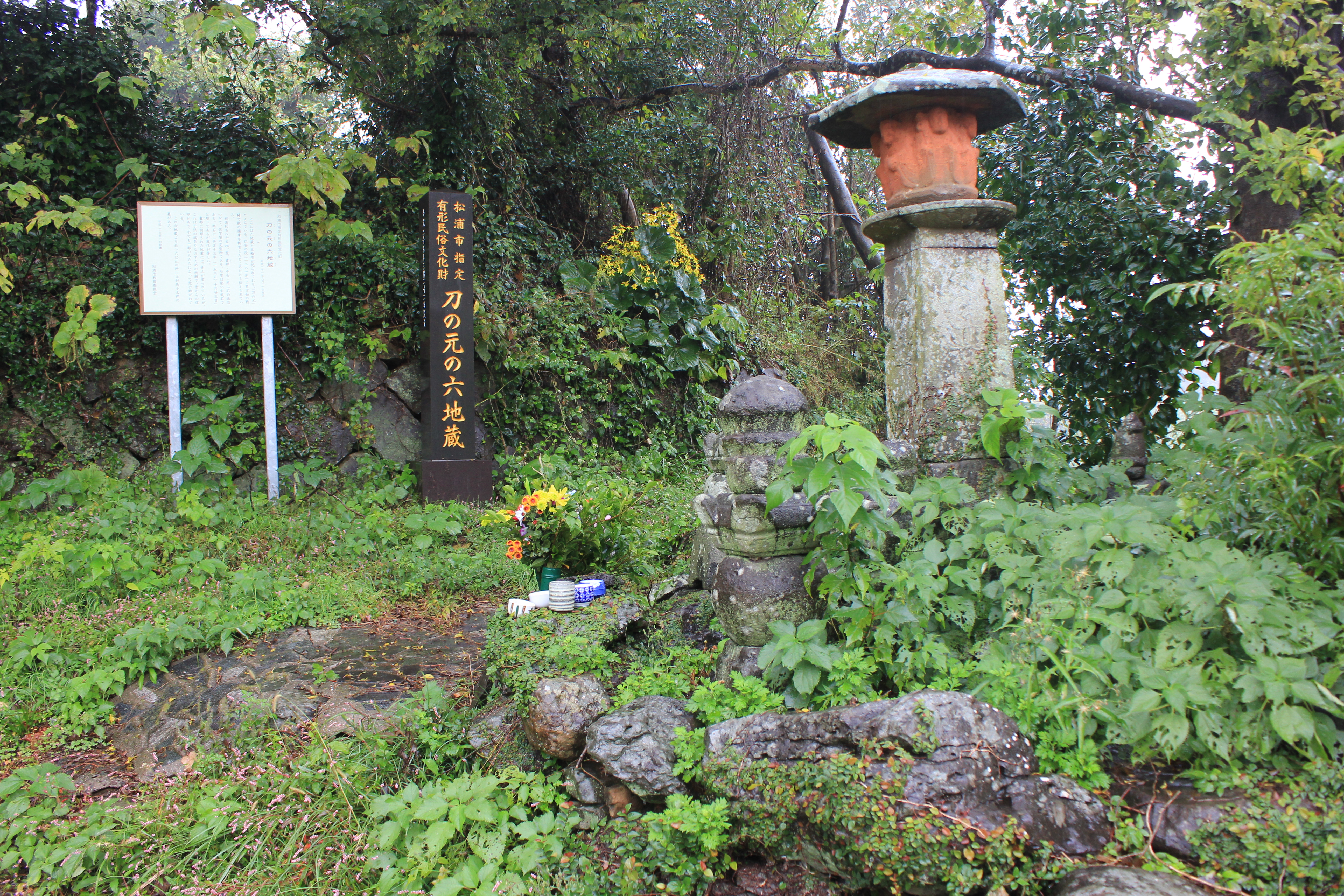
刀の元の六地蔵 刀の元は鷹島掃討戦で捕虜となった元兵を斬首した地と伝承される。刀の元の六地蔵は「天正十三年（1585年）十月廿三日」と刻まれており、安土桃山時代に建立されたことが窺える。 長崎県松浦市鷹島町中通免
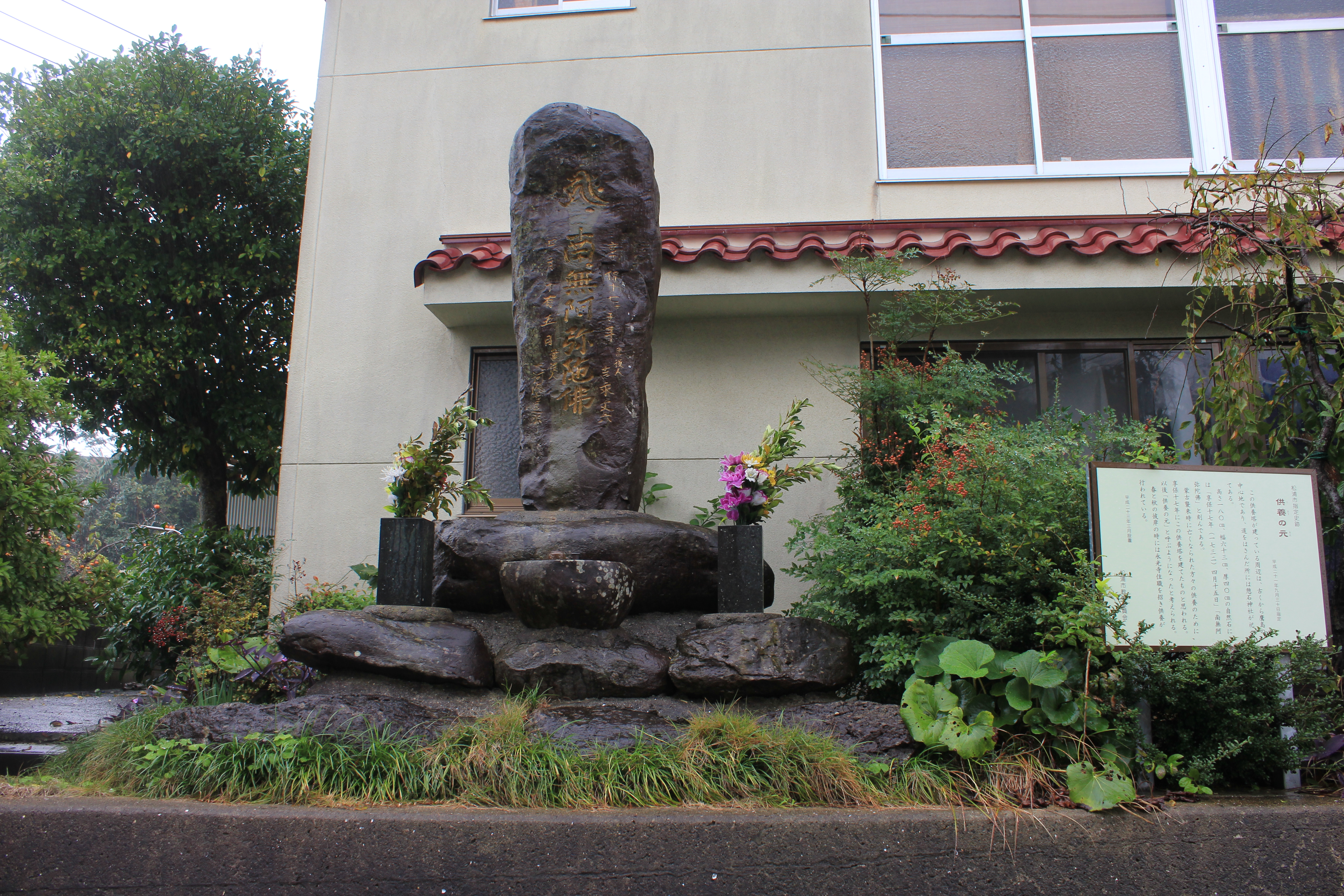
供養の元 この付近は打ち取られた元兵の首を吊るした地と伝承される。供養塔には「享保十七年（1732年）四月十五日」・「南無阿弥陀仏」と刻まれ、江戸時代に元寇の犠牲者を弔うために建立された供養塔とされる。 長崎県松浦市鷹島町中通免
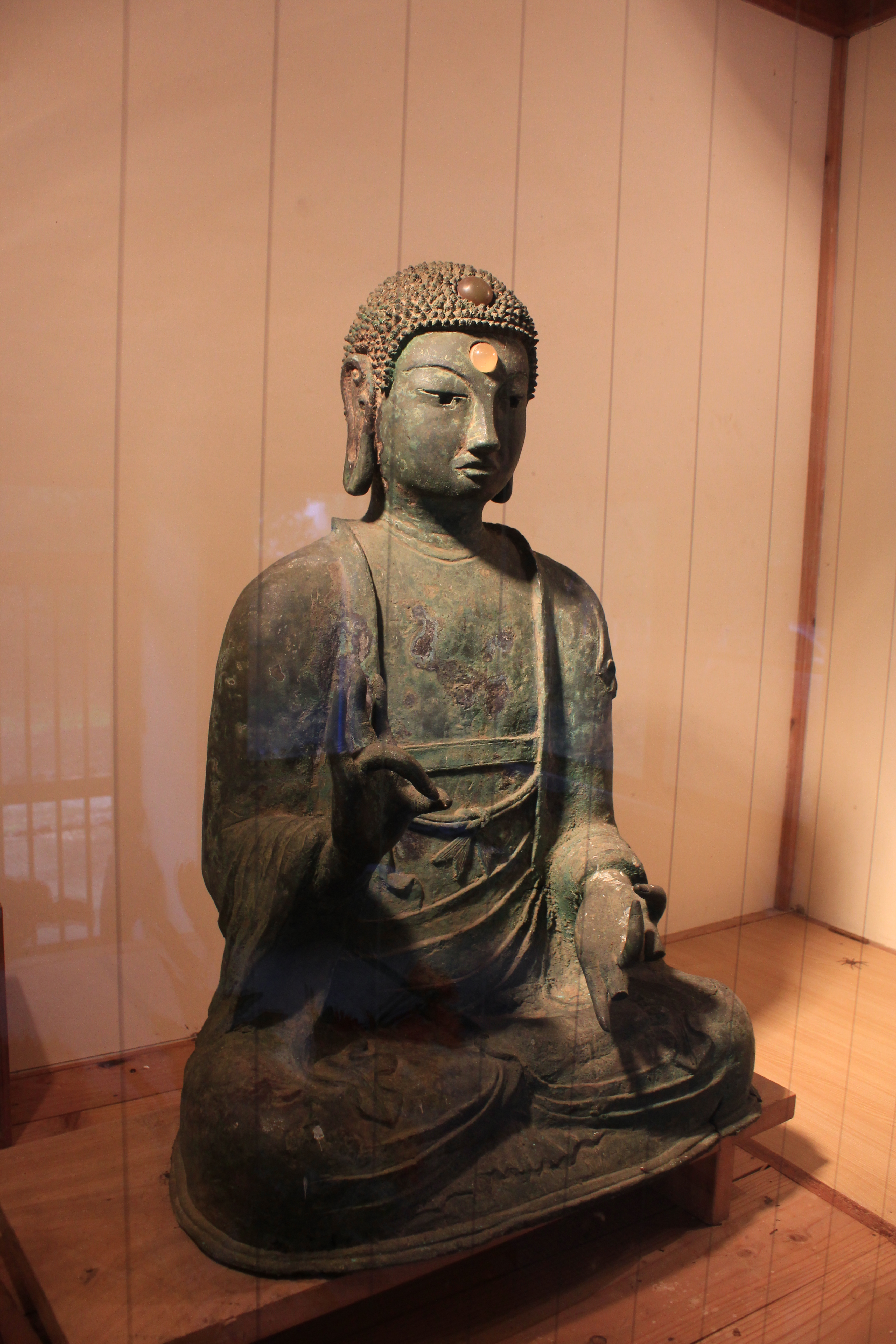
銅像如来坐像 高さ77cm 弘安の役における高麗軍の物という伝承のある仏像。この仏像は高麗前期の作とみられるが、対馬や壱岐にある高麗仏とは作風が異なっている。 長崎県松浦市鷹島町原免
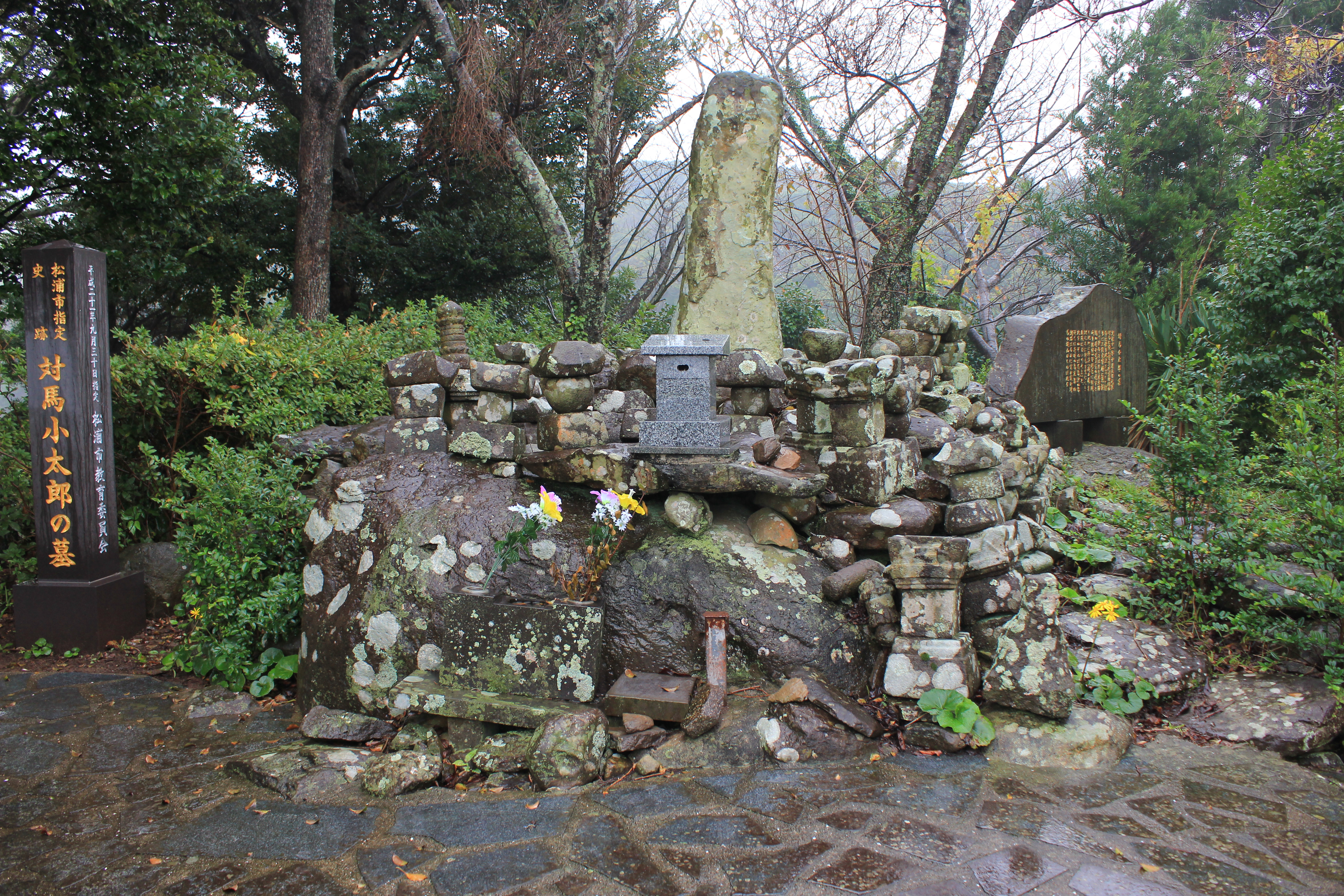
伝・対馬小太郎の墓 小太郎は文永の役における元軍の対馬侵攻に対して、伝令として博多に元軍の襲来を伝えたとされる人物。その墓と言い伝えられている。小太郎は鷹島掃討戦に参加し負傷し「我が屍を埋るに対馬を望むべき丘陵に於いてせよ」と言い残すと息を引き取ったという伝承が伝わっている。 長崎県松浦市鷹島町里免
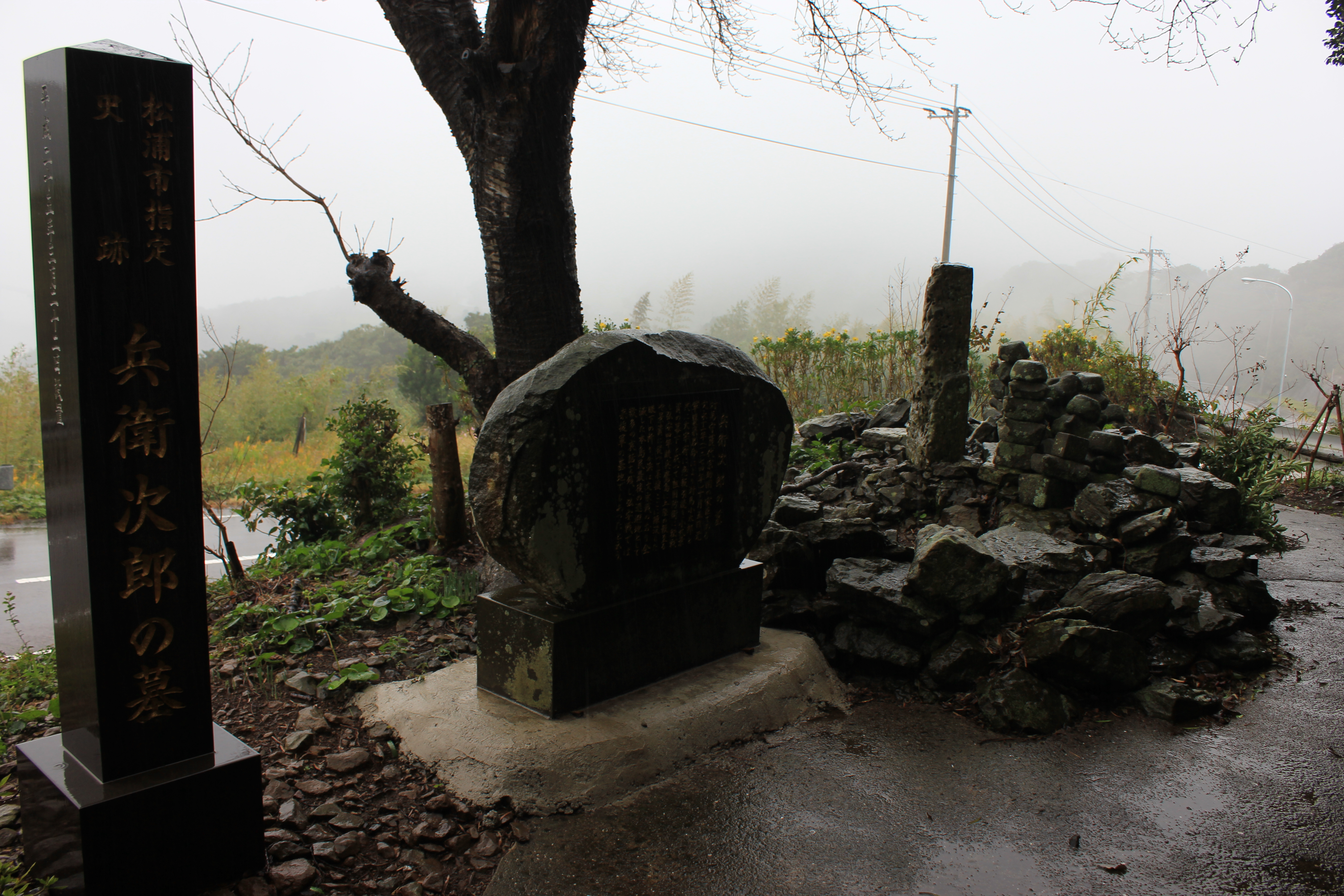
伝・兵衛次郎（ひょうえじろう）の墓 兵衛次郎は文永の役における元軍の対馬侵攻に対して、小太郎とともに伝令として博多に元軍の襲来を伝えたとされる人物。弘安の役の鷹島掃討戦に参加し戦死。その墓と言い伝えられている。 長崎県松浦市鷹島町神崎免
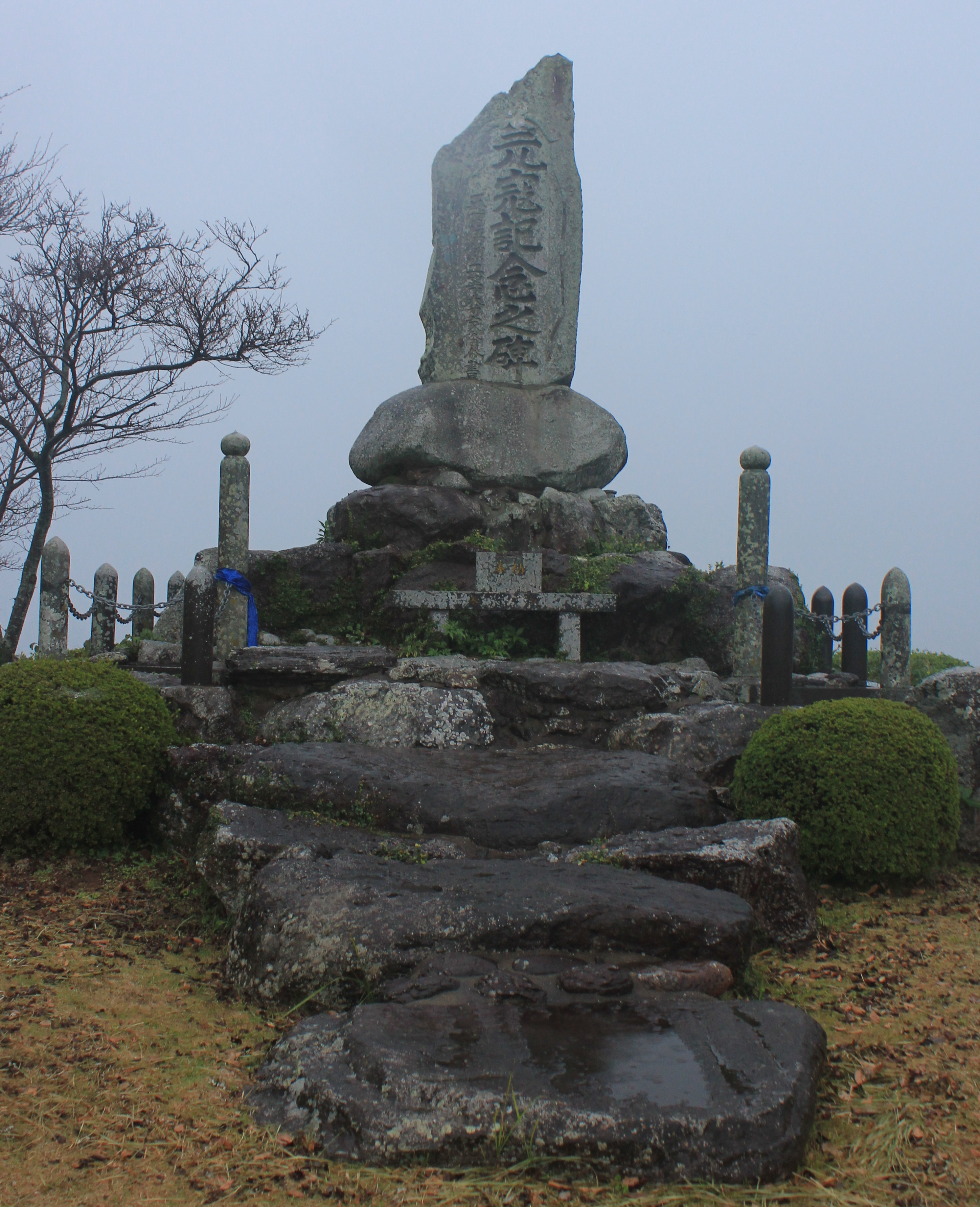
元寇記念之碑 1916年（大正5年）に寄付により鷹島に建立。毎年8月30日に「元寇記念祭」が催されている。 長崎県松浦市鷹島町阿翁免

### 元・高麗連合軍の損害

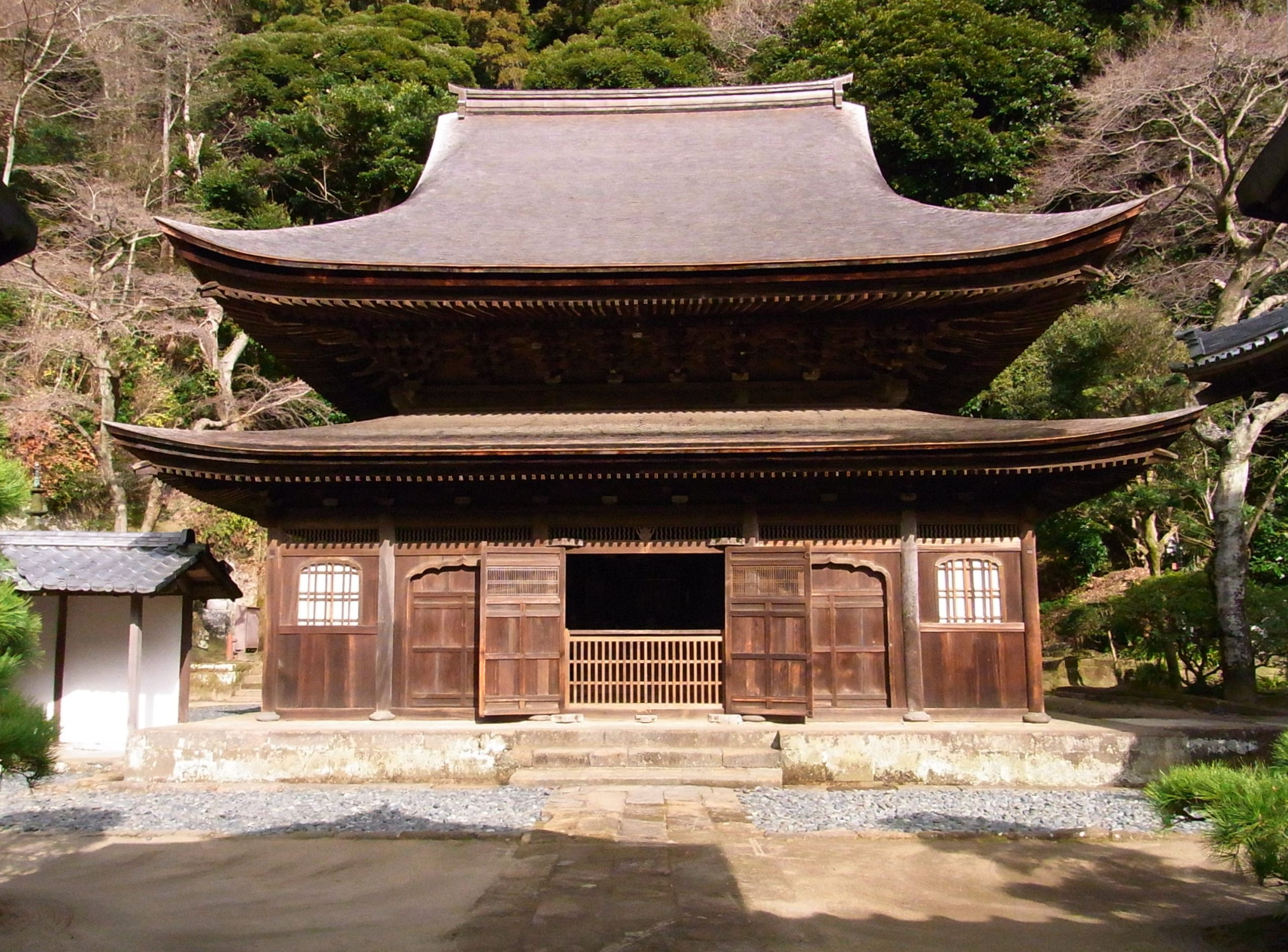
円覚寺・舎利殿
円覚寺（えんがくじ）は北条時宗が元寇の戦没者を敵味方問わず追悼するため創建した寺。開山は南宋出身の無学祖元。
国宝・神奈川県鎌倉市山ノ内409

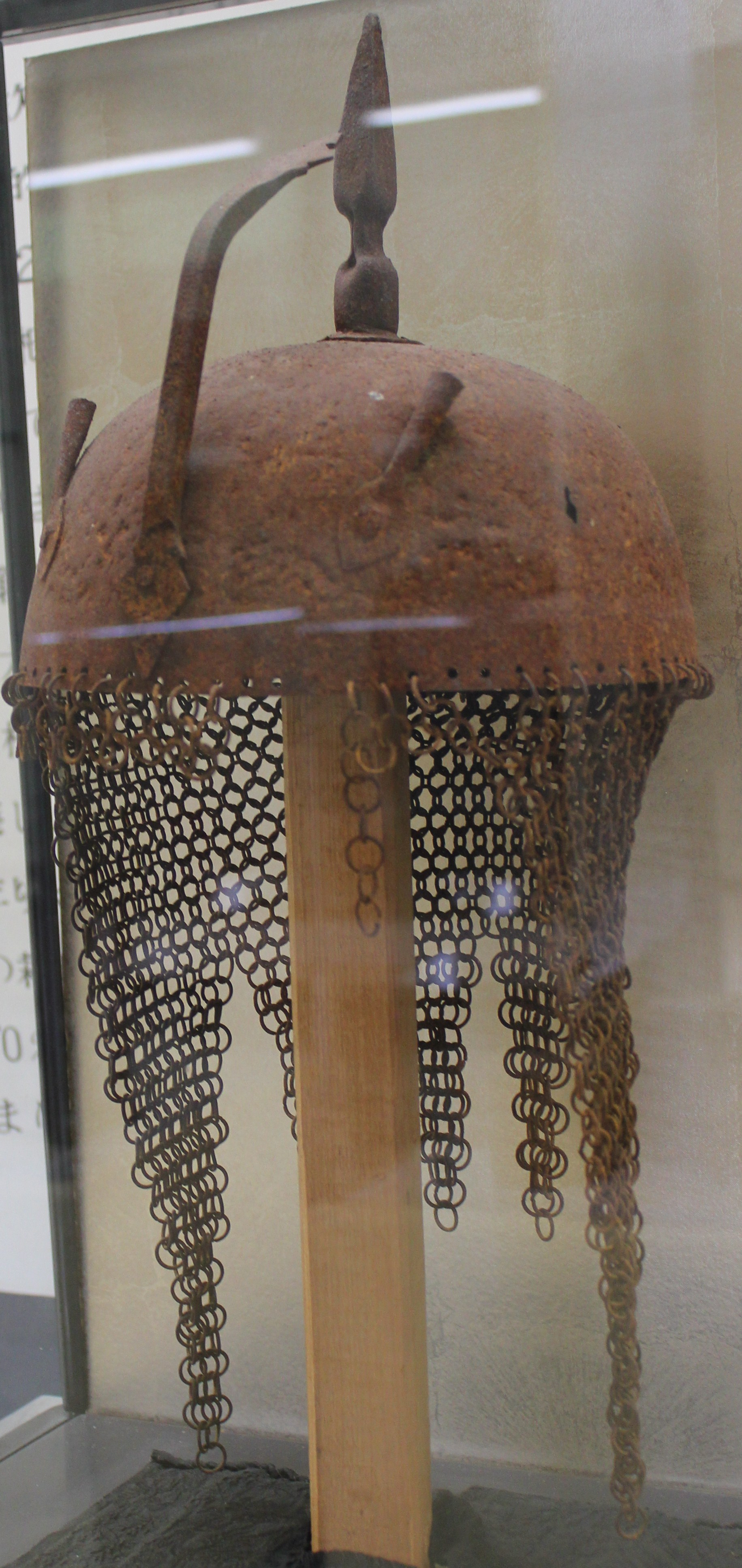
元軍兜
しかのしま資料館所蔵

- 閏7月9日、日本軍は捕虜20,000〜30,000人を八角島（博多か）に連行する[47]。

『元史』によると、日本軍はモンゴル人と高麗人、および漢人の捕虜は殺害したが、交流のあった旧南宋人の捕虜は命を助け、奴隷としたという。他方、『高麗史』では命を助けられた捕虜は、工匠および農事に知識のある者となっている。この時に処刑された者や奴隷とされた者の他に、すぐには処分の沙汰を下されず、各々に預けられた捕虜も多数おり、捕虜の処分はその後も継続して行われた。幕府は捕虜が逃げ出さないように、昼夜問わず往来の船の監視を御家人に命じている。なお、近年、大阪府和泉市内の寺所蔵の『大般若波羅蜜多経』経典の修正に弘安の役で投降した捕虜が弘安9年（1286年）4月上旬に携わっていたことがわかった
。
同書によると「大唐国江西路瑞州軍人何三於」とあり、修正に携わっていたのは江南軍に所属していた旧南宋軍人であった。
また、九州からの使者により戦勝の報が京都にも続々と伝わり、京都の官務・壬生顕衡の日記『弘安四年日記抄』（閏7月12日条）には、台風により元軍が崩壊し元兵2,000人が降伏したこと、その2日後の公家・広橋兼仲の日記『勘仲記』（閏7月14日条）には台風を受けて元軍船の多くが漂没し、元兵の誅戮ならびに捕虜が数千人に及んだこと、さらにその7日後の『弘安四年日記抄』（閏7月21日条）には残留していた元軍の殲滅が完了したことが記載されている。
- 元軍のうち帰還できた兵士は、『元史』の中でも、全軍の1〜4割と格差が見受けられる[41][42][43][44]。元軍140,000〜156,989人のうちの1〜4割とした場合、帰還者の数はおよそ14,000〜62,796人。また、『高麗史』によると、高麗兵および東路軍水夫の帰還者は26,989人のうち、19,397人[36][46]。

この戦いによって元軍の海軍戦力の2/3以上が失われ、残った軍船も、相当数が破損された。

### マルコ・ポーロ『東方見聞録』の弘安の役

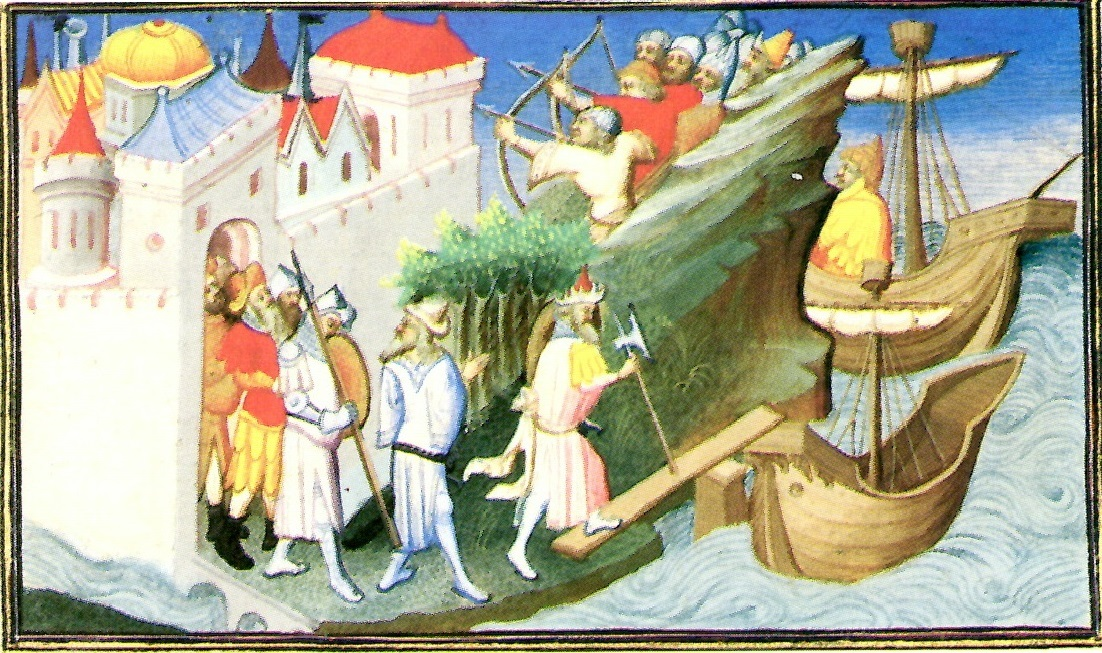
『東方見聞録』に描かれた弘安の役
孤島のタタール（モンゴル）軍に攻撃を仕掛けるジパング（日本）軍と敗走すると見せ掛けてジパング（日本）の船に乗り込むタタール（モンゴル）軍。
『東方見聞録』（『驚異の書』） fr.2810写本 ミニアチュール（挿絵）folio72
フランス国立図書館所蔵

マルコ・ポーロの『東方見聞録』には以下のようにマルコ・ポーロが伝聞として聞いた弘安の役に関する記述がある。
「…さて、クビライ・カアンはこの島の豊かさを聞かされてこれを征服しようと思い、二人の将軍に多数の船と騎兵と歩兵をつけて派遣した。将軍の一人はアバタン（アラカン（阿剌罕））、もう一人はジョンサインチン（ファン・ウェン・フー、范文虎）といい、二人とも賢く勇敢であった。彼らはサルコン（泉州）とキンセー（杭州）の港から大洋に乗り出し、長い航海の末にこの島に至った。上陸するとすぐに平野と村落を占領したが、城や町は奪うことができなかった。さて、そこで不幸が彼らを襲う。凄まじい北風が吹いてこの島を荒らし回ったのである。島にはほとんど港というものがなく、風は極めて強かったので、大カアンの船団はひとたまりもなかった。彼らはこのまま留まれば船がすべて失われてしまうと考え、島を離れた。しかし、少しばかり戻ったところに小島（鷹島）があり、船団はいやおうもなくこの小島にぶつかって破壊されてしまった。軍隊の大部分は滅び、わずかに3万人ほどが生き残ってこの小島に難を避けた。彼らには食糧も援軍もなく、もはや命はないものと諦めざるをえなかった。というのも、何艘かの船がいちはやく彼らの国に帰ったのだが、いっこうに戻って来る気配がなかったからである。実は司令官である二人の将軍が互いに憎み合い、そねみ合っていたのである。一人の将軍は嵐を逃れたのだが、小島に残された同僚の将軍の救援には赴こうとしなかった。大風は長く続かなかったので、吹き止んでしまえば戻ることは十分可能だったにもかかわらず、彼は戻ろうとせず、自分の国に帰ってしまった。大カアンの軍隊が残されたこの小島には人の住めるようなところではなく、彼ら以外に生き物の姿はなかった。さて、逃げ帰った者たちと小島に残された者たちがどうなったか、次にお話してみよう。
さて、すでに申し上げたように、小島に残された3万の兵士たちはどのようにして脱出してよいかわからず、もはや命はないものと諦めざるをえなかった。ジパング（日本）の王は、敵の一部が運命に見放されて小島に残され、他はちりぢりに逃げ去ったと聞くとおおいに喜び、ジパング中の船をこぞって小島に赴くと四方八方から攻め寄せた。タタール人（モンゴル人）たちは、戦いに慣れていないジパングの人々が船に警戒の兵を残さず、みな上陸してしまったのを見た。思慮に富んだタタール人たちは一気に動き出し、逃げると見せかけて敵の船に殺到すると、すぐさま乗り込んでしまった。船を守る兵がいなかったので極めて容易なことであった。さて、タタール人たちは船を奪うと、すぐさま本島に向けて出立した。彼らは上陸し、ジパング王の旗をなびかせて進んだ。首都を守る人々はこれに気付かず、てっきり味方が帰って来たのだと思って中に入れてしまった。それでタタール人たちは入城し、すぐさま城郭を占領し、住民たちをすべて外に追い払ったのである。もちろん美しい女たちだけは手元に留めた。さて、大カアンの軍隊はこうして首都を占領したのであったが、これを知ったジパングの王と軍隊とは大いに悲しみ、残された何艘かの船に乗って本島に戻ると、兵を集めて首都を囲んだ。一人として出ることも入ることもできなかった。中に籠もったタタール人たちは7か月の間持ちこたえた。その間、ことの次第をいかに大カアンに知らせるか、夜となく昼となく努めたのだが、結局、知らせることはできなかった。もはや持ちこたえられなくなって、命を助けるかわりに一生ジパングの島から出ないという条件で降伏した。これは1268年に起こったことである（文永の役は1274年、弘安の役は1281年）。大カアンは逃げ帰った将軍の首を刎（）ねた。もう一方の将軍に対しても、武人にあるまじき振る舞いとして、処刑の命令を出した。
さて、私は今一つ、次のような驚異についてお話しするのを忘れるところであった。それは、戦いの初め、大カアンの軍隊がジパングに上陸して平野を占領した時のことであった。一つの塔を落とすと、中にいた人々は降伏を肯じなかったので、その首を刎ねたのであったが、どうしても八人だけは首を切り落とすことができなかった。その八人は、うまく隠れて外からは見えなかったが、腕の肉と皮膚の間に石を埋め込んでいた。その石には魔術が施れ、決して刃物では殺されぬという効能を帯びる。これを聞いたタタール人の将軍たちはその八人を棒で殴り殺し、その死骸から石を取り出すと大事にしまったのであった」

## 以後の動向

### 第二次高麗征伐計画

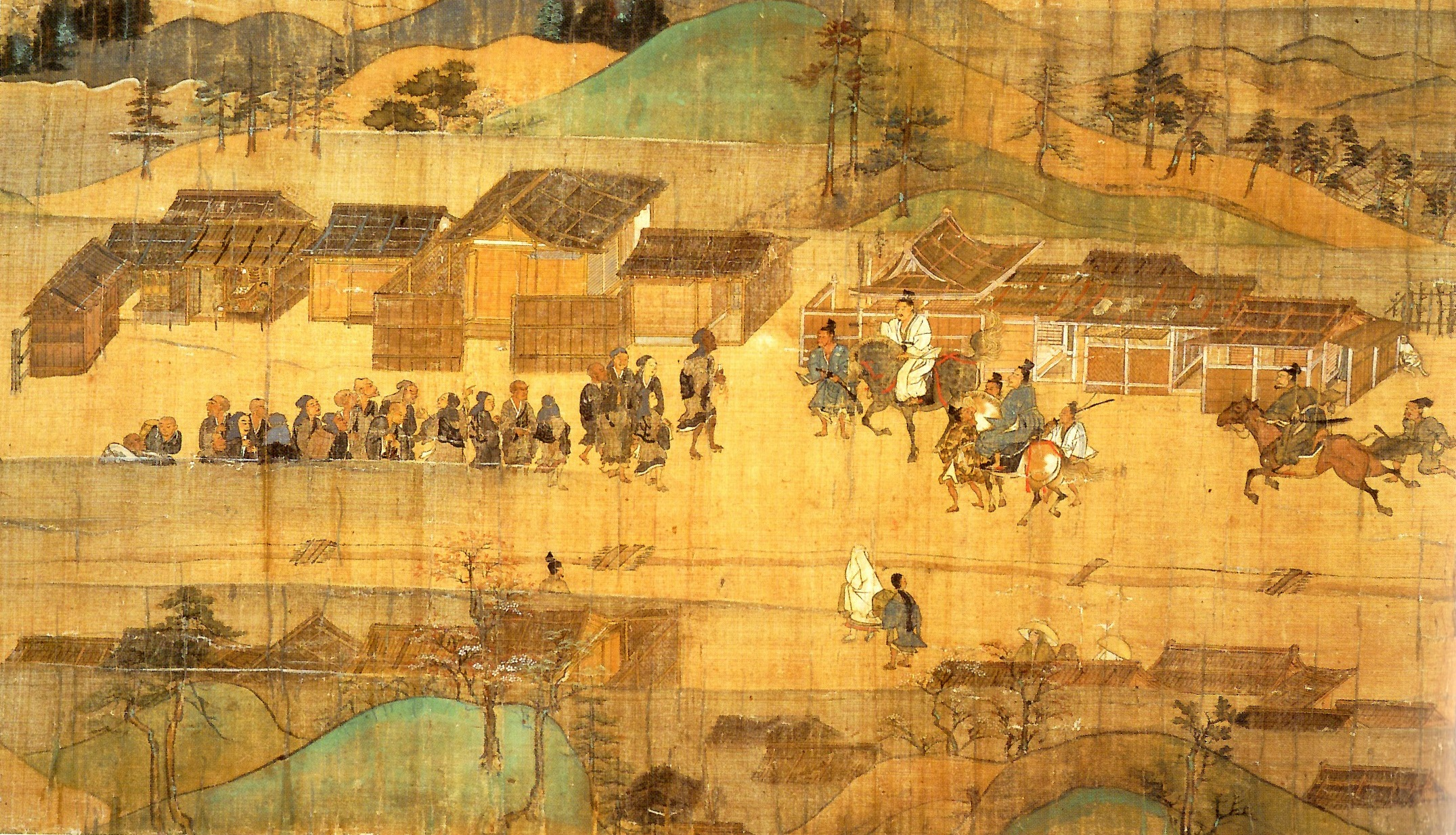
北条時宗と一遍
1282年（弘安5年）、巨福呂坂において北条時宗と偶然出会う時宗の開祖・一遍ら一行。治安の考慮から武士に鎌倉の市中に入る事を拒まれた一遍は「鎌倉に入っても私には名誉や利益について一切用事がない。ただ、人々に念仏を勧めるだけである」と答えている。
『一遍上人絵伝』巻五
制作年1299年（正安6年）
清浄光寺所蔵

元軍に大勝した鎌倉幕府は、直ちに高麗出兵計画を発表した 。
『東大寺文書』によると、幕府は少弐経資か大友頼泰を大将軍として、三ヵ国の御家人を主力に大和・山城の諸寺の悪徒（僧兵）をも動員して高麗への出兵を計画した。しかし第二次高麗出兵計画は突然中止となった。詳細は不明ながら、御家人の困窮などの理由により実行されなかったともいわれる。
一方、クビライも日本の反撃を警戒し、高麗の金州等に鎮辺万戸府を設置し日本軍の襲来に備えた。

### 第三次日本侵攻計画（1282年〜）

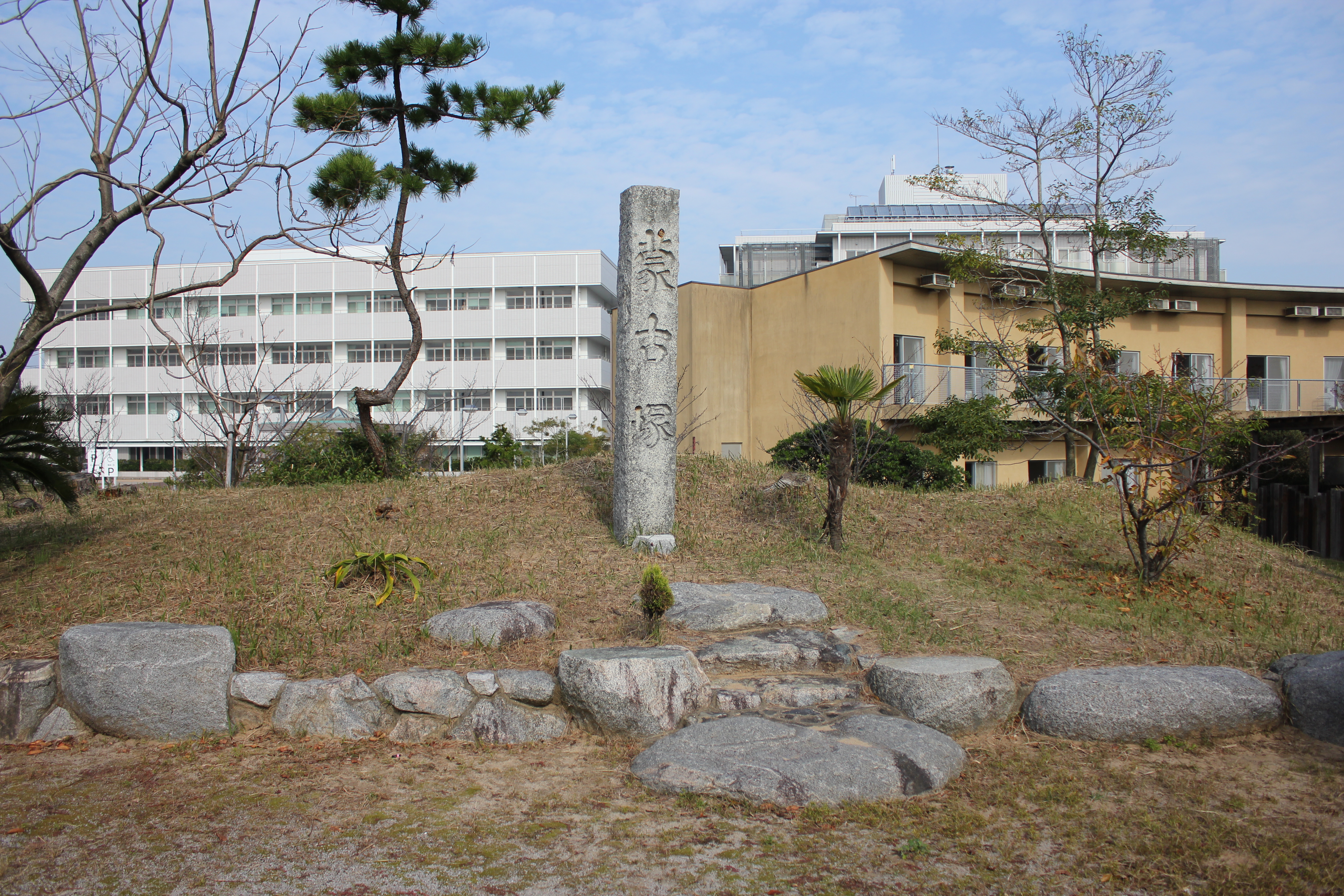
今津の蒙古塚
今津にある元寇に関係すると伝承されている塚。大正時代の発掘調査では元寇に関する遺物は発見されておらず、元寇に関するものかは詳らかではない。
福岡市西区今津

第二次侵攻（弘安の役）で敗北した元は、翌年の1282年（弘安5年・至元19年）1月に一旦は日本侵攻の司令部・日本行省を廃止したものの、クビライは日本侵攻を諦めきれず再度日本侵攻を計画した。
- 同年7月、クビライの再侵攻の意向を知った高麗国王・忠烈王は、150艘の軍船を建造して日本侵攻を助けたい旨をクビライに上奏する[356]。
- 同年9月、第二次日本侵攻（弘安の役）で大半の軍船を失っていた元は、平灤、高麗、耽羅、揚州、隆興、泉州において新たに大小3,000艘の軍船の建造を開始した[357]。しかし、こうした大造船事業は大量の木材を必要としたため、平灤では山は禿山となり、寺や墳墓からも木を伐採しなければならない状況であったという[358]。また、平灤の五台山造寺や南城の新寺の建立も造船に木材を集中させるために中止となった[359]。このような軍船の不足から、民間から商船を徴発し、日本侵攻用の軍船へと転用した[360]。
- 1283年（弘安6年・至元20年）1月、日本侵攻の司令部・日本行省を再設置。アタカイ（阿塔海）を日本行省丞相に任命して日本再侵攻の総司令官として、チェリク・テムル（徹里帖木児）を右丞、劉国傑を左丞に任命し、兵を募り造船の指揮を執らせ日本侵攻を急いだ[361]。この出兵計画には、兵員の不足から、重犯罪者の囚人部隊も動員する計画であったという[362]。また、第二次日本侵攻（弘安の役）で軍船の大量喪失とともに多くの海事技術者も失ったため、海事技術者の養成が急務となっていた。そのため、アタカイ（阿塔海）は都元帥・張林、招討使・張瑄、管軍総管・朱清など軍官に水練を行うよう命じて出征に備えさせた[363]。また、右丞・チェリク・テムル（徹里帖木児）と管軍万戸35人が中心となって水練を施した兵士の中には蒙古軍2,000人や深馬赤軍10,000人などの元朝精鋭部隊も含まれ、そのうち500人には水練の他に海上戦闘での訓練を施している[364]。日本侵攻は江南地方から徴発した軍勢を主力に、この年の8月に実行することが予定された[365]。

一方、日本側はこうした元側の動向を察知し、元朝領内の造船を担った江南地方に間者を送り込み、情報収集に努めていた。江南地方で日本側の間者が捕らえられたことが元側の史料『元史』において確認できる。
このような急激な日本侵攻準備は、元に大きな負担をもたらすものであった。日本侵攻用の軍船の造船を担った江南地方では盗賊が蜂起し、元は軍隊を派遣するなどして鎮圧に苦心した。また、江南地方の盗賊の続発は、元朝領内の遠近を問わず広がりをみせ、騒然としたという。このような状況の中でクビライに日本侵攻計画を中止、あるいは延期するよう諫言する者も現れた。『元史』崔彧伝には、日本侵攻計画の延期を訴えた御史中丞・崔彧とクビライとの間で以下のようなやりとりがあったとされる。
崔彧「江南地方で相次いで盗賊が起こっています。およそ200余所においてです。皆、かつては水手として拘束され、海船を造り、人民の生活は安んずることができなかったため、激情して盗賊として変を為しています。日本の役は暫く止めるべきです。また、江南地方四省の軍需は、民力を量って、土地の産物が無い所の者には労働を強いるべきではありません。およそ労働に対して物価を給して民に与えるのは、必ず実をもってしなければなりません。水手を召募するのは、その労働を欲する土地に従わなければならないのです。そして、民の気力がやや回復して、我が力がほぼ備わるのをうかがい、2、3年後に東征（日本侵攻）しても未だ遅くはないでしょう」
崔彧の諫言を退けて、クビライは次のように言った。
クビライ「汝の言う所は弓を射るようなものだ。弓を引く姿は見るに堪えるが、矢を発すれば見るに堪えぬ」
淮西宣慰使・アンギル（昂吉児）もまた、民が疲弊していることを上奏して、クビライに日本侵攻を取り止めるよう諫言した。これらの諫言を退けたクビライであったが、考えを改めて同年5月には日本侵攻計画を一旦取り止めた。高麗は侵攻計画が中止となったことを受けると、造船、徴兵を停止させた。

### 第三次日本侵攻計画（1283年〜）

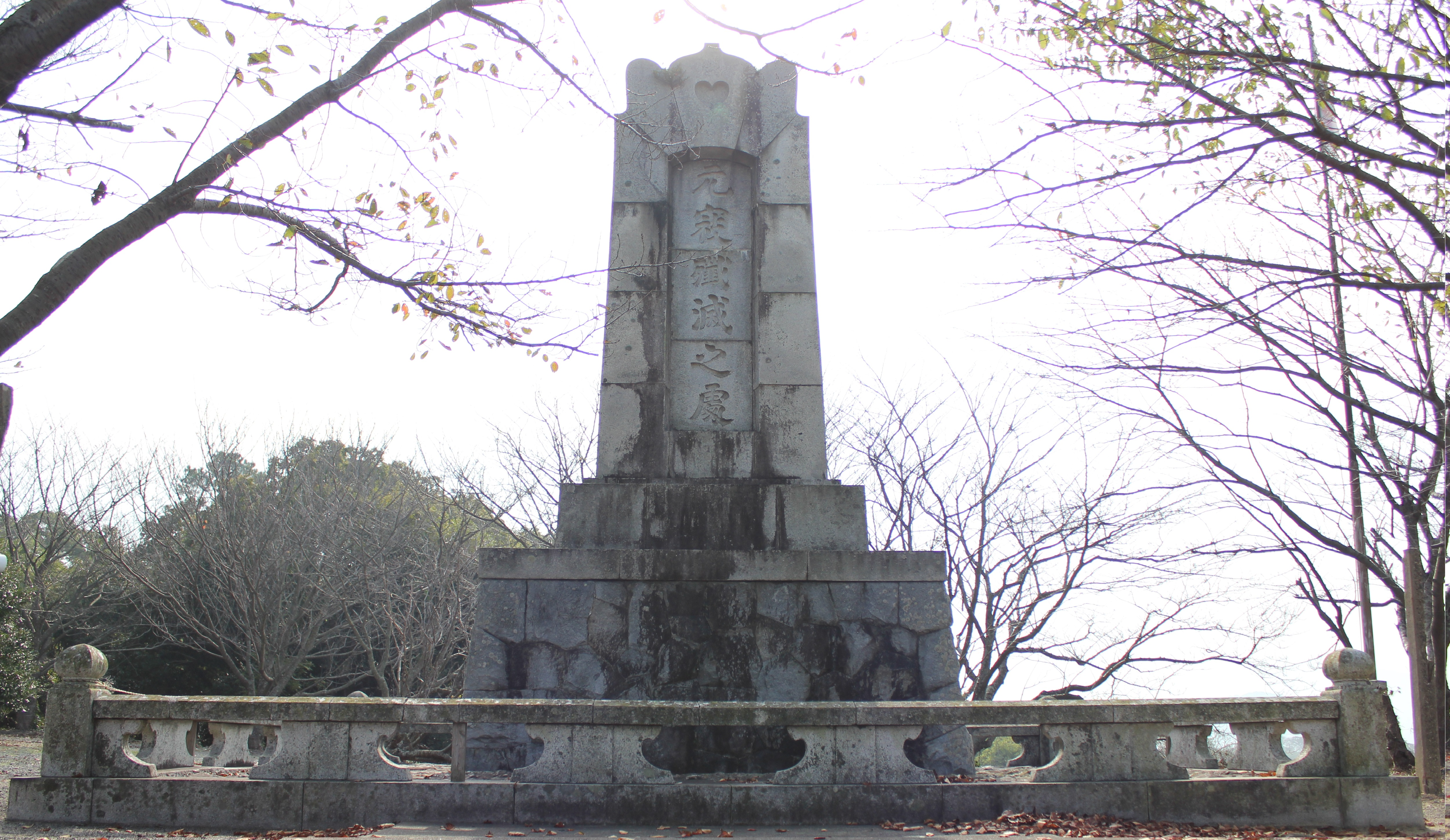
「元寇殲滅之処」石碑
1916年（大正5年）に建立。1913年（大正2年）に今津で石築地（元寇防塁）が発掘されたことを契機に建立された。工事には第一次世界大戦で日本軍の捕虜となったドイツ人も動員された。
福岡市西区今津

一旦白紙となった当初の出兵予定の1283年（弘安6年・至元20年）8月の頃、再び出兵計画が持ち上がった。
- 同年8月、民間から日本侵攻用に徴発していた民間船500艘を民が困窮したため返還し、換わりにモンゴル人の大船主・アバチ（阿八赤）が所有する船を徴発して修理を行い、日本行省丞相・アタカイ（阿塔海）の日本侵攻用の艦船群に組み入れた[372]。
- 同年9月、江南地方の広東で大規模な盗賊の蜂起が起こった。元朝はただちに兵10,000でこれを鎮圧[373]。
- 同年10月、続いて江南地方の福建で宋王朝の復興をスローガンに黄華率いる100,000人ともいわれる群衆が蜂起。反乱軍は自らを頭陀軍と称して宋朝の年号を用いた。元はただちに22,000の軍勢を鎮圧に派遣した[374]。この反乱には日本行省左丞・劉国傑が日本侵攻部隊を率いて鎮圧に乗り出している[375]。
- 1284年（弘安7年・至元21年）2月、クビライは、このような国内情勢の不安定化のなかで高麗における造船を停止させた[376]。さらに敵対関係にあったベトナム南方のチャンパ王国との情勢が思わしくないため、第三次日本侵攻計画の総司令官・アタカイ（阿塔海）に命じて、日本侵攻部隊のうちから15,000の兵と軍船200艘をチャンパ王国に派遣した[377]。

このように元の国内情勢やチャンパ王国との敵対関係による不安定化のため、同年5月、クビライは日本行省を廃止し、再び日本侵攻計画を中止した。
この間、日本側は明年（1284年）春に元の大軍が襲来するという情報を得て、九州の各守護に用心するよう厳命していた。

### 第九回使節
クビライは第三次日本侵攻計画（1283年〜）を推進する一方で、九回目となる使節団を日本に派遣する。
- 1283年（弘安6年・至元20年）8月、クビライの命を受けた提挙・王君治と補陀禅寺の長老・如智は日本に向けて出航した。ところが、黒水洋を経たところで台風に遭遇し、結局、使節団は日本に辿り着くことはできなかった[381]。

なお、王君治らが託されたクビライの国書の内容は次の通りであった。
「天命を受けた皇帝（クビライ）が命を発して日本国王に諭す。むかし、彼国（日本）はよく遣使し、参内して天子に拝謁した。これに対して、朕もまた使を遣わしてこれに相報いた。すでに互いに約束を交わしており、汝の心にそれを置き忘れてはいないであろう。この頃、彼国は我が信使を執って返さなかったため、朕は舟師を発して咎めさせた。いにしえは兵を交わして、使者はその間を往来する。彼国は一語も交わさずして、固く我が軍を拒む。よって彼国はすでに敵国となり、さらに遣使するべき理ではないが、ここに補陀禅寺の長老・如智らが陳奏し『もしまた軍を興して討伐すれば、多くの生霊が被害を受ける。彼国の中にも仏教文学の感化があり、大小強弱の理を知っているはずだ。臣らが皇帝の命を齎し宣諭すれば、即ち必ずや多くの生霊を救う。彼国はまさに自省し、懇心して帰附するだろう』という。今、長老・如智と提挙・王君治を遣わし、詔を奉じて彼国に往かせた。善なるものは和好のほかになく、悪なるものは戦争のほかにない。果たしてこれを思慮して帰順すれば、即ち去使とともに来朝するべし。ゆえに彼者に諭し、朕はその福か禍の変化を天命に任せる。ここに詔を示し、我が意をすべて知り、考慮されよ」

### 第三次日本侵攻計画（1284年〜）
クビライは前回の日本侵攻計画を取り止めてから1年も経たず、再び日本侵攻準備を開始した。
- 1284年（弘安7年・至元21年）10月、クビライは日本侵攻用の船と水夫の募集を開始[383]。
- 1285年（弘安8年・至元22年）4月、江淮地方に日本侵攻用の兵糧と軍船を運び、そこで海戦訓練を実施する[384]。
- 同年6月、クビライは実体は不明なものの、「迎風船」なる軍船の建造を女真族に命じる[385]。
- 同年10月、日本侵攻の司令部・日本行省を再設置。アタカイ（阿塔海）を日本行省左丞相、劉国傑・陳巌を左丞、洪茶丘を右丞に任命し、日本侵攻部隊の指揮を執らせた[386]。さらに水夫の募集方法も航海に従事する者を通して、水夫を千人集めたものには千戸の軍職、百人集めたものには百戸の軍職を与える事にした[387]。また、囚人を赦免する代わりにその顔に入墨をあてて水夫とし、南宋の時代に私塩を販売して航海技術のある者も水夫とするなどした[388]。
- 同年11月、第三次日本侵攻の作戦計画が発表される。今回は、第二次日本侵攻（弘安の役）の反省から、来年の三月から八月までに、朝鮮半島の合浦（がっぽ）に全軍を集結させてから日本侵攻を行うという計画であった。兵糧は江淮地方より米百万石を徴発し、高麗と東京（遼陽）に各々、十万石貯蔵させた[389]。この作戦に高麗が課された軍役は兵10,000、軍船650艘であった[390]。
- 同年12月、軍籍条例を施行。日本侵攻の兵士として全国から壮士および有力者を選抜し日本侵攻部隊に充てた。さらに五衛軍を各自、家に帰らせて装備を整えさせ、翌年正月一日に元の首都・大都に集結するよう命じた。また、江淮行省では軍船1,000艘に水上戦闘の訓練を施した。さらに最新鋭の投石器である回回砲の砲手として50人が軍に加えられた[391]。
- 1286年（弘安9年・至元23年）1月、ところが計画は一変し、突如日本侵攻計画は中止となった。その理由は、日本侵攻計画が元の軍民に重い負担を強いるものであり困窮が極度に達していたこと、さらに外征であるベトナムの陳朝大越国とチャンパ王国との戦況が思わしくなかったためである。

クビライが第三次日本侵攻計画を中止したのは、以下のようなクビライと礼部尚書劉宣とのやりとりがあったためである。
劉宣は、かつて隋が高句麗に侵攻してたびたび敗北した例を引用し「たとえ風に遇わず、彼の国の岸に至っても、倭国は地広く、徒衆が多い。彼の兵は四集し、我が軍に後援はない。万が一戦闘が不利となり、救兵を発しようと思っても、ただちに海を飛んで渡ることはできない」と述べ、かつての隋の高句麗侵攻以上に日本侵攻が困難であるとして、クビライに日本侵攻をとりやめるよう諫言した。
これに対して、クビライは「日本は孤遠の島夷なり。重ねて民力を困するを以て、日本を征するをやむ」 と述べて、日本侵攻計画を取りやめた。この知らせが江浙の軍民に伝わると、軍民は歓声を上げ、その歓声は雷のようであったという。
日本侵攻を諦めたクビライは「日本は今までに我が国をかつて侵略したことはない。今は交趾（ベトナム北部の国。陳朝大越国）が我が国の辺境を犯している。日本のことは置いておき、専ら交趾を事とするがよい」 として、日本から陳朝大越国に目を転じた。
南宋遺臣の鄭思肖はチャンパ王国が元朝に背いた理由について「弘安の役で元軍が敗れた後、日本がチャンパ王国へ使者を送り、元朝と戦わずに属国でいることを責めた。チャンパ王国は元朝に背くことを決めた」としている。

### 第十回使節
また第三次日本侵攻計画（1284年〜）の推進と同時期に、クビライは前回の使節団派遣から約1年を経て再び日本に服属を迫る使節団を派遣していた。
- 1284年（弘安7年・至元21年）10月、クビライは正使・王積翁と補陀禅寺の長老・如智ら使節団を日本に派遣した[396]。補陀禅寺の長老・如智が使節団に選ばれたのは、日本が仏教を厚く信仰しており、僧侶ならば日本を服属させ得ると考えられたためであった[396]。

ところが、使節団が対馬に至った際に、日本に向かうことを恐れた水夫らが船中において王積翁を殺害してしまったため、今回の使節団も日本側と接触する前に失敗した。

### 元の内乱と外征
ナヤン・カダアンの乱
- 1287年（弘安10年・至元24年）、遼陽行省を中心にクビライ政権の支柱の一つである東方三王家の首班・ナヤン（乃顔）が反乱を起こした。

このナヤンの反乱に関しては、クビライの日本侵攻計画によって、東方三王家の領民にまで造船などの出兵準備で動員がなされ大きな負担となっていたこと、さらにこの日本出兵準備によりクビライの中央権力が東方三王家の支配領域に深く介入したことへの反発があったとも考えられる。
クビライの親征によりナヤンの反乱は一旦鎮圧され、東方三王家の当主たちは軒並み異動されたが、今度はこの戦後処理に不満を持ったカチウン家の王族・カダアン（哈丹）が蜂起。1290年代にはカダアン軍が高麗に侵入し、いくつかの城塞を占拠し、一部は高麗の首都・開城より南の忠州にまで侵入した。カダアンら反乱軍も元からの援軍もあって鎮圧されたが、ナヤンの反乱の時には、クビライに敵対する中央アジアのカイドゥ（海都）もカラコルムを目指して進撃しており、1287年から1291年にかけて、元の東部全域から北部、また高麗内外では騒乱が続いた。
陳朝大越国侵攻
- また、モンゴル帝国第4代皇帝・モンケ（蒙哥）の時代に服属していたベトナム北部の陳朝大越国でも、元によるベトナム南部のチャンパ王国侵攻に対しての過剰な物資徴発に抗議して太上皇・陳聖宗が中心となって反乱を起こした。これに対してクビライは、軍船500艘、92,000の兵（元軍7万、新附軍1千、雲南軍6千、黎兵（海南島の黎族兵）1万5千）を派遣した[399]。両軍激しい消耗戦となり、最後に元軍は雲南へ撤退中に襲撃を受けて壊滅的な損害を受けている（白藤江の戦い）。

これらの内乱、南方での軍事的な失敗などもあって日本侵攻計画は当分の間は浮上しなかった。クビライはナヤン（乃顔）の反乱を境に東南アジア・インド洋方面への軍事的政策を、経済・通商を重視した和平路線へ転換したとも言われており、陳朝大越国やチャンパ王国、また1290年代に侵攻があったジャワ島のマジャパヒト王国でも交戦後ほどなくして服属関係の修復や朝貢関係の再締結の使節が交わされている。これらの戦役後も中国沿岸部から東南アジア方面への商船の往来は活発化し、クビライ治世末期には南方への元からの軍事的脅威はほぼ解消した。

### 第十一回使節
- 1292年（正応5年・至元29年）7月、クビライの重臣であった江淮行中書省参知政事・燕公楠が、交易により来航した日本の商船に日本宛の書状を託し、その日本船によって日本側に書状がもたらされた[400][401][402]。なお、書状の内容は史料として残っておらず、またクビライの命によるものかは詳らかではない。

### 第十二回使節
- 1292年（正応5年・至元29年）、クビライから漂着した日本人の護送を機に日本側に服属を迫る国書を渡すよう命じられた高麗国王・忠烈王は、高麗人の太僕尹・金有成を正使に書状官・郭鱗らを日本へ派遣した[403]。

日本に到着した金有成らは日本側によって鎌倉へ連行され、その後の様子は詳らかではない。なお、その後、高麗を訪れた日本僧の情報によれば「（金）有成、丁未（1307年）七月五日、病卒」 とあり、金有成が使節として日本に到着して以来、15年近く日本で生存していたことがわかる。

### 第三次日本侵攻計画（クビライ晩年）
クビライは5年にわたる内乱が鎮まると、再び日本侵攻を考え始めた。
- 1292年（正応5年・至元29年）、中書省右丞の丁なる者がクビライに対して「江南の戦船は大きな船はとても大きいものの、（台風により）接触すればすぐに壊れた。これは（第二次日本侵攻の）利を失する所以である。高麗をして船を造らせて、再び日本に遠征し、日本を取ることがよろしい」と進言した[325]。これを受けてクビライは近臣らに日本侵攻の是非を問うたという[325]。それに対して、洪茶丘の弟・洪君祥は「軍事は重大なことです。先に遣使し、これ（日本侵攻の是非）を高麗に問い、然る後に之を行うべきです」と進言したため、クビライはそれを了承した[325]。

高麗に遣わされた洪君祥は、7年間、元に勾留されていた漂着した日本人の護送を高麗に命じるとともに（第十二回使節）、日本侵攻の是非を高麗国王・忠烈王に問うた。忠烈王は「臣（忠烈王）は、既に不庭の俗（日本）に隣接しています。願わくば、当に自ら（日本を）致討し、僅かながら功労を立てます」と答えて、日本侵攻に積極的姿勢をクビライに示した。それを受けて、クビライは再び、戦艦の造船を高麗に命じる。ところが、この頃には相次ぐ造船により、すでに高麗では木材がほとんど尽きていたため、造船できるような状況では無かったという。
- 1294年（永仁2年・至元31年）1月、大元朝初代皇帝・クビライが没する。クビライが死去したことに伴い、高麗での造船は停止し、幾度も持ち上がっては消えた日本侵攻計画はようやく中止となった[408]。
- 1298年（永仁6年・大徳2年）、クビライの後を継いだ大元朝第2代皇帝・テムル（鐵穆耳）に対して、江浙省平章政事・イェスタル（也速答兒）が日本を征すことを願ったが、テムル（鐵穆耳）は「今は其の時に非ず。朕、おもむろに之を思わん」と述べてイェスタル（也速答兒）の進言を退けた。以後、元において日本侵攻計画が持ち上がることは無かった[409]。

### 第十三回使節
- 1299年（正安元年・大徳3年）、クビライの後を継いだ大元朝第2代皇帝・テムル（鐵穆耳）は、補陀禅寺の僧・一山一寧を正使として国書を託して日本へ派遣する[410]。この一団が元が日本へ派遣した最後の使節団となった。

一山一寧らが博多に至ると鎌倉幕府9代執権・北条貞時の命により、一山一寧らは鎌倉に連行され伊豆の修禅寺に留め置かれた。
後に一山一寧は徳の高い高僧であったことなどから日本側に厚遇をもって迎えられ、後に建長寺の住持や後宇多上皇の招きにより京都の南禅寺3世を務めるなどして1317年（文保元年・延祐4年）に日本で死去した。

### 瑠求侵攻と正安の蒙古襲来
- 1291年（正応4年・至元28年）9月、元は6,000人の大軍で瑠求（りゅうきゅう）に侵攻する計画をたて[412]、翌年の1292年3月、元は瑠求に武力侵攻[413]。クビライの後を継いだテムルは即位後の1297年9月に、再度瑠求へ侵攻。島民130人を拉致する。なおこの「瑠求」が琉球か台湾かについては諸説ある[414]。
- 1301年（正安3年・大徳5年）11月、薩摩国甑島の沖に異国船200隻が出現し、うち1隻から襲撃を受けている。これについては、元の艦隊が偶発的に同地に辿り着いて上陸を試みたものともされるが、正安の蒙古襲来とも呼ぶこともあり[414]、1292年・1297年の瑠求侵攻と関連したものとする説もある[414]。
- 1592年豊臣秀吉による文禄の役においては北元（韃靼）勢力下にあったオランカイに侵攻している。

## 影響

### 元・高麗側の状況と影響
浙江大学教授・王勇によれば、弘安の役で大敗を喫した元は、その海軍力のほとんどを失い、海防の弛緩を招いた。他方、日本では幕府の弱体化と御家人の窮乏が急速に進む中で浪人武士が多く現れ、それらの中から九州や瀬戸内海沿岸を根拠地に漁民や商人も加えて武装商船商団が生まれ、敗戦で海防力が弱体化していた元や朝鮮半島の沿岸部へ武力を背景に進出していったとする。
1292年（正応5年、至元29年）、日本の商船が貿易を求めて四明（現在の寧波）にやってきたが、検査により船内から武具が見つかり、日本人が武具を隠し持っていたことが発覚した。日本人による略奪の意図を恐れた元朝政府は都元帥府を設置して、総司令官・カラダイ（哈剌䚟）に海防を固めさせた。
1304年（嘉元2年、大徳7年）、江南に度重なって襲来するようになった日本武装商船に警戒し、千戸所を定海に設けて海防を強化させ、市舶司を廃して元の商人が海外に出ることを禁ずる禁海令を発布した。王勇は、このように、元が倭寇と日本人の復讐を恐れたため、閉関主義へと態度を変化させ日本との通交を回避するようになったとする。
また、高麗においても、二度に及ぶ日本侵攻（文永・弘安の役）及び第三次日本侵攻計画による造船で国内の木材が殆ど尽き、海軍力が弱体化したため、その後相次ぐ倭寇の襲来に苦戦を強いられる重要な原因となった。

### 日本脅威論の形成

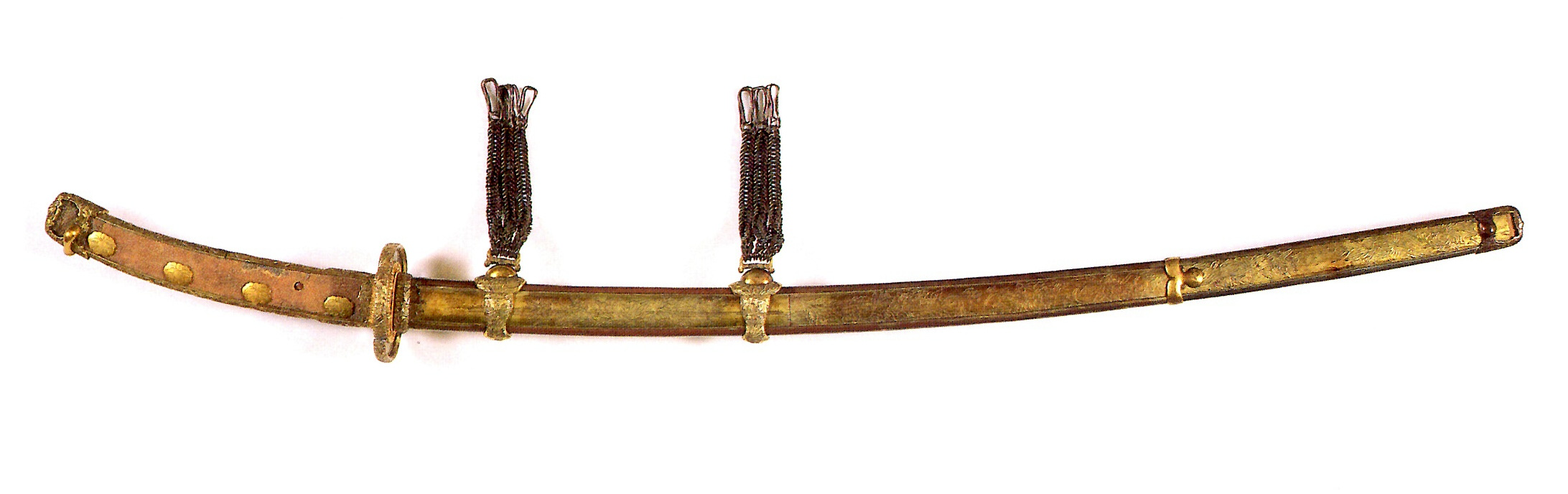
鎌倉時代の日本刀
『鍍金牡丹文兵庫鎖太刀』
異国降伏を祈願した鎌倉将軍家より厳島神社に奉納された日本刀。元寇では、日本刀は戦場で大きな力を発揮した。南朝遺臣の鄭思肖は日本刀を評して「倭刀はきわめて鋭い」と指摘し日本征服が難しい理由の一つに日本刀の存在を挙げ、クビライに仕えた王惲もまた元寇を受けて「刀は長くて極めて犀なるものを製り…」 と評すなど日本刀の鋭さに言及している。
重要文化財・厳島神社所蔵

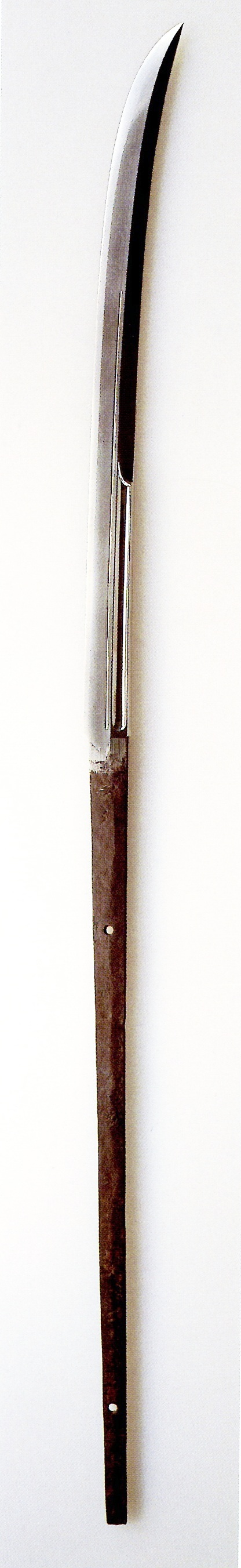
鎌倉時代の薙刀
『鉄蛭巻薙刀』
金・銀・鉄などを柄の部分に巻いたものを蛭巻という。鎌倉時代では戦場において槍は使用されておらず、薙刀が用いられていた。元寇に参戦した竹崎季長が描かせた『蒙古襲来絵詞』絵十二にも薙刀を持つ徒歩武者が描かれている。
誉田八幡宮所蔵

浙江大学教授・王勇は弘安の役での敗戦とその後の日本武装商船の活動によって中国における対日本観は大きく変化し、凶暴で勇猛な日本人像および日本脅威論が形成されていったと指摘している。
例えば、南宋遺臣の鄭思肖は「倭人は狠、死を懼（おそ）れない。たとえ十人が百人に遇っても、立ち向かって戦う。勝たなければみな死ぬまで戦う。戦死しなければ、帰ってもまた倭王の手によって殺される。倭の婦人もはなはだ気性が烈しく、犯すべからず。（中略）倭刀はきわめて鋭い。地形は高険にして入りがたく、戦守の計を為すべし」 と述べ、また元朝の文人・呉萊は「今の倭奴は昔（白村江の戦い時）の倭奴とは同じではない。昔は至って弱いと雖も、なお敢えて中国の兵を拒まんとする。いわんや今は険を恃んで、その強さは、まさに昔の十倍に当たる。さきに慶元より航海して来たり、艨艟数千、戈矛剣戟、畢く具えている。（中略）その重貨を出し、公然と貿易する。その欲望を満たされなければ、城郭を燔して居民を略奪する。海道の兵は、猝かに対応できない。（中略）士気を喪い国体を弱めるのは、これより大きなことはない。しかし、その地を取っても国に益することはなく、またその人を掠しても兵を強めることはない」 と述べ、日本征服は無益としている。
また、明の時代の鄭舜功が著した日本研究書である『日本一鑑』では、元寇について「兵を喪い、以って恥を為すに足る」と評すなど、後の時代にも元寇の記憶は批判的に受け止められていたことが窺える。
元寇の敗戦を通してのこういった日本軍将兵の勇猛果敢さや渡海侵攻の困難性の記憶は、後の王朝による日本征討論を抑える抑止力ともなった。元の後に興った明による日本征討論が、初代皇帝・朱元璋（洪武帝）、第3代皇帝・永楽帝、第12代皇帝・嘉靖帝の時の計3回に渡って議論された。
そのうち、朱元璋は軍事恫喝を含んで、明への朝貢と倭寇の鎮圧を日本の懐良親王に要求した。ところが懐良親王は、もし明軍が日本に侵攻すれば対抗する旨の返書を送って朱元璋の要求を受け付けなかった。この返書に激怒した朱元璋であったが、クビライの日本侵攻の敗北を鑑みて日本征討を思い止まったという。

### 日本側の状況と影響
文永の役後、幕府は石築地の建設や輪番制の異国警固番役の設置など博多湾の防備を強化したが、しかしこの戦いで日本側が物質的に得たものは無く、恩賞は御家人たちを不満にしたとされる。竹崎季長は鎌倉まで赴いて直接幕府へ訴え出て、恩賞を得ている。
弘安の役後、幕府は元軍の再度の襲来に備えて御家人の統制を進めたが、この戦争に対しても十分な恩賞給与がなされなかった。また、九州北部周辺へ動員された異国警固番役も鎌倉時代末期まで継続されたため、戦費で窮迫した御家人達は借金に苦しむようになった。幕府は徳政令を発布して御家人の困窮に対応しようとしたが、御家人の不満は解消されなかった。また、鎌倉幕府が女性の所領知行を制限・禁止する方針を明確にしていくことになったのは、元寇に対する異国警護体制の維持と関係しているとする見方もある。これは中世後期以降の父系嫡系単独相続や近世近代の家父長制における女性の無権利状態が成立していく背景として無視し得ないと考えられている。
貨幣経済の浸透や百姓階層の分化とそれに伴う村落社会の形成といった13世紀半ばから進行していた日本社会の変動は、元寇の影響によってますます加速の度合いを強めた。借金が棒引きされた御家人も、後に商人が徳政令を警戒し御家人との取引・融資等を極端に渋るようになったため、結果的に資金繰りに行き詰まり没落の色合いを見せるようになった。そして、御家人階層の没落傾向に対して新興階層である悪党の活動が活発化していき、御家人らの中にも鎌倉幕府に不信感を抱くものが次々と登場するようになった。これらの動きはやがて大きな流れとなり、最終的には鎌倉幕府滅亡の遠因の一つとなったのである。

#### 宗教・思想への影響

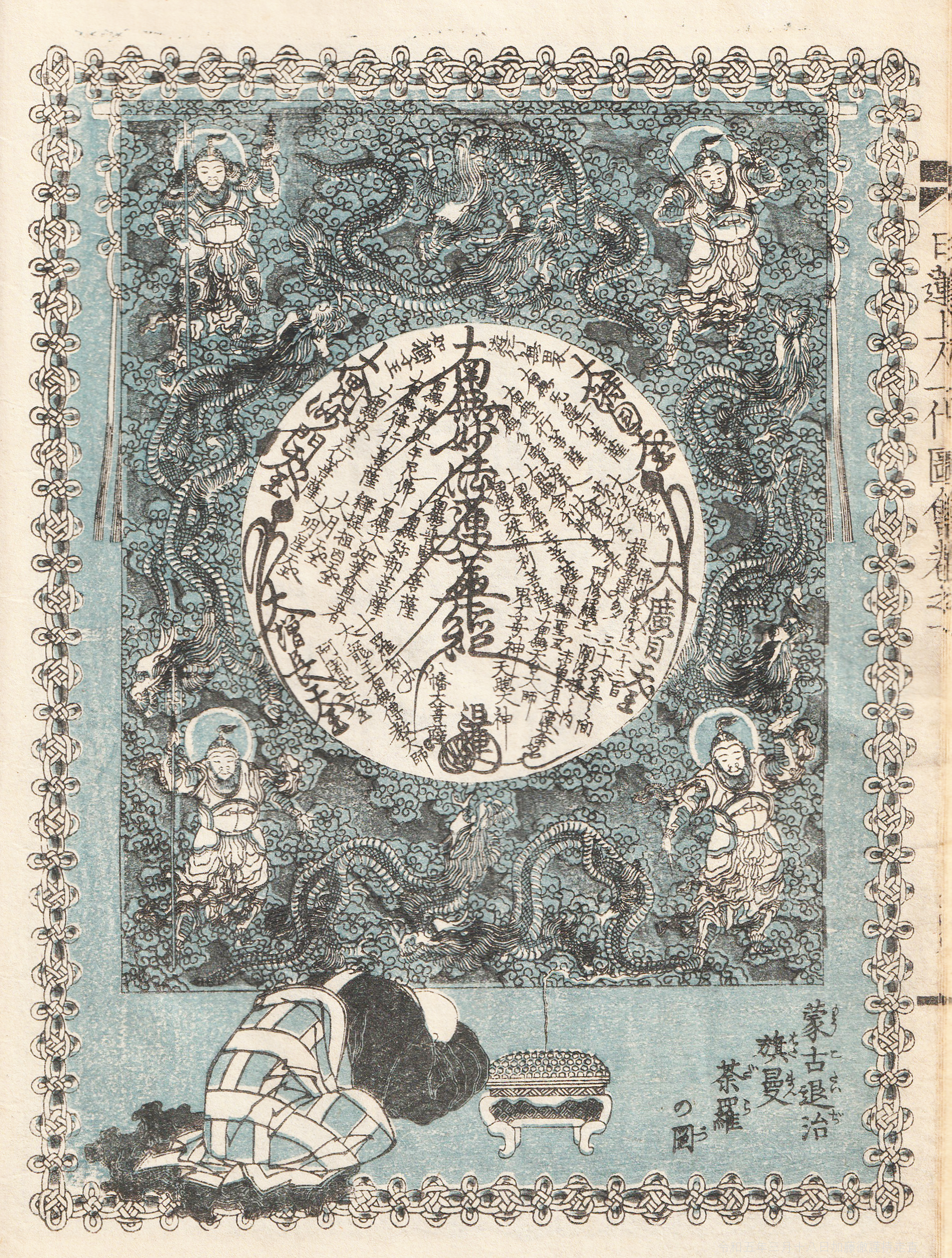
蒙古退散を祈る日蓮。葛飾為斎・画

日蓮は、外国の侵攻という『立正安国論』における自己の予想の的中として元寇を受け止め、『妙法蓮華経（法華経）』の行者としての確信をますます強めた。浄土教を民間に広めた一遍の踊念仏にみられる熱狂の背景に、元寇の脅威による緊迫感・終末感があったという見解もある。
この当時、神仏の国土守護の存在意義が社寺側によって宣伝され布教に利用された。各地の社寺縁起では、朝鮮半島を征服したとされる神功皇后の三韓征伐が想起され、日本の軍事力や神々の力の優越性が主張された。同時に、外国とりわけ元寇で主要な役割を果たした高麗が存在した朝鮮半島は征伐される悪人の地として位置付けられた。

#### 伝承
その後の日本では、元寇の際、蒙古・高麗軍が日本を襲い虐殺を行ったことから、「蒙古・高句麗の鬼が来る」といって怖れたため、転じて恐ろしいものの代名詞として子供の躾けなどで、「むくりこくり、鬼が来る」と脅す風習などとなり、妖怪に転じて全国に広がった。モッコの子守唄（青森県木造町）のように「泣けば山がらモッコくるね、泣がねでねんねしな」などと、昔の元寇の記憶を子守唄にしたものなど、上記の残虐行為への恐怖を証明する民間伝承は全国に存在する。

## 軍事
かつては元軍の集団戦術、いわゆる組織戦闘に対して、当時の日本側は一騎討ちを基本とした戦い方をしていたと言われていた。また元軍は『八幡愚童訓』によれば毒矢・てつはう（鉄火砲）など、日本側が装備しない武器を活用したことにより、各地で日本軍は圧倒されたと言われていた。しかし、現在の研究では双方共に被害を出していることが判明していることから、実際は日本側も集団戦術を取っていたと考えられている。

### 集団戦法・一騎討ち

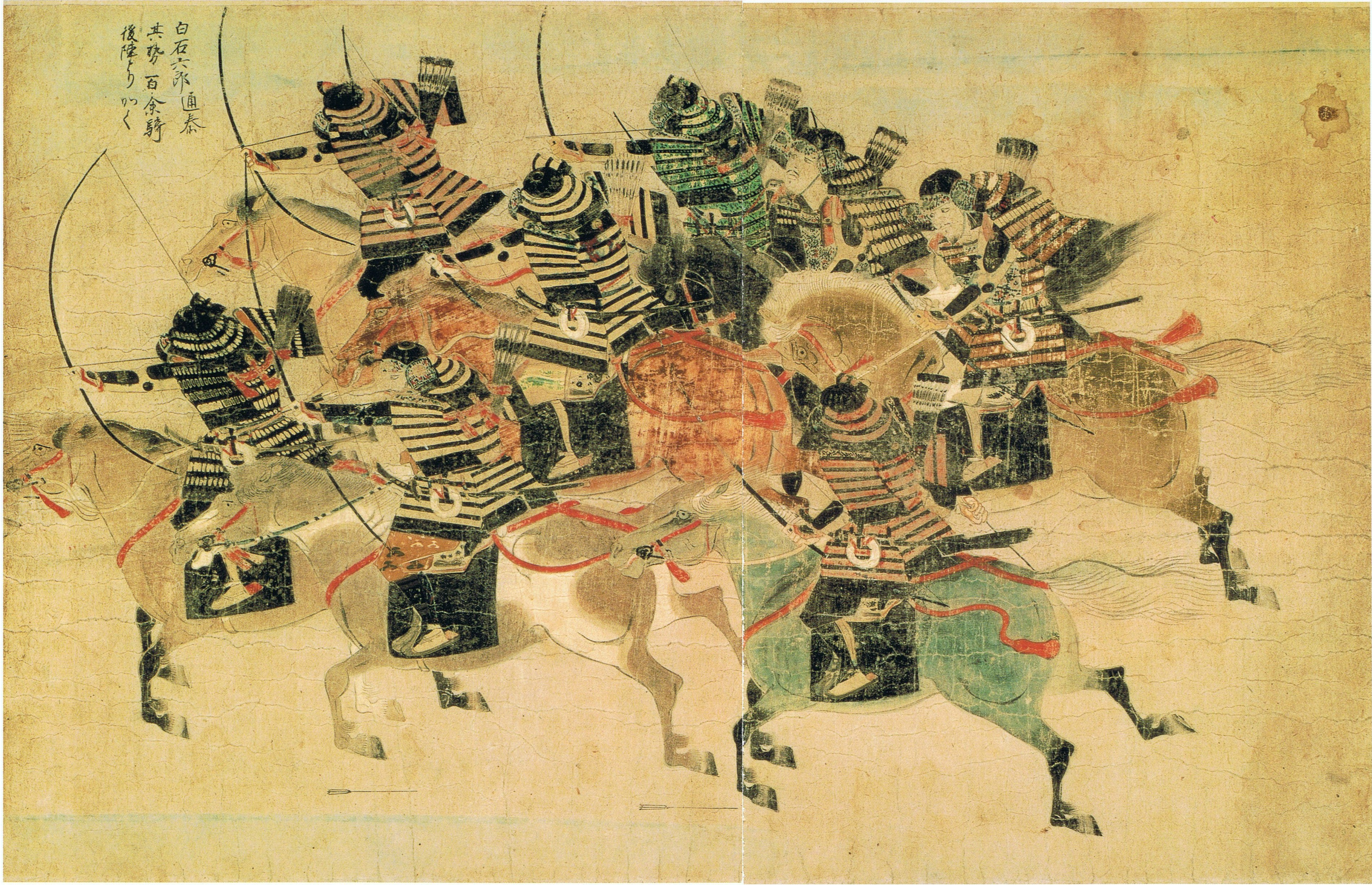
騎兵を密集させて集団で突撃する日本軍。クビライに仕えた王惲も武士の様子を「騎兵は結束す」 と記している。
『蒙古襲来絵詞』前巻・絵5・第17紙

『八幡愚童訓』に記されているように、多くの書籍で元軍の集団戦法の前に一騎討ち戦法を用いる日本軍は敗退したと書かれている。しかし、『八幡愚童訓』は後世に記された宗教書であり、八幡神の化身の登場によって元軍を破ったことを強調しており、そのために日本軍が戦闘で一騎討ちなど稚劣な戦闘法で敗北したかのような記述になっているとの見解がある。
一騎討ちに関しては、元寇に参戦した肥後国御家人・竹崎季長が描かせた『蒙古襲来絵詞』絵五に描かれているように、陸戦においては日本の武士たちが騎兵を密集した一団となって集団で戦闘が行われている様子が描かれており、一騎討ちを挑む武士は全く描かれていない。また、文永の役の元軍の博多湾上陸に際しては、日本軍の総大将・少弐景資は、赤坂から博多に進出してくる元軍を待ち受けるよう全軍に指示し、元軍が進出してきた後、元軍に集団で一斉に騎射攻撃を加える作戦を立てていた。このように、特別な場合を除いて一騎討ちは行われておらず、一騎討ちは武士の通常の戦闘方法ではない。武士団ごとにまとまって戦っていたと考えられている。
また、元朝の官吏・王惲は、元寇の際の武士の様子をその記事『汎海小録』において「兵杖には弓刀甲あり、しかして戈矛無し。騎兵は結束す。殊に精甲は往往黄金を以って之を為り、珠琲をめぐらした者甚々多し、刀は長くて極めて犀なるものを製り、洞物に銃し、過。但だ、弓は木を以って之を為り、矢は長しと雖えども、遠くあたわず。人は則ち勇敢にして、死をみることを畏れず」 と記しており、武士が騎兵を結束させて集団で戦っていたことを指摘している。
『元史』においても、日本の特性について「たとえ風に遇わず、彼の国の岸に至っても、倭国は地広く、徒衆が多い。彼の兵は四集し、我が軍に後援はない。万が一戦闘が不利となり、救兵を発しようと思っても、ただちに海を飛んで渡ることはできない」 とあり、一騎討ち戦法ではなく、日本が大軍を擁しており、上陸した場合四方から元軍に攻撃を仕掛けてくることを元朝政府が警戒している様子が記されている。

### てつはう

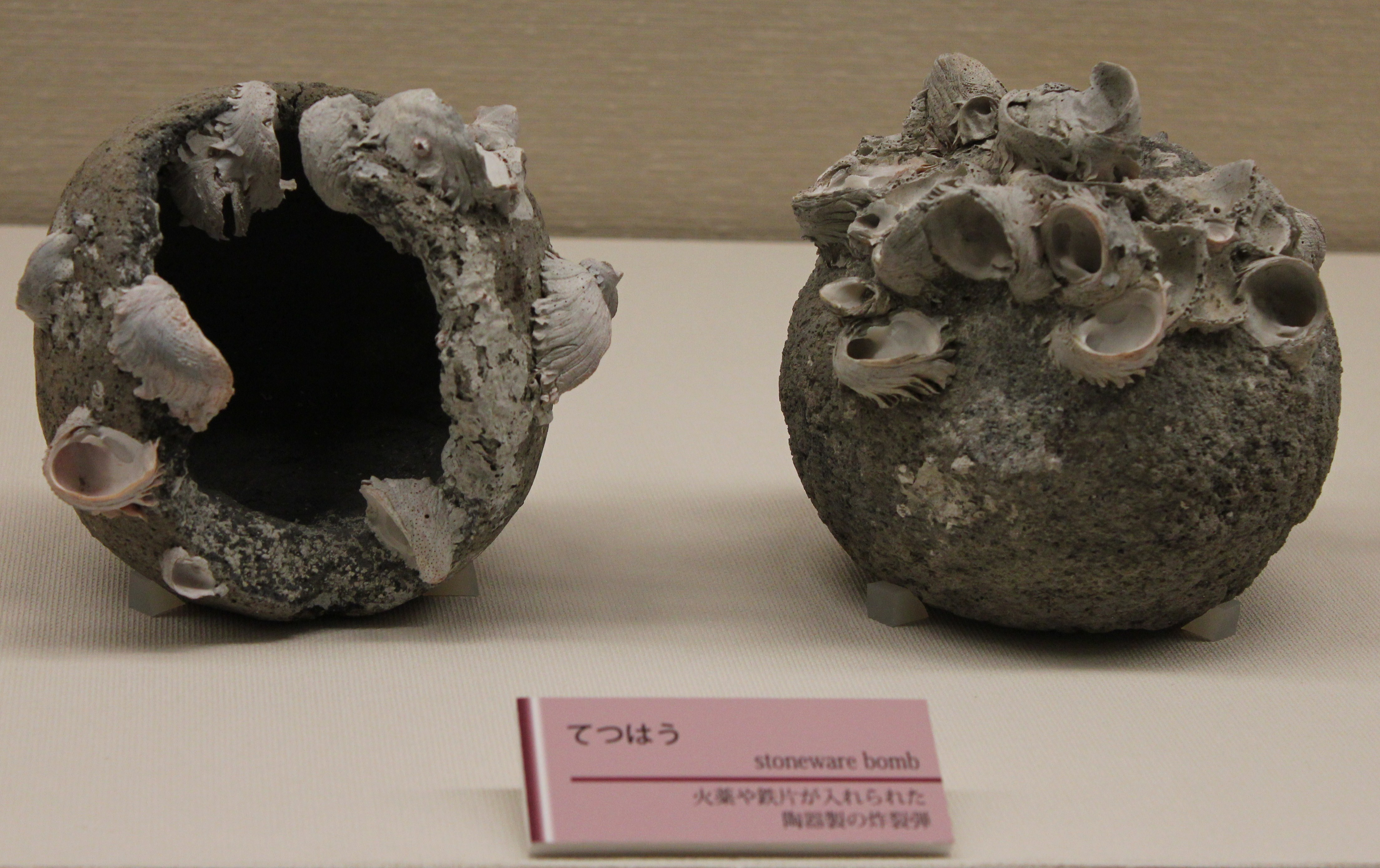
てつはう
松浦市立鷹島歴史民俗資料館所蔵

正式には震天雷や鉄火砲（てっかほう）と呼ばれる手榴弾にあたる炸裂弾である。容器には鉄製と陶器製があり、容器の中に爆発力の強い火薬を詰めて使う。使用法は導火線に火を付けて使用する。形状は球型で直径16-20 cm、総重量は4-10 kg（約60%が容器の重量、残りが火薬）ある。
2001年（平成13年）、長崎県の鷹島海底から「てつはう」の実物が2つほど発見され、引き揚げられた。一つは半球状、もう一つは直径4cmの孔が空いた直径14cmの素焼物の容器で重さは約4kgあった。なお、この「てつはう」には鉄錆の痕跡もあったことから、鉄片を容器の中に入れ、爆発時に鉄片が周囲に撒き散り殺傷力を増したとも考えられる。
歴史学者・帆船学者の山形欣哉によると、「てつはう」の使用方法や戦場でどれだけ効果があったかは不明な点が多いとしている。理由としては、「てつはう」は約4kgもあり、手投げする場合、腕力があるものでも2、30mしか飛ばすことができず、長弓を主力武器とする武士団との戦闘では近づくまでに不利となる点を挙げている。
「てつはう」をより遠くに飛ばす手段として、襄陽・樊城の戦いの攻城で用いられた回回砲（トレビュシェット）や投石器がある。しかし、山形欣哉は投石器を使用する場合、多くの人数を必要とし連続発射ができないなどの問題点もあったとしている。例えば、後の明王朝の時代ではあるが、「砲」と呼ばれる投石器は、一番軽い1.2kgの弾を80m飛ばすのに41人（1人は指揮官）も要した。したがって、組立式にし日本に上陸して組み立てたとしても、連続発射はできなかったものとみられ、投石機を使用したとしても「てつはう」が有効に機能したとは考えられず、投石器を目指して武士団が突進した場合、対抗手段がないとしている。

### 和弓と蒙古弓

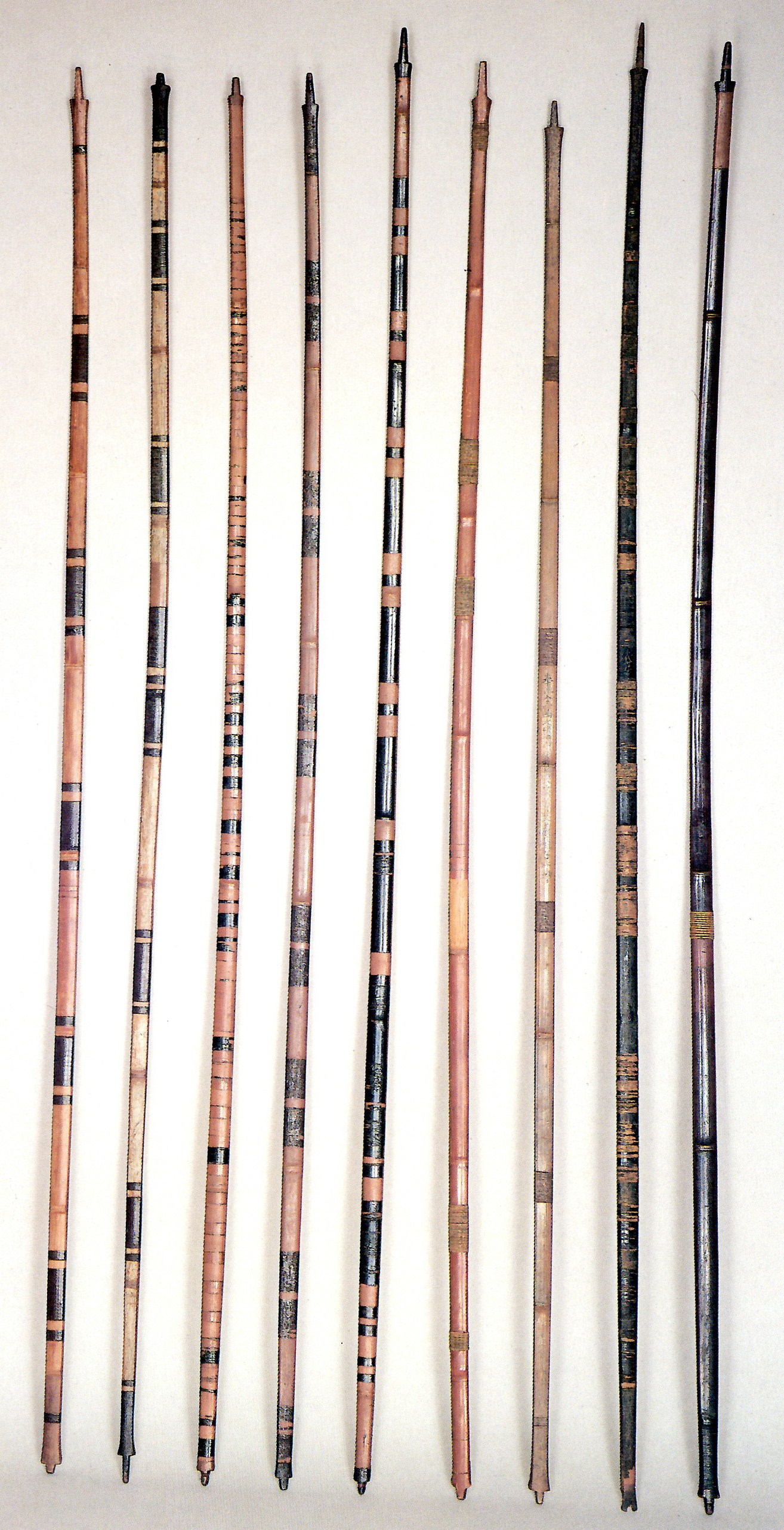
和弓
鎌倉時代～南北朝時代
重要文化財・大山祇神社所蔵

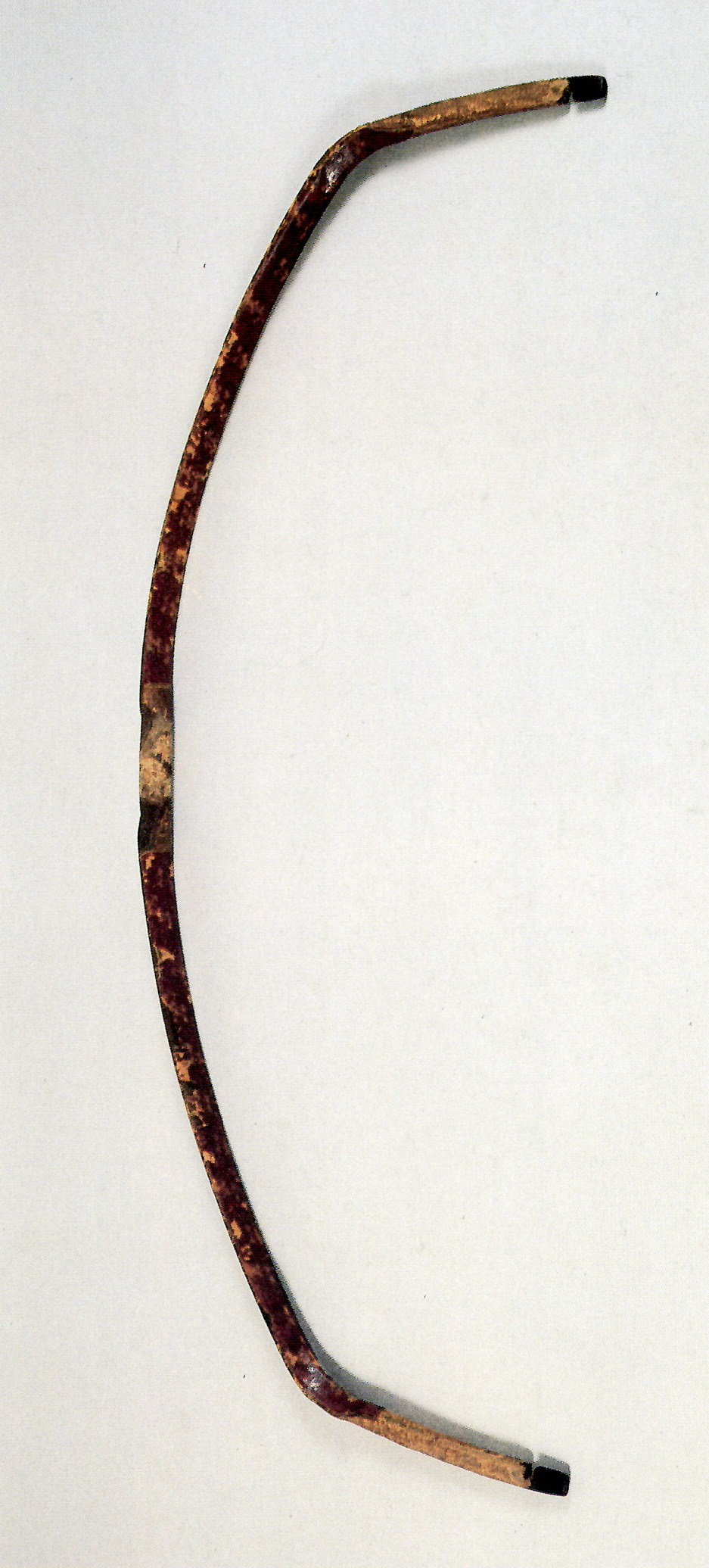
蒙古弓
河野通有奉納『鯨鬚張半弓』
重要文化財・大山祇神社所蔵

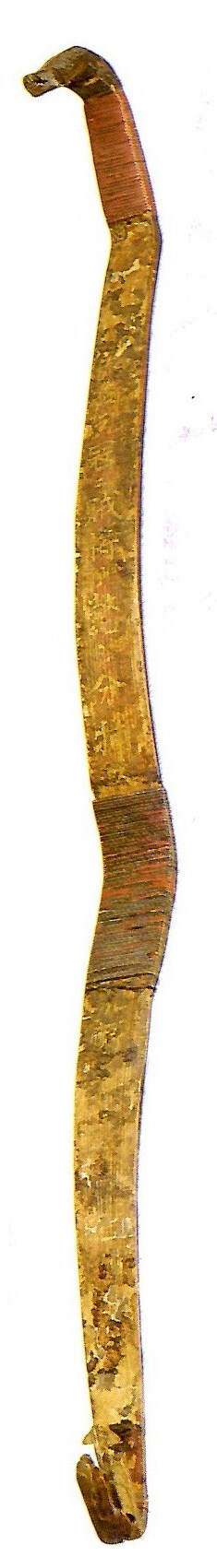
蒙古弓
全長64cm
弓の裏面に「元寇ニ賊将ヲ斃シ分捕ス」という文字が刻まれている。
元寇史料館所蔵

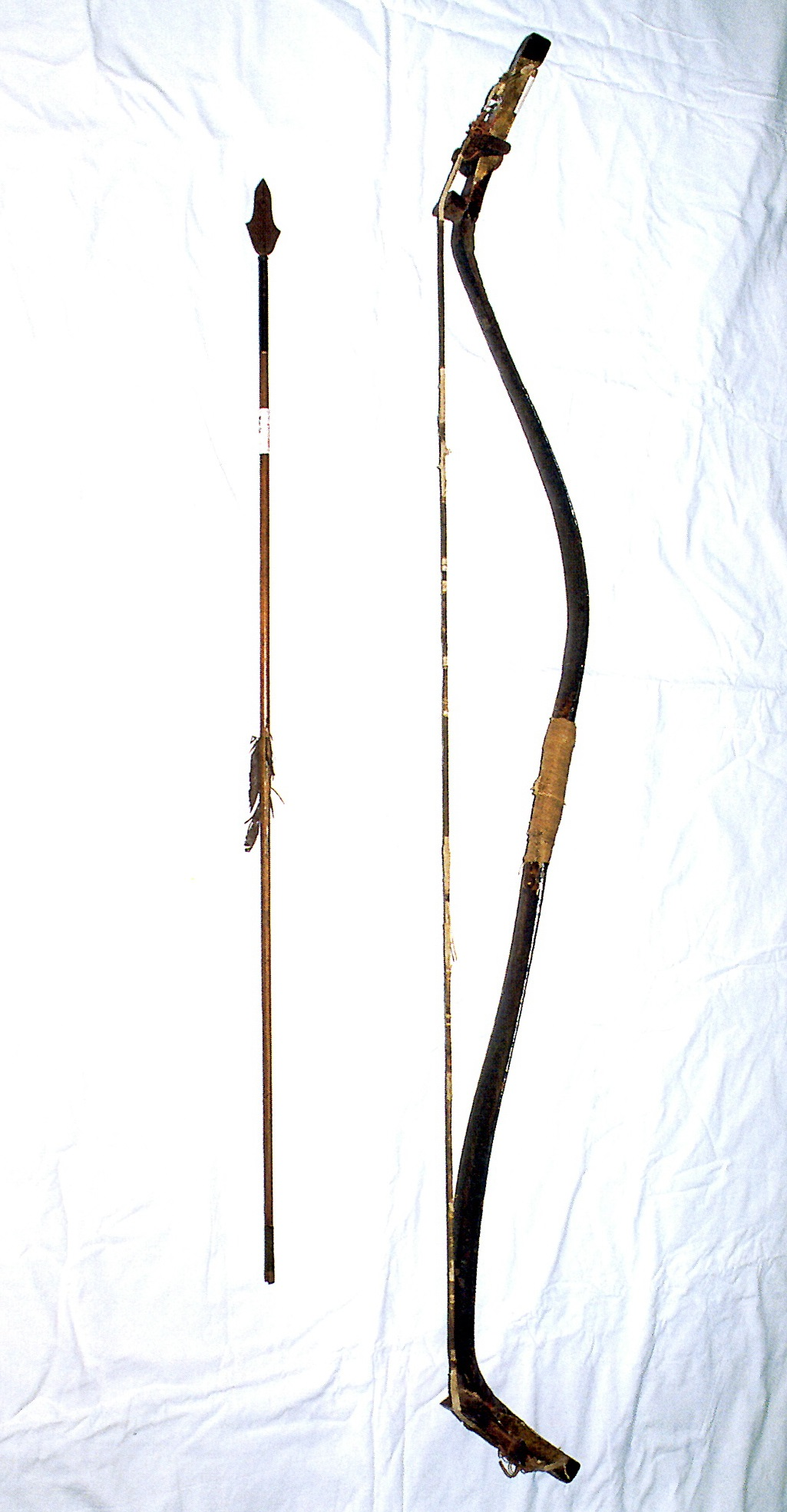
蒙古弓と蒙古矢
筥崎宮所蔵

和弓の第一の特徴は、弓が約2.2mもあり世界最大の長弓であったことにある。長弓であることは矢を引く長さ（矢尺）を伸ばし弓矢の威力が増大することを意味し、現存している鎌倉時代の矢から80-90cm前後の矢尺を引いたと推測される。
第二の特徴は弓を握る位置にある。日本以外の弓では握りの位置が弓の中央であるのに対して、和弓は上から2/3の中央より下の方を握るようになっており、短下長上という構造になっていた。これは弥生時代には確認できる日本独特の弓の特徴であった。中央より下方を握ることで以下の利点があった。同一の弓でも弓力（弓が矢を放つ力）が増大すること。短下長上という構造上、矢の角度が仰角となり、結果、射程をより長くできた。さらに弓幹の振動がこの握りの近辺では少なく、操作しやすいことなどが挙げられる。
第三の特徴としては「弓返（ゆがえ）り」といわれるものがある。これは、矢が発射された直後に、弓を握る左手の中で、弓が反時計回りにほぼ1回転することをいう。これも日本独特のものであり、鎌倉期〜南北朝期の射術の進歩、弓の改良によって新しく起こった現象である。この「弓返り」により、弓の復元力（弓が矢を発射する前の本来の形状に戻ろうとする力）は速さを増し、矢はさらに加速され威力を増した。ただし、実戦では矢の連射性を重視したため、復元に手間が掛かる「弓返り」はさせなかった。
一方、蒙古弓は、長さが1.5m〜0.6mで短弓である。弓は牛の角と腱と木を組み合わせて作られている。弓全体の芯となっているのは木であり、弓の弦側には圧縮に強い牛の角を加工したものを張り付け、その反対側には伸張に対して強度のある腱を張り付けてある。そして、弓全体を接着力強化のため樹皮で巻き、また湿気予防のために塗料が塗られた。また、弓は弦を外すと反対側に大きく反る形に作られており、矢の速度および飛距離が増すよう工夫されている。矢の先には鏃が付けられ、その形状には各種ある。弓の弦は鹿（アンテロープ）の首の皮で作られ、丈夫にできている。
なお、和弓と蒙古弓についてそれぞれ言及されている史料もあり、日本側の史料『八幡愚童訓』によると「蒙古か矢、みしかしといへとも、矢のねに毒をぬりたれは、ちともあたる処、とくに氣にまく…」とあり、一方、元側の史料の『汎海小録』によれば和弓ついて「弓（和弓）は木によって作られ、矢は長いが遠くには届かない」 とある。

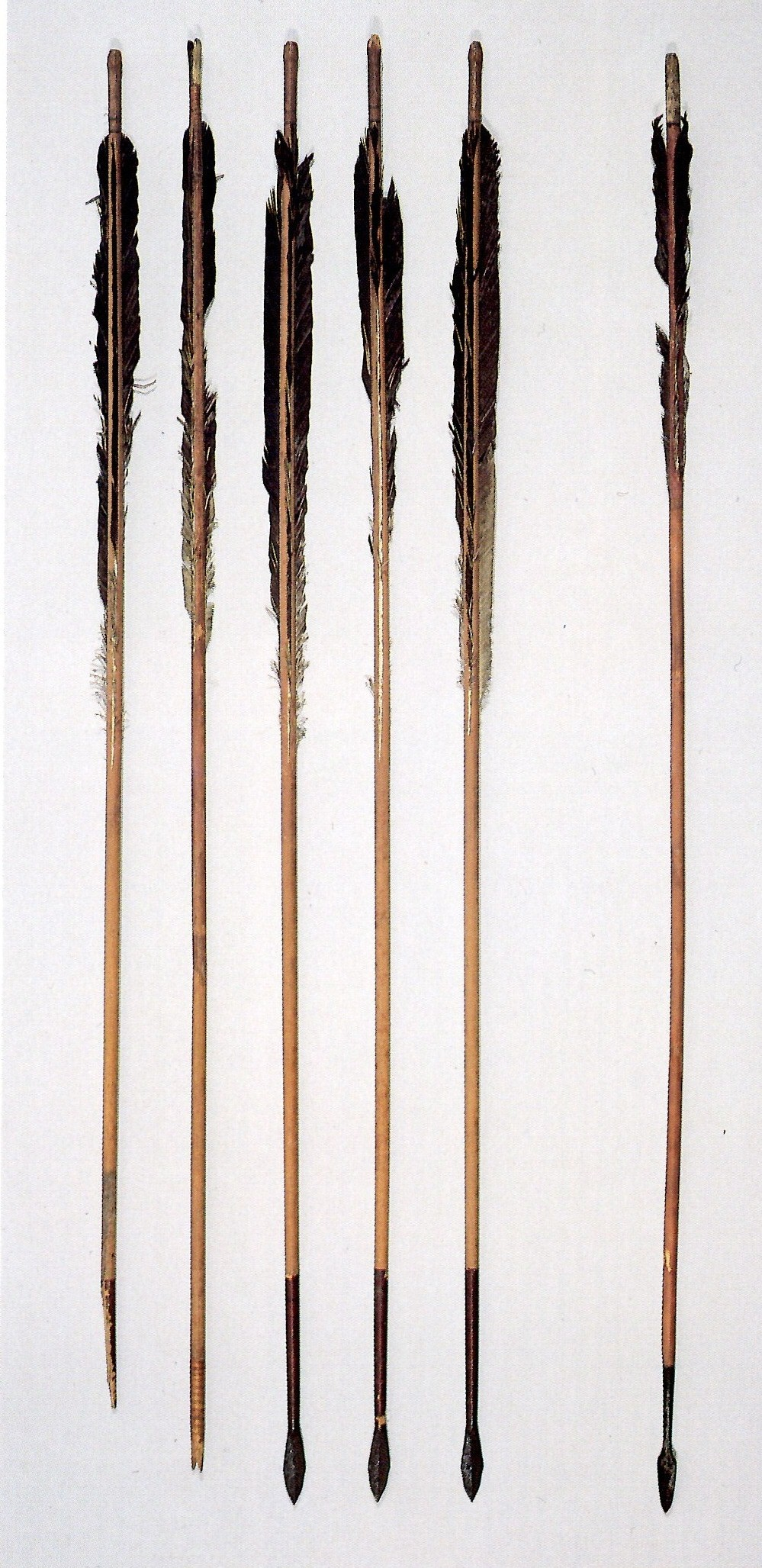
蒙古矢 河野通有奉納『木篦箭』 重要文化財・大山祇神社所蔵
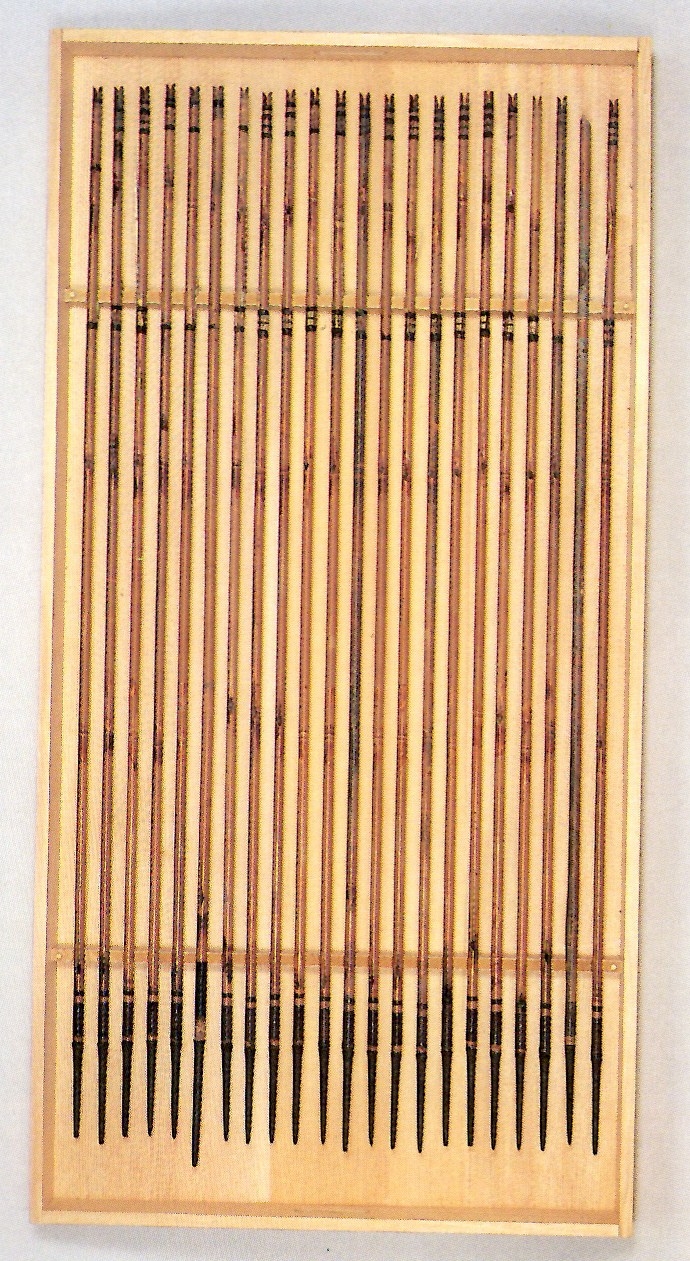
日本の矢「征箭」 鎌倉時代～南北朝時代 重要文化財・大山祇神社所蔵
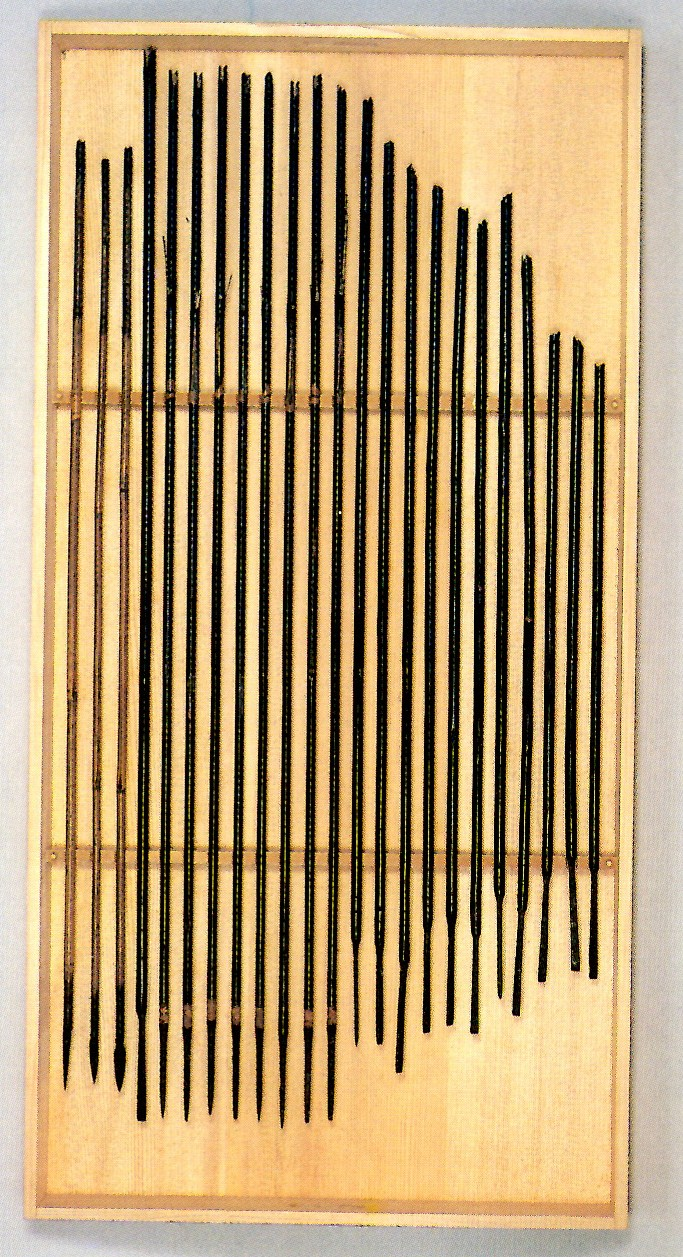
日本の矢「征箭」 鎌倉時代～南北朝時代 重要文化財・大山祇神社所蔵
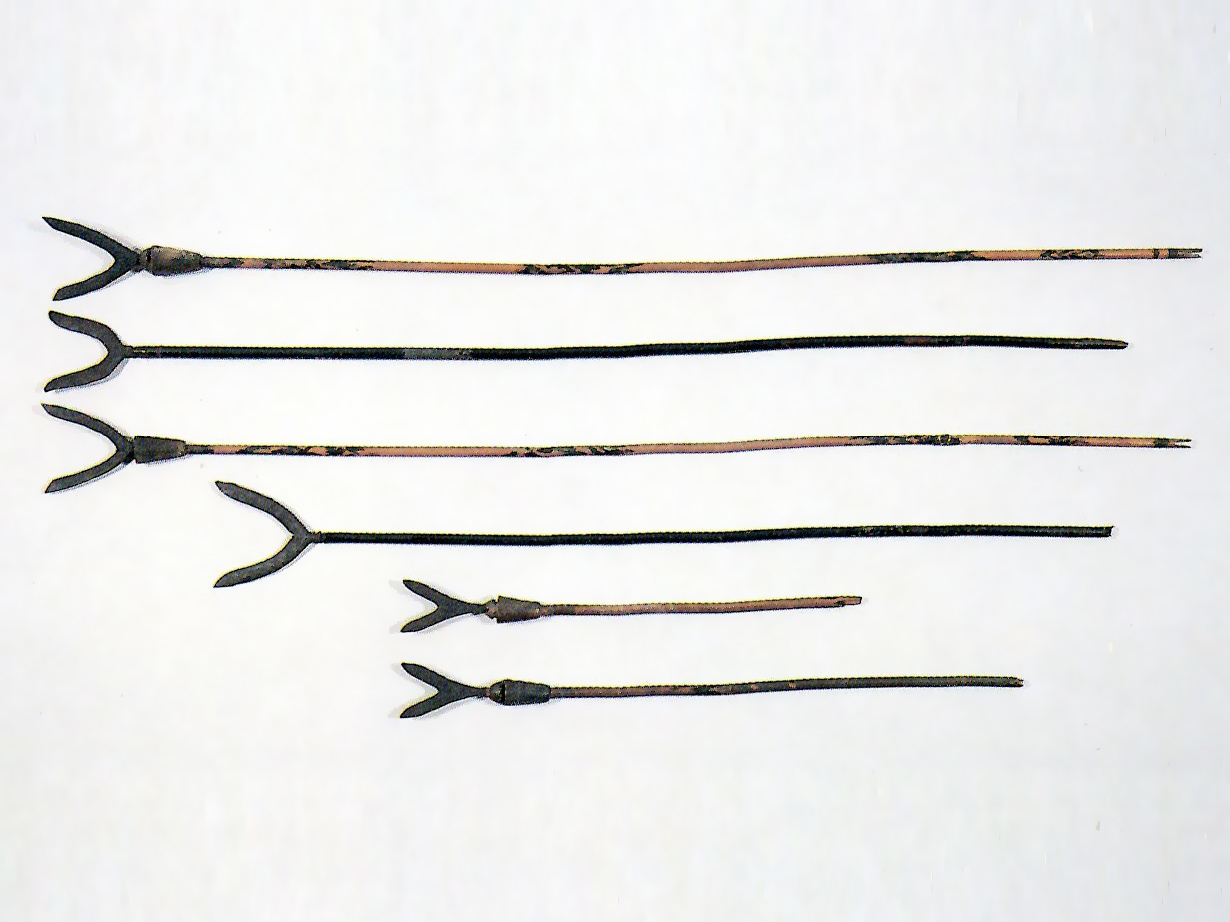
日本の矢「雁股箭」 鎌倉時代～南北朝時代 重要文化財・大山祇神社所蔵
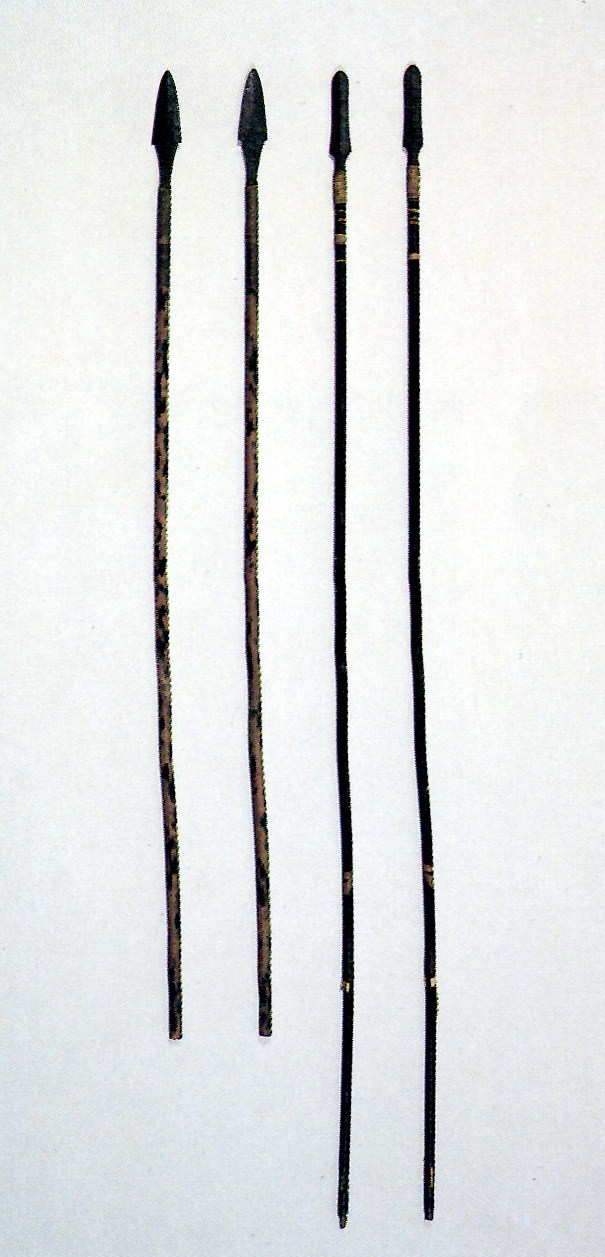
日本の矢「中差箭」 鎌倉時代～南北朝時代 重要文化財・大山祇神社所蔵

### 騎馬兵

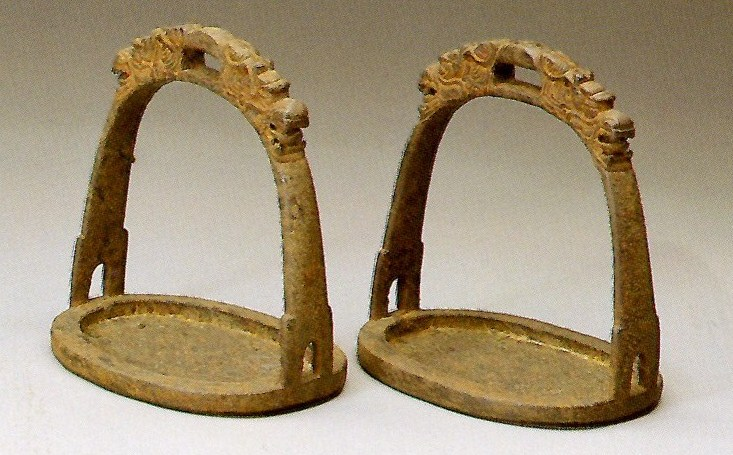
モンゴル型馬具（鐙）
高さ16cm、直径15cm、重さ3kg
元軍は多民族連合軍であったが、この鐙（あぶみ）はモンゴル独自の鬼紋が確認できるため、この鐙を使っていたのはモンゴル人であったと思われる。
元寇史料館所蔵

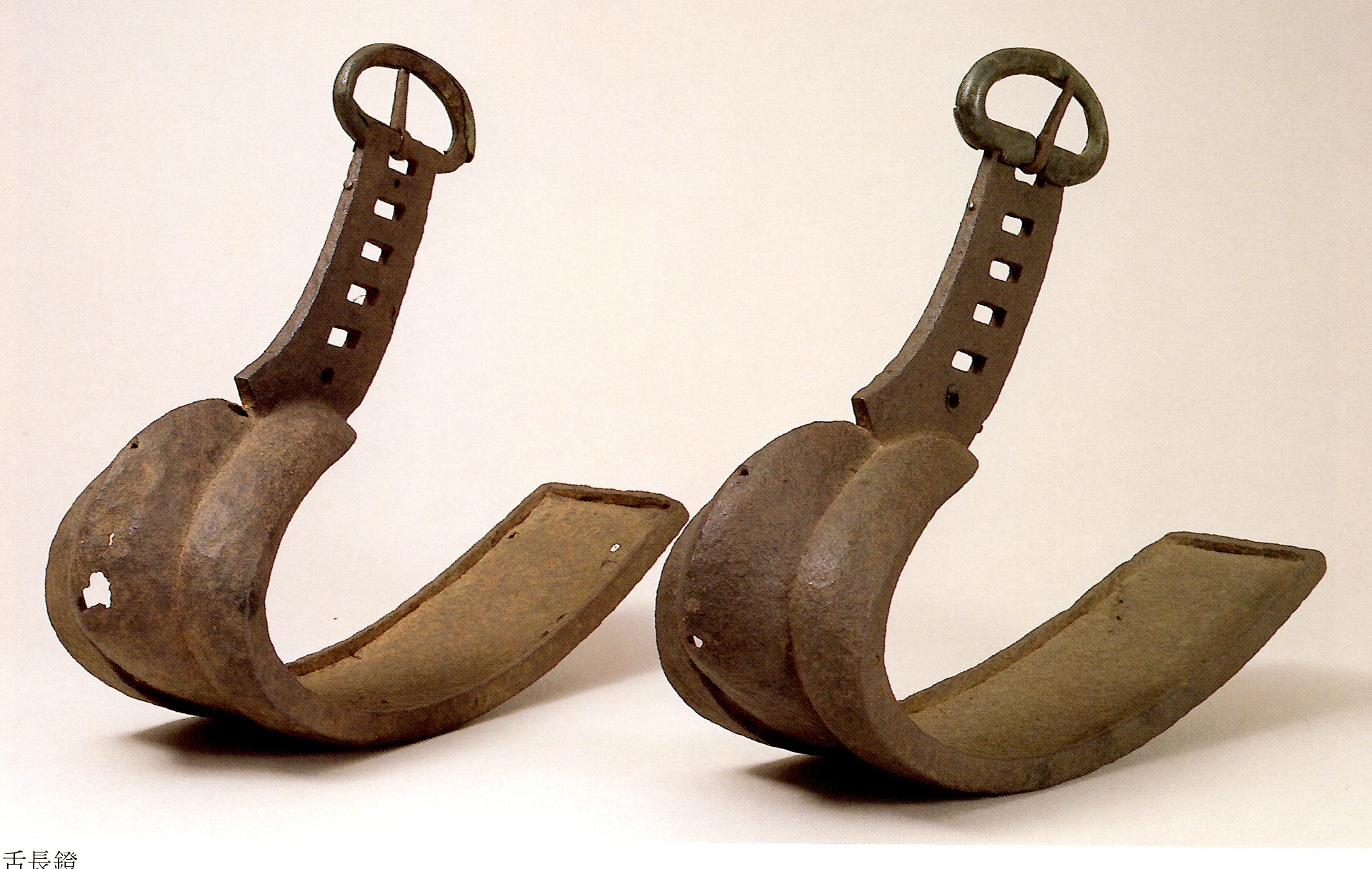
鎌倉時代の日本の鐙
『舌長鐙』
踵を踏みつけ易い形状で、日本の軍事スタイルである長弓による騎射に適したものであった。この舌長鐙は鎌倉時代に流行した。なお、この型の鐙は日本以外ではみられず、日本独自に発展した鐙であった。
東京国立博物館所蔵

文永の役で元側が馬を戦場で使用したことは『蒙古襲来絵詞』や『八幡愚童訓』からも窺え、『高麗史』にも高麗南部に日本侵攻に用いる軍馬のための糧秣を配給するアウルク（奥魯）が設置されていることからも、軍馬が文永の役で使用されたことは間違いないが、正確な軍馬の数は不明。
『蒙古襲来絵詞』絵八の麁原に陣を布く元軍の騎乗率は約17%で『八幡愚童訓』でも元軍の左副都元帥劉復亨と思われる人物の共廻りの記述に「十四五騎うちつれ、徒人七八十人あひ具して…」 とあり、騎乗率を約15〜17%ほどとしている。なお、室町時代に日朝が著した日蓮の『立正安国論』の注釈書『安国論私抄』（文明11年、1478年擱筆）第一巻「蒙古詞事」（の「文永十一年蒙古責日本之地事」）には「或記云」として、文永の役での日本軍の捕虜となった元兵の証言によれば、元軍の構成は軍船の総数が240艘で、1艘につき兵300人、水夫70人、軍馬5匹であったとしている。
また、対する日本軍は、陸戦においては騎兵を密集させた集団で戦っていた。そのことは、クビライに仕えた王惲が日本軍の様子を「騎兵は結束す」 と記していることや『蒙古襲来絵詞』絵五に騎兵を密集させて突撃する日本軍の様子が描かれていることからも窺える。
なお、両軍が使用した軍馬は、日本在来馬とモンゴルのモウコウマともに体高としては120〜140cmほどであり、体格に差は無かった。

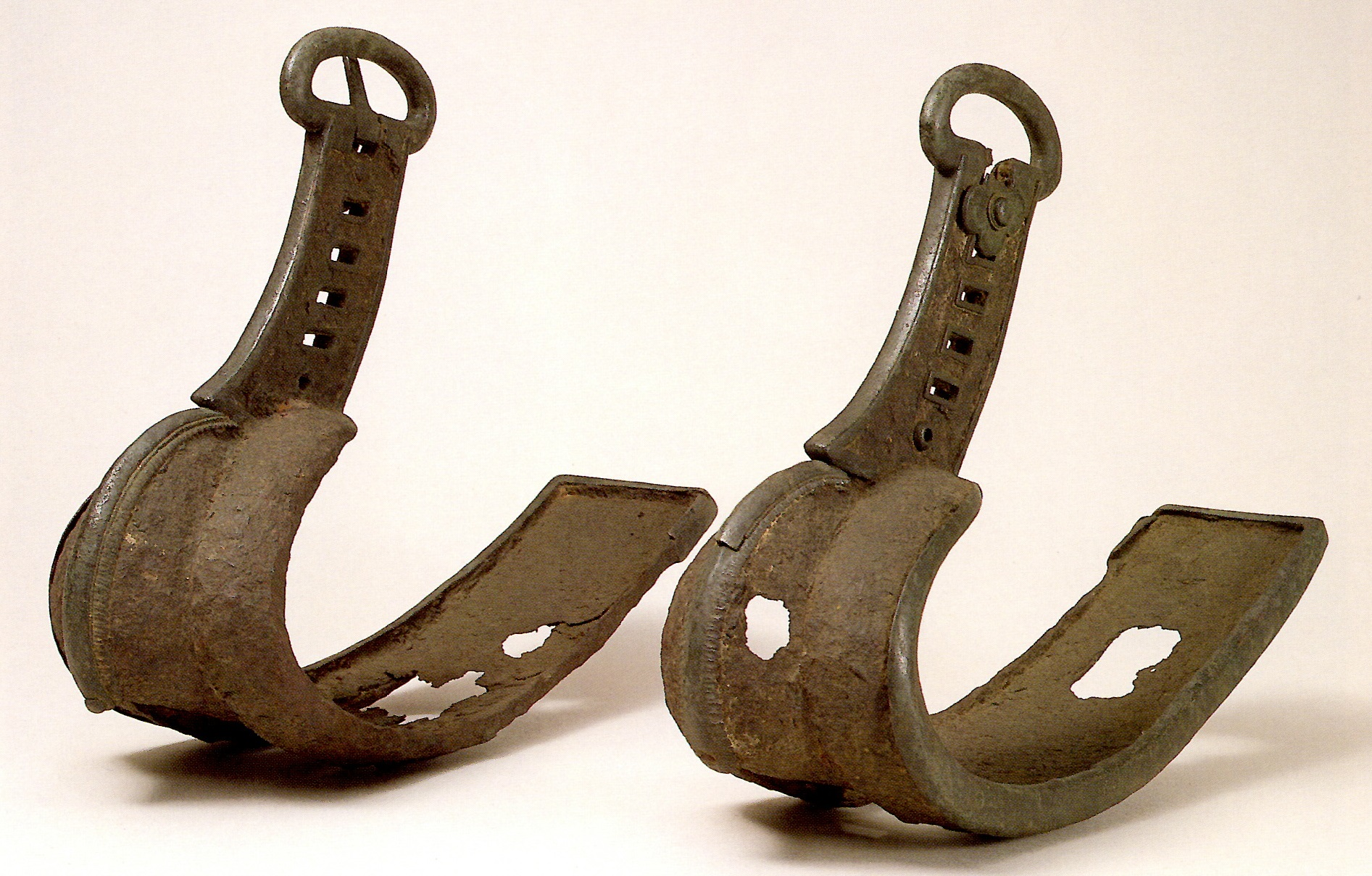
鎌倉時代の日本の鐙 東京国立博物館所蔵
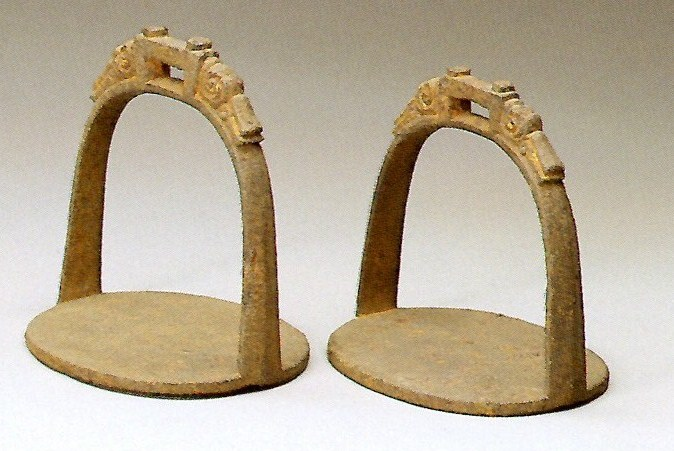
モンゴル型馬具（鐙） 高さ14cm、直径13.5cm、重さ2kg 元寇史料館所蔵
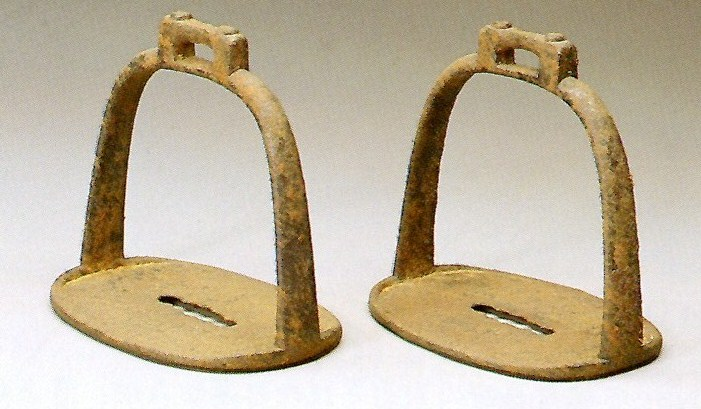
モンゴル型馬具（鐙） 高さ14.5cm、直径14.5cm、重さ2kg 元寇史料館所蔵
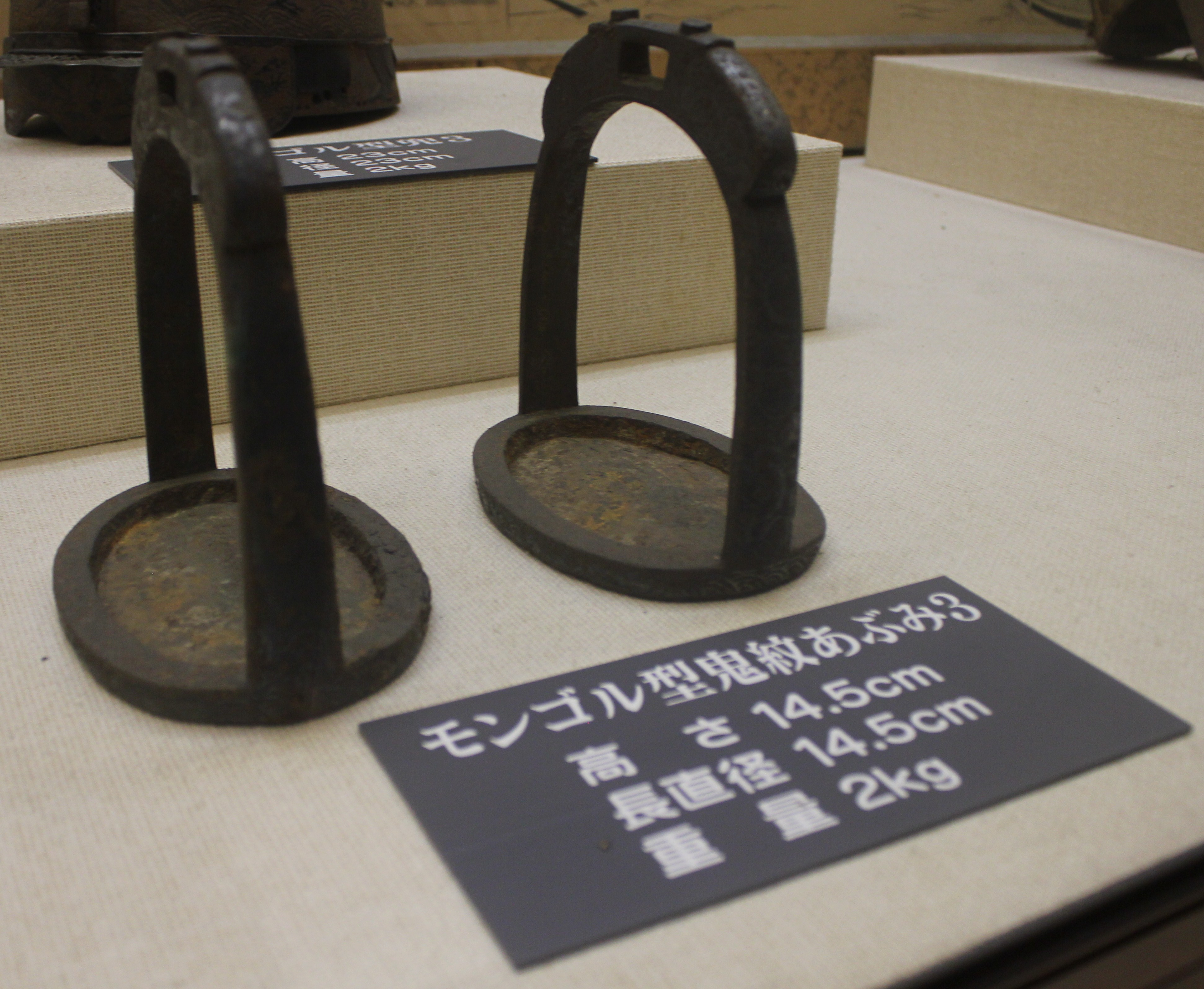
モンゴル型馬具（鐙） 高さ14.5cm、直径14.5cm、重さ2kg 元寇史料館所蔵
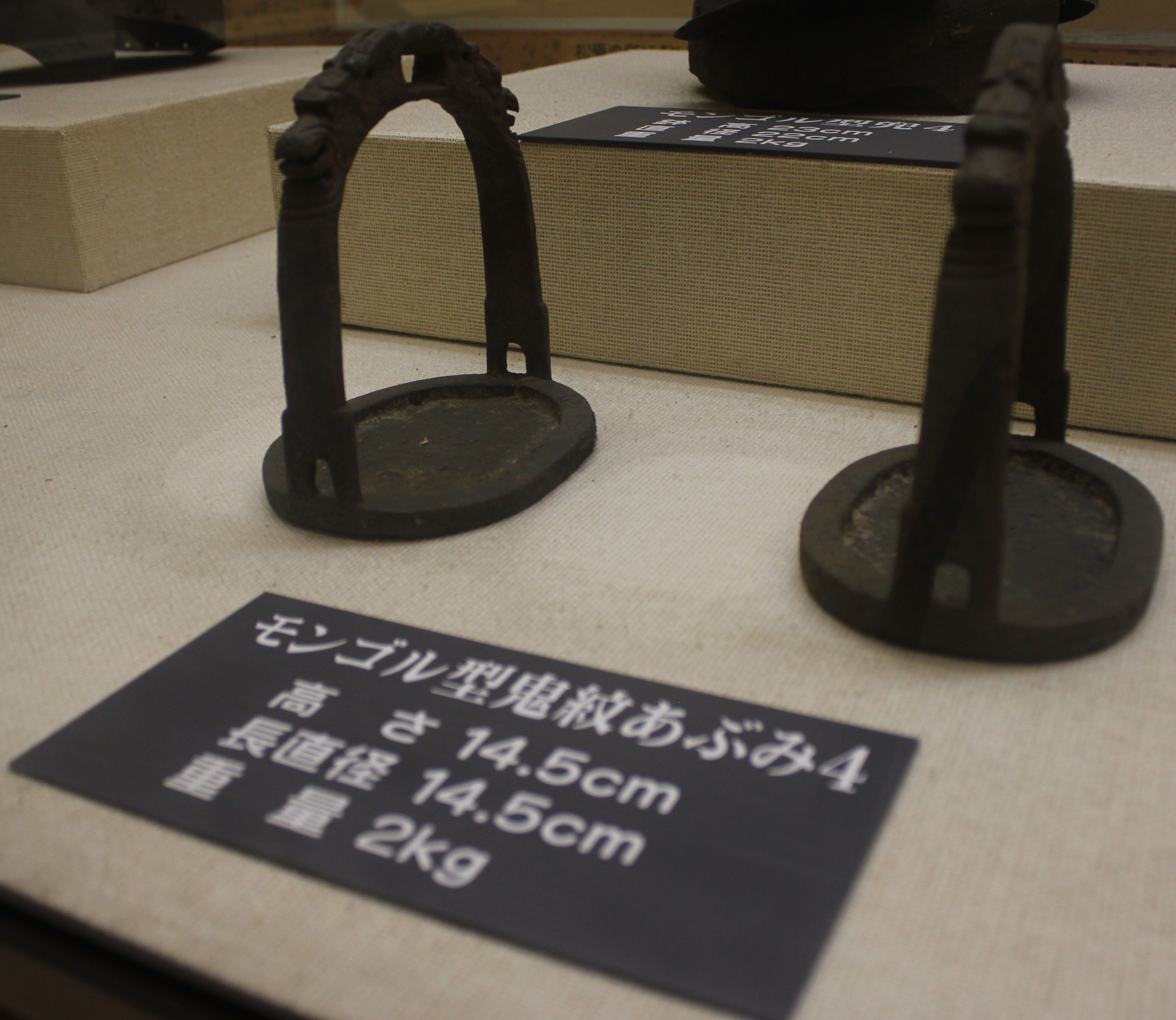
モンゴル型馬具（鐙） 高さ14.5cm、直径14.5cm、重さ2kg 元寇史料館所蔵

### 元軍船
文永の役の元軍船
元軍が撤退中に暴風雨を受けた文永の役においては、高麗は軍船を建造するのに「蛮様」（南宋様式）の船（竜骨を持ち、隔壁構造の船）にしたのでは建設費がかさみ期限には間に合わないので、高麗様式の船を造船したとされており、軍船の準備が整っているので日本を征服しましょうとの忠烈王によるクビライへの進言は実態とまったく異なることであったことが記されている。
弘安の役の元軍船

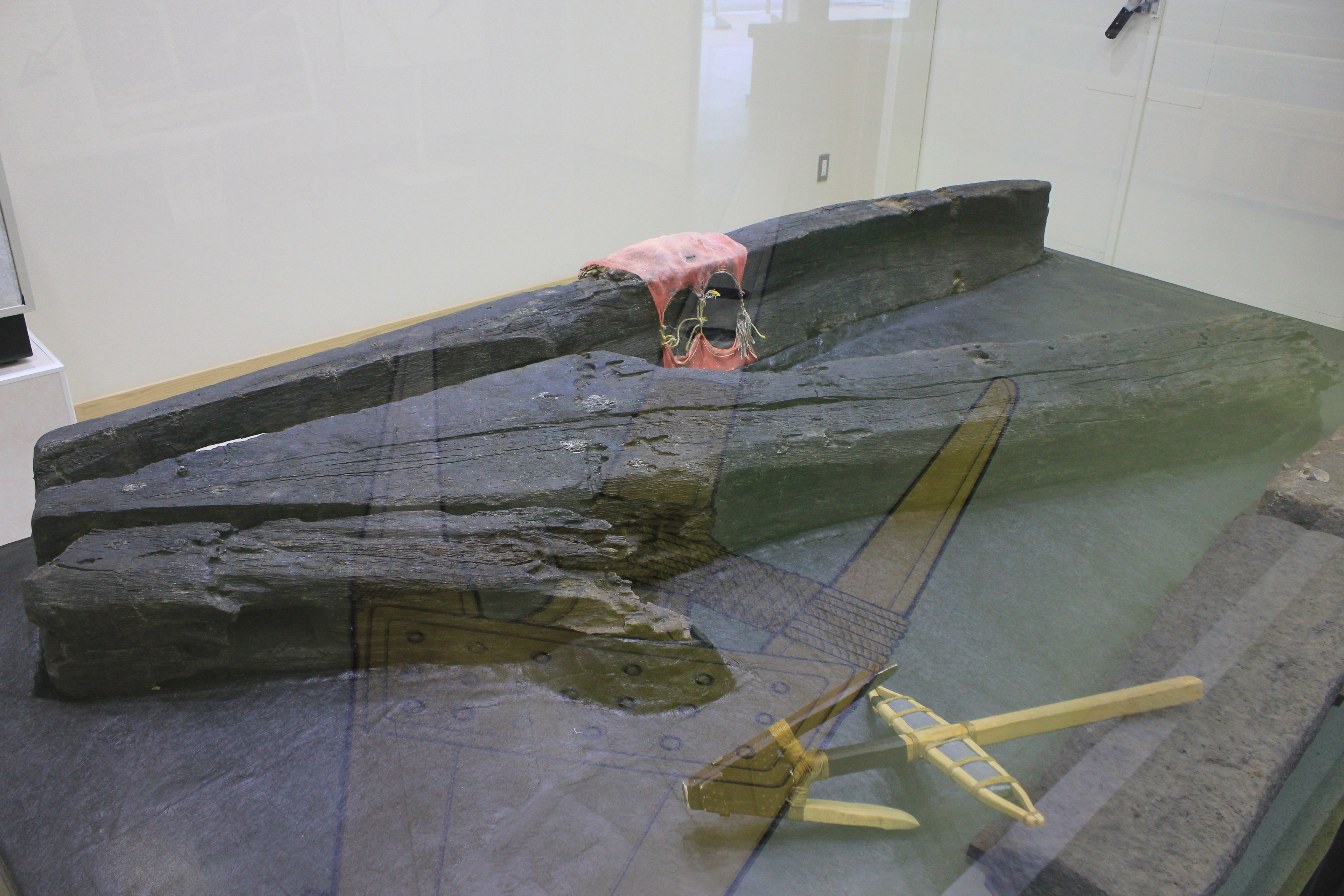
元軍船の大碇（3号）
本体残長2.66m、推定全長約7.3m
1994年（平成6年）の神崎港発掘調査で水深20～22mの海底から発掘された。この碇は発見された元軍の碇の中で最大の碇で、この碇から推定される元軍船の全長は約40mにも達する。
松浦市立鷹島歴史民俗資料館所蔵

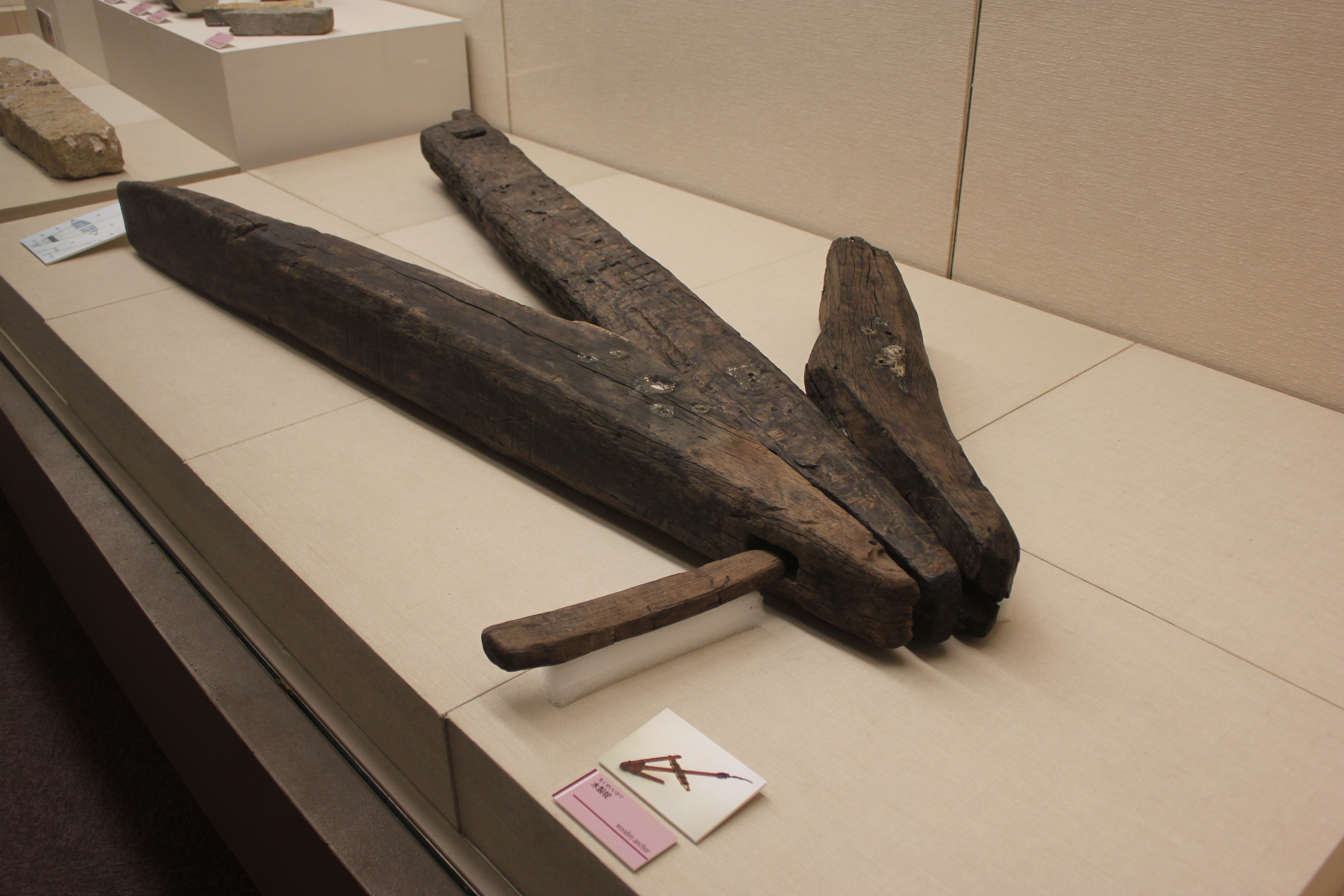
元軍船の碇（4号）
松浦市立鷹島歴史民俗資料館所蔵

弘安の役において台風により元軍船が沈没した理由として、船の建造が、服属させた高麗人や南宋人に造らせたことにあるという粗製乱造説がある。彼らはモンゴル人支配に不満を募らせていたという前提の下、造船が急務であったこともあり、突貫工事的に手抜きによって建造されていたのではないかという説である。しかし、手抜きを裏付ける史料は無く、むしろ元朝の官吏・王惲の記事『汎海小録』や『高麗史』には高麗船が頑丈だったことが指摘されており、実際に高麗船での生還者は多かった。詳しくは弘安の役・台風を参照。
また、長崎県松浦市の海底遺跡「鷹島神崎（）遺跡」で発見された元軍沈没船の琉球大学と松浦市教委による調査の結果、元軍船の船底は二重構造となっており、頑丈に造られていたことが判明した。調査を主導した琉球大学教授・池田栄史によると、船底に内側から木材を張って二重に補強することで水が入り込まないように工夫していたとみられ、当時の貿易船では見られない頑丈な構造であった。これらの新発見の結果、池田栄史は「（元軍船は）丁寧な組み方をしており、粗製乱造ではなかったのでは」と粗製乱造説に否定的見解を示した。なお、発見された元軍船の全長は、25〜27mほどと推定されている。また、船体とは別に発見されていた最も大きい碇の一部から推定できる最大級の元軍船は40mに達するという見解もある。

## 研究と評価

### 日本侵攻理由の諸説
文永の役は征服を目的とした侵攻では無く、威力偵察ではなかったかとの説もある。モンゴル帝国の軍事行動では、事前に兵力100〜10,000規模での威力偵察を数度行った後、本格的な侵攻を行うことがある。例えば、モンゴル帝国の外交交渉では、チンギス・カンからオゴデイの時代に掛けて行われた金王朝侵攻では、数度にわたり「軍事行動に先立ち、あるいは並行して使節を派遣し服属を呼び掛けていたことが知られており、侵攻した地域で掠奪や交戦は行われたものの、領土征服をせずに軍が撤退する場合もあった。
また、『元史』には文永の役において、元軍の矢が尽きたという記述が見られ、当時の主力武器である矢がすぐに尽きる程度の準備で来るとは考えにくいこと、日本を征服するには33,000人程度という少ない兵力であることを威力偵察の根拠に挙げている。しかしながら、元軍の日本以外の派兵兵力は、渡海侵攻である三別抄の乱鎮圧戦ではおよそ12,000、樺太侵攻でも最大で10,000、ジャワ侵攻で20,000 であり、文永の役の兵力はその他の侵攻と比べて、決して規模の小さいものではなかった。また、偵察目的であることを裏付ける史料はなく、『元史』の矢が尽きたという記述の前に、撤退理由として「官軍（元軍）整わず」とあり、日本軍との戦闘に及んで編成を乱し、撤退することに決した元軍の様子の記述があり、予定通りの撤退であったとは書かれていない。また、『高麗史』においても、元軍は日本軍の頑強な抵抗に遭い、兵力不足を勘案した結果、元軍の総司令官である都元帥・クドゥン（忽敦）が撤退を決断したことが記されている。
一方で、南宋が滅んだ後の弘安の役については様々な説がある。
旧南宋軍が主力となった江南軍10万人については軍隊兼移民団だったのでは、との見解がある。元々、南宋は金で兵士を募集する募兵という形をとっており、数は多いが所詮は寄せ集めであり、士気・忠誠心も低く、戦闘能力も高くなかったのではないかとしている。旧南宋軍の新たな雇用先として受け入れたことも元朝にとって負担であり、また軍を解散させると職を失った大量の兵士たちが社会不安の要因となってしまうというものだが、征服した現地兵を次の戦争に投入することはモンゴル帝国では創建初期からよく行われており、日本との戦いの時のみことさら強調すべきこととは考えにくい、というものである。

#### 陰謀論
江戸時代後期の国学者橘守部は、元寇は朝廷潰しを企んだ鎌倉幕府・北条氏と元朝が結託して行った自作自演であるという説を唱えた。天保の国学四大家の一人に数えられる守部がこのような荒唐無稽な珍説を提唱した背景は不明だが、一説には北条時宗を高く評価していた国学者・本居宣長に対する当てつけだと言われる。

### 海底調査

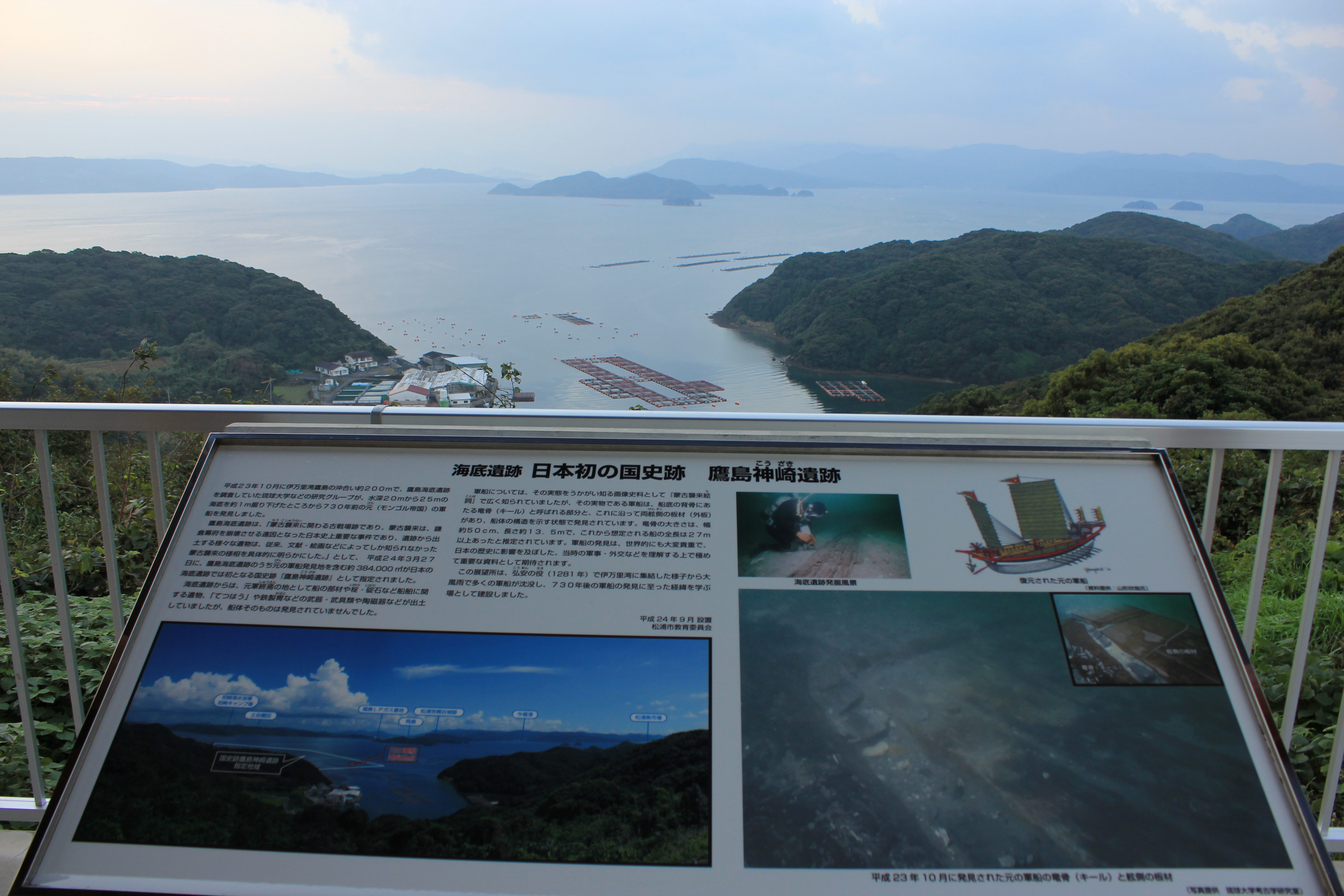
鷹島神崎遺跡
国の史跡・長崎県松浦市神崎免地先

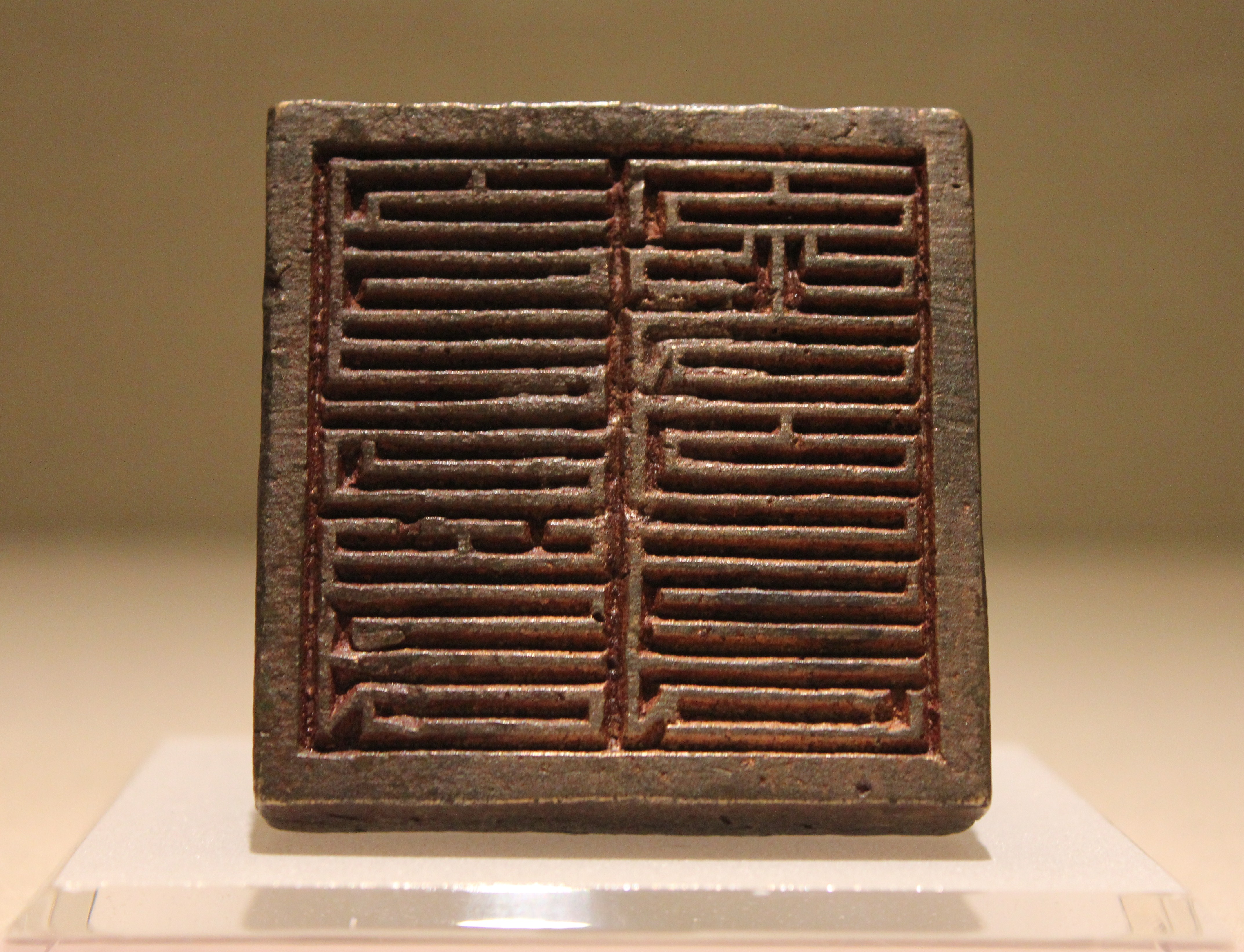
管軍総把印
高さ6.2cm、印面幅6.5cm×6.6cm、重さ726g
松浦市立鷹島歴史民俗資料館所蔵

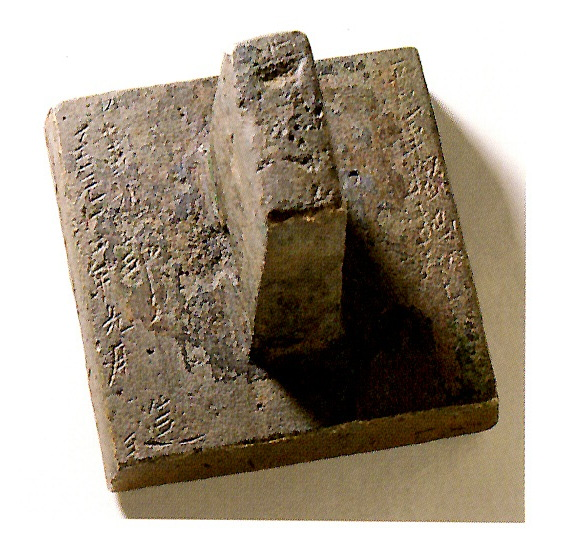
管軍総把印（裏面）
裏面の鉛右側には「管軍総把印」、左側には「中書礼部 至元十四年（1277年）九月 日 造」と刻まれている。
松浦市立鷹島歴史民俗資料館所蔵

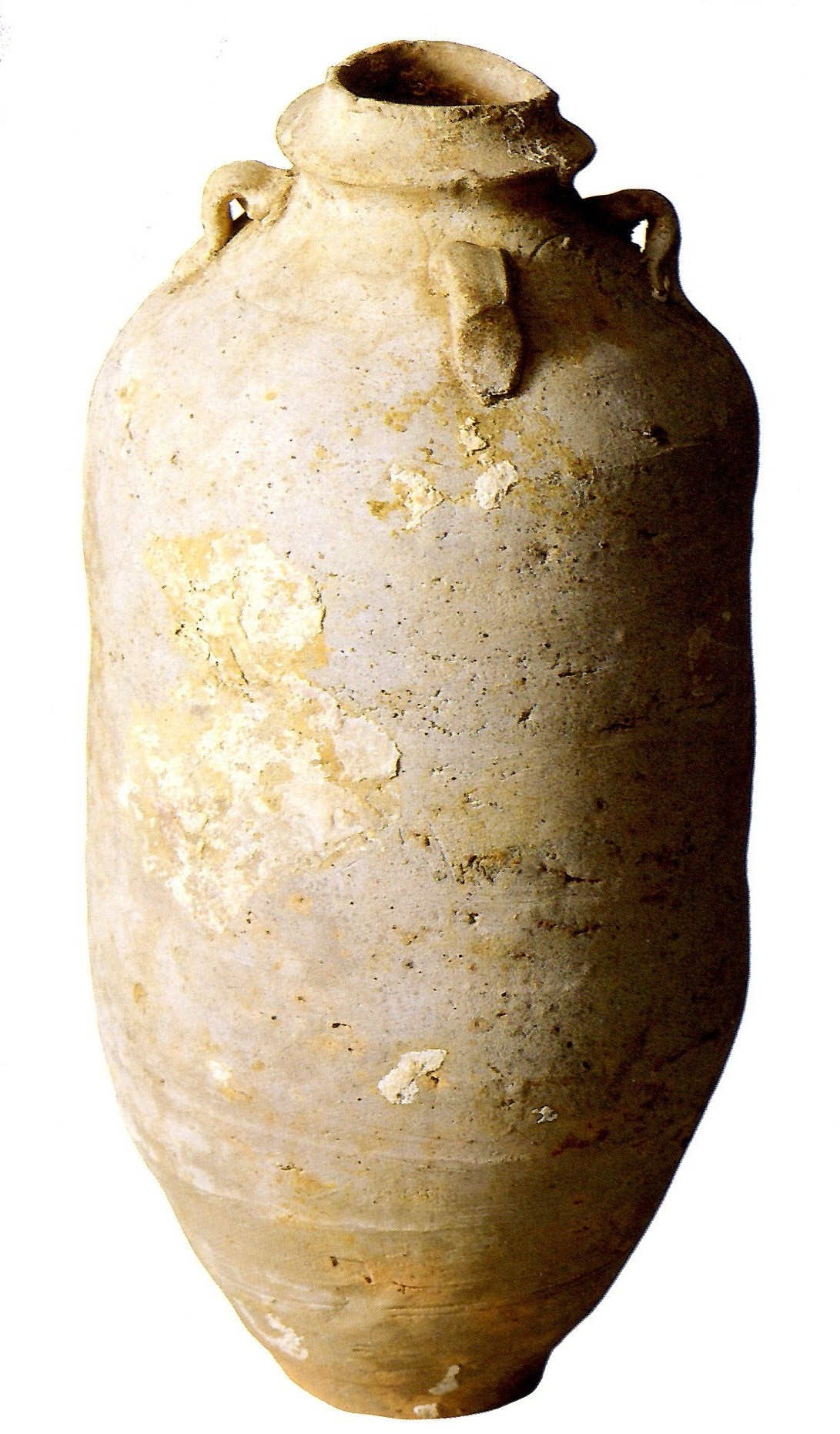
元軍の壷
高さ34cm、重さ1.2kg
鷹島沖から発見された壺。現地では、元軍の壺は唐壺（とうつぼ）と呼ばれている。
元寇史料館所蔵

近年の海底調査では、長崎県鷹島南部の海底から元軍の刀剣や碇石などが発見されている。
海から引き揚げられた物の中には、元軍中隊長クラスの管軍総把の証である「管軍総把印」と刻まれている青銅印が発見されている。管軍総把印の印字は、元朝の国字パスパ文字で刻まれており、印面の裏の左側は漢字で「中書礼部 至元十四年（1277年）九月 日 造」の字がみえる。
2011年10月24日、琉球大学教授・池田栄史の研究チームが、伊万里湾の鷹島沖海底に沈んでいる沈没船を元寇時の元軍船と判定したと発表した。2011年11月16日に参議院に提出された｢長崎県松浦市鷹島沖で発見された元寇船の文化財指定及び保存の在り方に関する質問主意書」 に対して、政府は同1月25日の答弁書において文化庁において文化財指定に向けた準備を進める見解を示し、その後元軍船が発見された鷹島東部沖合は「鷹島神崎（）遺跡」として国の史跡に指定され、日本初の水中遺跡となった。
2014年10月2日には、さらに2隻目となる元軍船を1隻目の発見地点より東に約1.7kmの地点で発見したことを池田栄史が発表。左右両側の外壁板や船体内の隔壁板の構造が分かる良好な状態で残っていることを明らかにした。なお、船体は長さ約12m、最大幅約3mで、周辺から中世の中国製とみられる茶碗、壺といった陶磁器が約20点見つかり、船体は外板が3枚打ち付けられ、船内が9枚の隔壁で仕切られている等、中世の中国船の特徴が確認できることから、江南軍の船体であったと思われる
。

元軍海底遺物
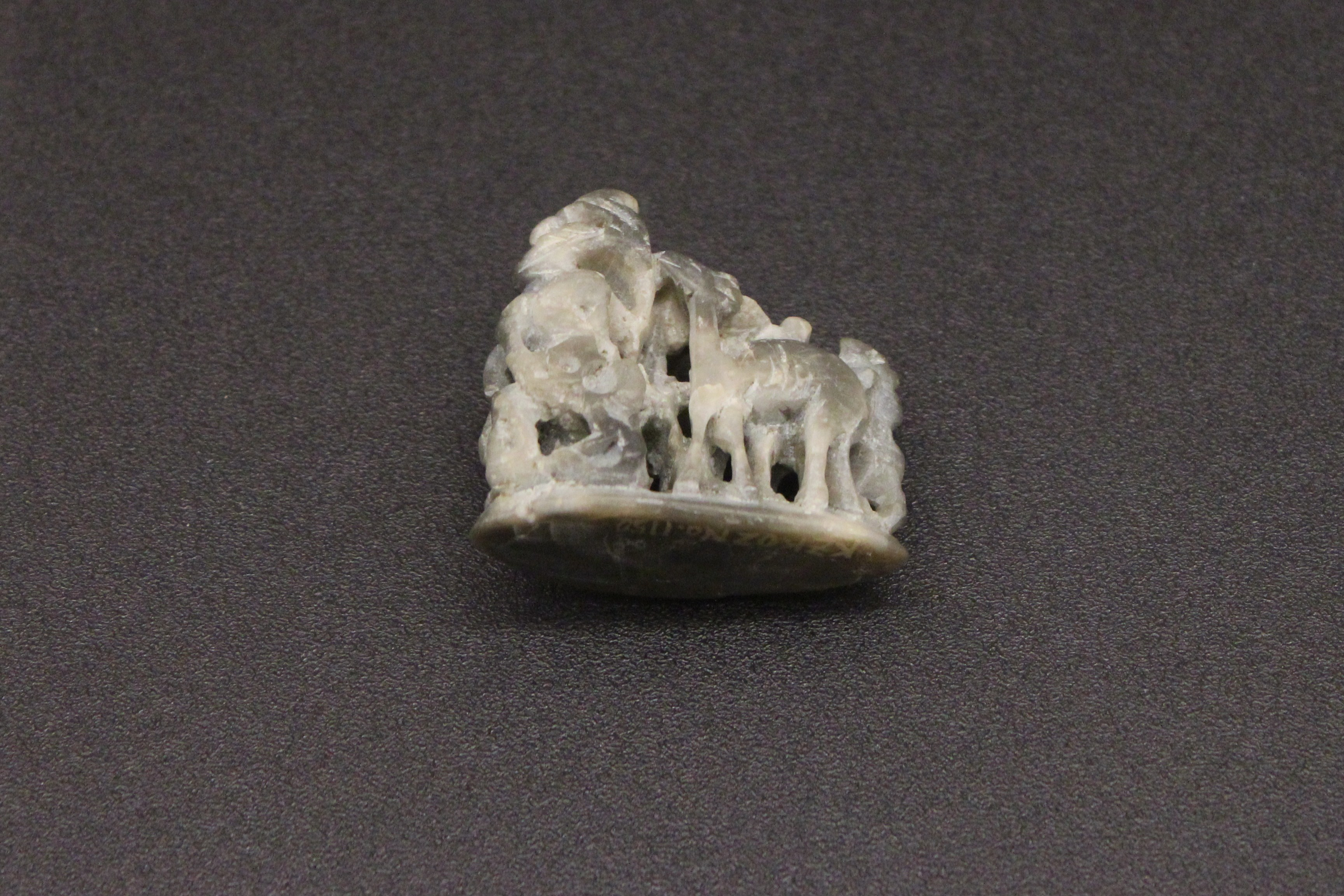
青玉製雌雄鹿像 高さ3.45cm 元軍の遺物。雌鹿と雄鹿を表した透かし彫りの彫刻である。兜や冠帽の頭頂部飾りに用いられたと考えられる。 松浦市立鷹島歴史民俗資料館所蔵
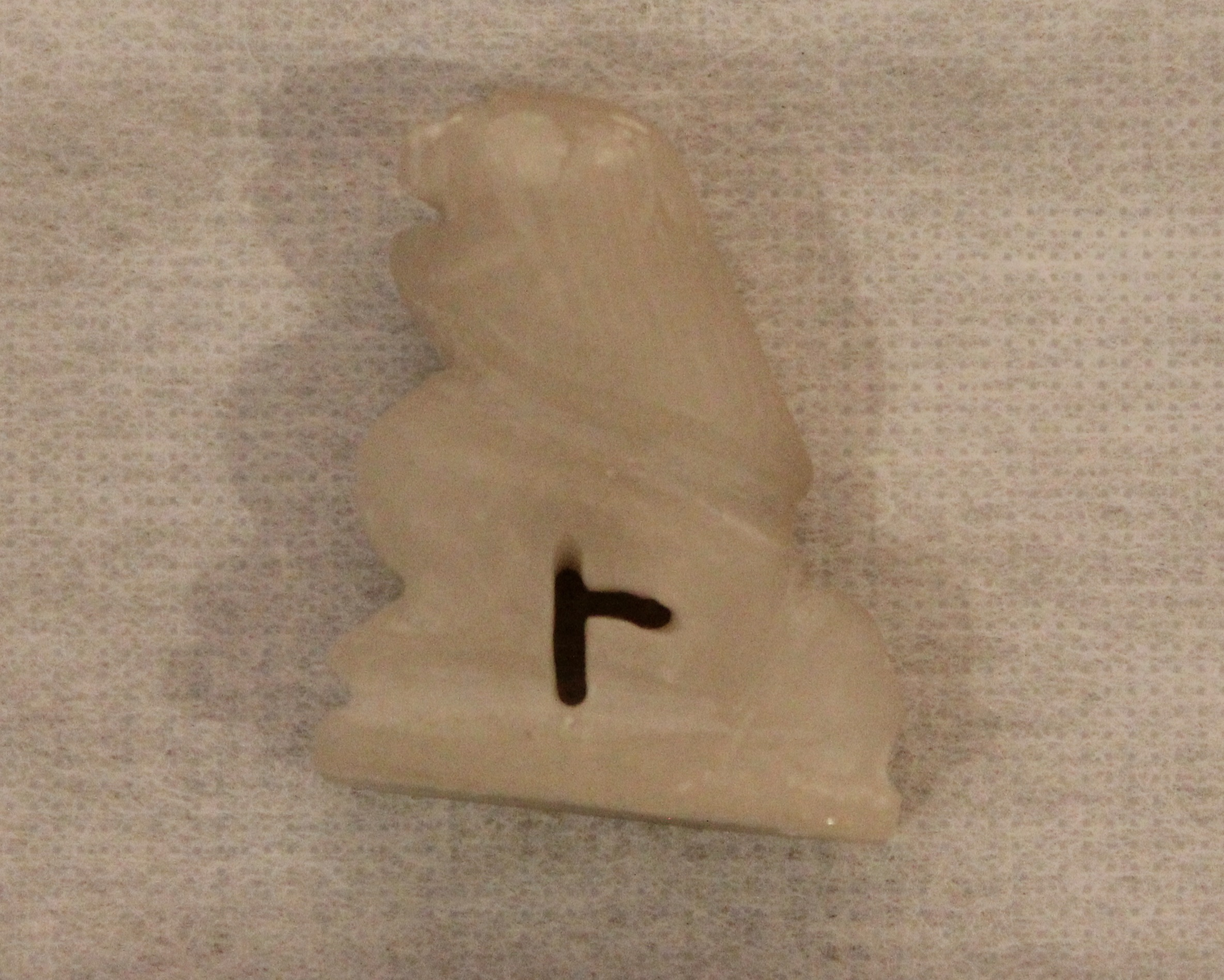
獅子像 松浦市立鷹島歴史民俗資料館所蔵
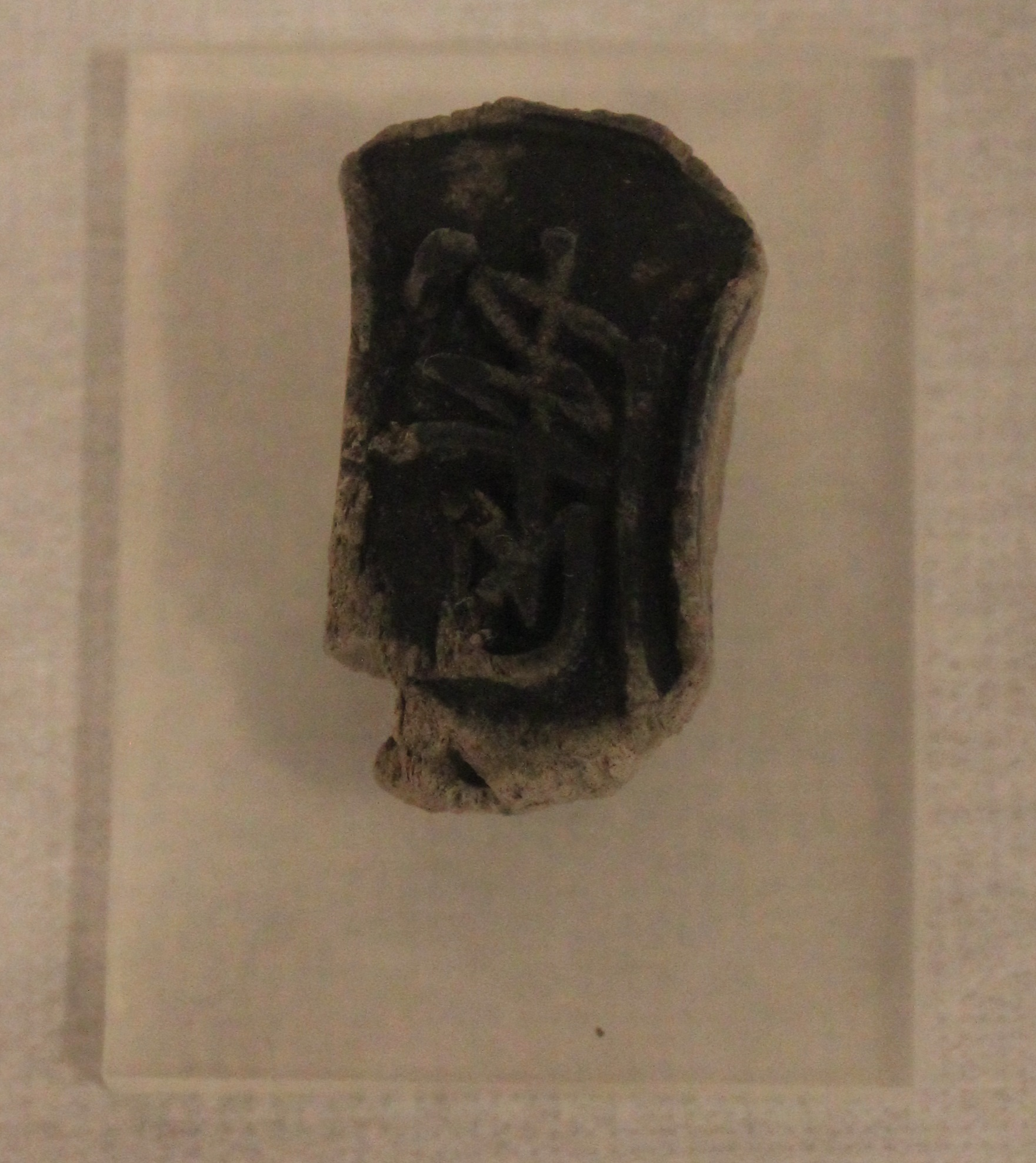
木印 松浦市立鷹島歴史民俗資料館所蔵
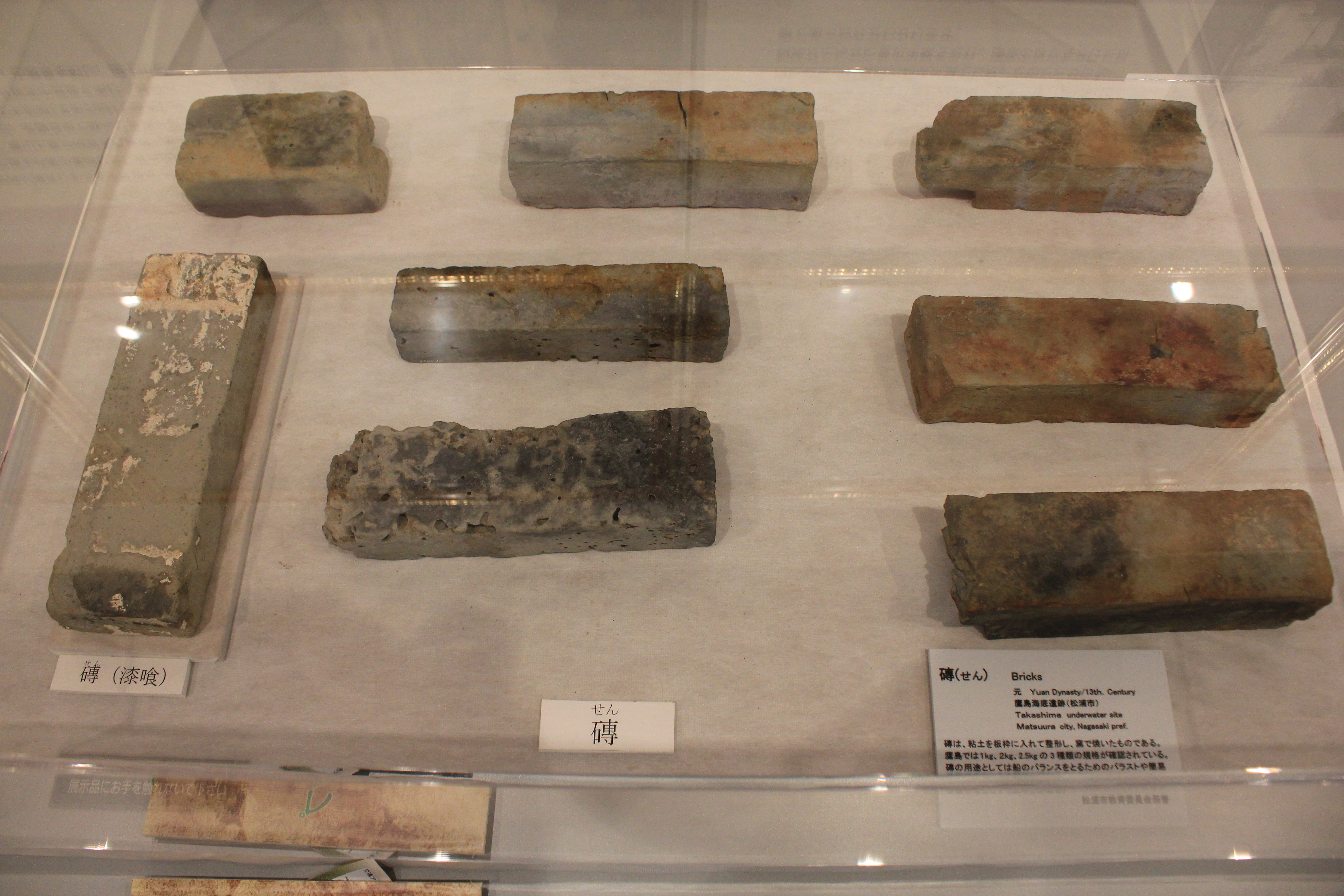
磚（せん） 重さ1kg・2kg・2.5kgの三タイプ 元軍が使用したレンガ。用途としては船のバランスをとるためのバラストとしての機能や簡易の建築に利用したものとみられる。 松浦市立鷹島歴史民俗資料館所蔵

### 日本の封建制
今谷明は、日本の勝因として、その理由を強固な組織としての封建制とそれに基づく挙国一致体制の完備によるという見解を出している。今谷明は、蒙古軍が制圧できなかったエジプトのマムルーク朝 や神聖ローマ帝国 と日本の3つの地域に共通するものとして、強固な組織としての封建制があることを指摘している。今谷はマムルーク朝についてイクター制研究で著名な佐藤次高の説明を引用し、マムルークが主君であるスルターンから与えられる地租（ハラージュ）等の租税徴収権とその当該地であるイクターを「地頭職と読み換えれば、日本の御家人制にそっくりの構造が浮かび上がる」と述べ、加えてスルターンとの強い忠誠心やマムルーク相互の間での強い仲間意識など日本の御家人制との共通点を指摘している。また、マムルーク軍団の源流としてアラブ征服時代のアラブと征服地域の非アラブとの間に行われたパトロン（保護者） - クライアント（被保護者）の関係、「ワラー関係」についての清水和裕の研究 にも触れ、清水の「主人と従属者の間に結ばれる、法的に保証された個人的紐帯であった」という説明から、これらも「日本の武士団の勃興とその封建制的関係に極めて似通った軍団の性格がみられるということになろう」と評している。

### 高麗人の関与
上記「日本招諭の発端」の節にもあるように、1265年（文永2年・至元2年）、高麗人である趙彝（ちょうい）がクビライに「日本は高麗の隣国であり、典章（制度や法律）・政治に賛美するに足るものがあります。また、漢・唐の時代以来、或いは使いを派遣して中国と通じてきました」 とし、日本との通交をクビライへ進言している。このことがクビライが日本に興味を持つ契機となった。
1272年（文永9年・至元9年）には、高麗国王・元宗の子の王世子・諶（しん、後の忠烈王）が、大元朝のクビライに「日本は、いまだ陛下の聖なる感化を受けておりません。ゆえに命令を発して我が軍の装備や糧食を整えさせました。今こそ戦艦兵糧を使うべきです。わずかではありますが、臣たる私めにお任せくだされば、つとめて心力を尽くし、帝の軍をいささかでもお助けできますことを切願しております」 と具申した記録が『高麗史』に残っている。李氏朝鮮の柳成龍の『懲毖録』にも「昔、高麗が元の兵を導いて日本を攻撃した」とあり、李氏朝鮮時代においても元寇に対する高麗の主導的な関与があったとの認識であった。
また『元史』によると高麗国王・忠烈王は弘安の役後、「高麗国王、請自造船一百五十艘、助征日本。」と150艘の軍船を自ら作り、日本遠征を援助したいとクビライに上奏している。
高麗はモンゴル帝国の侵攻を受ける以前は武臣が王を傀儡化して政権を執っており、元宗、忠烈王以降の高麗国王はモンゴル帝国の兵力を借りることによって王権を奪い返したため、それ以後、高麗王はほとんどモンゴル帝国に頼り、モンゴル名を貰い、モンゴル帝国皇帝の娘を王妃にし皇帝であるクビライ王家の娘婿（キュレゲン、グレゲン）となる姻族、「駙馬高麗国王家」となっていた。このようなモンゴル帝国に頼らざるを得ない状況の忠烈王が、自身の王権を保つためにクビライの意を迎えようと、これらの発言を行ったとする見解がある。

### 日蓮伝「手ヲトヲシテ船ニ結付」の解釈
日蓮は大量の書簡を自筆して弟子や信徒たちに発送し、信徒や弟子達もこれを大切に保管したため、現在でも真筆とみなし得る著作や書簡、断片を含めても600点を越えるとされている。しかし、一般信徒に向けた日蓮の伝記や書簡の整理は教団の拡大が進展する室町時代頃から本格的に始まる。室町時代、応仁の乱以降に日蓮宗の勢力拡大とともに教団内外の要請に応える形で各種の日蓮の伝記集が成立した。このうち『元祖化導記』と『日蓮聖人註画讃』が後代まで模範となる主要な日蓮伝の双璧となったが、日朝の『元祖化導記』は日蓮の書簡を主要典拠として正しい日蓮の歴史像を明示しようという学究性の高い伝記であった。『元祖化導記』と時期を同じくして成立した日澄の『日蓮聖人註画讃』はとりわけ日蓮の各種書簡と伝世された祖師伝説とを合わせて成立した絵巻による伝記であり、全国的な日蓮宗の布教網の拡大に合わせ、当時の日蓮宗徒や巷間に流布していた「超人的で理想的な祖師像」に合致した内容でもあった。『日蓮聖人註画讃』の第59段「蒙古来」は文永の役について「一谷入道御書」を主な典拠としており、「一谷入道御書」で日蓮が伝えた「手ヲトヲシテ船ニ結付」という文言はここでも現れている。特に『日蓮聖人註画讃』は室町時代から江戸時代にかけての一般的な（超人的な能力や神通力を具有する祖師としての）日蓮像の形成に強い影響を及ぼすことになる。
『日蓮聖人註画讃』は江戸時代に入って幾度も刊本として出版されており、江戸時代における元寇関係の研究書では、津田元貫の『参考蒙古入寇記』や群書類従の編者でもある塙保己一の『螢蠅抄』、橘守部の『蒙古諸軍記弁疑』などで頻繁に引用されている。本来『日蓮聖人註画讃』は文永・弘安の役についての史料としては日蓮の没後200年程たって成立したことからも明らかなように二次的なものに過ぎないのだが、江戸時代における『日蓮聖人註画讃』の扱いは、橘守部が「日蓮画讃の如き実記」と述べているように「実記」として意識され、大抵は無批判に引用される傾向があった。『日蓮聖人註画讃』の文永・弘安の役についての史料価値についての批判的研究は、明治時代、1891年（明治24年）になって小倉秀貫が『高祖遺文録』などにある日蓮書簡の詳細な分析を通さないうちは史料とはみなせない、と論じるまで待たねばならない。明治期に入り、小倉と同じ1891年（明治24年）11月に山田安栄は日本内外の元寇関係の史料を収集した『伏敵編』を著した。『伏敵編』は『善隣国宝記』や『異称日本伝』、『螢蠅抄』、『蒙古諸軍記弁疑』、大橋訥庵『元寇紀略』など江戸時代やそれ以前から続く元寇史研究の成果を批判的に継承したもので、従来から引用されて来た諸史料をある程度吟味しながら引用やその資料的な批判を行っている。一方で、『伏敵編』の編纂は、当時、福岡警察署長の湯地丈雄の主導で長崎事件（1886年）を期に進められていた元寇記念碑建設運動との関係で行われたものであり、日清戦争への緊迫した情勢を反映して、江戸時代からの攘夷運動の流れを組みつつも自衛のための国家主義を標榜するという山田安栄の思想的な表明の書物でもあった。
山田安栄は『日蓮聖人註画讃』の「手ヲトヲシテ船ニ結付」についても論じており、『太平記』の記述「掌ヲ連索シテ舷ニ貫ネタリ」や、『日本書紀』と比較しつつ、「索ヲ以テ手頭ト手頭ヲ連結シタルニ非スシテ。女虜ノ手掌ヲ穿傷シ。索ヲ貫キ舷端ニ結著シタルヲ謂フナリ。」と述べ、捕虜となった人々の手首同士を綱や縄で結び付けているのではなくて、手のひらを穿って傷つけそこに綱を貫き通してそれらの人々を舷端に結わえ付けた、と文言の解釈を行っている。さらに山田安栄は、『日本書紀』の天智天皇の時代（662年）について書かれた高麗の前身の国家である「百済」での事例を引き合いに出し「手掌ヲ穿傷……」（手の平に穴をあけてそこへ縄を通す」の意）やり方を、朝鮮半島において古来より続く伝統的行為としたうえで、この行為を蒙古というより高麗人によるとしている。
翻って、日蓮自身、「一谷入道御書」以降の書簡において何度か文永の役での被害について触れており、その度に掠奪や人々の連行、殺戮など「壱岐対馬」の惨状について述べており、朝廷や幕府が日蓮の教説の通り従わず人々も南無妙法蓮華経の題目を唱えなければ「壱岐対馬」のように京都や鎌倉も蒙古の殺戮や掠奪の犠牲になり国は滅びてしまうとも警告している。

### 元使殺害
文永の役後に行われた使者殺害に関して、彼らがスパイ行為を行っていたためという見解がある。文永の役以前の使者の行動はかなり自由で、道中では色々な情報を集めることができた。そのため、使者による間諜行為が行なわれたようである。『八幡愚童訓』には「此牒使、夜々ニ筑紫ノ地ヲ見廻リ、船津・軍場・懸足待路ニ至ルマデ差図ヲシ、人ノ景色ヲ相シ、所ノ案内ヲ註シ、計リスマシテゾ帰ケリ。」 とある。更に1370年に訪日した明使・趙秩に対して懐良親王が「願るに蒙古は戎狄にして華に莅み小国をもって我を視る。乃ち趙良弼を使わし我を「言朮」うに好語もてす。初めその我が国を覘うを知らざるなり。既に而して船数千を発し我を襲う。」 と述べており、元寇から約100年後でも日本側は趙良弼が日本侵略のためのスパイ行為を行っていたと認識していたことが分かる。『元史』でも、趙良弼はほぼ1年間、太宰府に留まっていたが、その間「日本の君臣の爵号、州郡の名称とその数、風俗と産物」などの情報収拾を行い、帰還して後にクビライに報告した。ただし、趙良弼は日本侵攻については「臣は日本に居ること一年有余、日本の民俗を見るに、荒々しく獰猛にして殺を嗜み、父子の親（孝行）、上下の礼を知りません。その地は山水が多く、田畑を耕すのに利がありません。その人（日本人）を得ても役さず、その地を得ても富を加えません。まして舟師（軍船）が海を渡るには、海風に定期性が無く、禍害を測ることもできません。これでは有用の民力をもって、無窮の巨壑（底の知れない深い谷）を埋めるようなものです。臣が思うに（日本を）討つこと無きが良いでしょう」と述べ、日本侵攻に反対した。
こういった行為が間諜であったと考慮されてか、文永の役以降は使者を斬るようになる。また、武家政権である鎌倉幕府の性格からの武断的措置であるとする解釈や、対外危機を意識させ防戦体制を整える上での決定的措置する考え方などがある。元使殺害の評価については同時代では日蓮が批判し、後世では2回目の日本侵攻の口実になった暴挙とする見解もあるが、『大日本史』や頼山陽らは国難に対しては手本にすべき好例と評価している。

### 神国思想

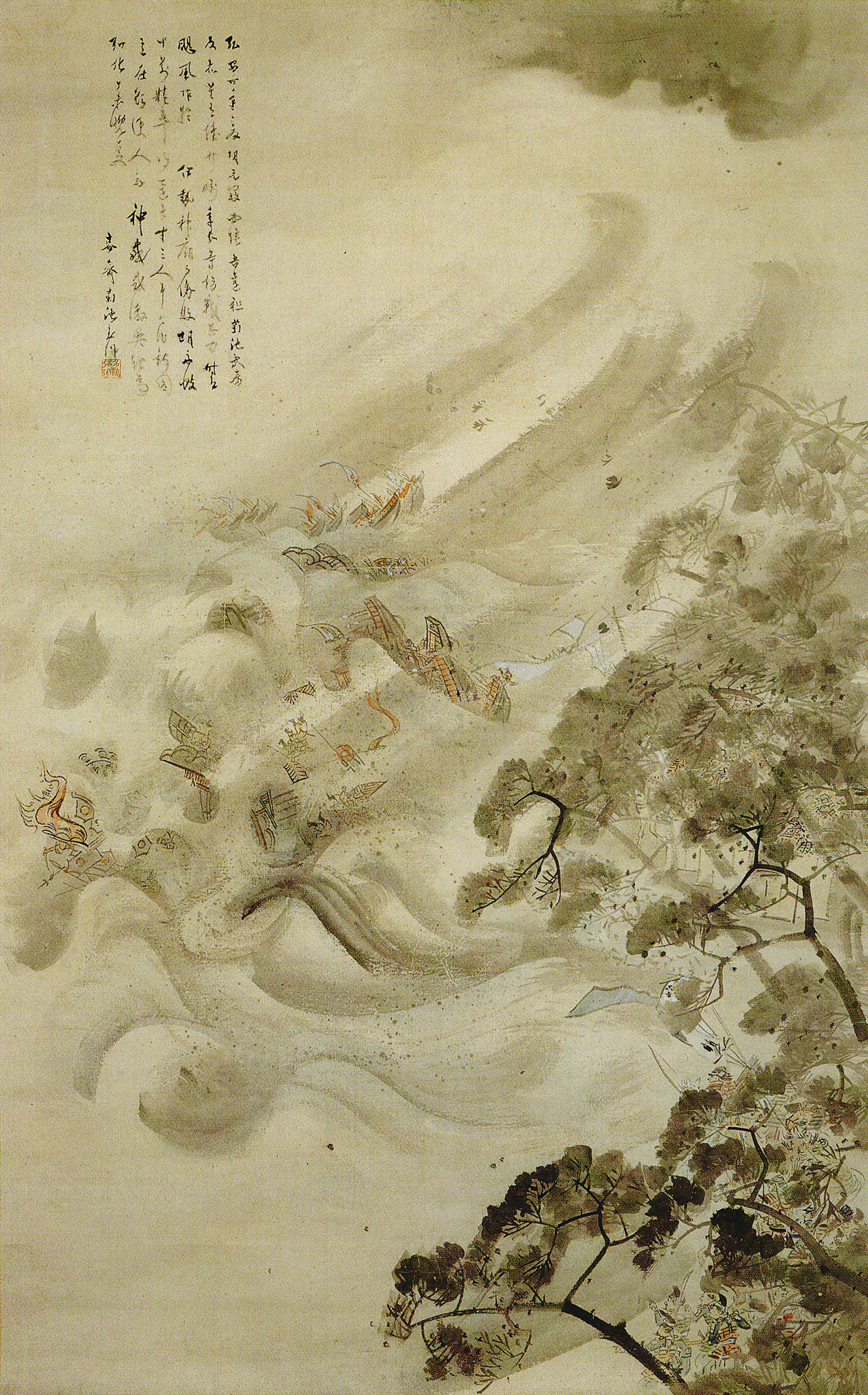
菊池容斎『蒙古襲来図』
東京国立博物所蔵
江戸時代・1847年（弘化4年）

#### 異国調伏祈祷
文永の役に先立つ1271年（文永8年・至元8年）10月25日に、後深草上皇が石清水八幡宮へ行幸して異国の事について祈願しており、文永に際して、亀山上皇は石清水八幡宮へこの報賽のため自ら行幸、参拝し徹夜して勝利と国土安穏の御祈謝を行った。翌9日には賀茂・北野両社へも行幸している。
弘安の役においても朝廷から22社への奉幣と異国調伏の祈祷が命令が発せられ、後深草上皇、亀山上皇の御所でも公卿・殿上人らの公家、上皇の身辺を警護する北面武士による般若心経30万巻の転読などの祈祷や持仏堂への供養が行われた。
朝廷や幕府は、元からの使者が来航した直後から石清水八幡宮や宇佐八幡宮などの主な八幡社、伊勢神宮、住吉大社、厳島神社、諏訪大社、東大寺、延暦寺、東寺など諸国諸社寺に異国調伏の祈祷や祈願、奉幣を連年盛んに行っていた。
幕府は弘安4年から翌5年にかけて、これら九州の諸社および伊勢神宮に対して「興行法」と呼ばれる一種の徳政令が発布し、幕府の安堵状が出されている御家人領も含めた全ての旧神領を神社へ返還するよう命じている。

### 現代中国における元寇
元朝については、中国の中学高校の歴史の授業で教えられているが、日本への進攻については短く書かれているだけで、日中戦争のような積極的に取り上げるべき重要事項とはされていない。

## 史料

### 日本側史料
- 『蒙古襲来絵詞』（竹崎季長）
- 『福田文書』
- 『金剛集』（日向 ）
- 『朝師御書見聞 安国論私抄』（日朝）
- 『五代帝王物語』
- 『五檀法日記』
- 『関東評定衆伝』
- 『鎌倉年代記』
- 『帝王編年記』
- 『深心院関白記』（近衛基平）
- 『吉続記』（吉田経長）
- 『勘仲記』（広橋兼仲）
- 『師守記』（中原師守）
- 『弘安四年日記抄』（壬生顕衡）
- 『公衡公記』（西園寺公衡）
- 『調伏異朝怨敵抄』（宗性）
- 『蒙山和尚行道記』（東越允徹）
- 『大般若波羅蜜多経』巻第四百九十八
- 『金剛仏子叡尊感身学正記』（叡尊）
- 『善隣国宝記』（瑞渓周鳳）
- 『日田記』
- 『一代要記』
- 『皇年代略記』
- 『歴代皇紀』（洞院公賢）
- 『八幡愚童訓』
- 『日蓮聖人註画讃』（日澄）
- 『予章記』
- 『将軍執権次第』
- 『武藤系図』
- 『宇都宮系図』
- 『深堀系図証文記録』
- 『龍造寺系図』
- 『江上系図』
- 『財津氏系譜』
- 『歴代鎮西要略』
- 『鎌倉遺文』

### 元朝側史料
- 『元史』
- 『元文類』
- 『新元史』
- 『元高麗紀事』
- 『心史』中興集 元韃攻日本敗北歌（鄭思肖）
- 『癸辛雑識』続集下（周密）
- 『隣交徴書』二篇巻一 論倭（呉萊）
- 『秋澗先生大全文集』巻四十 汎海小録（王惲）
- 『元敦武校尉管軍上百戸張成墓碑銘』
- 『元朝名臣事略』野斎李公撰墓碑（蘇天爵）
- 『滋溪文稿』巻二十一 碑誌十五 元故贈長葛県君張氏墓誌銘（蘇天爵撰）
- 『道園類稿』巻四十九 趙夫人墓誌銘（虞集撰）
- 『墻東類稿』故武徳将軍呉侯墓志銘（陸文圭撰）
- 『呉文正集』巻六十六 有元懐遠大将軍処州万戸府副万戸邢侯墓碑（呉澄撰）
- 『呉文正集』巻八十八 大元故御史中丞贈資善大夫上護軍彭城郡劉忠憲公行状（呉澄撰）
- 『至正集』巻第四十五 碑志二 勅賜推誠宣力定遠佐運功臣太師開府儀同三司上柱国曹南忠宣王神道碑銘并序（許有壬撰）
- 『賛皇復県記』
- 『続文献通考』
- 『日本一鑑』（鄭舜功）
- 『明史』

### 高麗側史料
- 『高麗史』
- 『高麗史節要』
- 『東国通鑑』
- 『三韓詩亀鑑』感渡海（郭預）
- 『圓鑑国師集』東征頌（冲止）
- 『金方慶墓誌銘』
- 『金周鼎墓誌銘』
- 『朝鮮王朝実録』太祖実録 総序

### ヨーロッパ側史料
- 『東方見聞録』（マルコ・ポーロおよびルスティケロ・ダ・ピサ）

## 資料館
福岡県
- 元寇史料館 - モンゴル型鎧兜や弓等の武具を収蔵。入館は要予約。
- 筥崎宮宝物館 - モンゴル型兜や弓等を収蔵。非公開。
- 九州国立博物館 - 元軍の火薬兵器「てつはう」等を収蔵。
- しかのしま資料館 - モンゴル型兜を収蔵。

長崎県
- 松浦市立鷹島歴史民俗資料館 - 海底から引き揚げられた元軍の碇や蒙古剣・兜・てつはう等の遺物を収蔵。
- 長崎県立上対馬高等学校 - モンゴル型兜を収蔵。

熊本県
- 菊池神社歴史館 - 元寇で活躍した菊池氏に関する歴史館。元軍の物と伝わるモンゴル型鎧兜および弓矢を収蔵。

愛媛県
- 大山祇神社国宝館 - 弘安の役で活躍した河野通有奉納の大鎧や河野通有奉納のモンゴル型兜や蒙古弓等を収蔵。

奈良県
- 賀名生の里歴史民俗資料館 - モンゴル型兜を収蔵。

## 史跡
福岡県
- 亀山上皇銅像
- 日蓮聖人銅像
- 今津元寇防塁
- 今宿元寇防塁
- 西新元寇防塁
- 生の松原元寇防塁
- 姪浜元寇防塁
- 地行元寇防塁
- 箱崎元寇防塁
- 西南学院大学の元寇防塁- 月曜日〜金曜日の午前9時〜午後5時まで見学可能。（夏季休暇中の公開は午前10時〜午後4時まで）
- 福岡市立博多小学校の元寇防塁- 毎週土・日曜日（12/29〜1/3を除く）午前10時〜午後5時まで見学可能。
- 筥崎宮
- 櫛田神社
- 祖原元寇古戦場跡
- 蒙古塚
- 火焔塚

長崎県
- 壱岐神社-少弐資時の墓
- 新城神社-平景隆の墓
- 新城の千人塚
- 安国寺
- 小茂田浜神社-文永の役の元軍による対馬侵攻で戦死した対馬守護代・宗資国らを祀る。毎年11月に、甲冑に身を固め海に向かって弓を鳴らす鳴弦の儀（めいげんのぎ）が行われる。
- 逃げの浦の石塁　千人塚

山口県
- 神功皇后神社 (豊北町)-山口県豊浦郡の土井ヶ浜を見下ろす神功皇后神社には、元軍の武器と伝わる「蒙古鉾」が宝物として保管されているが、鉾には江戸時代の元号である「延宝」の字が刻まれており、神功皇后神社に奉納され地中に埋もれ、時を経て発掘された際、形が変わっていたため元軍の武器として誤って伝わったと思われる。

## 関連作品
絵画
- 矢田一嘯『元寇大油絵』（1896年） - 油彩、14枚あったが、関東大震災で3枚が焼けたため、現存するのは11枚。靖国神社遊就館蔵。
- 矢田一嘯『蒙古襲来絵図』（1909年） - 油彩、14枚の連作。本仏寺（福岡県うきは市）蔵。福岡県指定文化財。
- 矢田一嘯『元寇戦闘絵図』 - 絹本著色画。8枚の連作だが、本来は16枚あった可能性がある。元寇史料館蔵。

音楽
- 「元寇」（1892年、軍歌、作詞・作曲：永井建子）
- 「元寇」（1940年、長唄、作詞：北原白秋、作曲：二代目稀音家浄観）
- 「かくて神風は吹く」（1945年、作詞：高橋掬太郎、作曲：竹岡信幸）

舞台
- 「科戸風元寇軍記（かとのかぜげんこうぐんき、元寇軍記）」 - 歌舞伎、竹柴諺蔵（げんぞう）=三代目勝諺蔵 (1844-1902) 作。

映画
- 『蒙古襲来 敵国降伏』（1937年）
- 『かくて神風は吹く』（1944年、大日本映画、監督：丸根賛太郎）
- 『日蓮と蒙古大襲来』（1958年、大映、監督：渡辺邦男）
- 『日蓮』（1979年、松竹、監督：中村登）

小説
- 海音寺潮五郎『蒙古来る』（現在は文春文庫全2巻） - 1953年（昭和28年）『読売新聞』に連載。日本の再軍備を正当化するものとの批判を受ける。
- 井上靖『風濤』講談社、1963年（新潮文庫） - 第15回読売文学賞受賞
- 豊田有恒『退魔戦記』（1969年）、時間SF小説。脇田家に伝わる古文書「退魔戦記」には、文永の役と時を同じくして出現した「退魔船」にまつわる驚くべき秘密が記されていた。
- 山田智彦『蒙古襲来』1-6 （1987-88年）毎日新聞社、のち角川文庫、講談社文庫
- 天野純希『青嵐の譜』歴史小説、集英社（2009年）
- 斎藤洋『白狐魔記蒙古の波』

テレビドラマ
- 『風雲児時宗』（1961年）
- 『北条時宗』（2001年、NHK大河ドラマ）

漫画
- 「暗殺鬼フラン衆伝 ユーラシア1274」石川賢、小学館 (BIC COMICS IKKI)、2001年 - フビライ・ハーン率いる蒙古の軍勢と、日蓮率いる腐乱衆の戦いを描く。全1巻。
- 「アンゴルモア 元寇合戦記」たかぎ七彦、角川書店 (カドカワコミック・エース) - 文永の役に襲来した元寇と対馬の攻防を描く。

ゲーム
- 『Ghost of Tsushima』（PlayStation 4、PlayStation 5）1274年の対馬を舞台に元寇を描くオープンワールドゲーム。開発はサッカーパンチプロダクションズ。

曲
- 百合若大臣 ‐ 幸若舞や説教節、浄瑠璃などの題材として使われた